# Liste de couvre-chefs
Cette page contient des caractères spéciaux ou non latins. S’ils s’affichent mal (▯, ?, etc.), consultez la page d’aide Unicode.
Cette page propose une liste de couvre-chefs par ordre alphabétique.
- Haut – A
- B
- C
- D
- E
- F
- G
- H
- I
- J
- K
- L
- M
- N
- O
- P
- Q
- R
- S
- T
- U
- V
- W
- X
- Y
- Z

## A
- Ailes de papillon : coiffe de Cholet (Maine-et-Loire)
- Ak-kalpak : chapeau traditionnel kirghize, en feutre blanc.
- Akubra : chapeau australien.
- Alto : couvre-chef estudiantin porté par les étudiants de l’ISC Saint-Louis à Bruxelles
- Aquincum (casque) : casque militaire
- Armet : casque utilisé entre le XVe et le milieu du XVIIe siècle.
- Armille : grand chapeau de paille grossière, très plat, porté par les femmes des environs de Thiers (France) pour se protéger du soleil.
- Attifet : coiffe des veuves au XVIe siècle, en pointe au milieu du front et deux arcs de cercle sur les côtés.
- Atour de gibet
- Atours de tête : nom générique pour désigner les coiffes hautes, en cornet ou à bourrelets des femmes du Moyen Âge (voir aussi hennin).

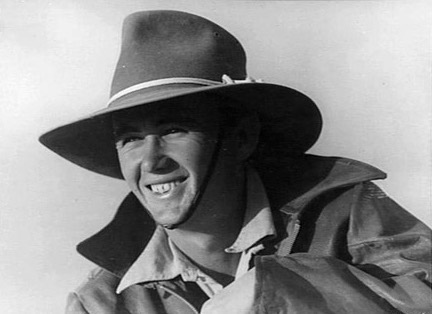
Akubra australien.
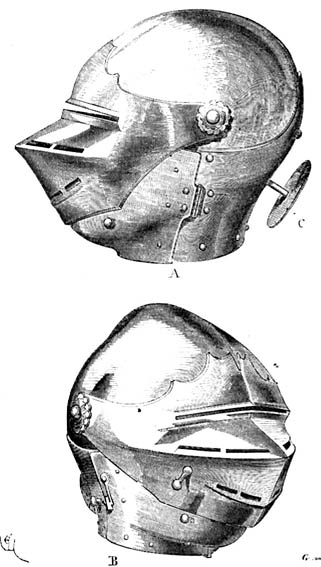
Armets florentins par Viollet-le-Duc.

- Haut – A
- B
- C
- D
- E
- F
- G
- H
- I
- J
- K
- L
- M
- N
- O
- P
- Q
- R
- S
- T
- U
- V
- W
- X
- Y
- Z

## B

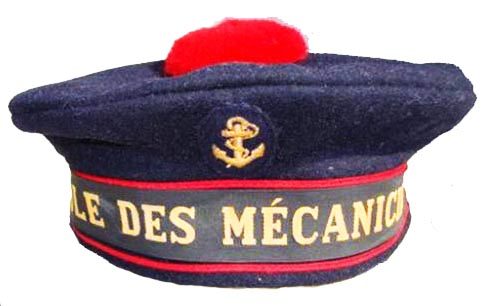
Bachi de l'école des mécaniciens.

- Bachi : appellation argotique du bonnet du marin français. Il comporte une coiffe blanche trouée au centre pour laisser passer l’agrafe du pompon rouge (appelé aussi « houpette »).
- Bachlyk : sorte d’écharpe en filet de laine, formant un capuchon pour la tête, avec des bouts pendants munis de longues houppes.
- Bada (couvre-chef) : couvre-chef béruréen.
- Bagnolette : sorte de coiffe de femme.
- Baigneuse : sorte de bonnet de femme à petits plis.
- Bakoua : chapeau traditionnel martiniquais.
- Ballon : grande coiffe saintongeaise.
- Balzo : coiffe ornementale de la Renaissance.
- Bamboche : coiffe haute formée par la superposition de différents mouchoirs attachés par des épingles. Elle était portée dans les colonies françaises par les femmes de couleur libres et fait partie des marqueurs sociaux de la société coloniale : plus elle est haute, plus les tissus qui la composent sont raffinés, plus celle qui la porte prétend à un rang élevé dans la société.
- Barbichet : coiffe limousine
- Barbute : casque médiéval
- Bardou-paisan : coiffe de la région de Châteauneuf-du-Faou.
- Barretina : chapeau typique et traditionnel des Catalans, en laine avec une forme de bonnet allongé, habituellement de couleur rouge, ou parfois aubergine (barretina musca), et souvent avec une frange noire à la base.
- Barrette : chapeau carré ecclésiastique.
- Barrette « Kurhessen-Waldeck » évangélique allemande.
- Barrette de mineur : casque de cuir bouilli des mineurs de charbon (Nord de la France).

Bavolet.
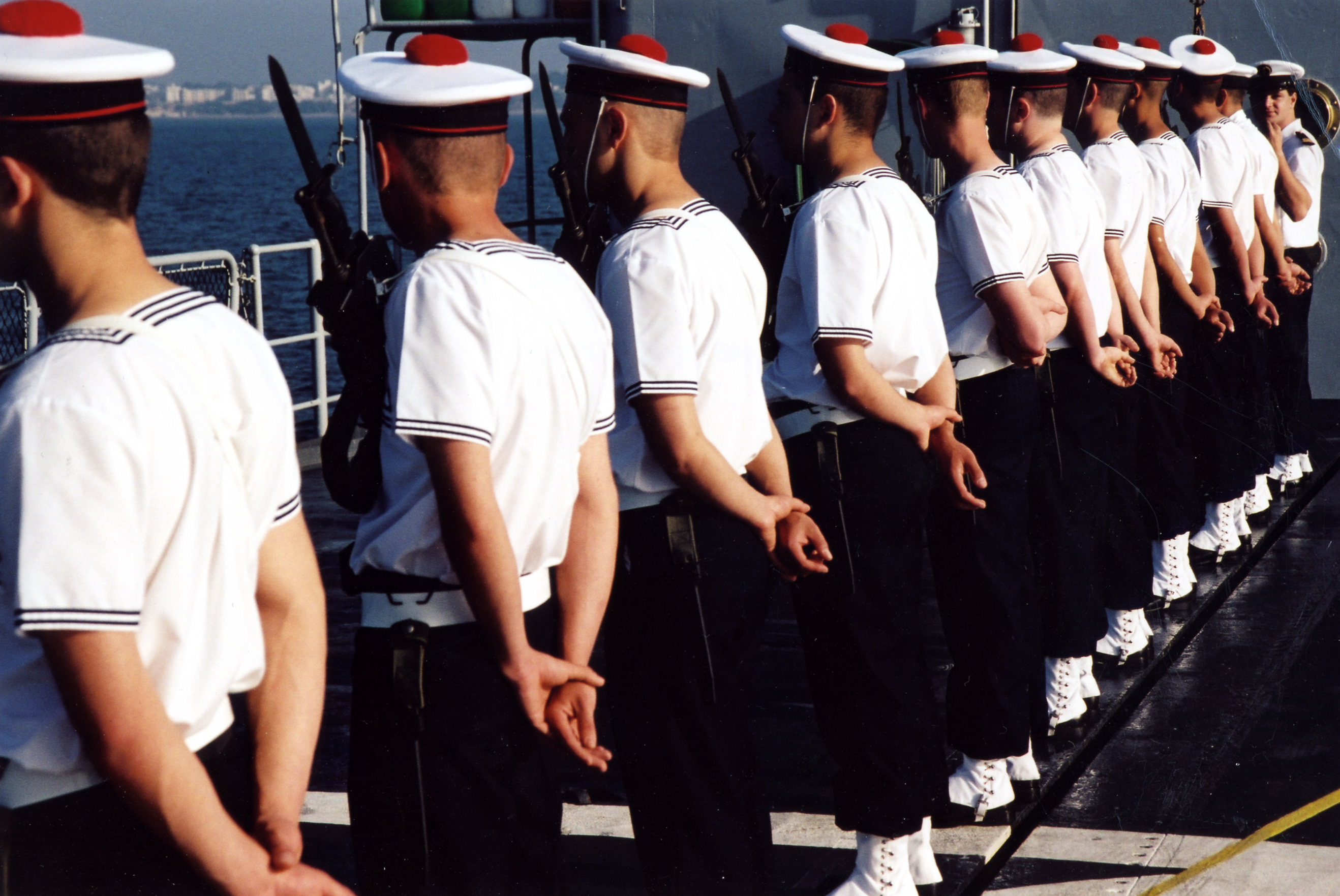
Bachis.
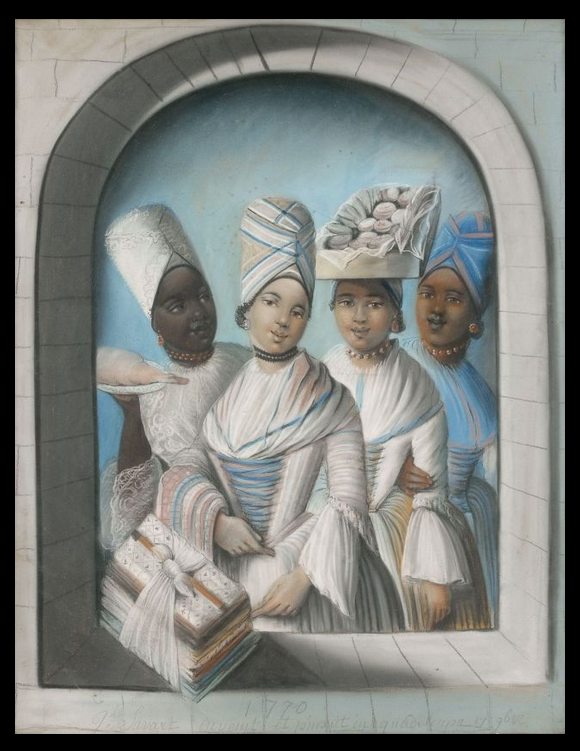
Quatre femmes créoles coiffées de bamboches, Guadeloupe, 1770.
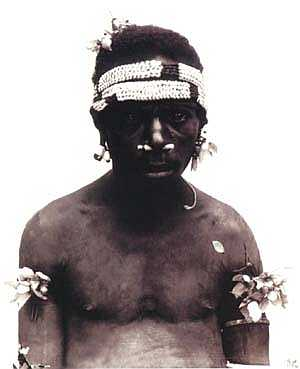
Homme de Nouvelle-Guinée portant deux bandeaux en 1896.
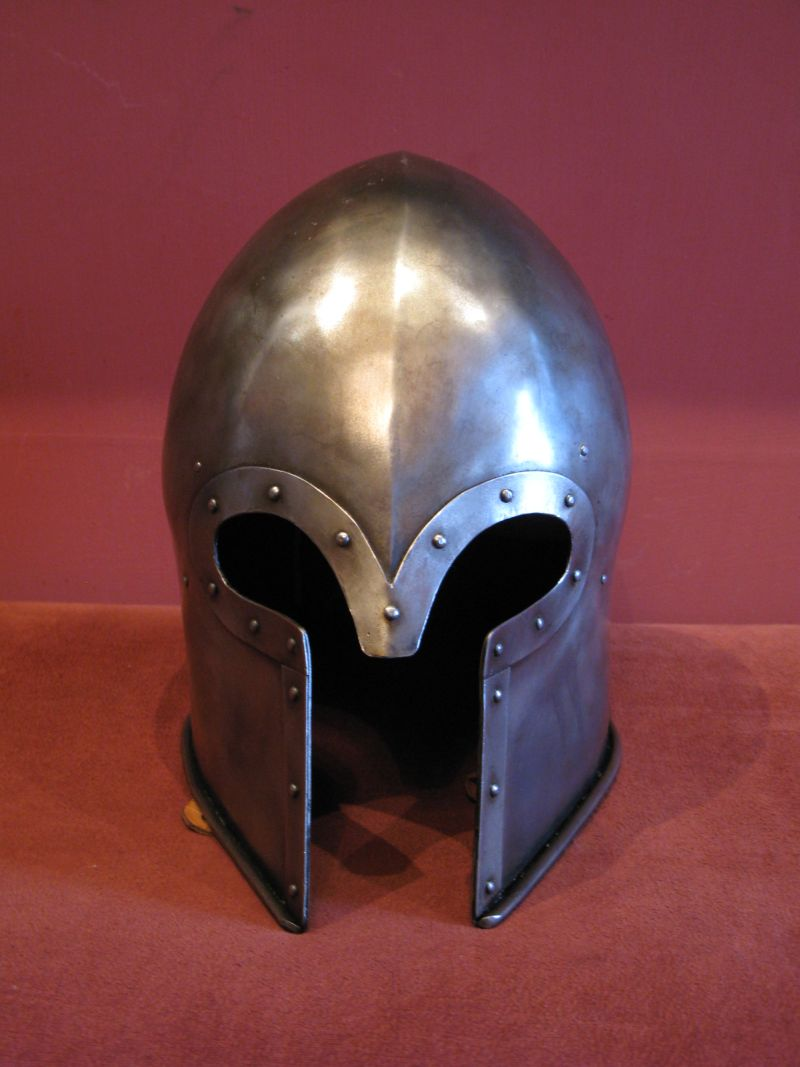
Barbute médiévale.
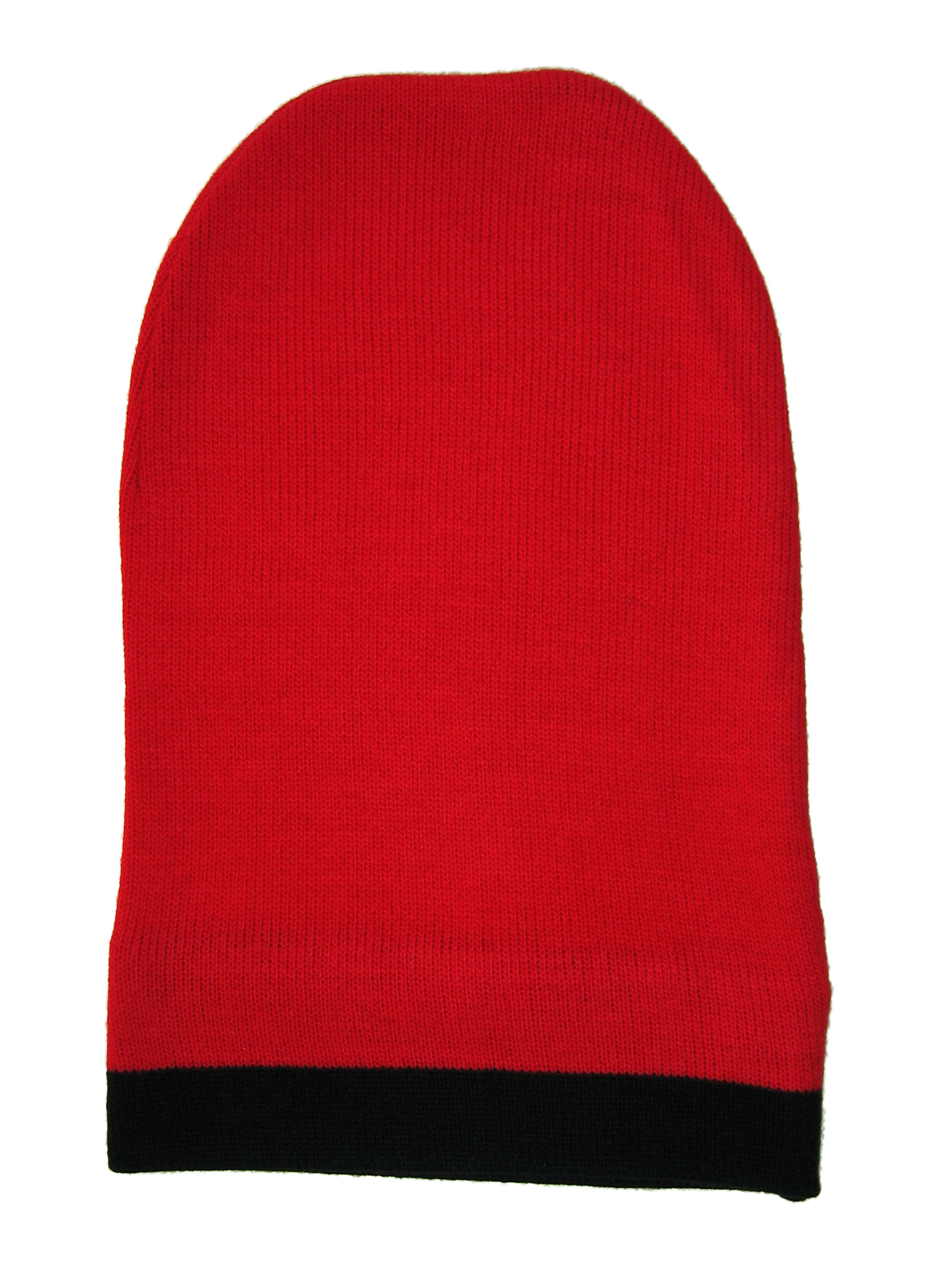
Barretina catalane.
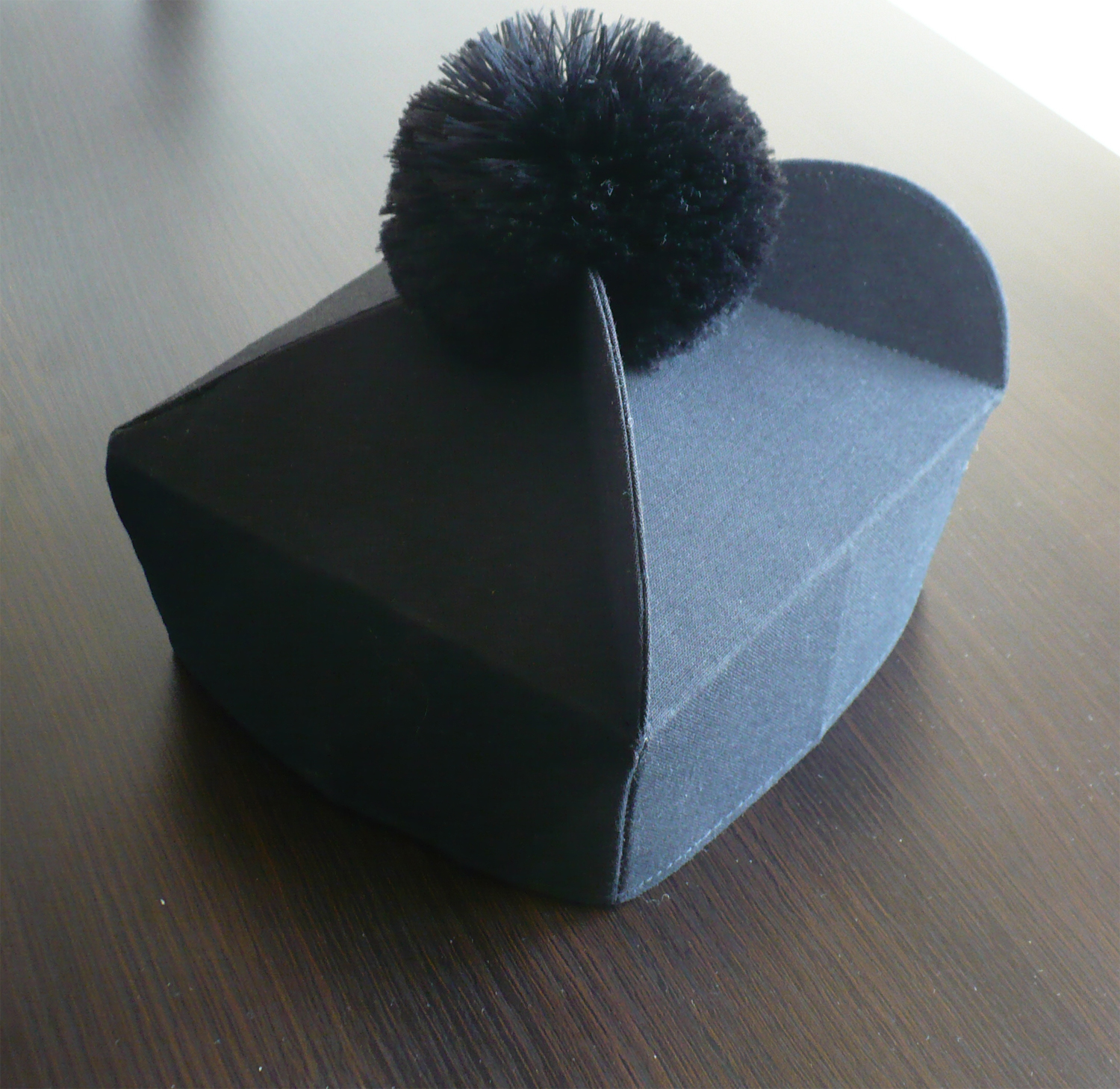
Barrette noire.
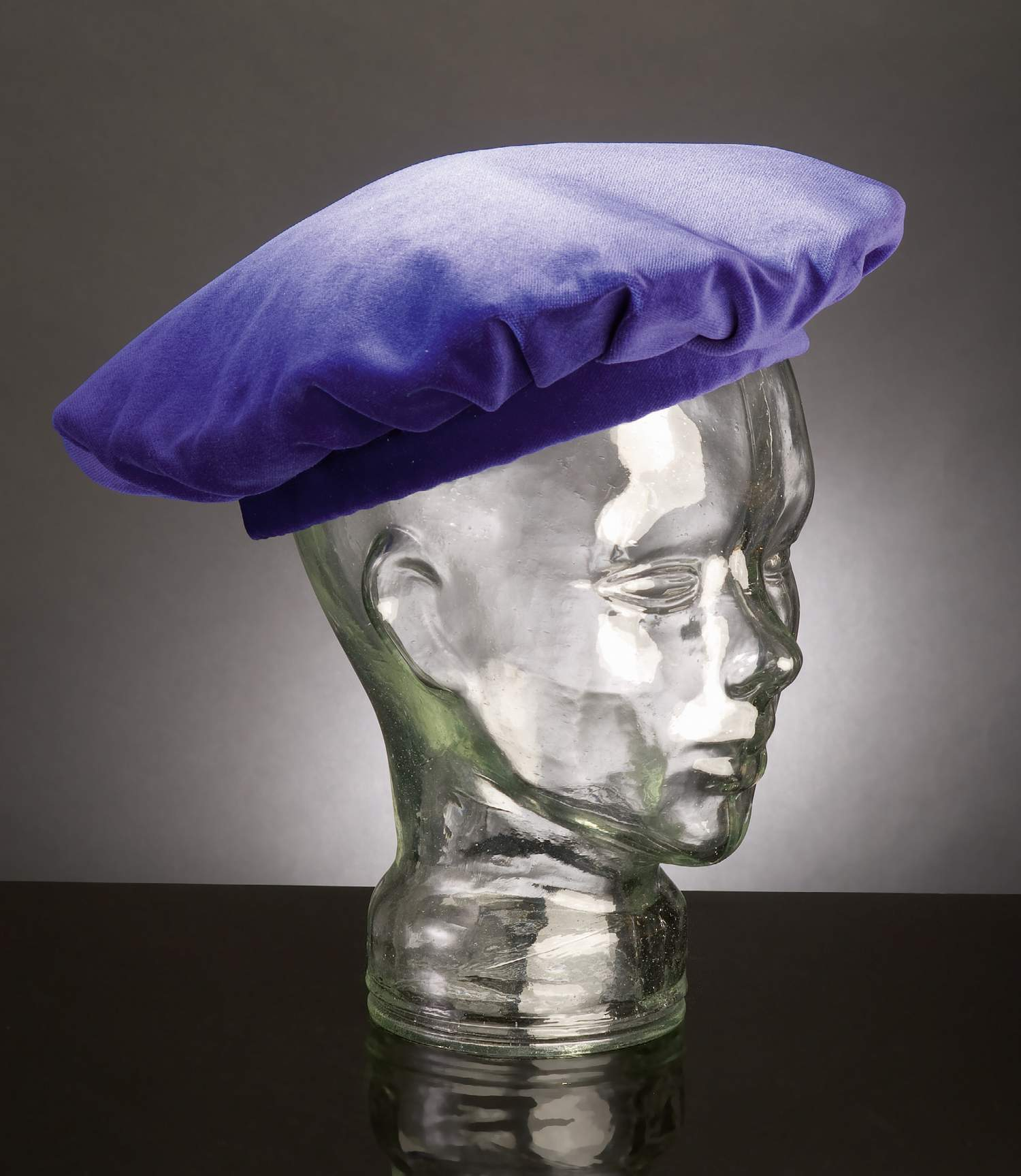
Barrette « Kurhessen-Waldeck » évangélique allemande.
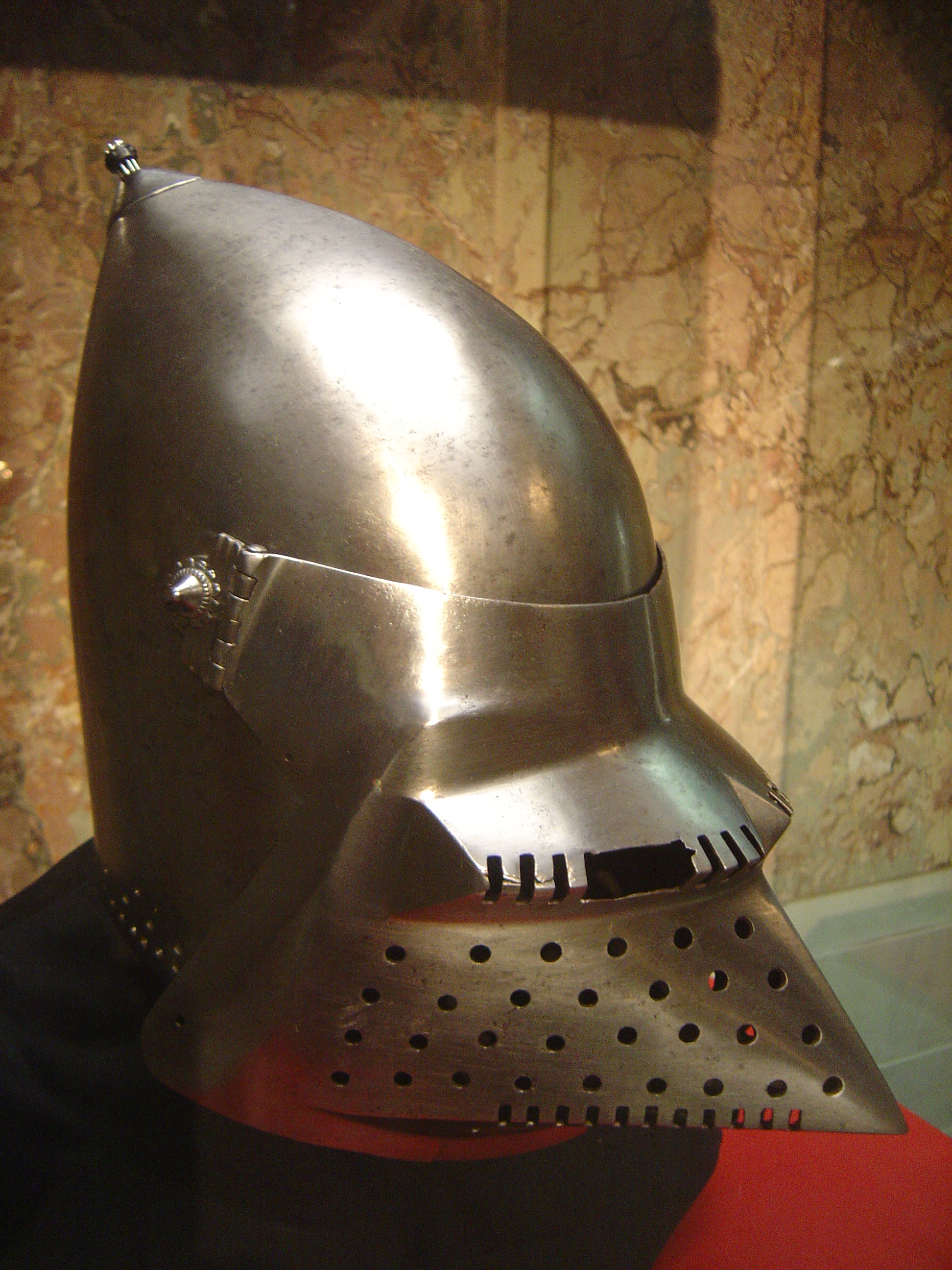
Bassinet médiéval.
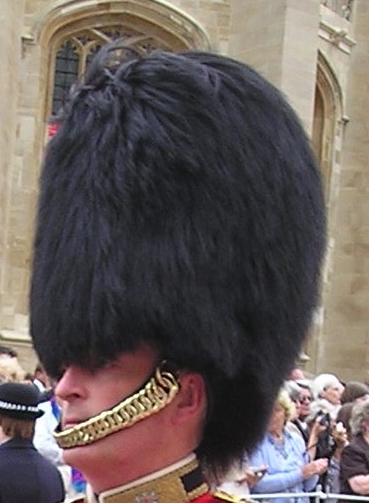
Bearskin de Coldstream Guards britannique.
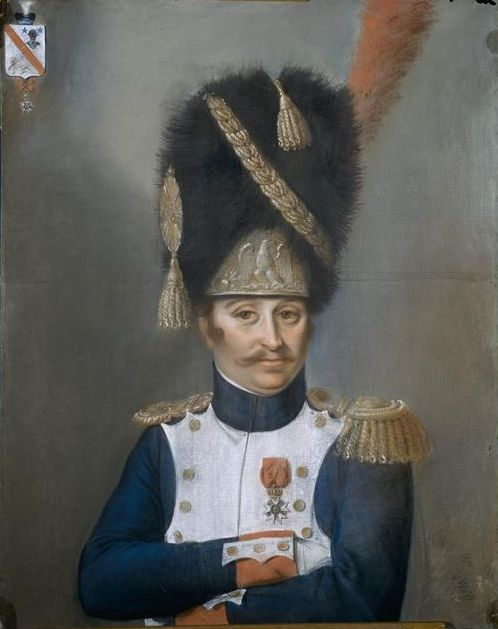
Bonnet d'ourson d'officier français de grenadiers de la garde impériale de Napoléon Ier.
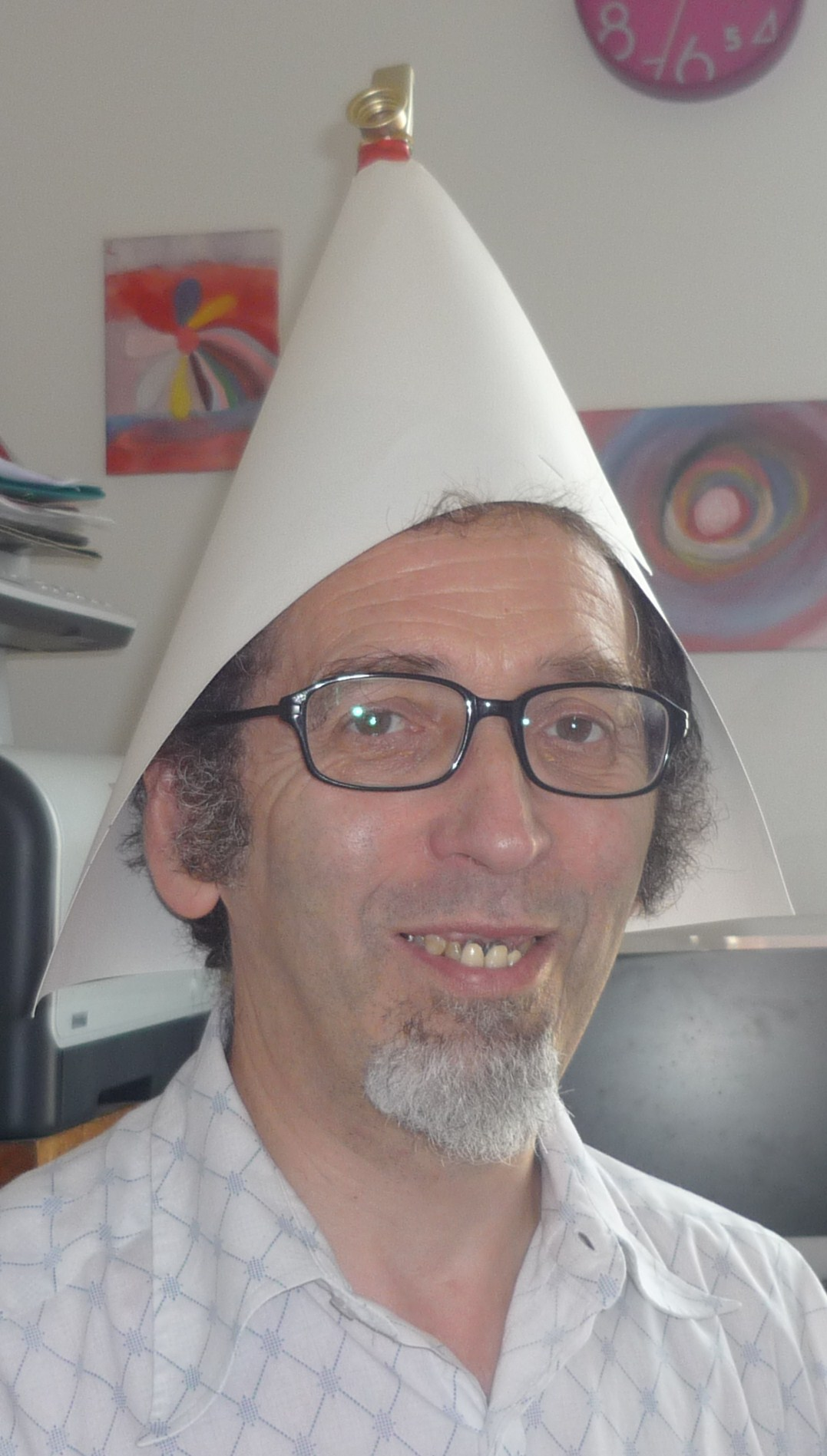
Bigophone.
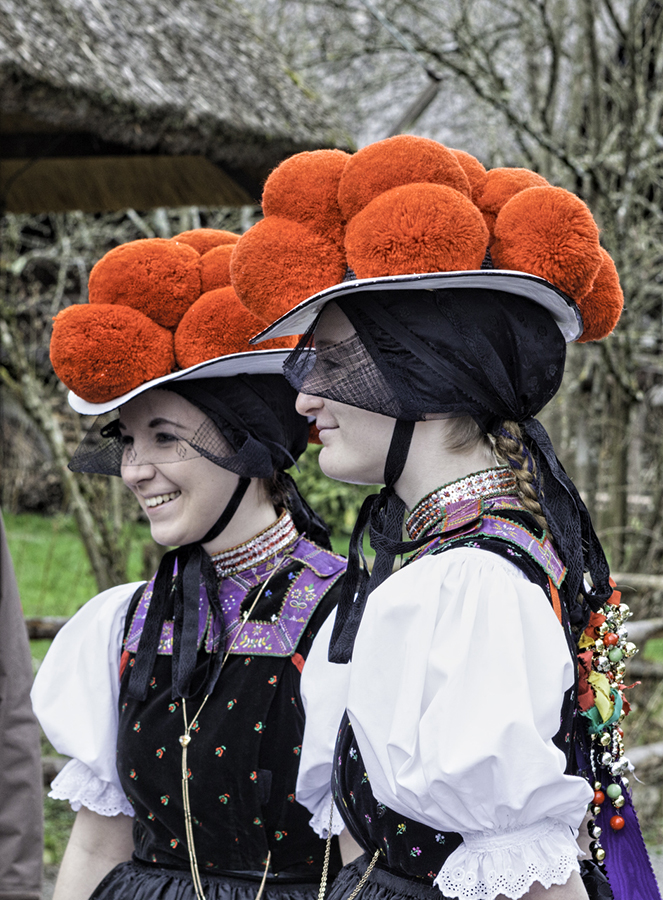
Bollenhut de Gutach (Forêt Noire).
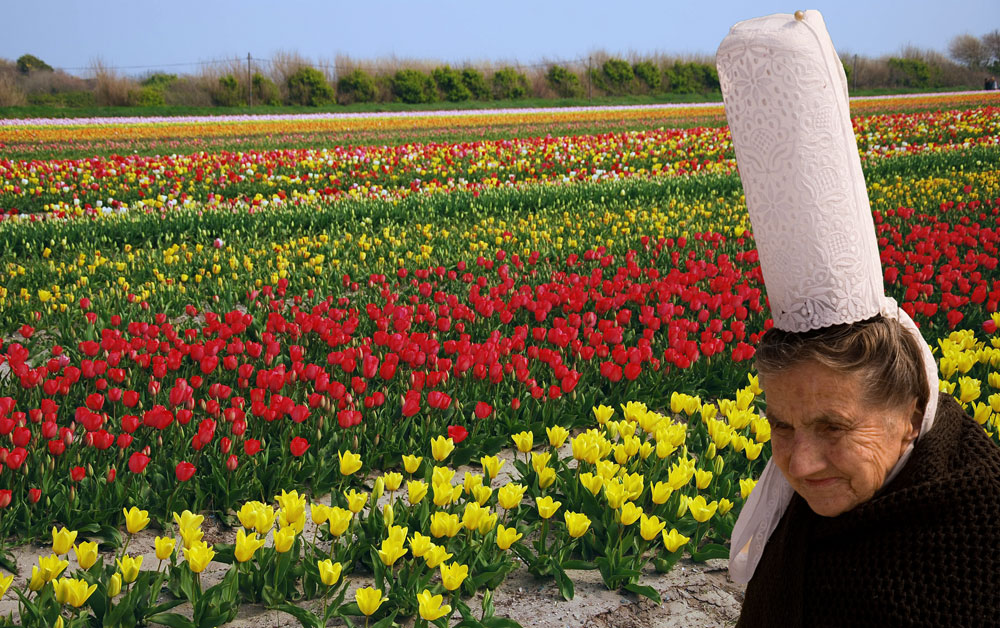
Coiffe bigoudène en Bretagne.

- Bassinet : casque médiéval
- Battant l’œil : coiffe du XIIIe siècle dont les côtés avancent le long des joues.
- Bavolet : partie arrière (pendante sur la nuque et parfois jusqu'au milieu du dos) de la coiffure féminine de l'aristocratie et de la bourgeoisie française au XVIe siècle[1]. Il en a existé des versions campagnardes jusqu'au XIXe siècle[2]. Le bavolet est aussi le nom donné à la protection ignifuge couvrant entièrement la nuque à la partie inférieure du casque de pompier.
- Bàzzelekàpp : coiffe de mariée d'Uhrwiller en Alsace.
- Bearskin : haut chapeau en fourrure d'ours des grenadiers français (napoléoniens), anglais, écossais, italiens et danois.
- Béguin : coiffe que portaient les béguines. Coiffe qui s’attache sous le menton par une bride et spécialement le bonnet que l’on mettait aux bébés.
- Béret : couvre-chef en laine tricotée et feutrée, circulaire et plat ; coiffure d’origine béarnaise.
  - Béret basque : attribut du Français au béret dans les stéréotypes. Terme rapporté par les touristes de la Côte basque à la fin du XIXe siècle, le béret était couramment porté en Pays basque, mais il n’en était pas originaire et n’y était pas fabriqué.
  - Béret d’art : en Belgique, le béret d’art est une coiffe traditionnelle des étudiants de l’École supérieure Saint-Luc de Liège, (voir aussi Penne ou Calotte).
  - Béret de chasseur alpin ou tarte (chapeau) : large béret de laine.
  - Béret régence
- Bibi : le bibi est vers 1830 un type de capote nouée sous le menton au bord dans le prolongement de la ligne de la calotte. Ensuite, il désigne tous les petits chapeaux portés sur un chignon. Puis il désigne dans les années 1970 un petit chapeau féminin sans bord. Et par extension, tout chapeau de dame.
- Bicorne ou chapeau à claque : chapeau à bords repliés sur la calotte en deux cornes (ne pas confondre avec le chapeau claque ou gibus).
- Bigophone : peut servir de chapeau artisanal de carnaval.
- Bigoudène : coiffe féminine traditionnelle du pays bigouden en Bretagne
- Bob : petit chapeau de tissu.
- Boléro : petit chapeau de femme espagnol, bord cuvette, garni de pompons.
- Bolivar : chapeau du type haut-de-forme à calotte fortement évasée en vogue vers 1820 en France : bolivar.
- Bollenhut : chapeau à pompons de Forêt-Noire (Allemagne)
- Bombe (équitation) : casque de protection classique des cavaliers.
- Boned : petite coiffe de toile, portée sous la grande coiffe bretonne.
- Boned plad : béret breton de type alpin.
- Bonnet : calotte tricotée. Certains modèles ressemblent à des chapeaux, avec une ébauche de visière et des protections latérales.
  - Bonnet allemand
  - Bonnet d’âne : coiffe de papier, munie de deux oreilles imitant celles d’un âne, et dont on coiffait les écoliers paresseux pour les punir par la honte.
  - Bonnet à poil : bonnet d’ours porté entre autres par les grenadiers de la garde nationale.
  - Bonnet de bain
  - Bonnet à la cocarde : porté en Allemagne et en France au XVe et XVIe siècles.
  - Bonnet à la Fontanges
  - Bonnet de forçat
  - Bonnet de fou
  - Bonnet de marin : voir bachi.
  - Bonnet de nuit : très en vogue au XVIIIe siècle où les hommes avaient souvent le crâne rasé pour porter des perruques et lors de la période historique appelée Minimum de Dalton, il était en coton, soie ou velours. Il se portait en intérieur et non pour dormir.
  - Bonnet derviche : couvre-chef dont la calotte à une forme de pain de sucre visant à se protéger de la chaleur, porté dans les confréries soufies comme les Derviches tourneurs.
  - Bonnet dit battant l’œil
  - Bonnet dit cornette
  - Bonnet dormeuse
  - Bonnet ecclésiastique
  - Bonnet français
  - Bonnet italien
  - Bonnet péruvien ou chullo : bonnet utilisé dans les Andes
  - Bonnet phrygien : couvre-chef de Cybèle la Républicaine, devenu symbole d'émancipation pendant la Révolution française.
  - Bonnet plat à rubans et à barbes
  - Bonnet de police : calot ; bonnet de drap de la petite tenue.
  - Bonnet de police à visière : voir képi.
- Bonnette : coiffe féminine traditionnelle du costume normand.
- Borledenn : coiffe féminine traditionnelle du pays glazik en Bretagne
- Borsalino : chapeau de feutre souple appelé Fedora en Angleterre, Borsalino est le nom d’un fabricant de chapeau italien, ce nom est passé dans le langage commun.
- Bourguignotte : nom du casque Adrian des poilus lors de la guerre 1914-1918.
- Bourrelet : chapeau d’enfant pour la protection de la tête.
- Bousingot : petit chapeau de marin en paille ou en cuir vernis en noir (argot).
- Busby (en) ne pas confondre avec Bearskin. Haut chapeau en fourrure porté par les hussards

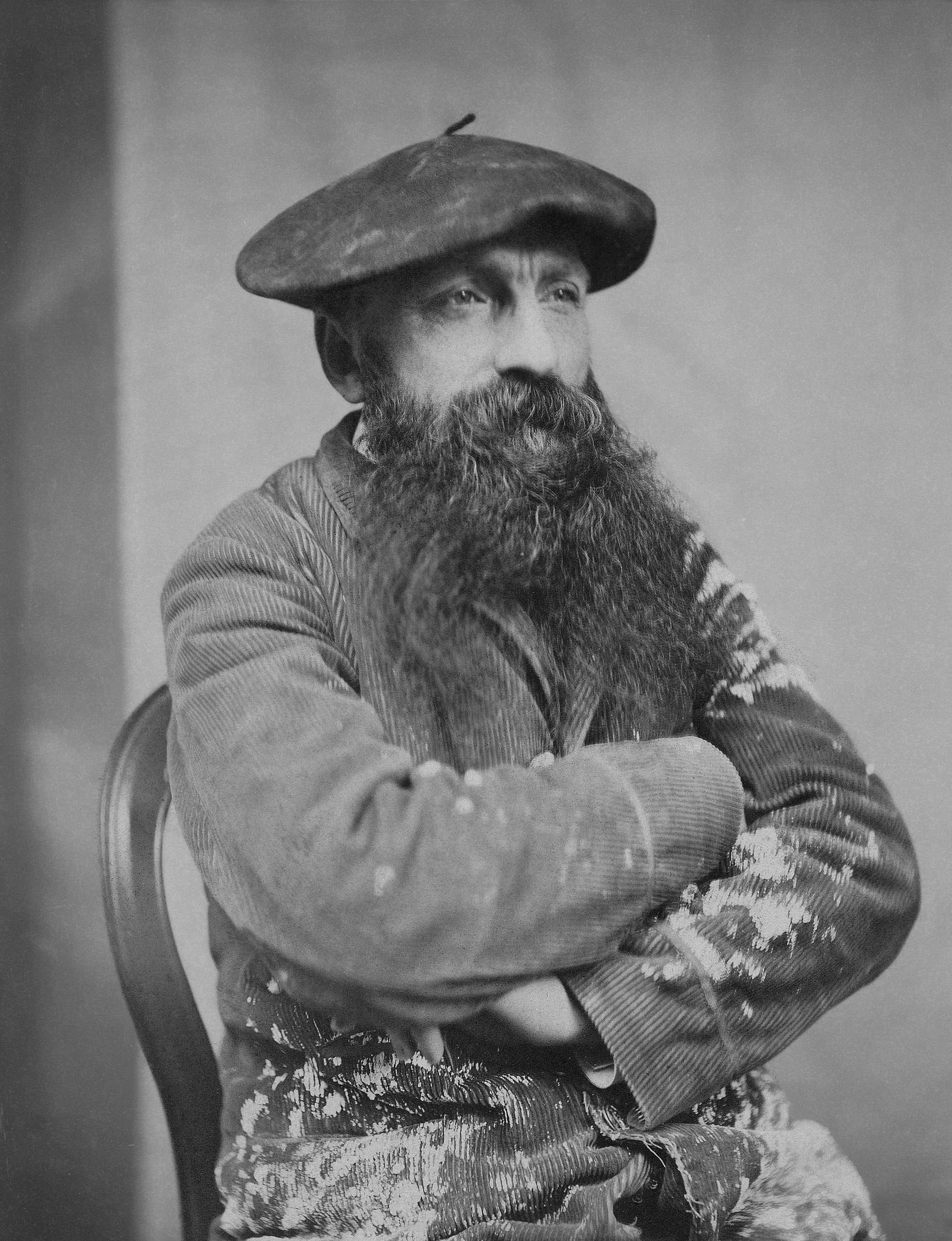
Béret.
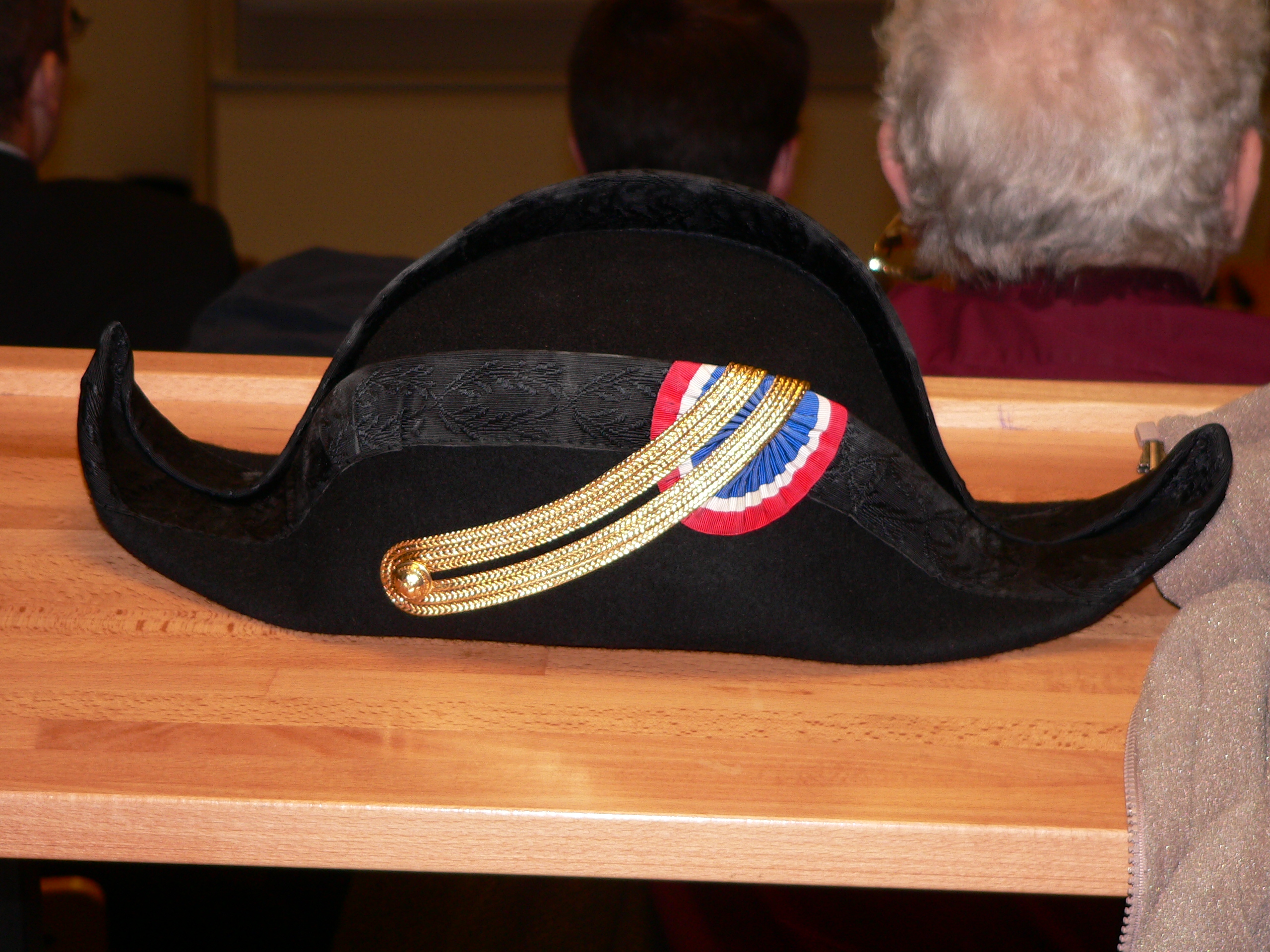
Bicorne de l’École polytechnique.
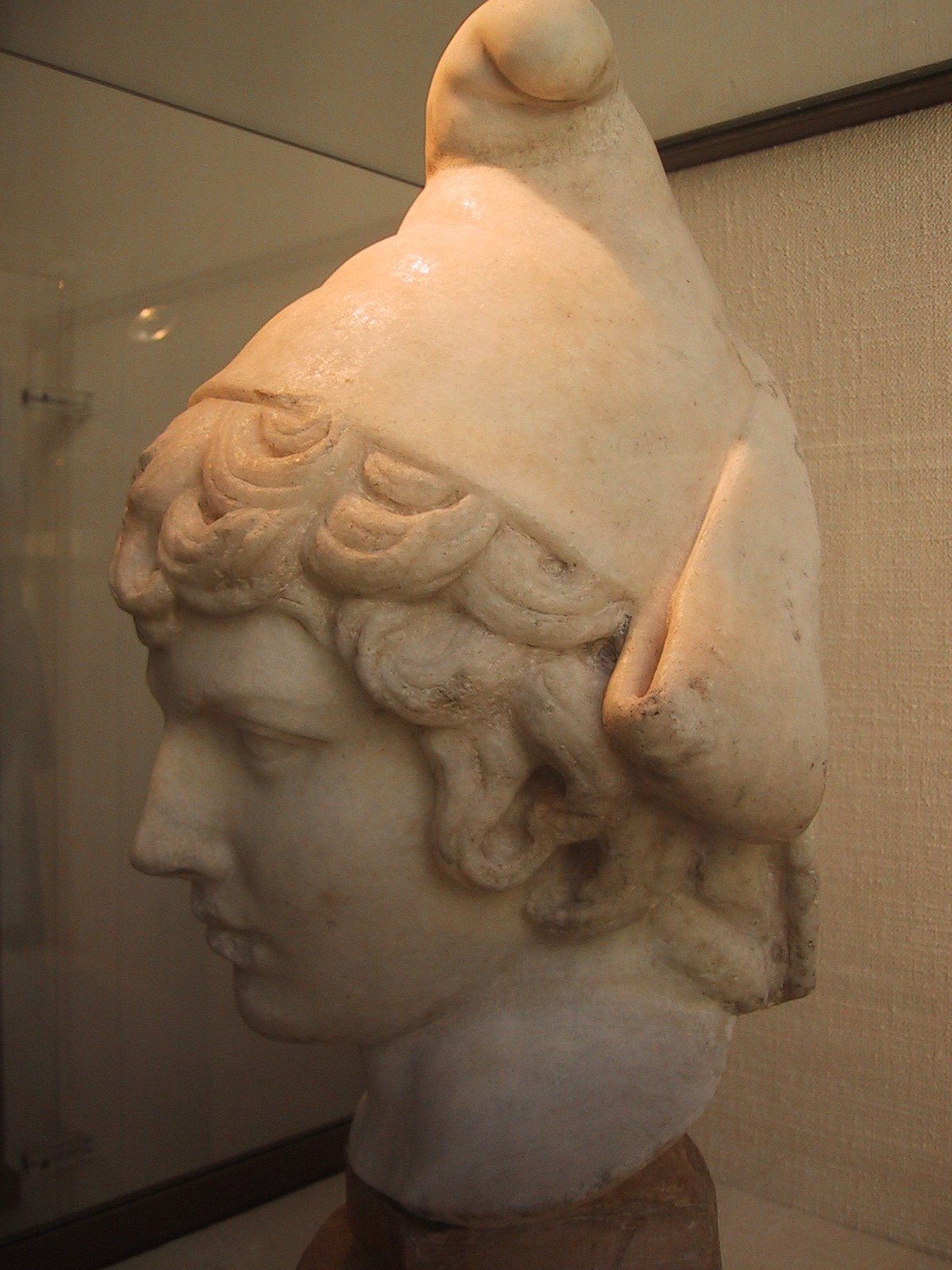
Attis enfant, coiffé d'un bonnet phrygien, buste en marbre de Paros, IIe siècle
Bob.
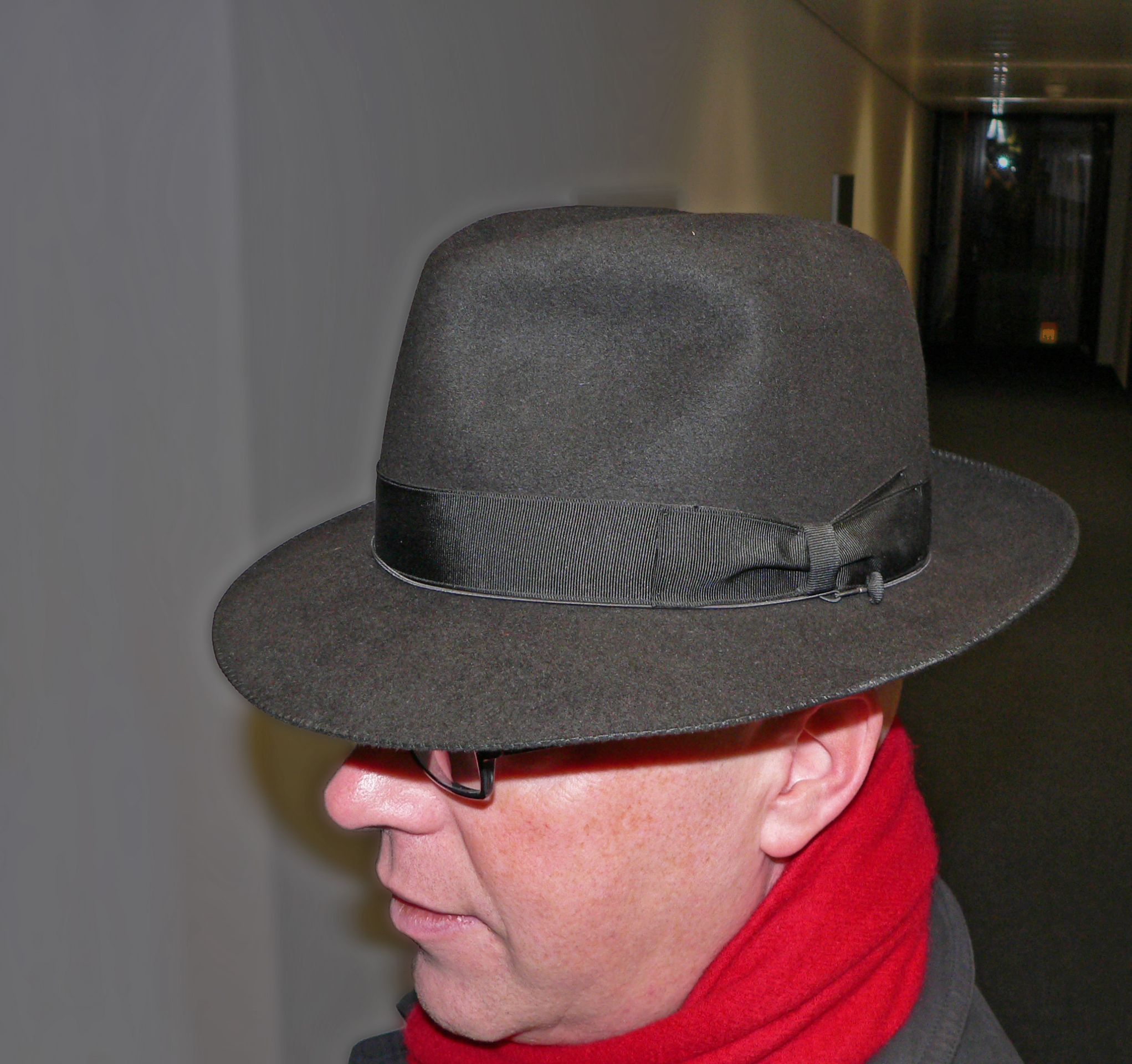
Borsalino italien.
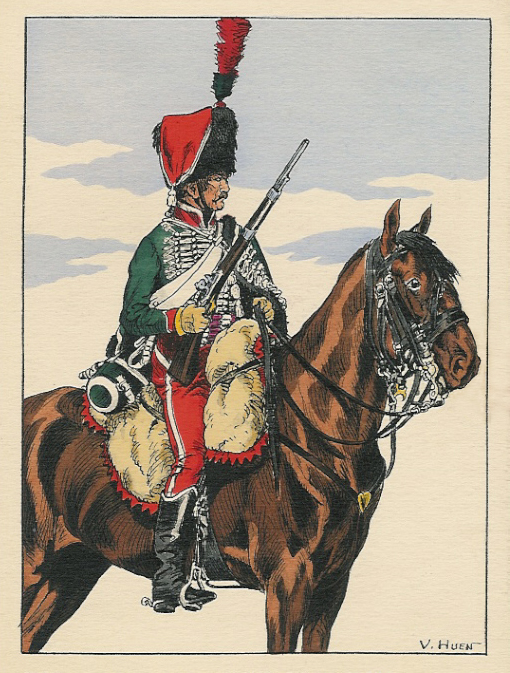
Busby de hussard français du 8e régiment de hussards vers 1804.

- Haut – A
- B
- C
- D
- E
- F
- G
- H
- I
- J
- K
- L
- M
- N
- O
- P
- Q
- R
- S
- T
- U
- V
- W
- X
- Y
- Z

## C

Capote.

- Casquette : chapeau muni d’une visière à l’avant pour protéger le visage du Soleil.
- Cabasset : casque du XVIIe siècle.
- Cabriolet : très en vogue fin XVIIIe-début XIXe siècle, c’est un large capuchon enveloppant fait sur des arceaux en rotin pour le maintenir haut. Il est en soie.
- Caciula : bonnet en peau de mouton ou laine, dans les pays roumains.
- Cagoule : ou un passe-montagne ou encore un cache-face en français acadien.
- Calèche : ancien chapeau de femme qui se repliait sur lui-même comme la capote d’une calèche.
- Câline : coiffe féminine plissée, en tissu et dentelle, amidonnée, plissée. Portée notamment en Haute-Bretagne, en Sologne et dans le Berry au XIXe siècle.
- Calot : couvre-chef essentiellement militaire ou para-militaire en usage dans l'armée de l'air ou la police (CRS).
- Calotte : sorte de bonnet de forme basse qui couvre le sommet de la tête ; coiffe portée par les ecclésiastiques, la calotte rouge est le signe distinctif des cardinaux.
- Calotte (Belgique) : en Belgique, la calotte est également une des coiffes traditionnelles des étudiants des universités et des écoles supérieures catholiques (voir aussi Penne).
- Camauro : un bonnet du pape de velours rouge ou de satin bordé d’hermine, à l’origine une coiffe de moine.
- Canotier : chapeau de paille, orné d’un ruban, de forme ovale à fond plat, bord plat à triple épaisseur de paille pour les hommes. En toutes matières et largeurs de bords pour les femmes.
- Capeline : « Espèce de bonnet garni de plumes, que les Dames portent à cheval. » selon le dictionnaire de l’Académie française de 1694, puis chapeau accessoire, décorative et féminine par définition, chapeau à large bord, en général à calotte ronde, (passe en termes de métier).
- Capette : coiffe du Marais Poitevin, dans les Deux-Sèvres.
- Capirote : chapeau pointu en forme de cône qui était utilisé en Espagne, notamment par certains flagellants. Cette coiffure fut également détournée par les membres du Ku Klux Klan.
- Capote : chapeau de femme à brides.
- Capuche ou capuchon : couvre-chef en tissu, souvent partie intégrante d’un vêtement, qui peut se rabattre en arrière.
- Capulet : sorte de capuchon de femme en usage dans les Pyrénées.
- Caroche ou carocha : bonnet de carton en forme de pain de sucre que portaient les suppliciés sur le bûcher.
- Carré de Niort appelée Claque : coiffe poitevine du XIXe siècle, portée dans les Deux-Sèvres à Niort et en Vendée à Sainte-Christine et Aziré.
  - le Carré de Fontenay ou la Porreaude.
  - le Garibaldi et le cassé de Garibaldi, nés à la suite d'une guerre de religion.
  - la Rebifiette de Coulon (Deux-Sèvres), née de la révolte des habitantes du Marais, dont */ le nom vient du verbe "se rebiffer".
  - la Rebufiette de Saint-Hilaire-des-Loges (Vendée).
- Casque : protection de tête, partielle ou intégrale, en divers matériaux suivant leur destination utilitaire : métal, plastique, fibre de verre ou de carbone, cuir, liège , etc.
  - Casque à cornes
  - Casques militaires :
    - Aquincum (casque)
    - Armet : XVIe siècle
    - Barbute (médiéval)
    - Bassinet (casque) (médiéval)
    - Bourguignotte ou casque Adrian : casque français
    - Cabasset (médiéval)
    - Casque Adrian ou bourguignotte : casque français
    - Casque Apulo-corinthien : VIe-IVe siècle av. J.-C.s
    - Casque d’archer
    - Casque Brodie ou casque Tommy ou casque shrapnel : casque britannique
    - Casque à chenille
    - Casque Concesti
    - Casque colonial
    - Casque corinthien (antique)
    - Casque de cuirassier
    - Casque gaulois (antique)
    - Casque Montefortino : IVe-IIIe siècle av. J.-C.s
    - Casque normand : IXe-XIIe siècles
    - Casque ottoman
    - Casque de pilote d’avion de chasse
    - Casque à pointe
    - Casque prétorien : Ier-IIe siècles
    - Casque de Skanderbeg, Prince des Albanais (1403-1468).
    - Casque viking à lunettes : Xe siècle
    - Casque à visière : XIIe et XIIIe siècles
    - Casque à visage : début du Ier siècle apr. J.-C.
    - Cervelière (médiéval)
    - Chapel de fer (antique et médiéval)
    - Coolus (casque) : Ier et IIe siècles
    - Coolus buggenum : Ier et IIe siècles
    - Heaume (médiéval)
    - Casque Impérial-Gaulois : Ier et IIe siècles
    - Casque Impérial-italique
    - Morion
    - Salade (médiéval)
    - Spangenhelm, germain oriental
    - Stahlhelm : casque allemand

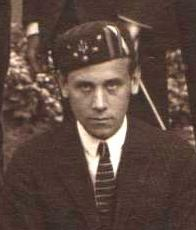
Calotte belge, 1921
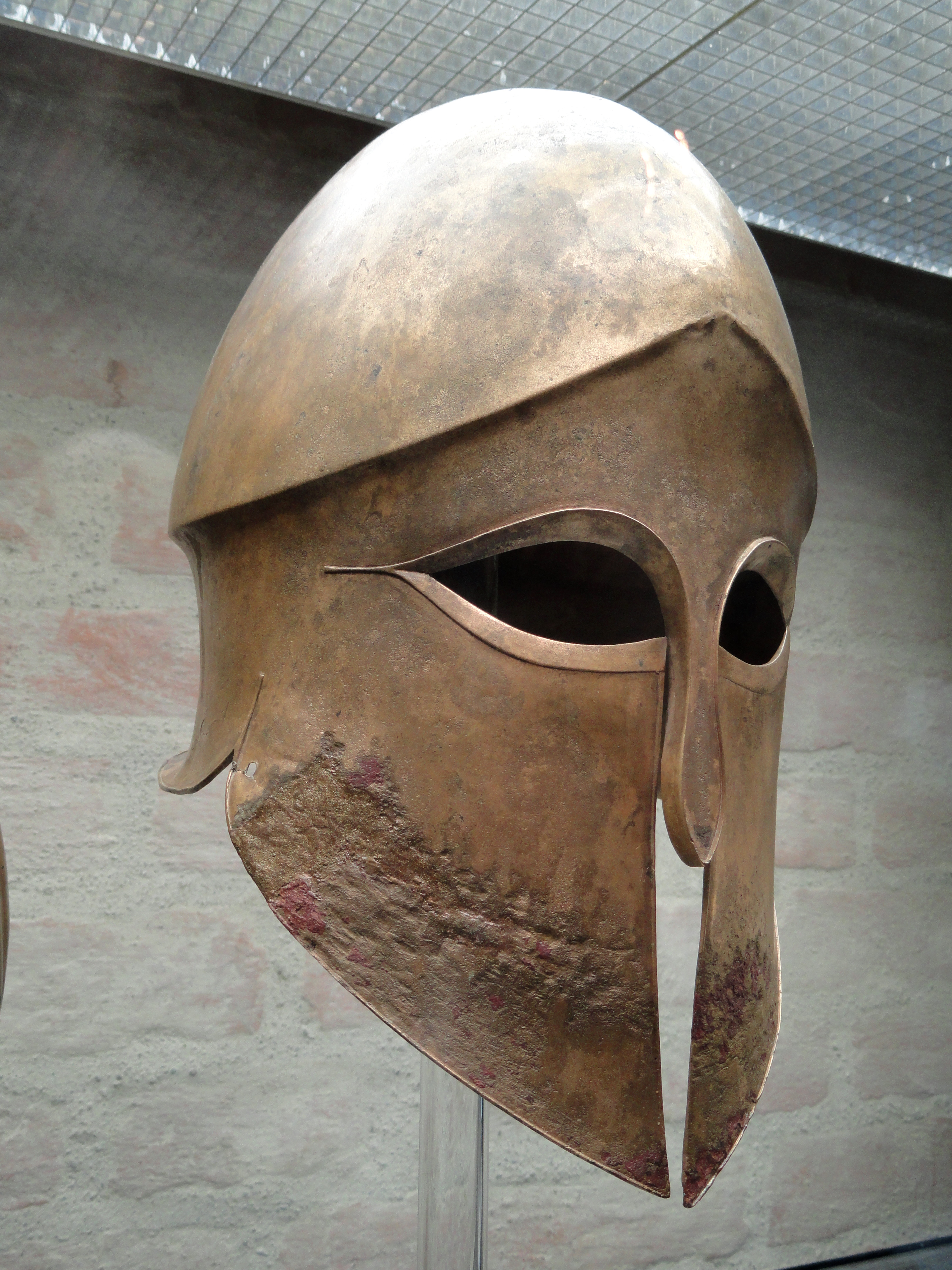
Heaume, 500 av. J.-C.
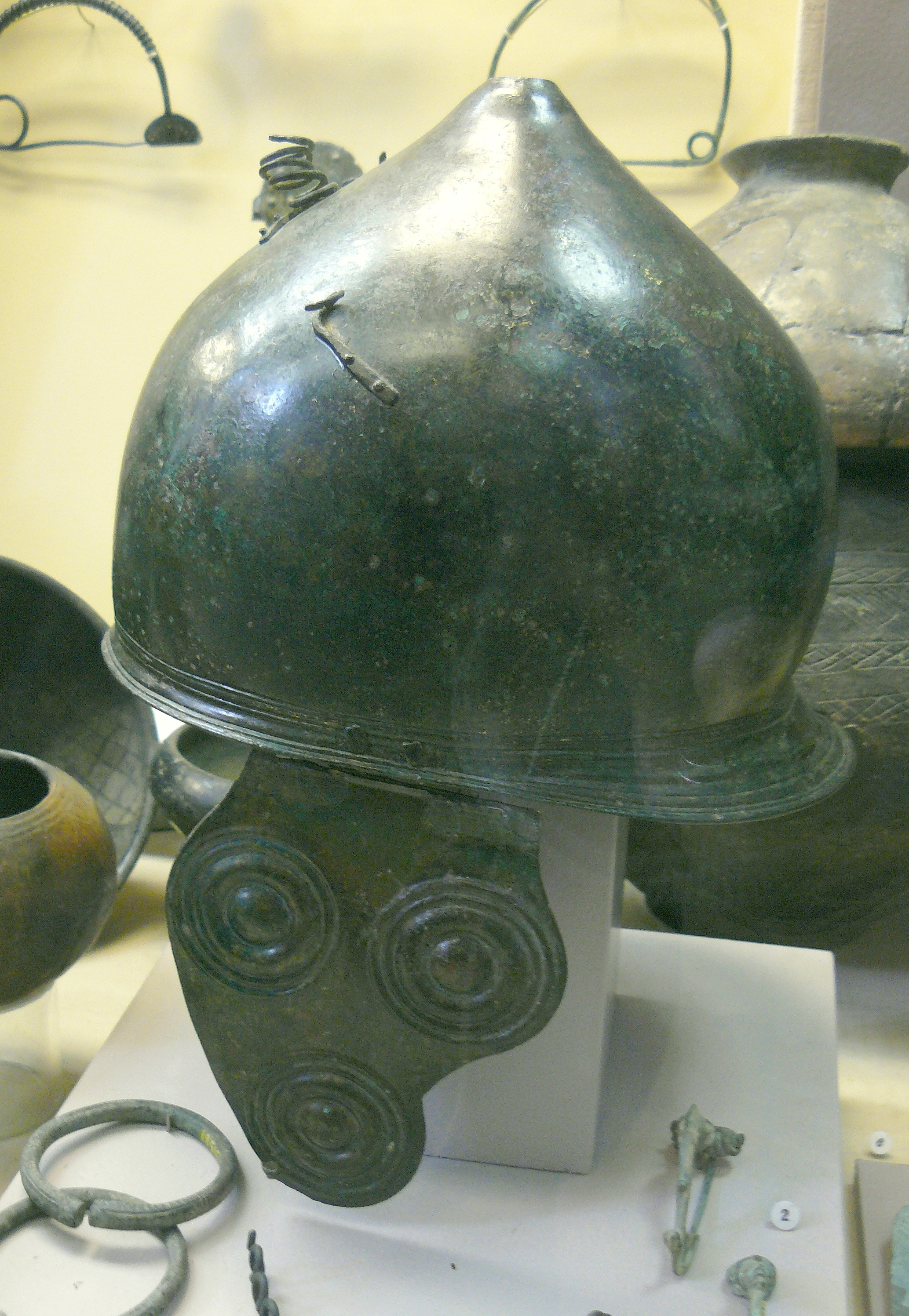
Casque gaulois en bronze.
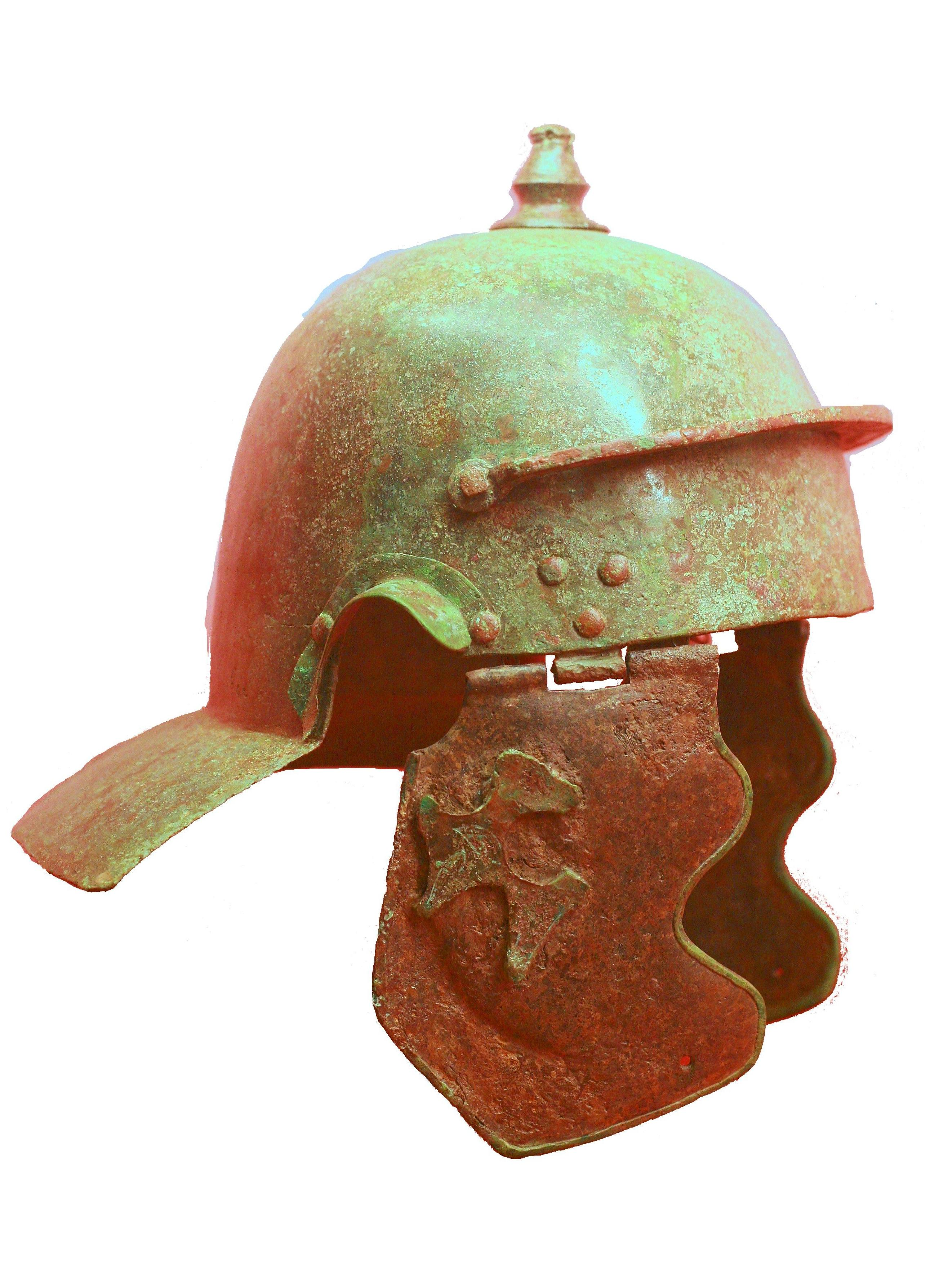
Casque Impérial-Gaulois avec couvre-nuque et paragnathides rivetés
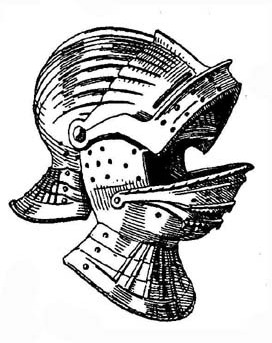
Armet autrichien articulé par Wendelin Boeheim.
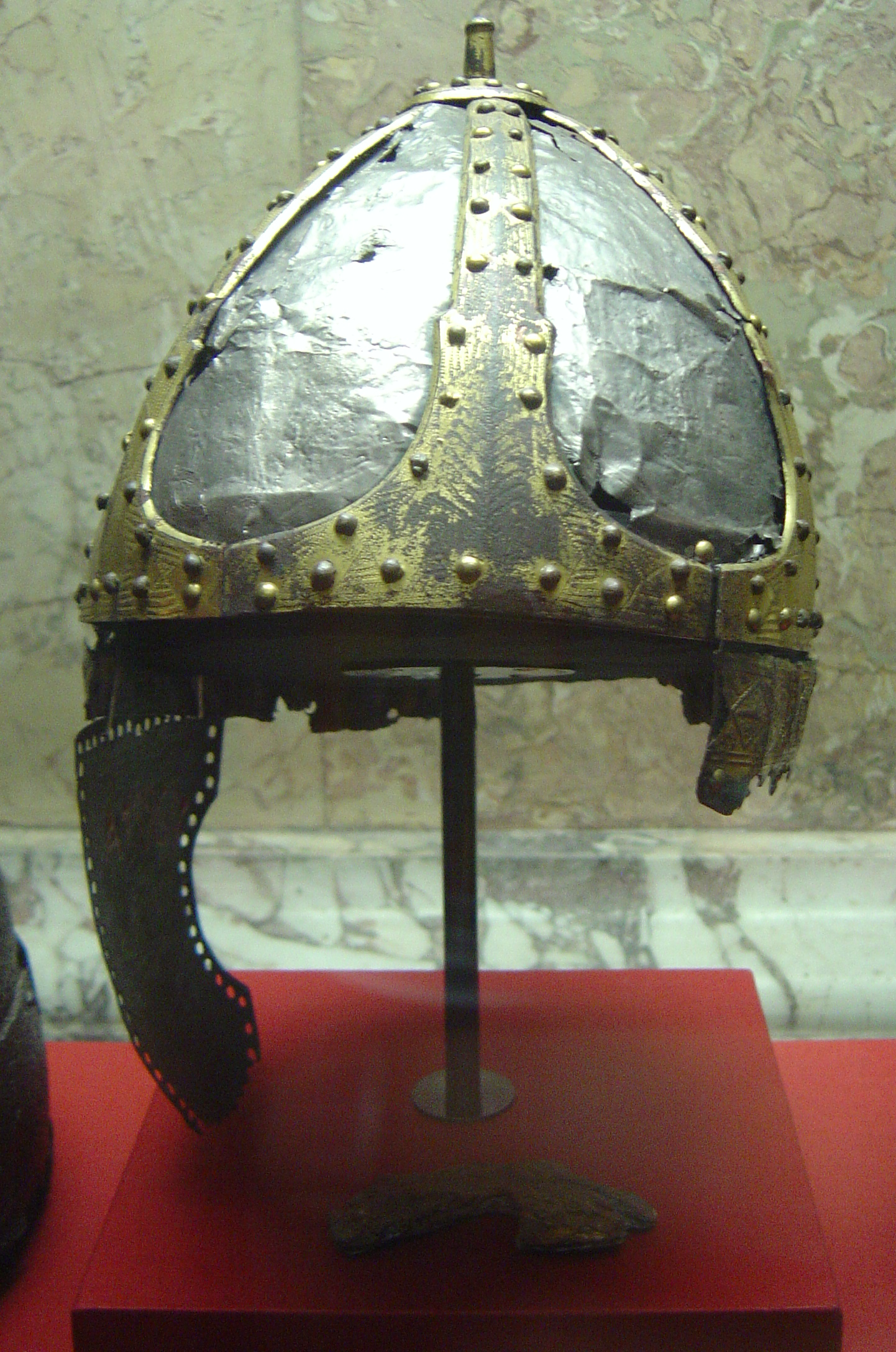
Spangenhelm germain oriental du VIe siècle.
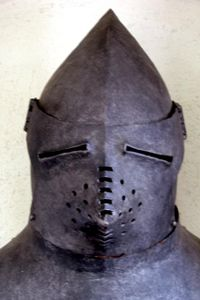
Bassinet avec mézail dit « à bec de passereaux ».
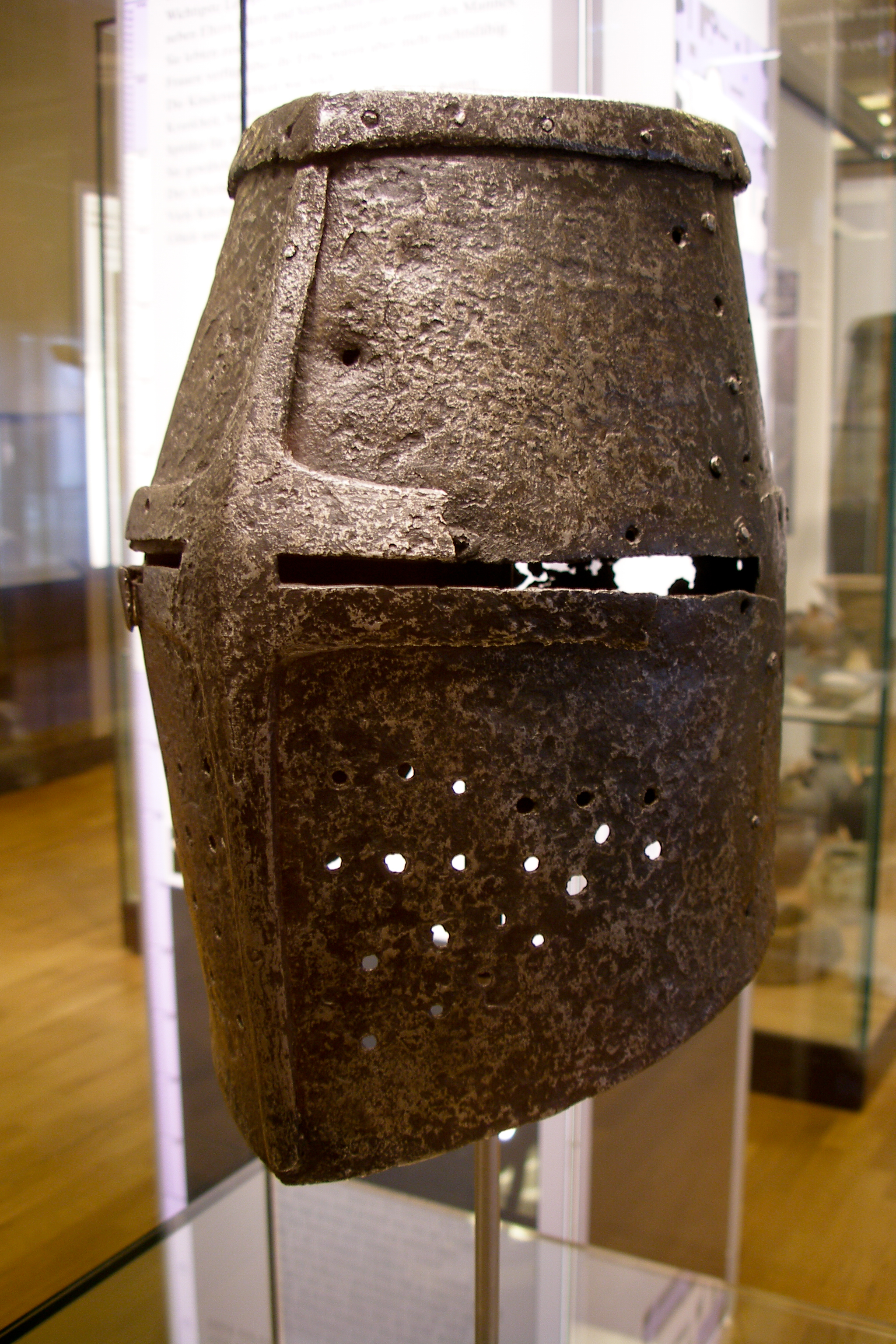
Heaume.
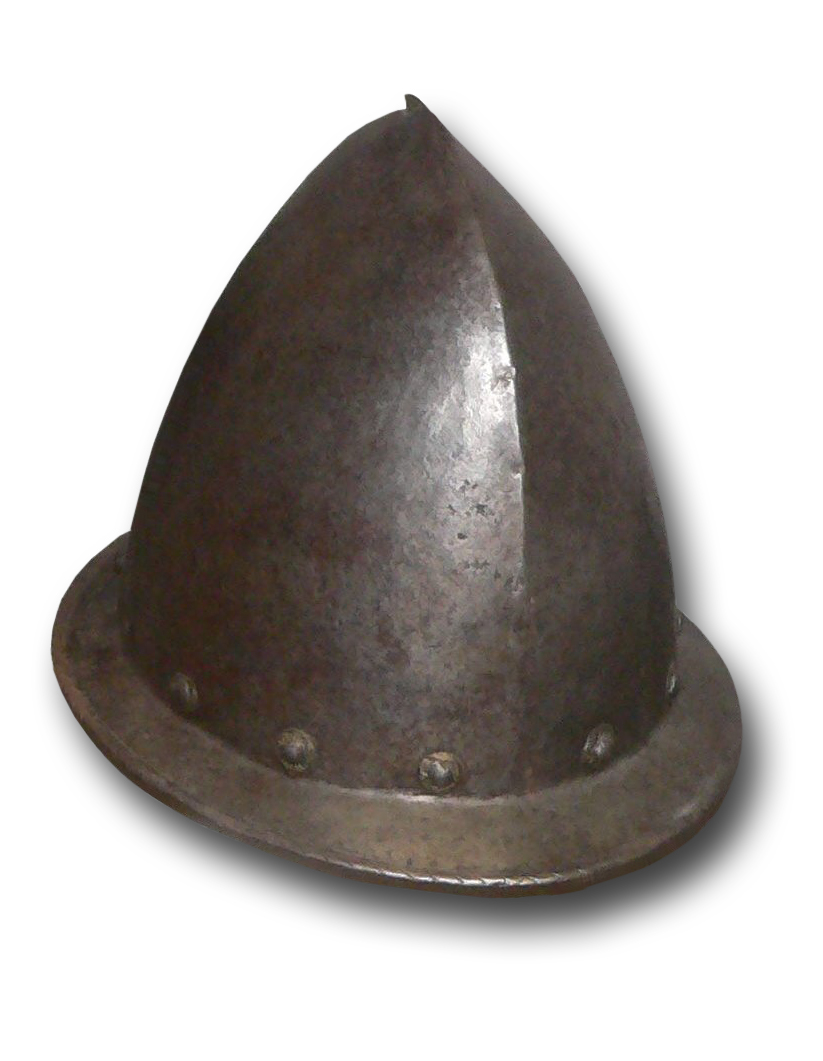
Cabasset.
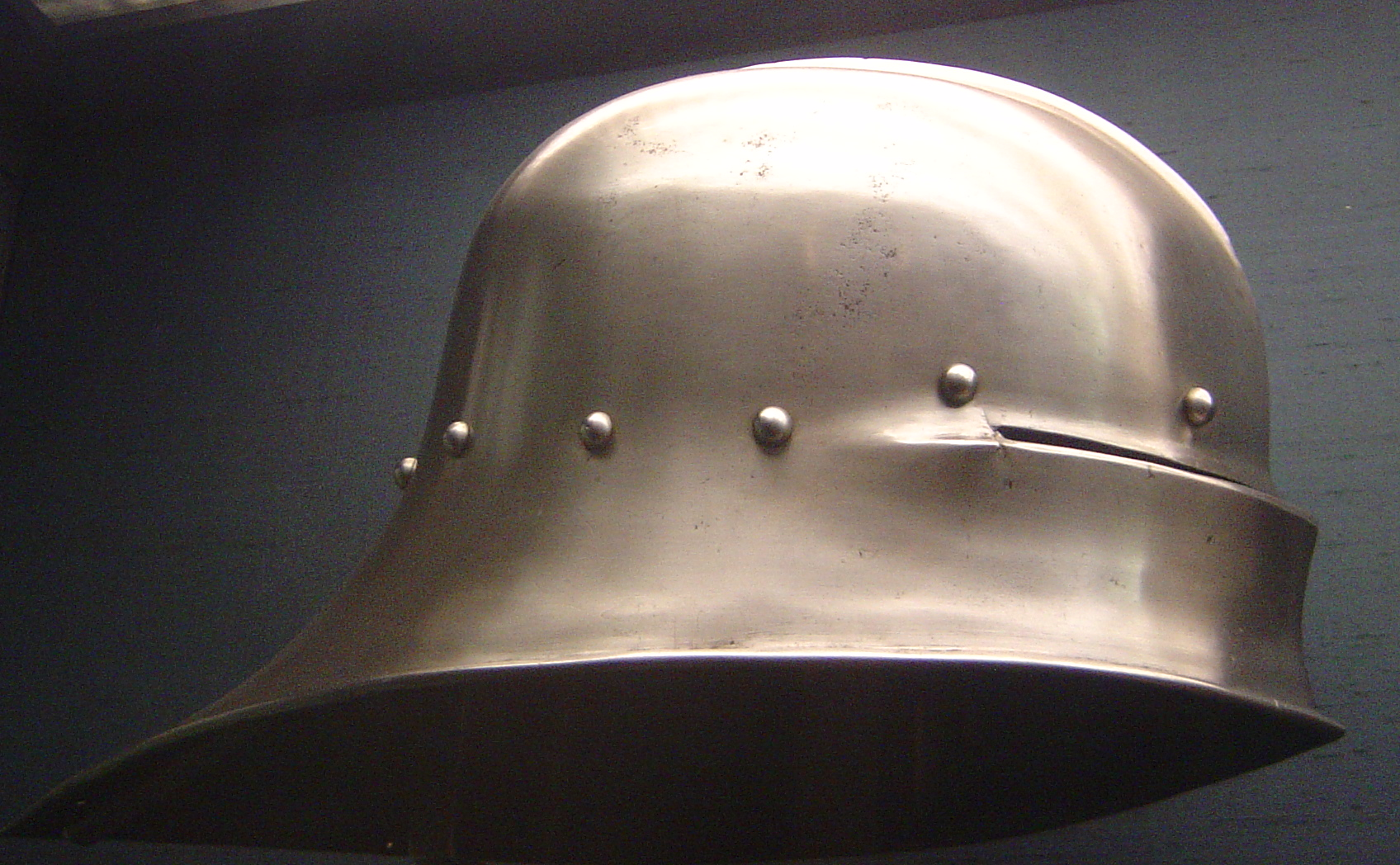
Salade de la fin du XVe siècle.
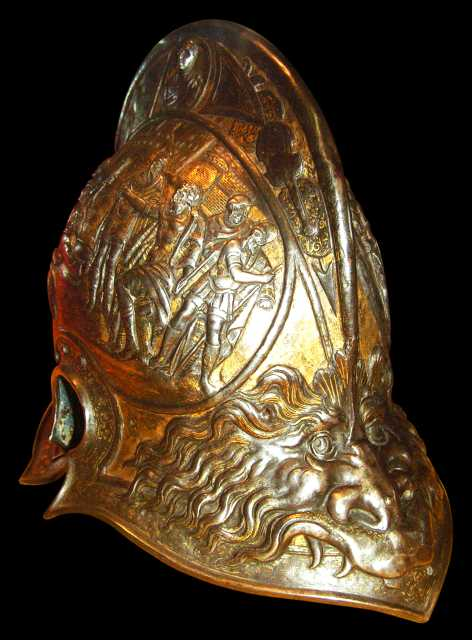
Bourguignotte damasquinée médiévale, milieu XVIe siècle.
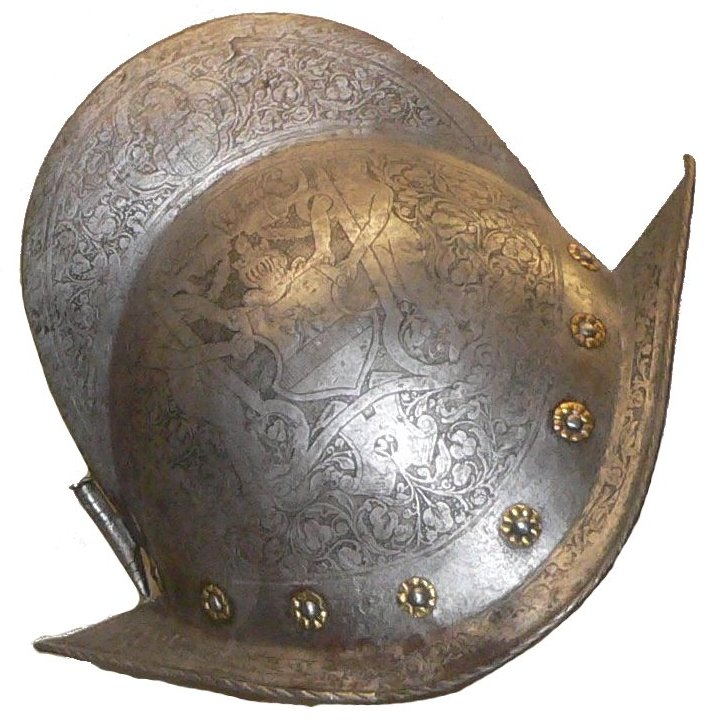
Morion.
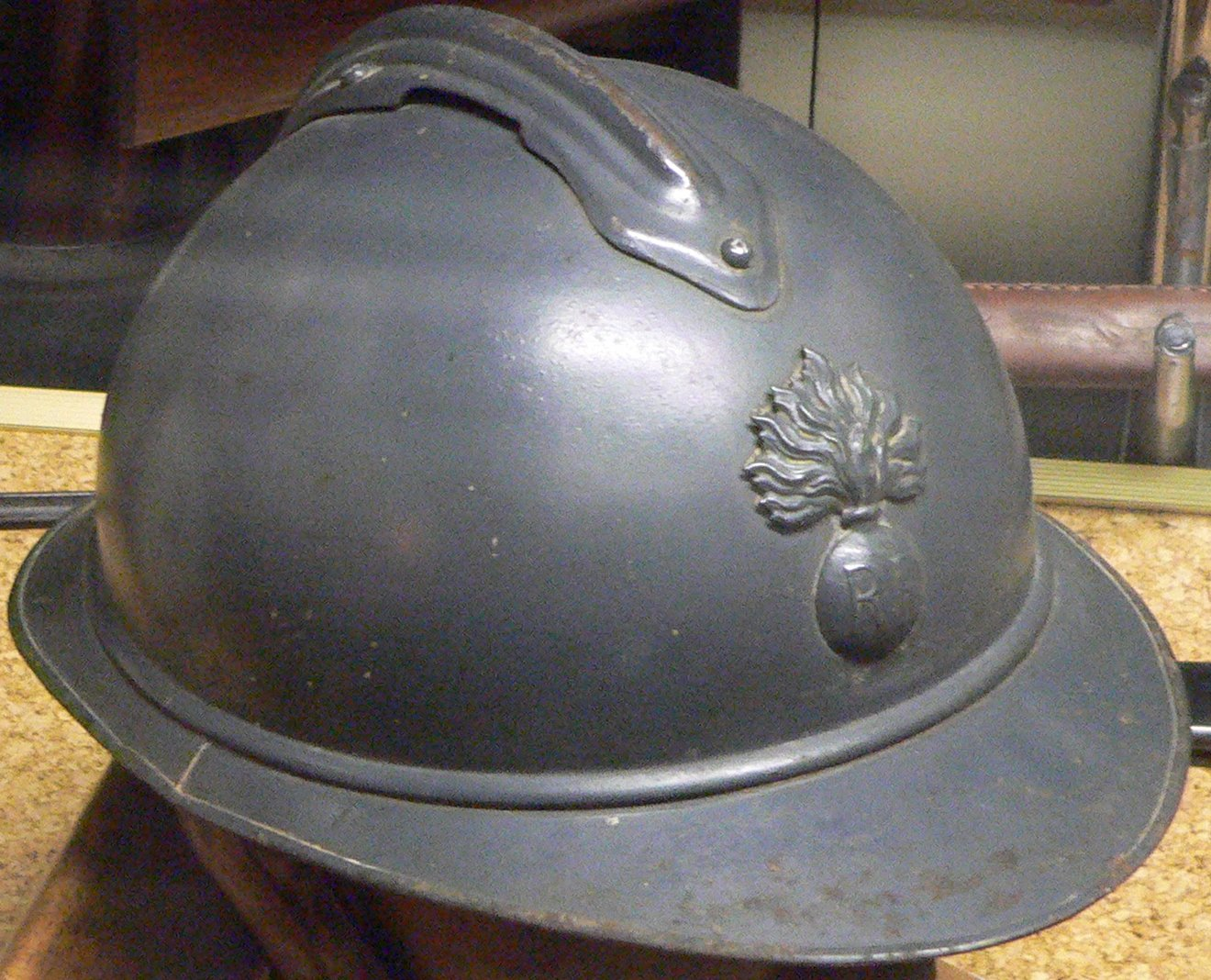
Casque français Adrian, modèle 1915.
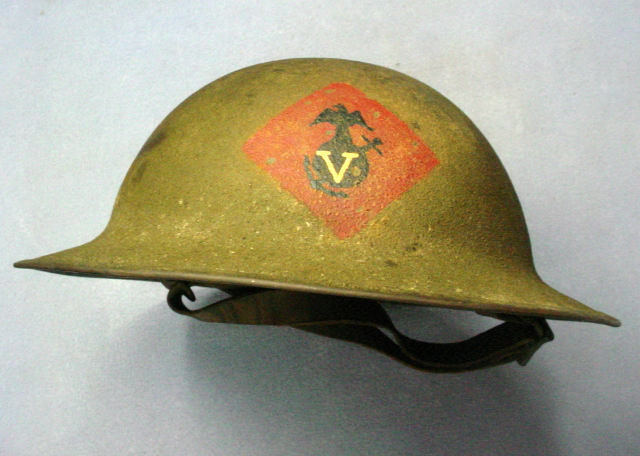
Casque britannique Brodie.
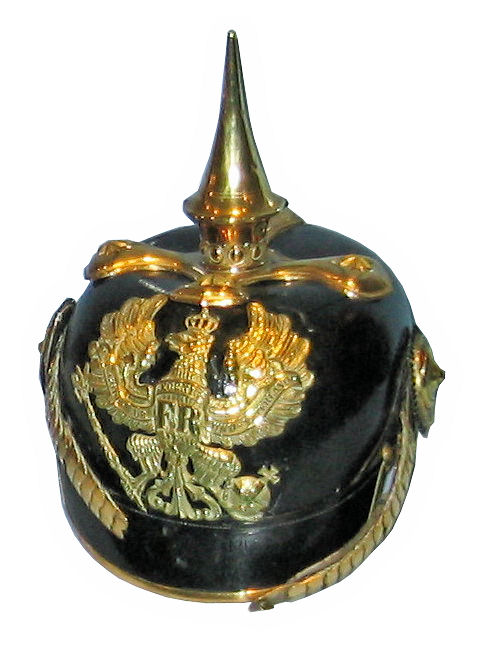
Casque à pointe d’officier prussien du corps des dragons.
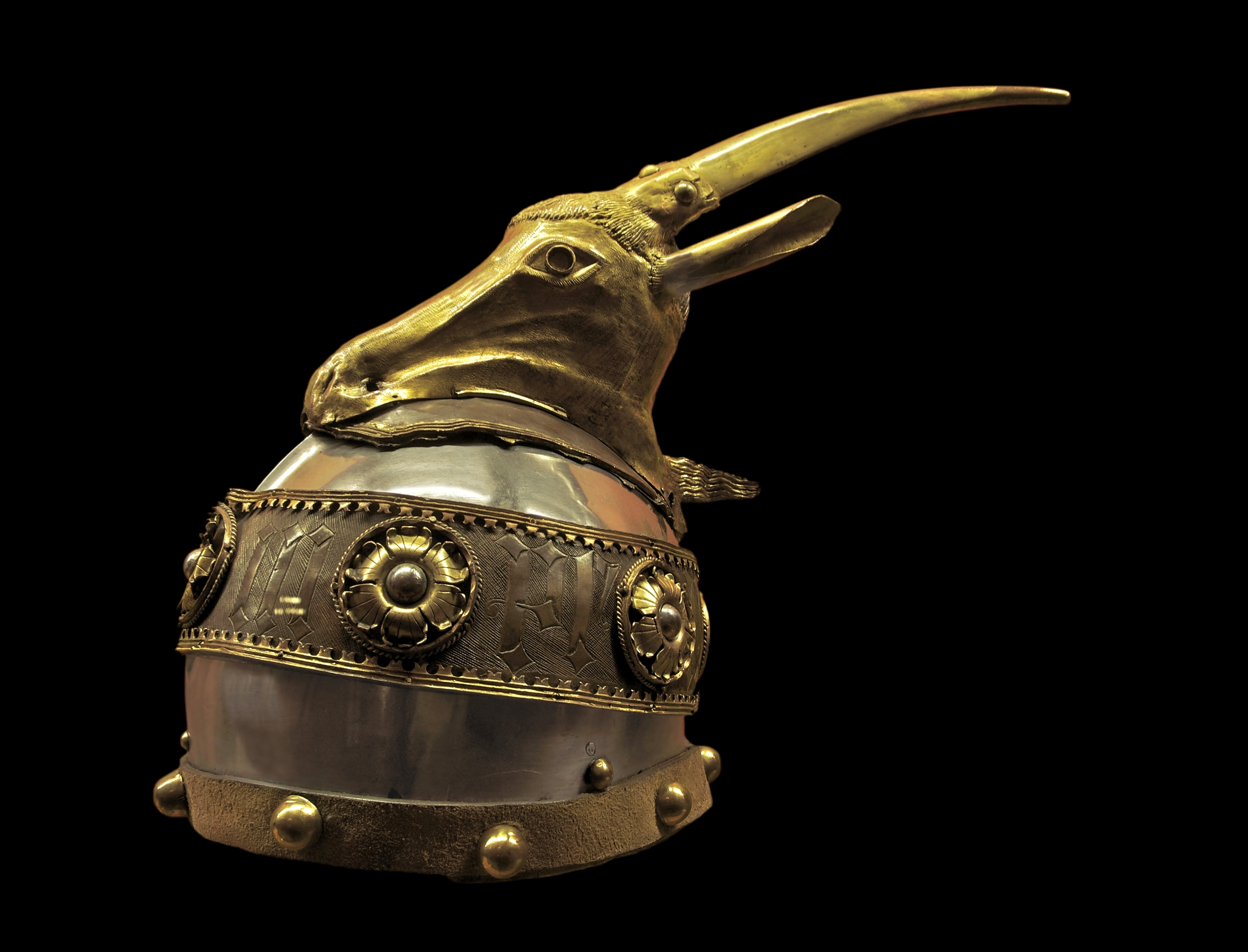
Casque de Skanderbeg, Prince des Albanais (1403-1468). Kunsthistorisches Museum, Vienne
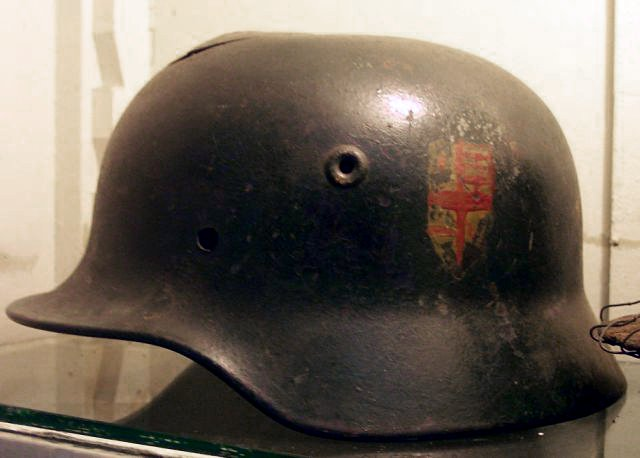
Casque allemand Stahlhelm.

- - Casques sportifs :
    - Casque d’alpiniste ou casque d’escalade
    - Casque de batting de baseball
    - Casque de boxe
    - Casque de football américain
    - Casque (hockey) : hockey sur glace
    - Casque de moto
    - Casque de parachutisme
    - Casque de pilote automobile
    - Casque de protection (arts martiaux ou sports de combat)
    - Casque de spéléologue
    - Casque de skate board
    - Casque de ski
    - Casque de vélo
    - Men (面) : masque de protection pour la pratique du Kendo

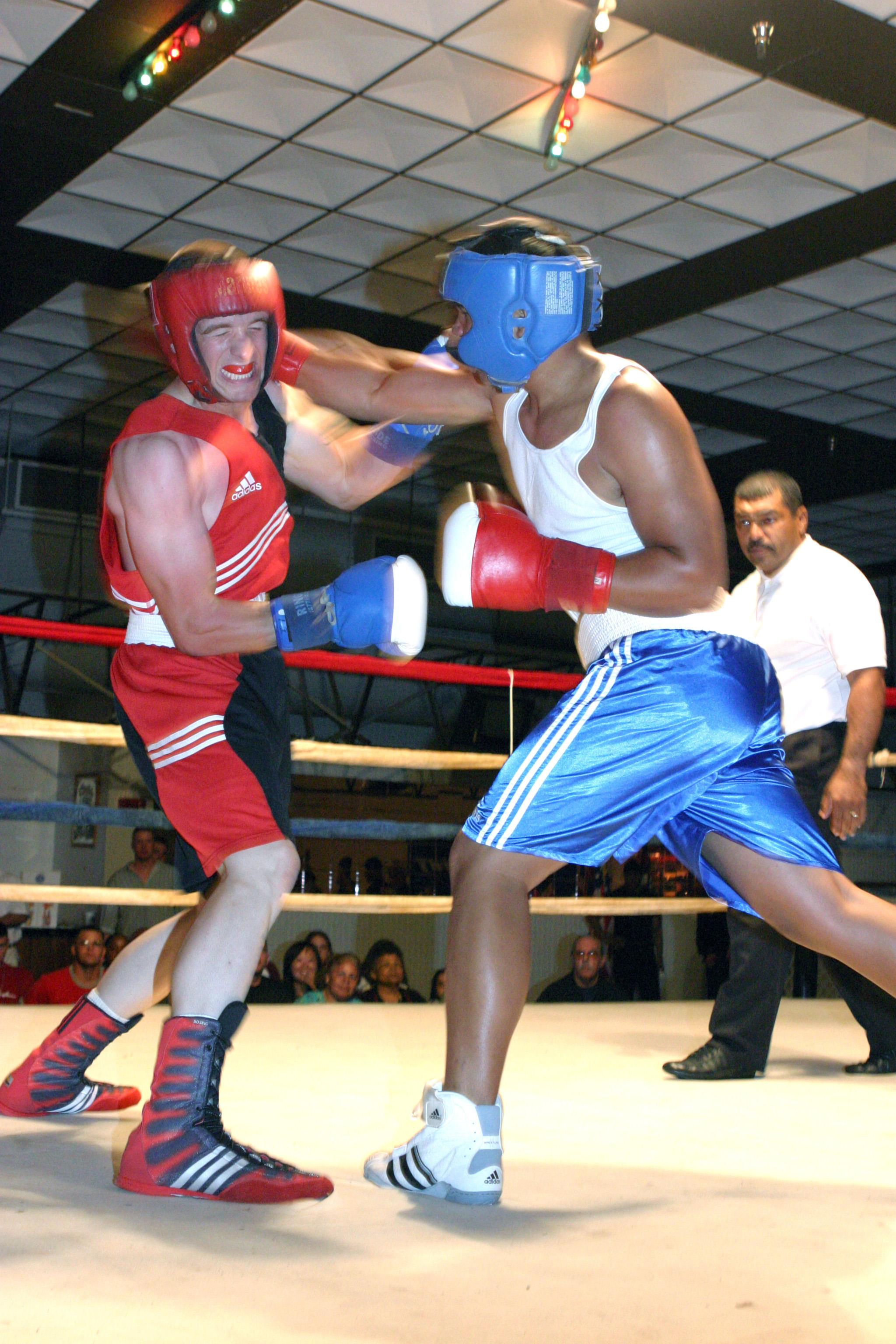
Casque de boxe.
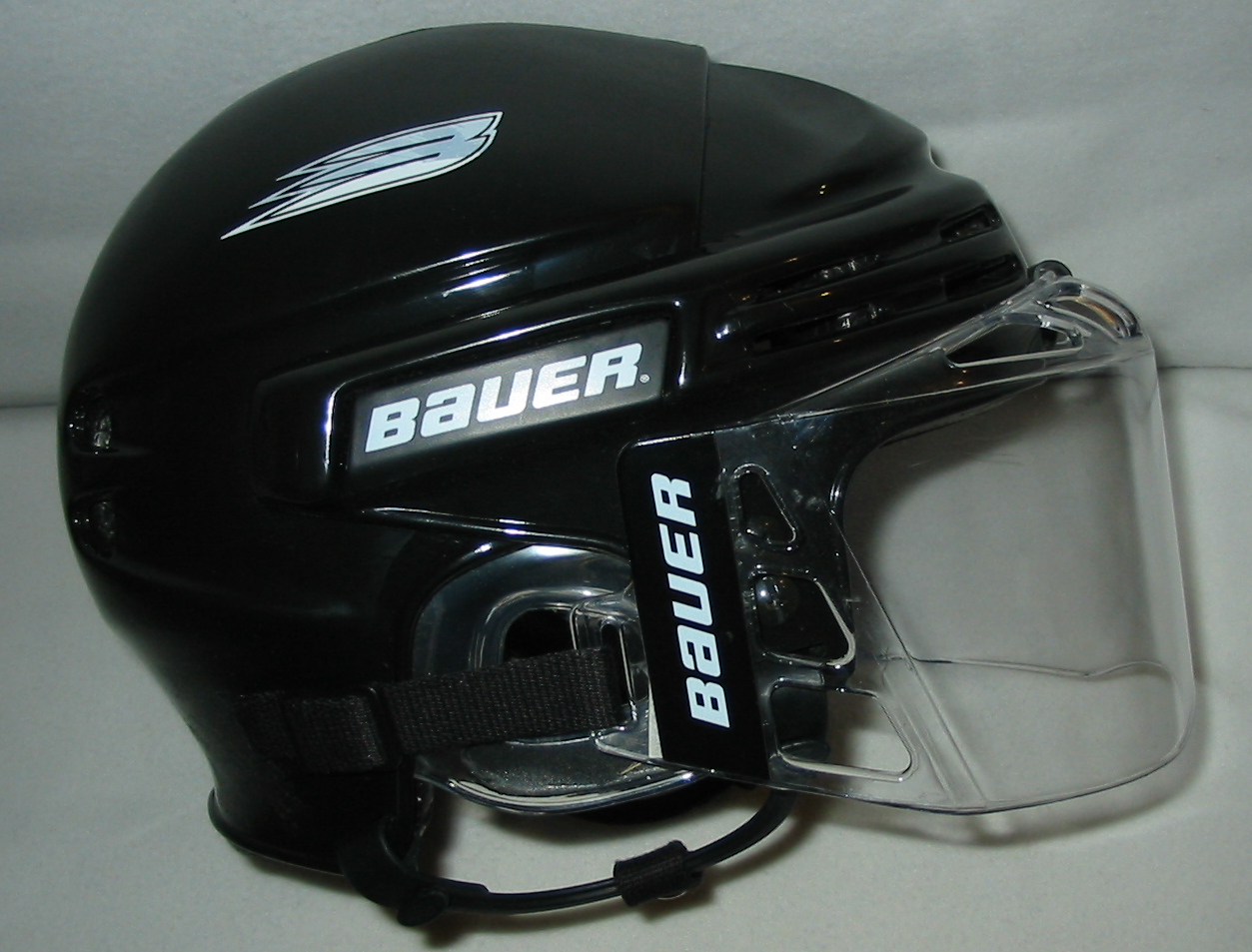
Casque de hockey sur glace avec un demi-plexiglas.
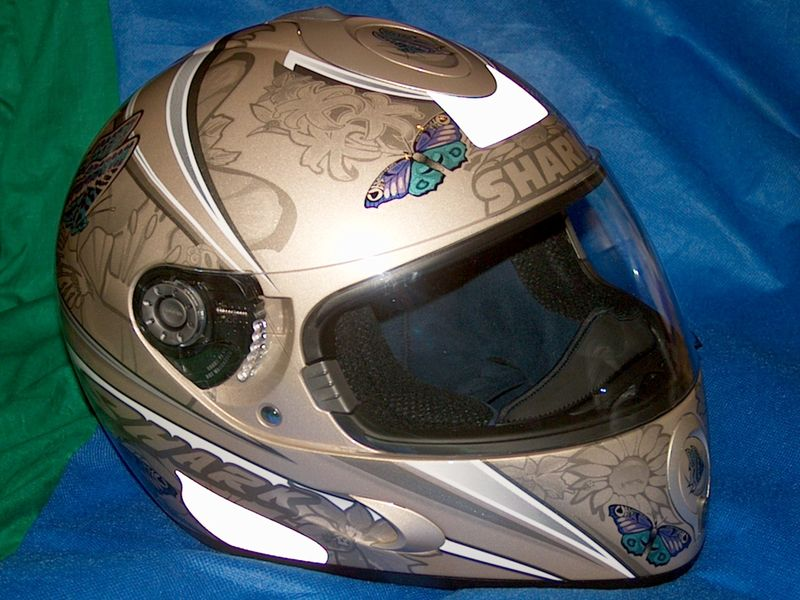
Casque de moto intégral.
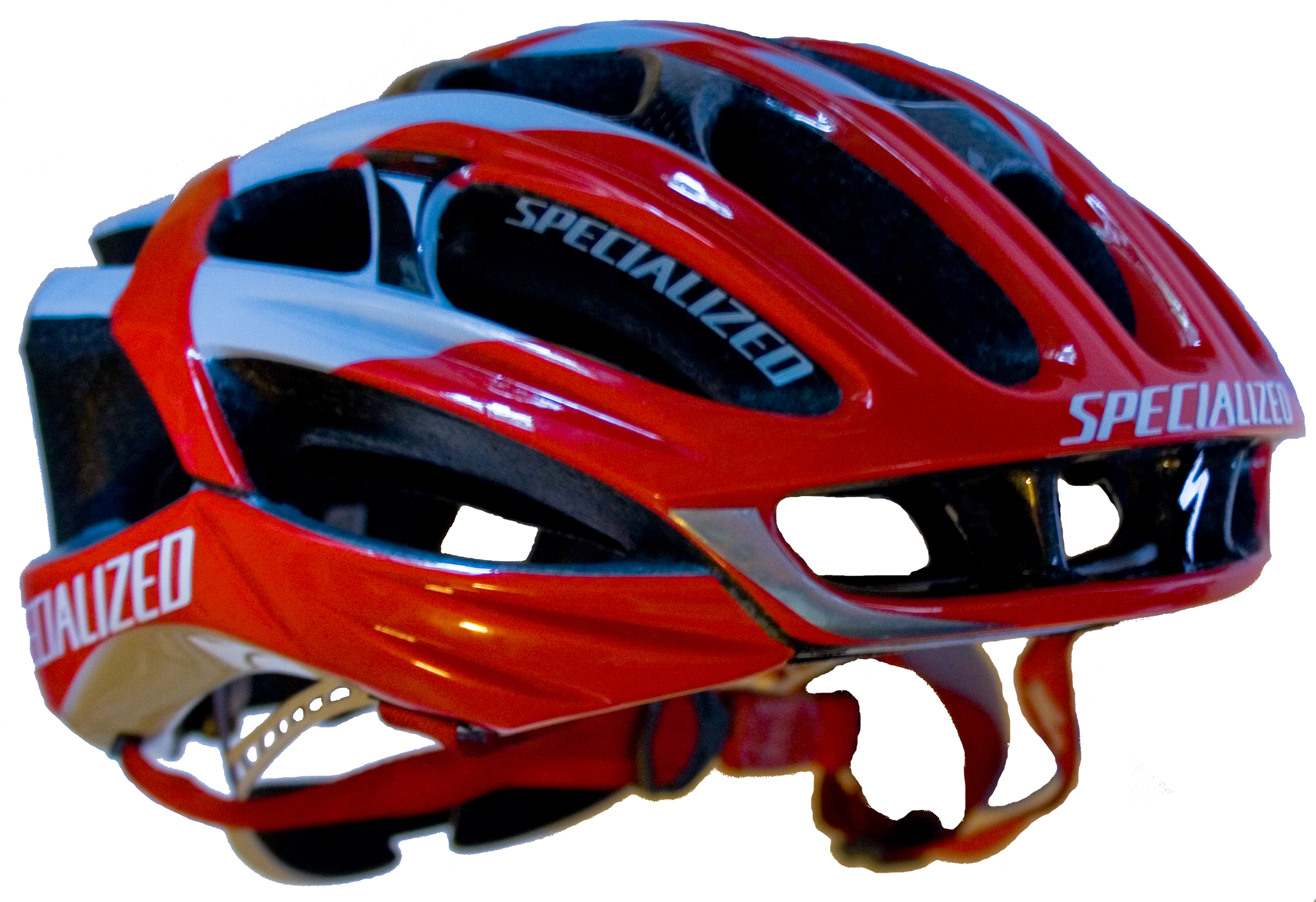
Casque de vélo.
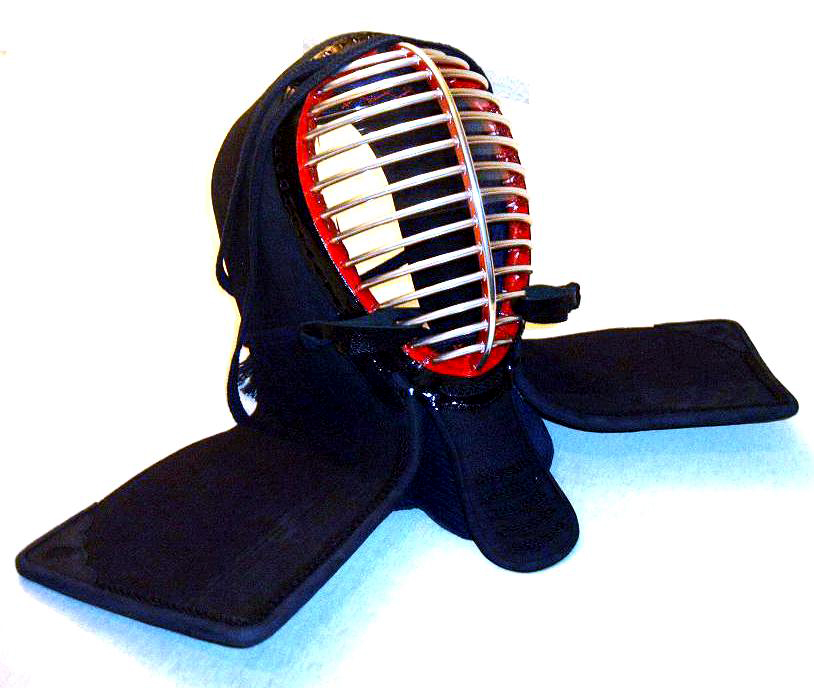
Men, masque du Kendo.

- - Casques professionnels :
    - Casque de chantier
    - Casque colonial : chapeau civil et militaire porté dans les pays tropicaux, la base est en liège recouvert de tissu, un système de calotte permet la circulation de l’air entre la tête et la base.
    - Casque de l’espace
    - Casque de gladiateur
    - Casque de pompier français
      - Casque pompier 1885 / 1895
      - Casque F1 : casque de pompier
      - Casque F2 : casque de pompier

    - Casque de scaphandrier

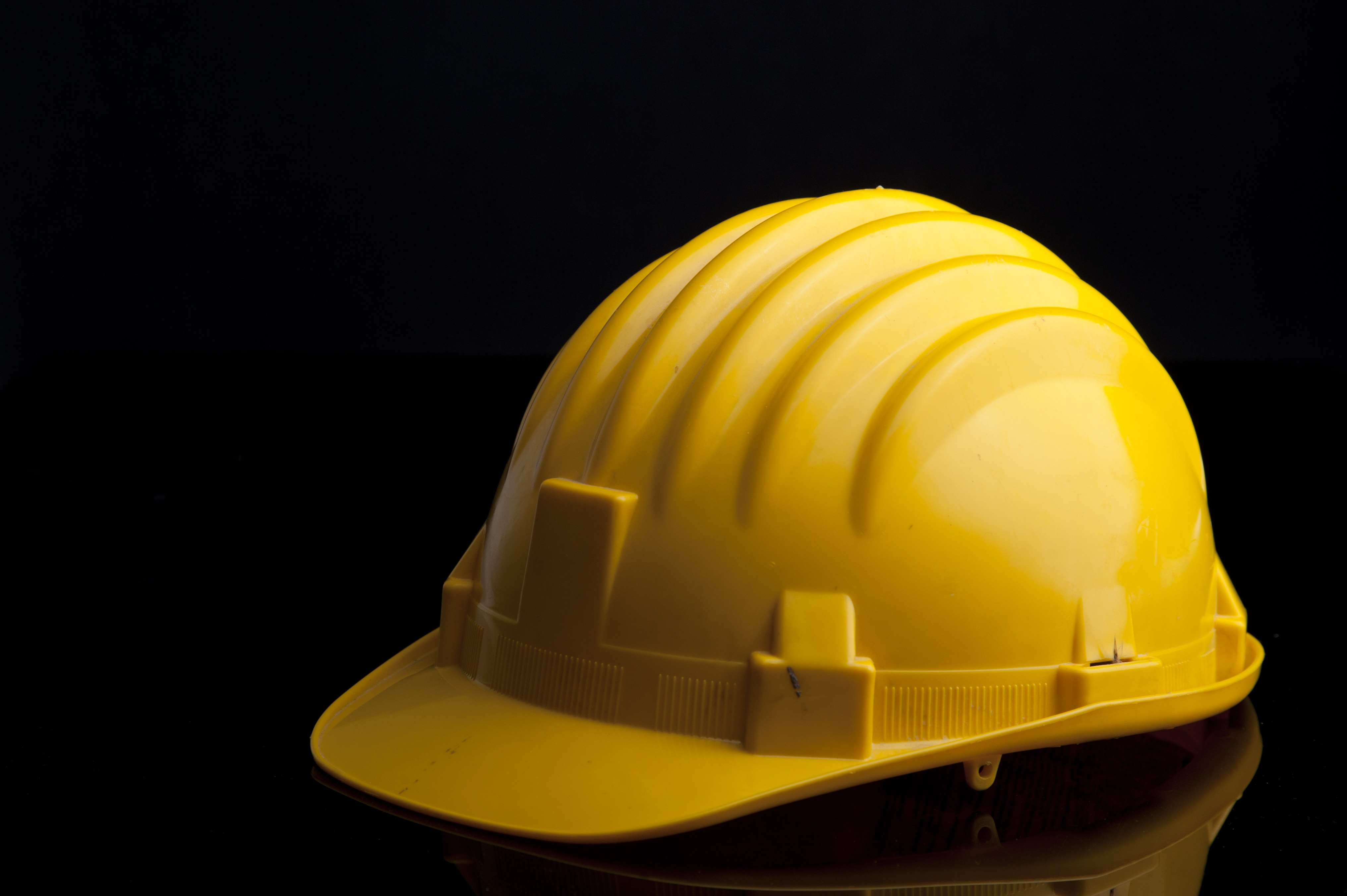
Casque de chantier.
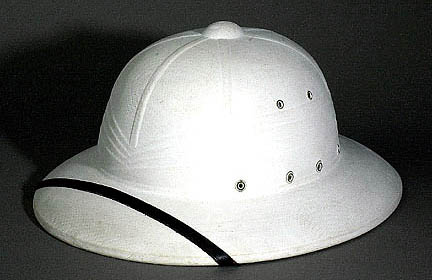
Casque colonial.
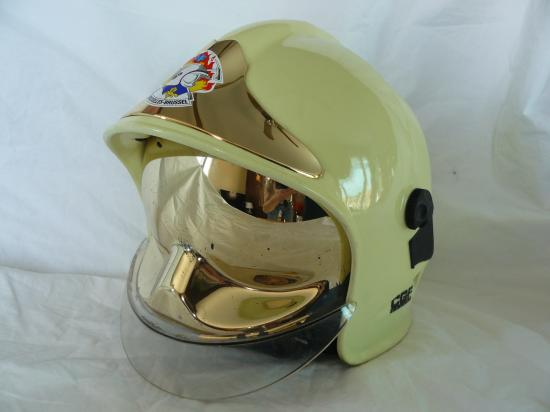
Casque de pompier F1.

- Casquette : couvre-chef en tissu, cuir ou matière synthétique, pourvu d’une visière, parfois ouverte. Souvent utilisé par les sportifs. Légère et pratique. Il en existe de toutes sortes, plus ou moins large : plates, 8 côtes, 6 cotes, préformées...
  - Casquette anglaise casquette plate et étroite dont la petite visière (non apparente) est cousue.
  - Casquette à trois ponts, ou simplement « à pont » : casquette de soie noire, haute à très haute, à calotte bouffante et visière rabattue sur le front, à la mode chez les souteneurs parisiens des débuts de la Belle Époque.
  - Casquette de baseball ou casquette américaine à longue visière.
  - Casquette cubaine sorte de casquette américaine mais dont le tour de la calotte est carrée et non arrondie.
  - Casquette irlandaise casquette 6 côtes en gros tweed souple et à large plateau tombant sur les côtés.
  - Casquette marseillaise : casquette à 8 tranches (8 côtes) à large plateau avec un petit bouton en son centre. Se porte très droite (non tombante sur les bords). Autrefois les marseillais glissaient un jonc à l'intérieur pour tirer le tissu et ainsi la maintenir bien droite comme une tarte !
  - Casquette du père Bugeaud : visible au musée des armées, la visière se prolonge symétriquement sur l’arrière du calot. Elle est à l’origine d’une célèbre marche des zouaves : as-tu vu la casquette, la casquette ; as-tu vu la casquette, la casquette au père Bugeaud ?

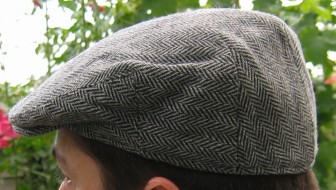
Casquette.
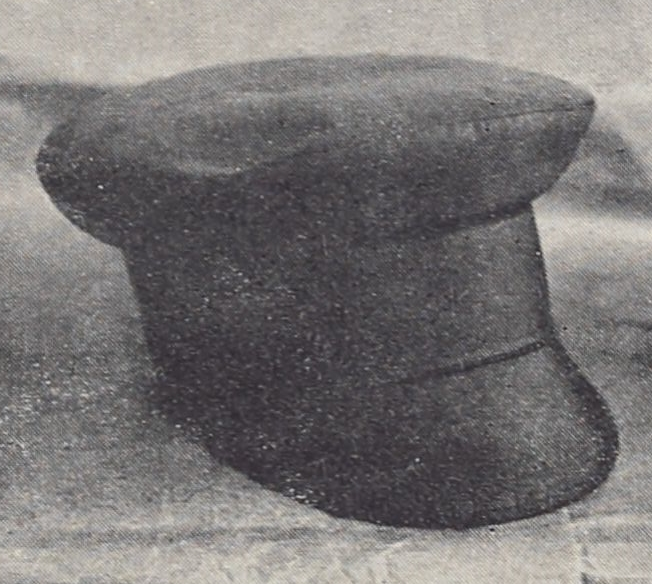
Casquette à trois ponts.

- Causia : sorte de béret macédonien passé chez les Perses et encore porté en Afghanistan sous le nom de pakol.
- Cervelière : casque militaire médiéval
- Chamilauque : coiffe cylindrique des popes.

- Chapeau :
  - Chapeau à bec : chapeau médiéval
  - Chapeau anglais chapeau de tissus à petit bord baissé
  - Chapeau à l’androsman
  - Chapeau à claque ou bicorne : coiffure à très large passe relevée pour former deux cornes ; voir bicorne (ne pas confondre avec le chapeau claque ou gibus).
  - Chapeau à passe étroite par devant
  - Chapeau à pic : chapeau avec retroussis en forme de corne (de couleur noire, pays des marais salants, 44).

- - Chapeau à la Marlborough
  - Chapeau à la Pennsylvanie
  - Chapeau à la suisse

- - Chapeau de bergère : époque Louis XIV.
  - Chapeau de brousse
  - Chapeau de cow-boy : voir stetson.
  - Chapeau de fée ou hennin : haut chapeau pointu.
  - Chapeau de mousquetaire
  - Chapeau de Napoléon Sorte de Bicorne surnommé le Petit chapeau, est l’un des symboles qui caractérise la figure de l’empereur Napoléon Ier.
  - Chapeau de paille
  - Chapeau de sorcière : haut chapeau pointu noir parfois froissé ou tordu.

- - Chapeau australien chapeau aventurier à bord baissé (parfois très légèrement relevé sur les côtés)
  - Chapeau bonnette
  - Chapeau borsalino : chapeau de feutre (ou éventuellement de paille) à large bord (relevé derrière et baissé devant). Son nom provient de la marque italienne Borsalino et qui a été lexicalisé.
  - Chapeau chinois : large chapeau plus ou moins conique tissé à partir de plantes séchées et utilisé par les paysans en Extrême-Orient et en Asie du Sud-Est pour se protéger du soleil et de la pluie pendant les travaux des champs.
  - Chapeau congolais.

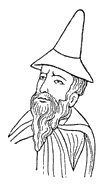
Judenhut ou chapeau juif, 1885

  - Judenhut ou chapeau juif, 1885Chapeau claque ou gibus : haut-de-forme qui s’aplatit et se relève à l’aide de ressorts. Mis au point par Gibus, inventeur à qui l’on doit aussi les classeurs à anneaux. (ne pas confondre avec le chapeau à claque ou bicorne)
  - Chapeau juif ou pileus cornutus (calotte à cornes en latin) ou coiffe juive, Judenhut en allemand, chapeau pointu humiliant en forme de cône, blanc ou jaune, porté par les Juifs dans l’Europe médiévale et parfois dans le monde islamique.
  - Chapeau Kirghize.
  - Chapeau lampion ou lampion : tricorne à petit bord.
  - Chapeau lapon.
  - Chapeau melon : ces modèles de chapeaux n’ont généralement que la forme apparentée avec leur homonyme végétal, la couleur tirant plutôt du côté foncé. Ils portent aussi le nom de derby, peut être parce qu’il a été conçu pour faire du sport par le chapelier de lord Bowler, qui était fort gêné par son haut-de-forme.
  - Chapeau mou chapeau de feutre classique à petit bord et peu apprêté.
  - Chapeau niçois chapeau de paille féminin à bord large et pointu en son centre un peu à la façon des chapeaux chinois.
  - chapeau panama est un chapeau de paille de palmier d'Équateur tissé exclusivement à la main par les indiens d'Équateur, il est connu sous sa forme de chapeau d'homme dite "Borsalino" le plus souvent de couleur ivoire (ou blanchi) et garni d'un ruban noir.
  - Chapeau ouzbek.
  - Chapeau peul (Sénégal)
  - Chapeau plat.
  - Chapeau tadjik.
  - Chapeau tahitien.
  - Chapeau tronconique : Coiffe militaire dont la base est plus large que sa partie haute. En feutre ou poils de lapin, il est fréquemment rencontré parmi les armées européennes (France, Belgique...) jusqu'au XIXe siècle. En 1914, les Carabiniers et la Garde Civique belges sont les dernières unités munies de ce couvre-chef. En tenue ce campagne, il était recouvert d'une toile cirée destinée à imperméabiliser l'ensemble.
  - Chapeau turc.
  - Chapeau tyrolien voir tyrolien

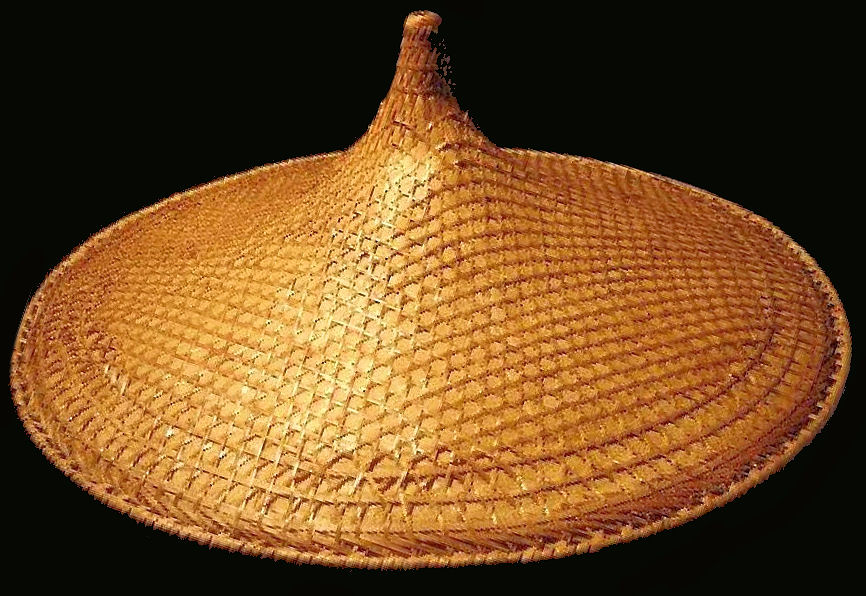
Chapeau chinois.
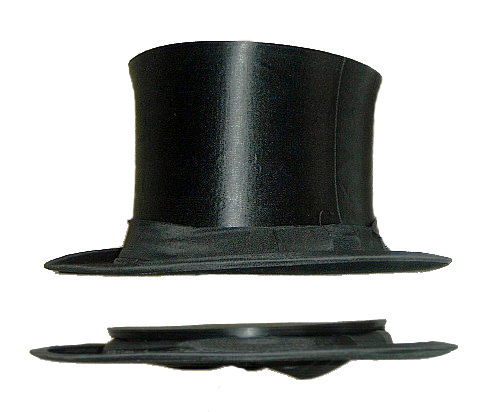
Chapeau claque.
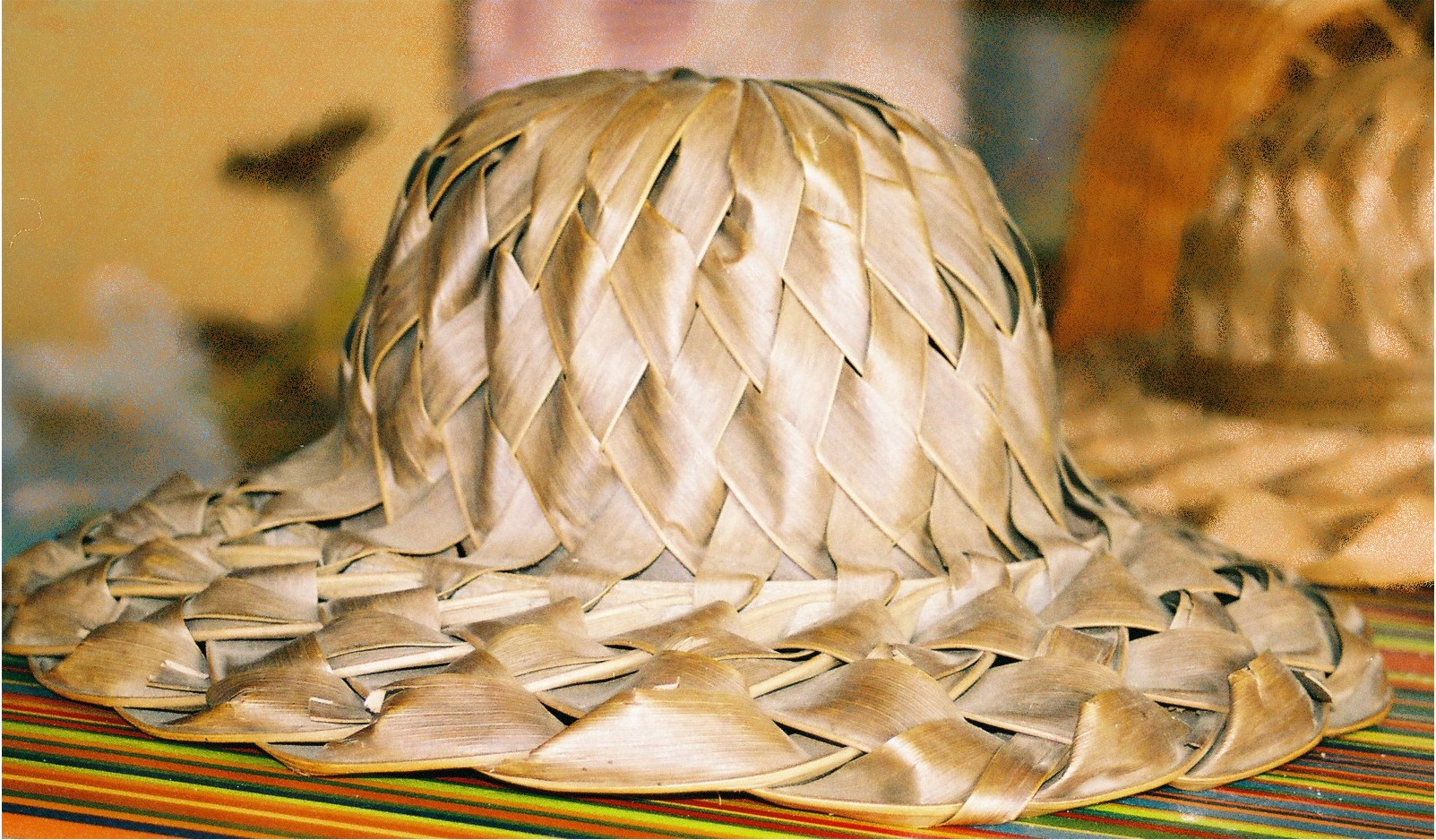
Chapeau congolais.
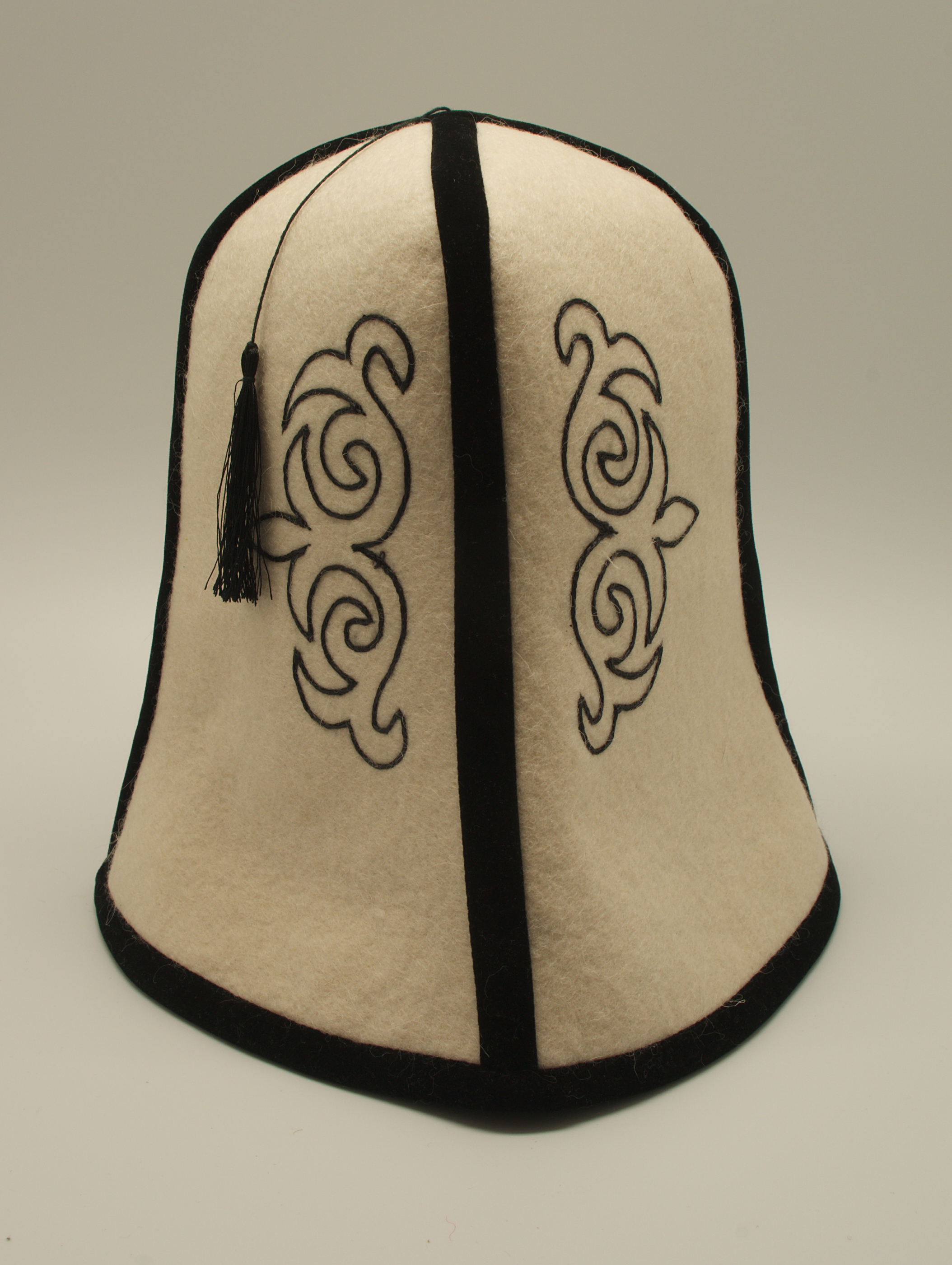
Chapeau Kirghize.
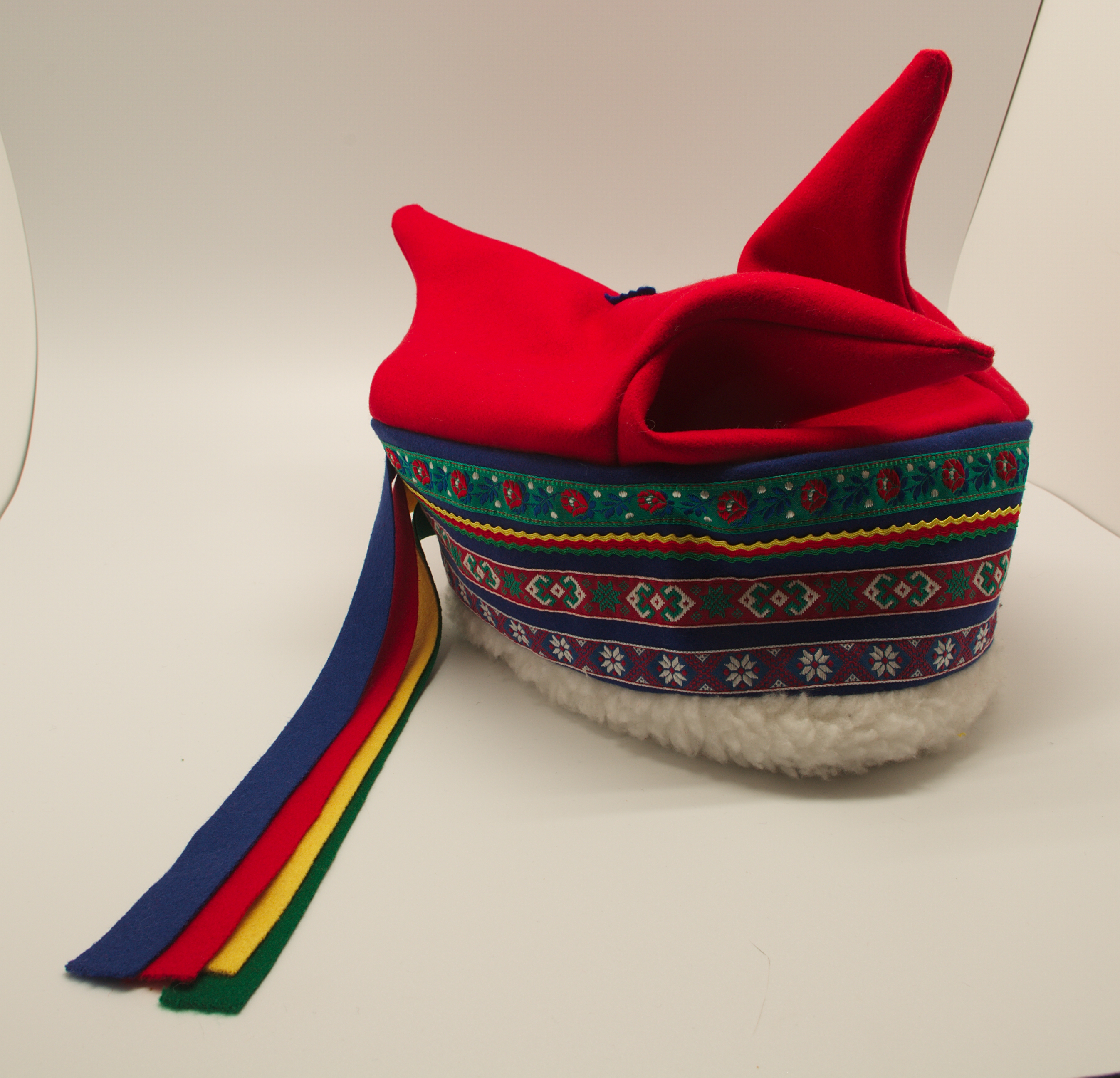
Chapeau lapon.
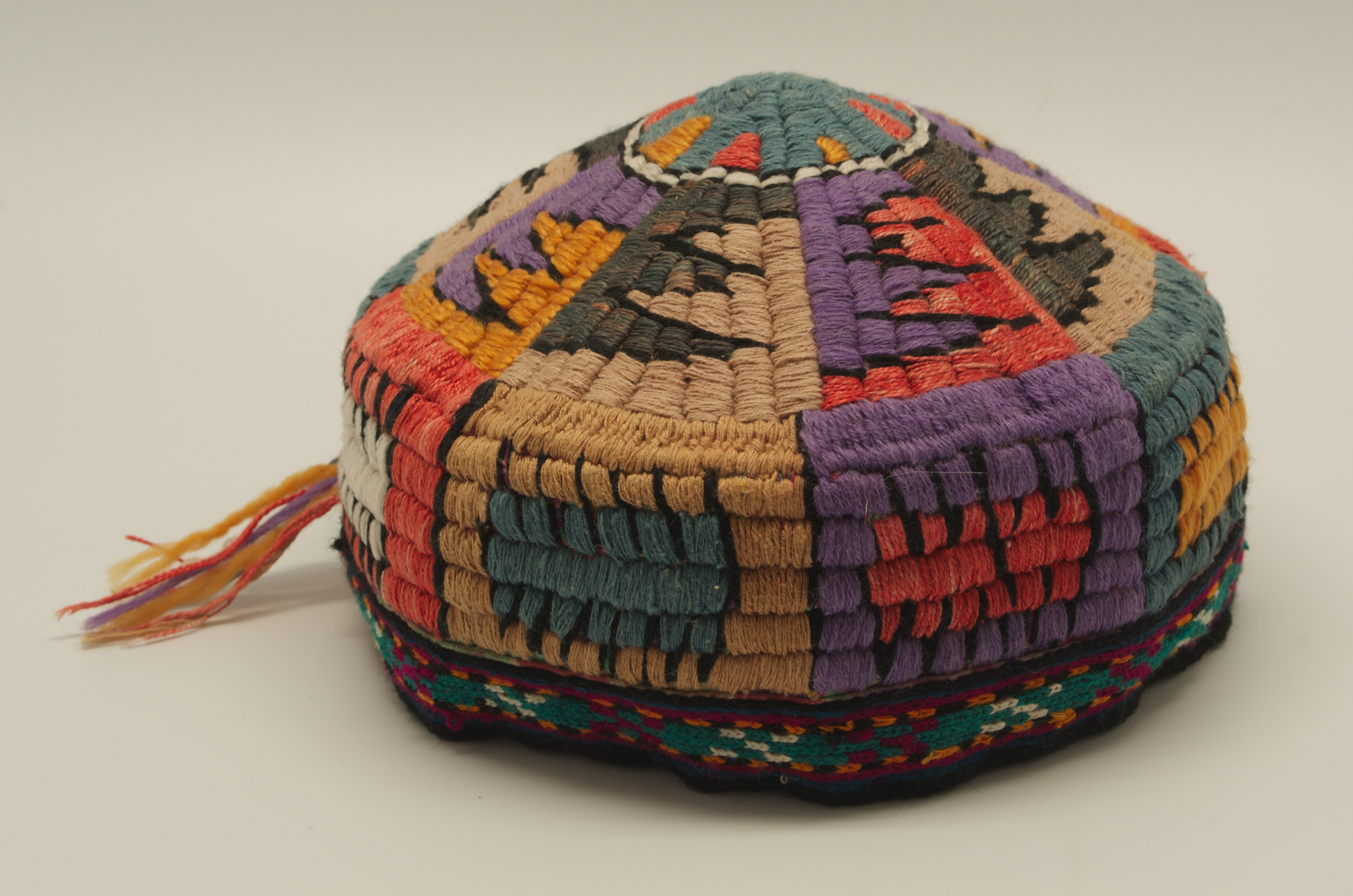
Chapeau ouzbek.
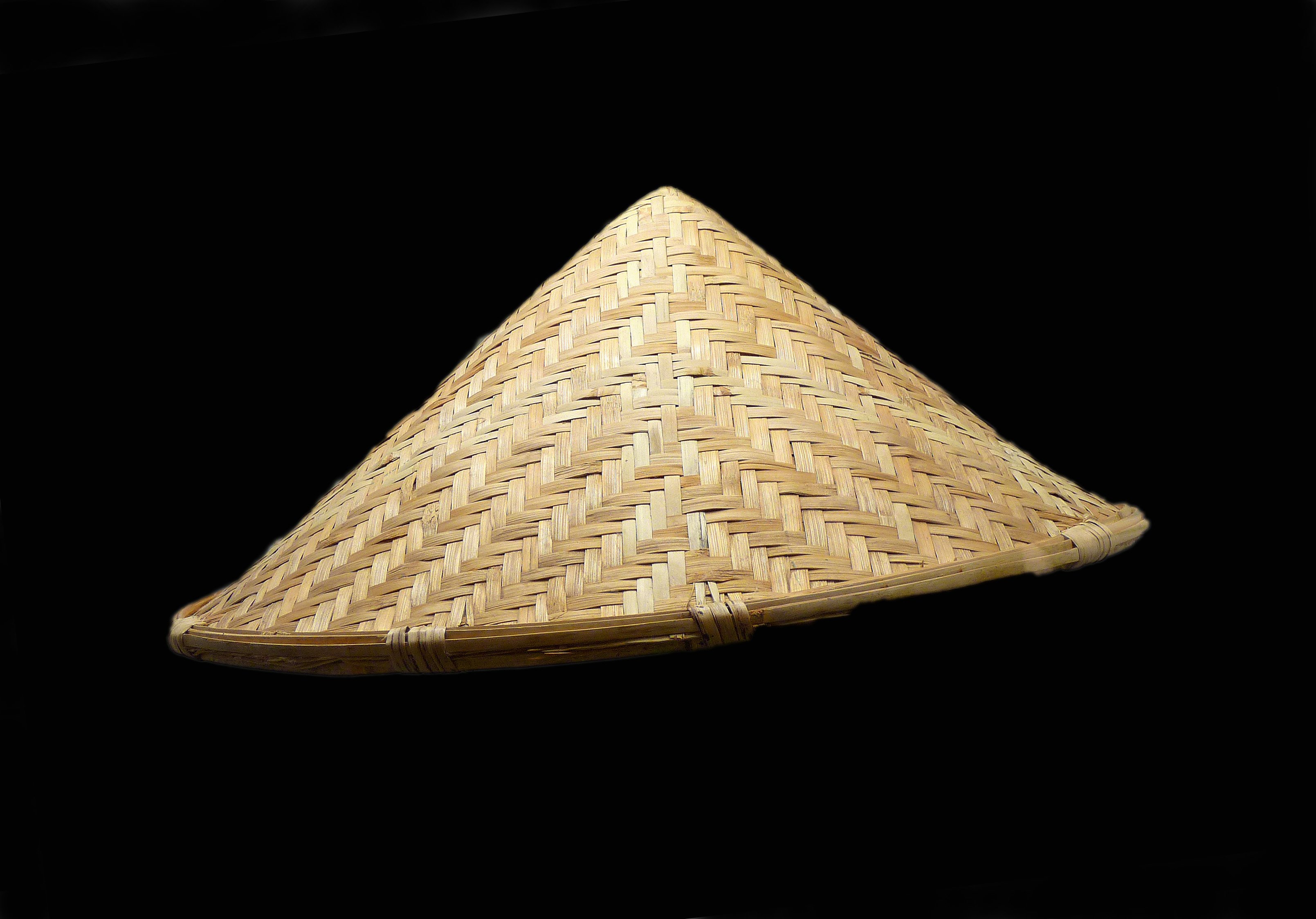
Chapeau peul (Sénégal)
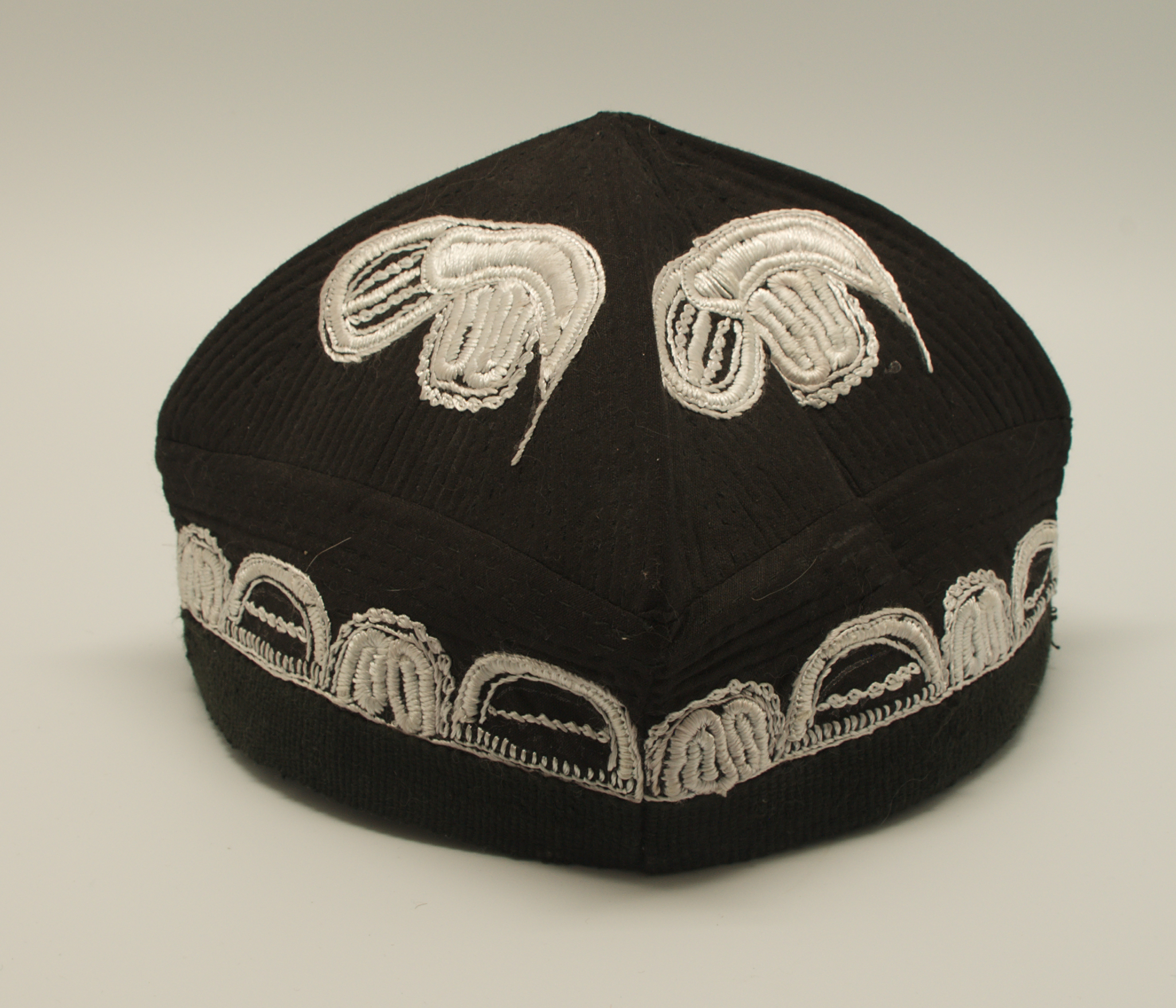
Chapeau tadjik.
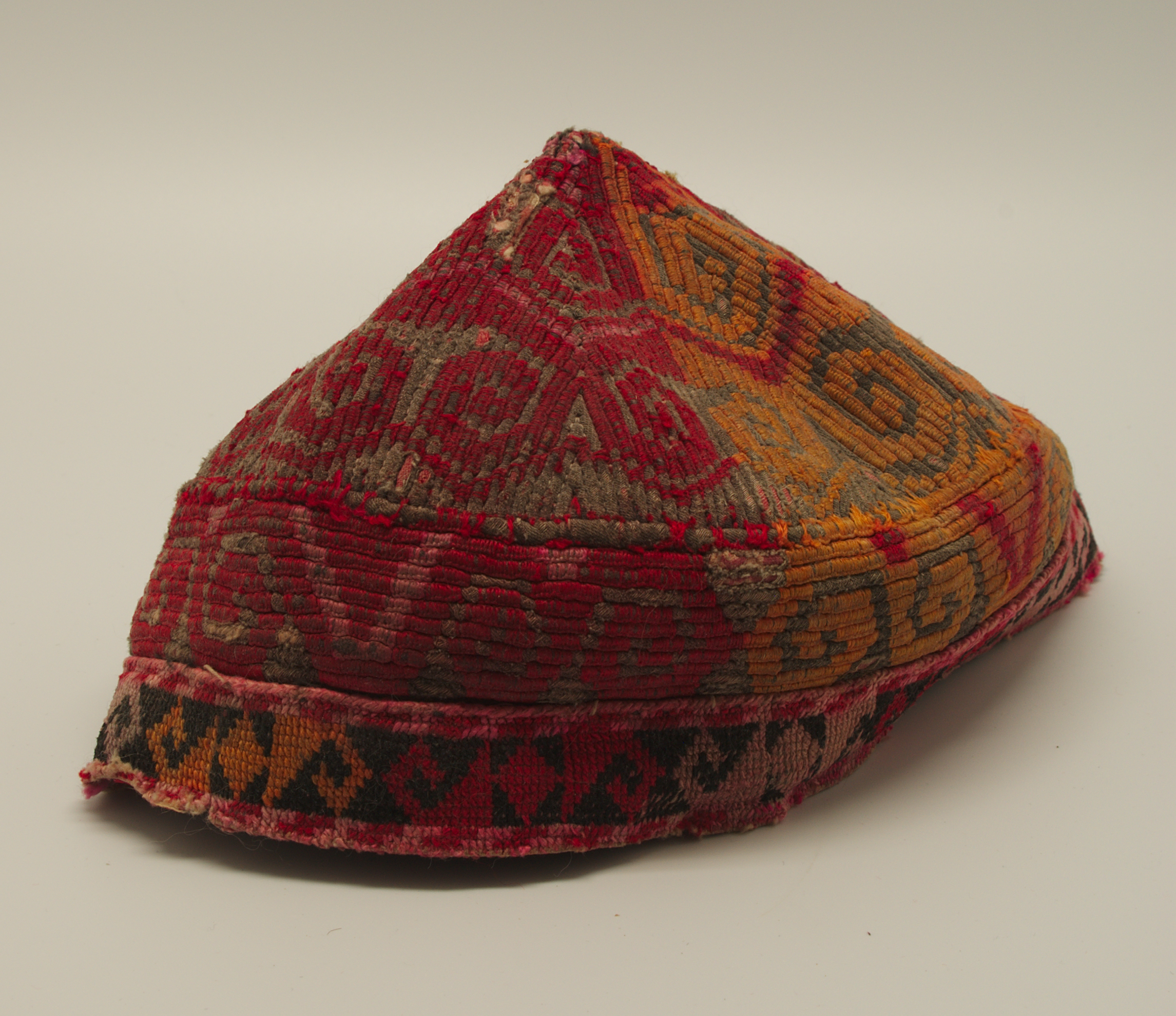
Chapeau turc.
Gardes Civiques belges avec chapeau tronconique M1871

- Chapel : ancienne forme du mot chapeau.
  - Chapel de Montauban
  - Chapel de fer : casque militaire antique et médiéval
- Chaperon : désigne plusieurs sortes de coiffures à bourrelet.
- Chapka : bonnet de fourrure, avec oreillettes rabattables pour conditions hivernales. Vient du russe Chapka qui signifie bonnet, toque. Diminutif : chapotchka ; le Petit chaperon rouge s’appelle Красная Шапочка (Latn, Petite chapka rouge).

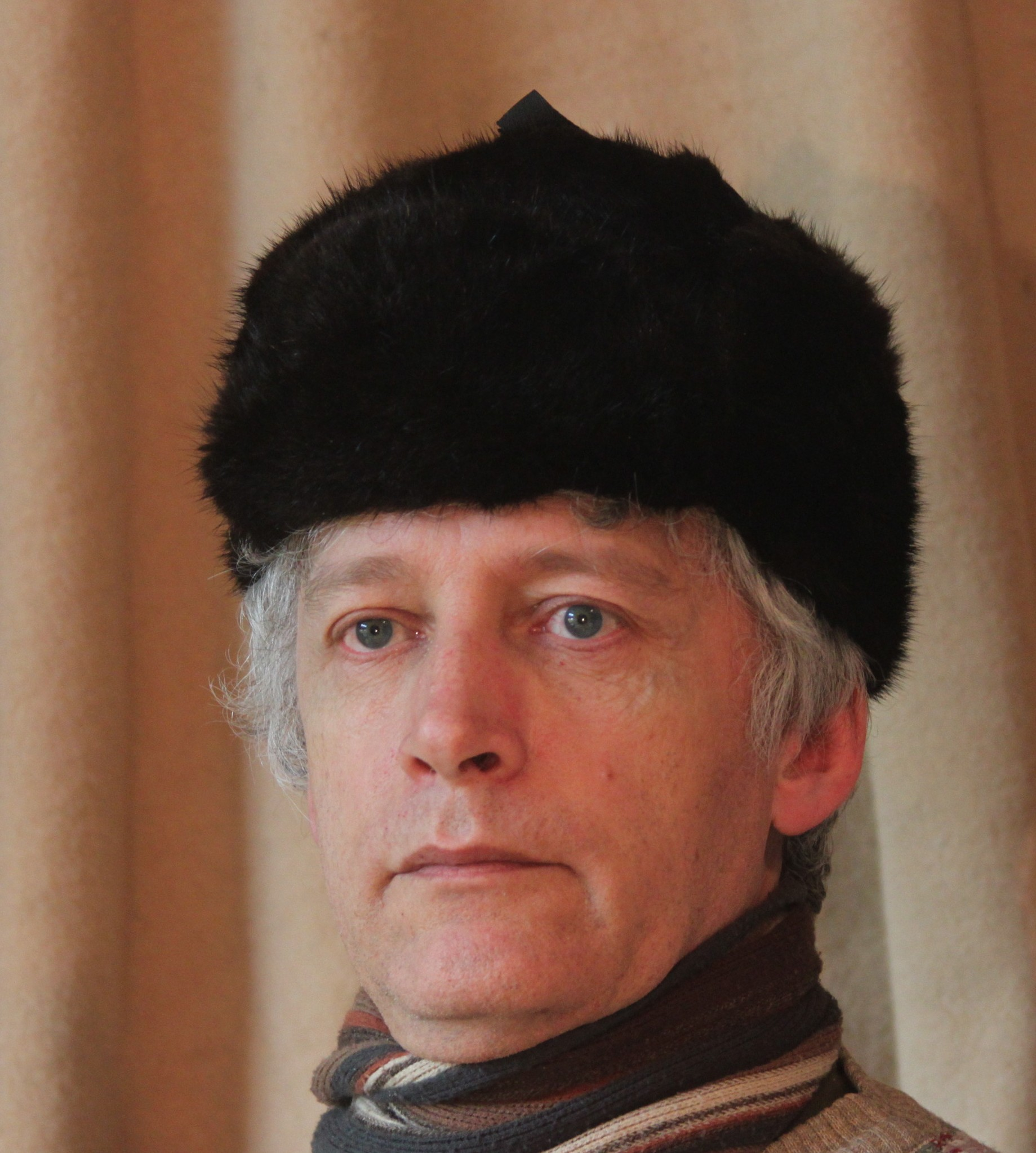
Chapka oreillettes relevées.
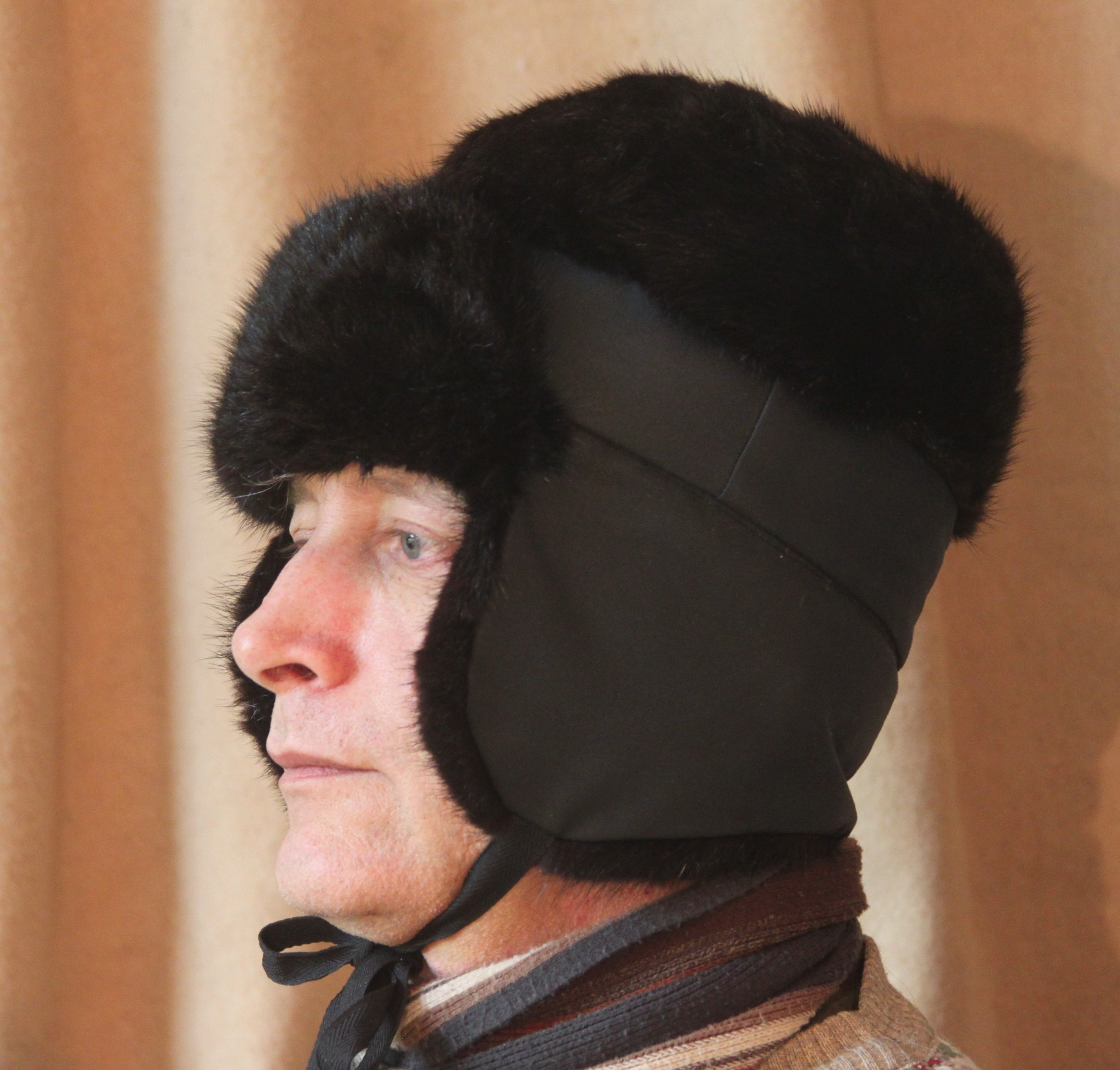
Chapka oreillettes baissées.

- Chapska : nom masculin. Coiffe militaire du premier empire, empruntée aux Polonais, portée par les lanciers. On écrit aussi shapska, schapska.
- Charlotte : sorte de bonnet populaire dans les classes modestes du XVIIIe au XIXe siècle, considéré comme le précurseur de la capote. De nos jours, c’est aussi le nom du bonnet jetable à élastique utilisé pour tenir les cheveux en agro-alimentaire ou en chirurgie.
- Chèche : sorte de turban.
- Chéchia : bonnet souple réalisée en laine tricotée puis feutrée, généralement de couleur rouge, elle est principalement fabriquée en Tunisie. Elle peut être agrémentée d’un gland de soie.
- Chrémeau : sorte de petit bonnet de toile fine, qu'on met sur la tête de l'enfant, après l'onction du saint chrême.
- Cimier
- Clémentine : bonnet en soie noire.
- Cloche
- Clop : chapeau traditionnel roumain, il en existe plusieurs formes, selon les régions.

- Coiffe :
  - Coiffe amérindienne ou coiffe d’indien
  - Coiffe Kali'na du Suriname
  - Coiffe de Gilles (Belgique)
  - Coiffe d’infirmière

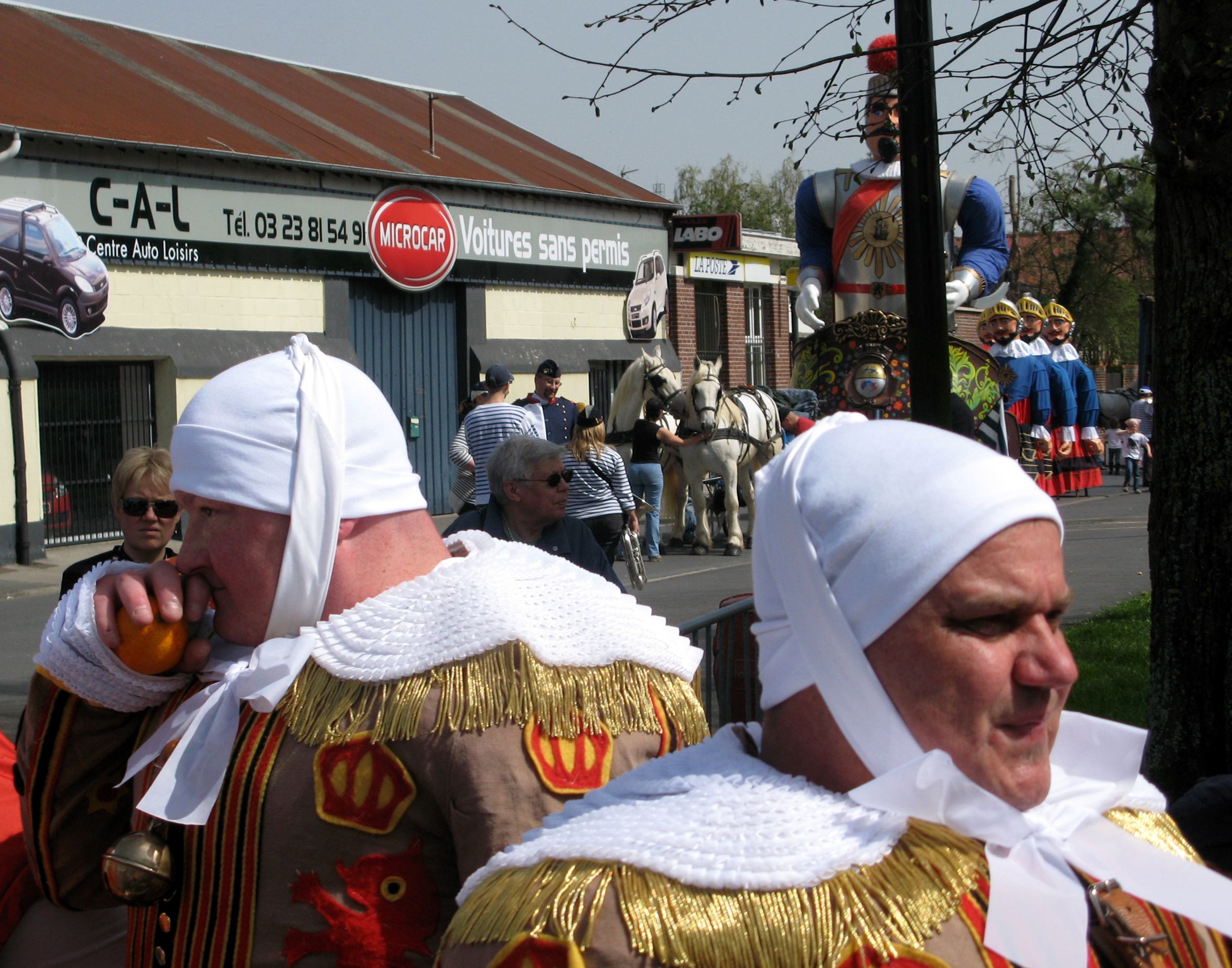
Coiffe de Gilles
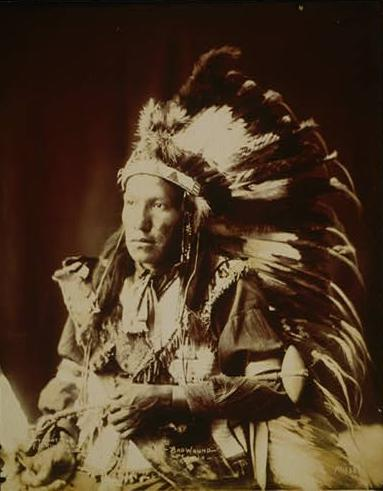
Coiffe Sioux.
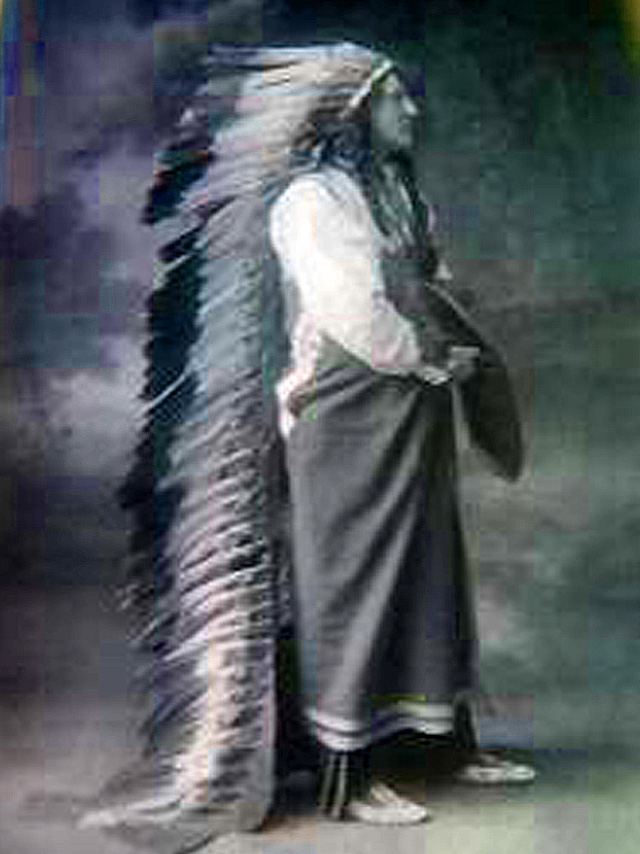
Coiffe sacrée
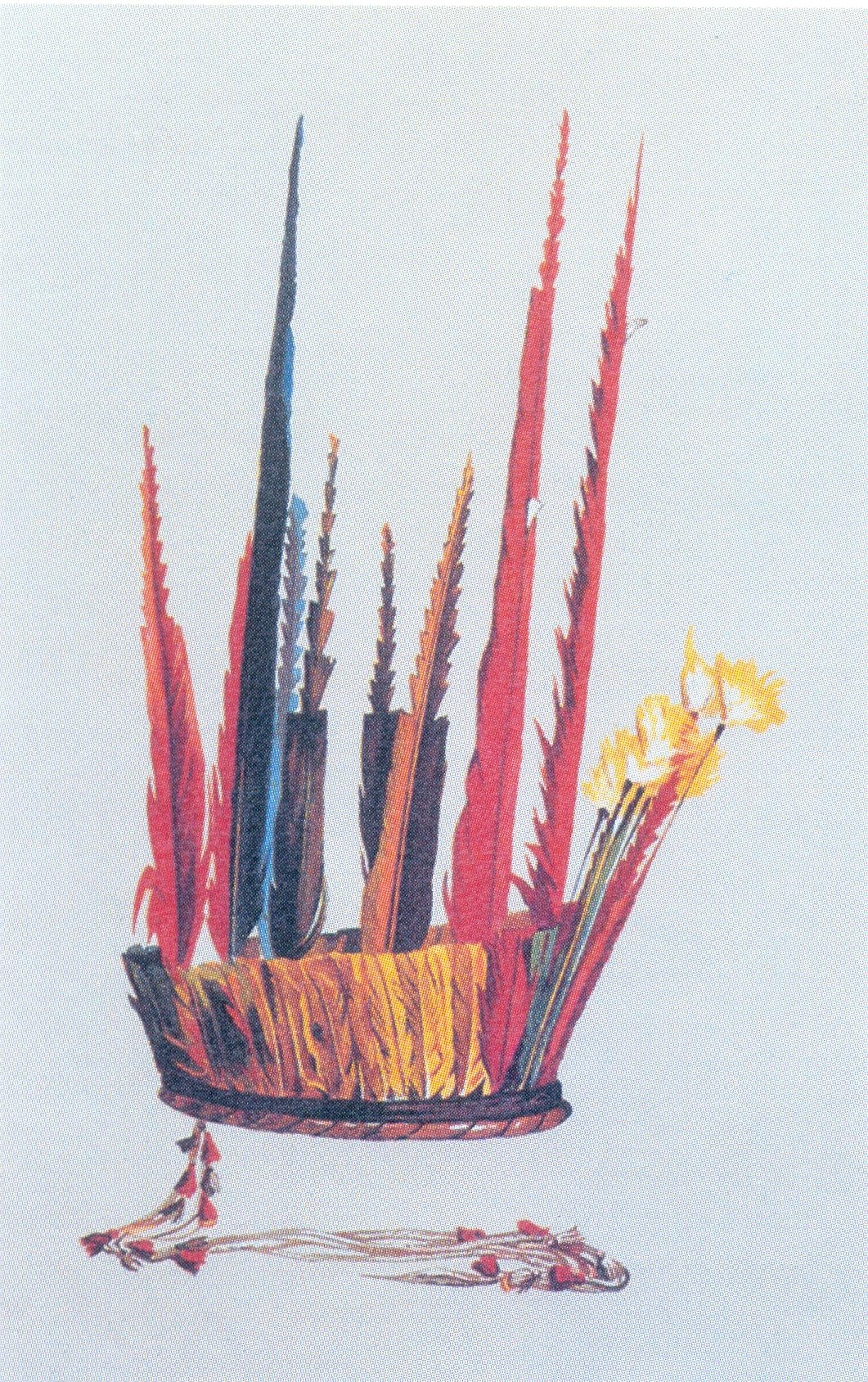
Coiffe Kali'na du Suriname vers 1883

- Coiffes régionales :
  - Coiffe agathoise (Agde) : le Sarret.

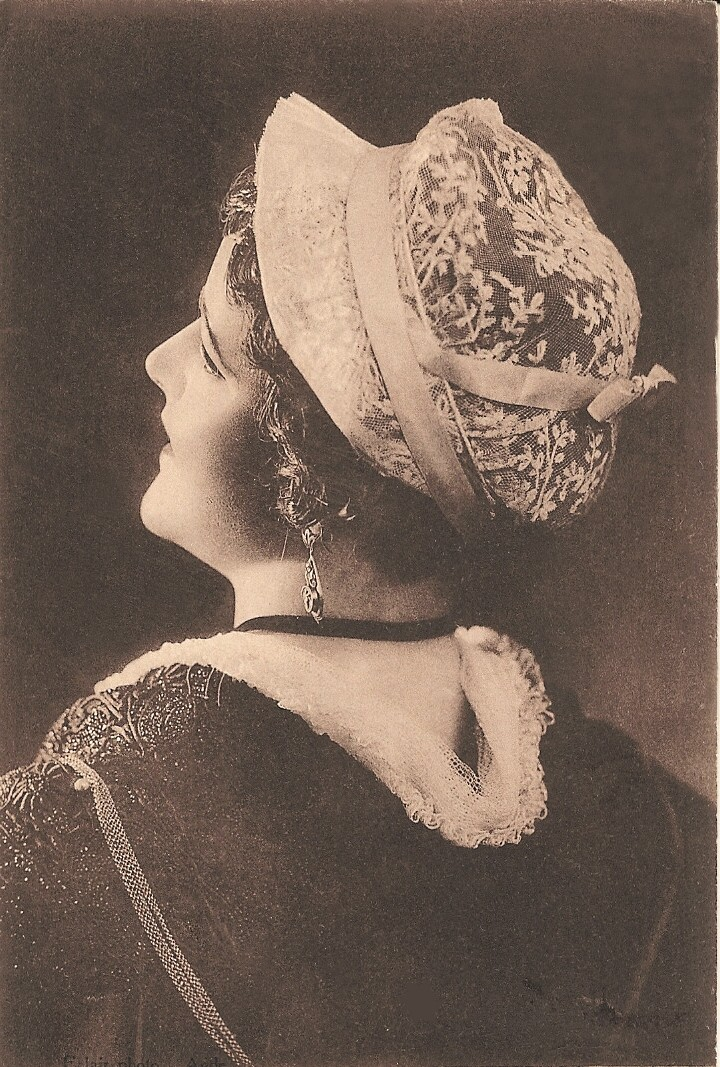
Coiffe agathoise, le Sarret.

- - Coiffes alsaciennes :
    - Coiffe strasbourgeoise

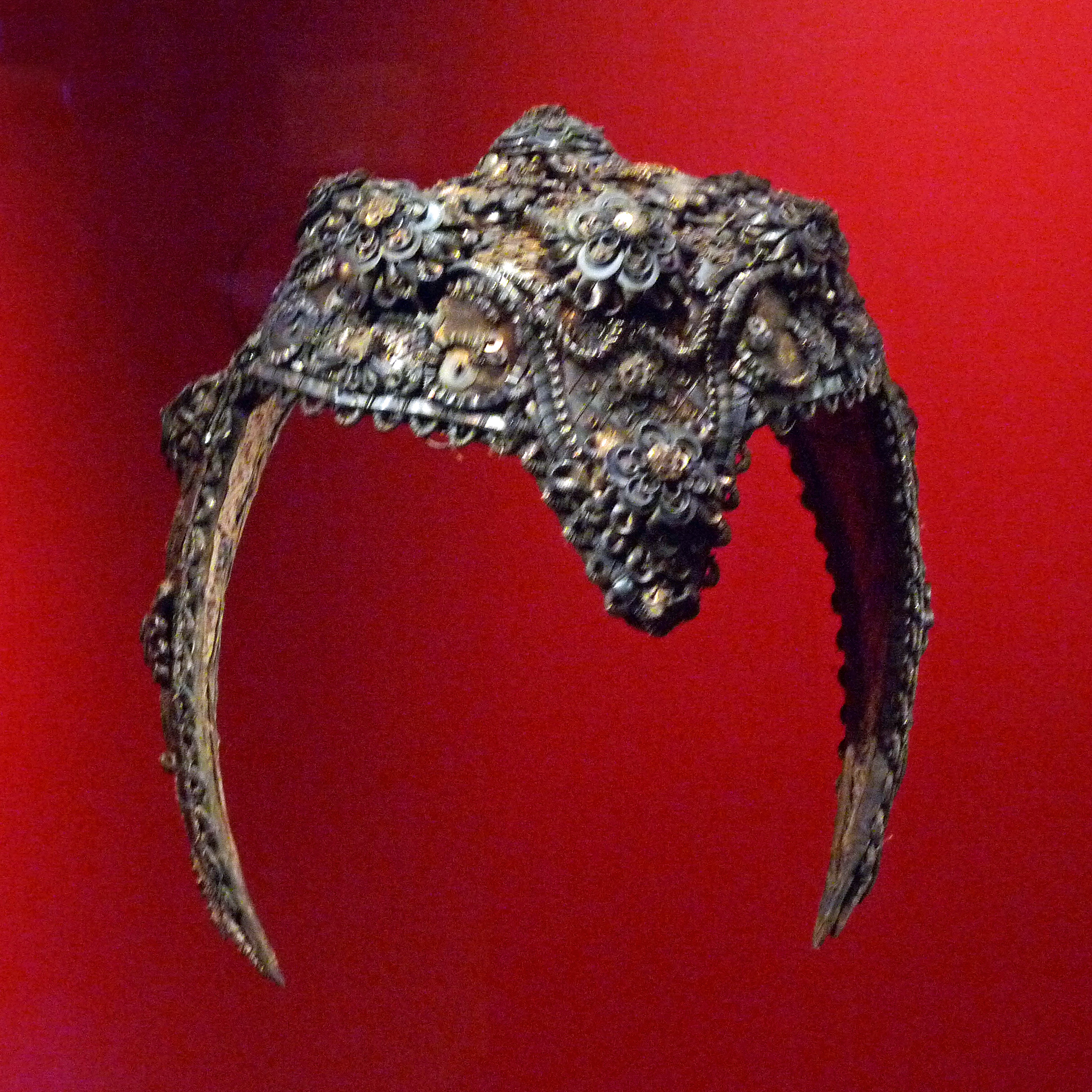
Coiffe strasbourgeoise à bec.

- - Coiffe angevine
    - Coiffe de Pouancé

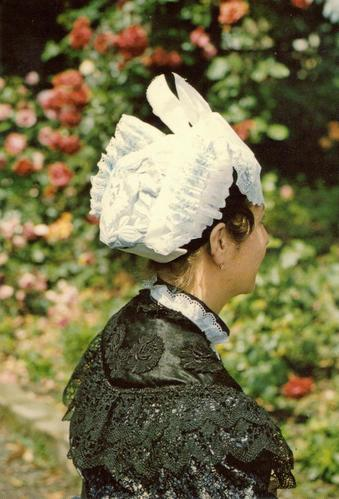
Coiffe angevine de Pouancé

- - Coiffe d'Ascain (Pyrénées-Atlantiques)

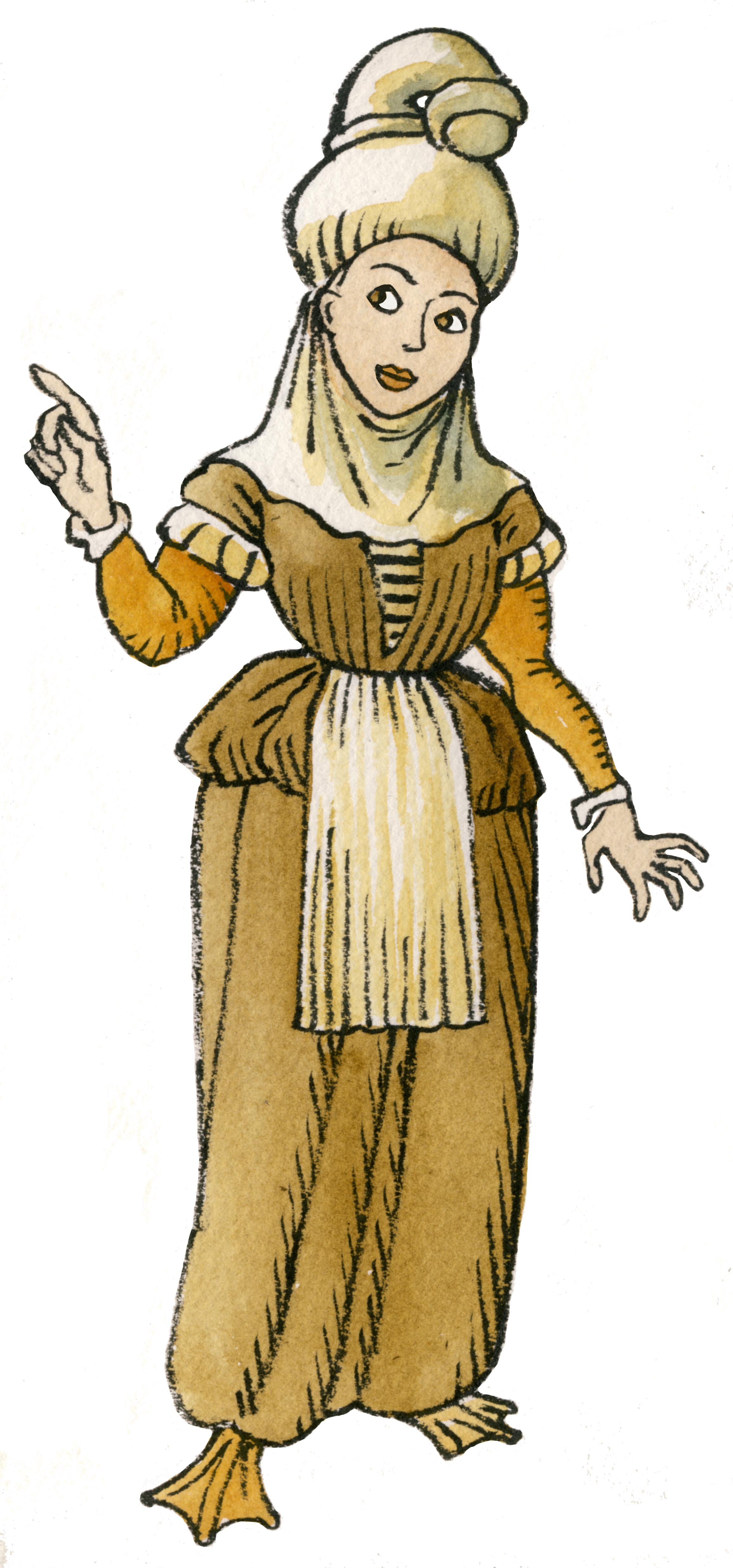
Costume d'Ascain du XVIIe siècle, coiffe "phallique" caractéristique.

- - Coiffe auvergnate
  - Coiffe bigourdane (Bigorre)

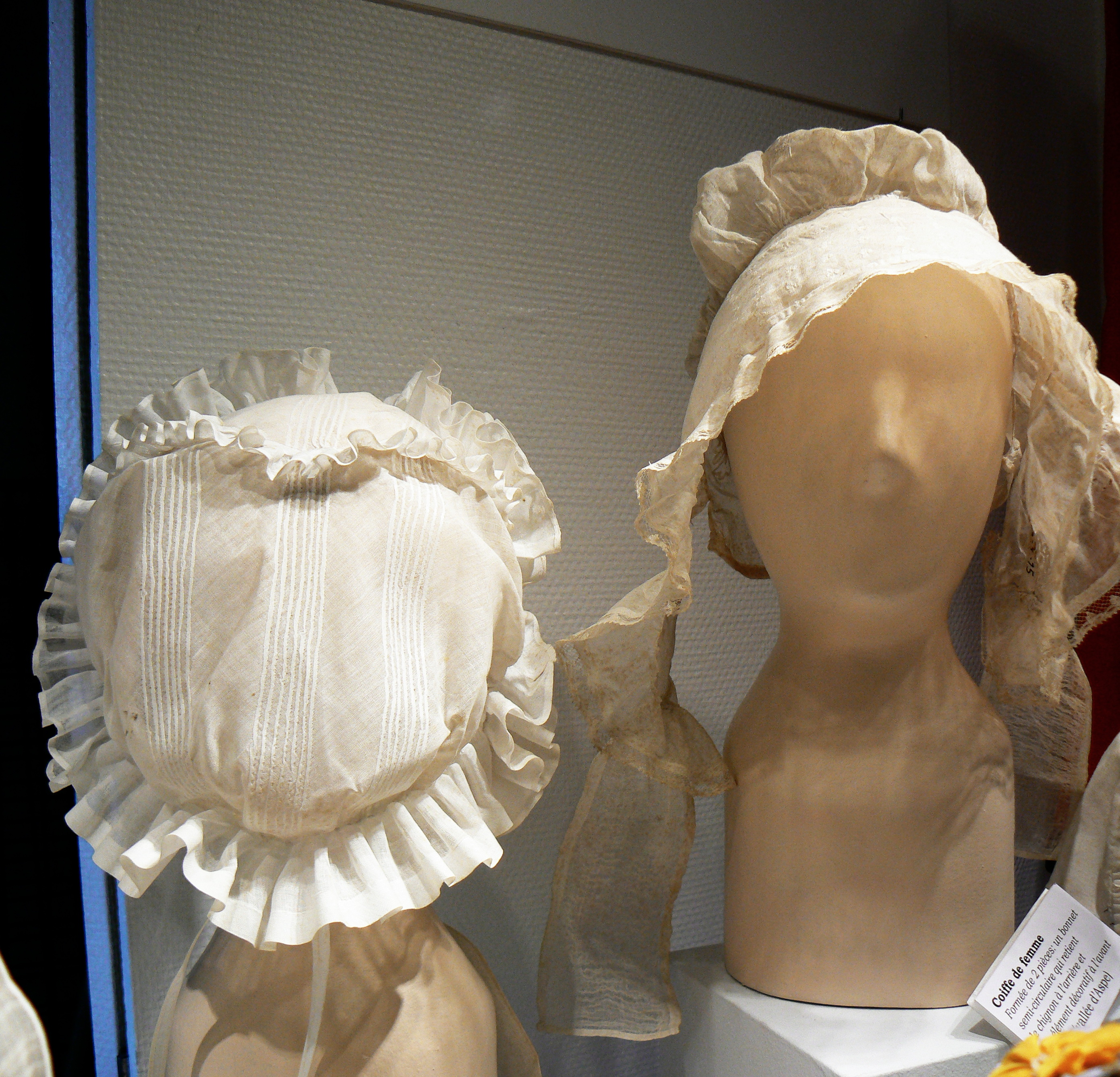
Coiffe bigourdane

- - Coiffe boulonnaise
  - Coiffe bourguignonne

- - Coiffes bretonnes : (à classer : Cayon)
    - Côtes-d’Armor :
      - coiffe paimpolaise
      - coiffe de Pommerit-le-Vicomte
      - coiffe de Rostrenen
      - cornette du Trégor
      - toukenn du Trégor

- -     - Finistère : 
      - Bardou-paisan : coiffe de la région de Châteauneuf-du-Faou.
      - coiffe de Beuzec-Cap-Sizun
      - Coiffe bigoudène ou pain de sucre
      - coiffe de Carhaix
      - coiffe de Chateaulin
      - coiffe Kapenn
      - coiffe de Clohars-Carnoët
      - coiffe de Combrit
      - coiffe de Concarneau
      - coiffe de Cornouaille
      - coiffe de Elliant
      - coiffe de Fouesnant
      - coiffe de Kerfeunteun
      - coiffe de Landerneau
      - coiffe de La Forêt-Fouesnant
      - coiffe de Landrévarzec (région de Quimper)
      - coiffe de Léon
      - Penn sardin : coiffe de femmes, région de Douarnenez et presqu'île de Crozon, ports de l'Île-Tudy et de Concarneau
      - coiffe de Plomelin
      - coiffe de Plougastel-Daoulas
      - coiffe de Pluguffan
      - coiffe de Pont-l’Abbé
      - coiffe de Quimperlé
      - coiffe de Saint-Evarzec

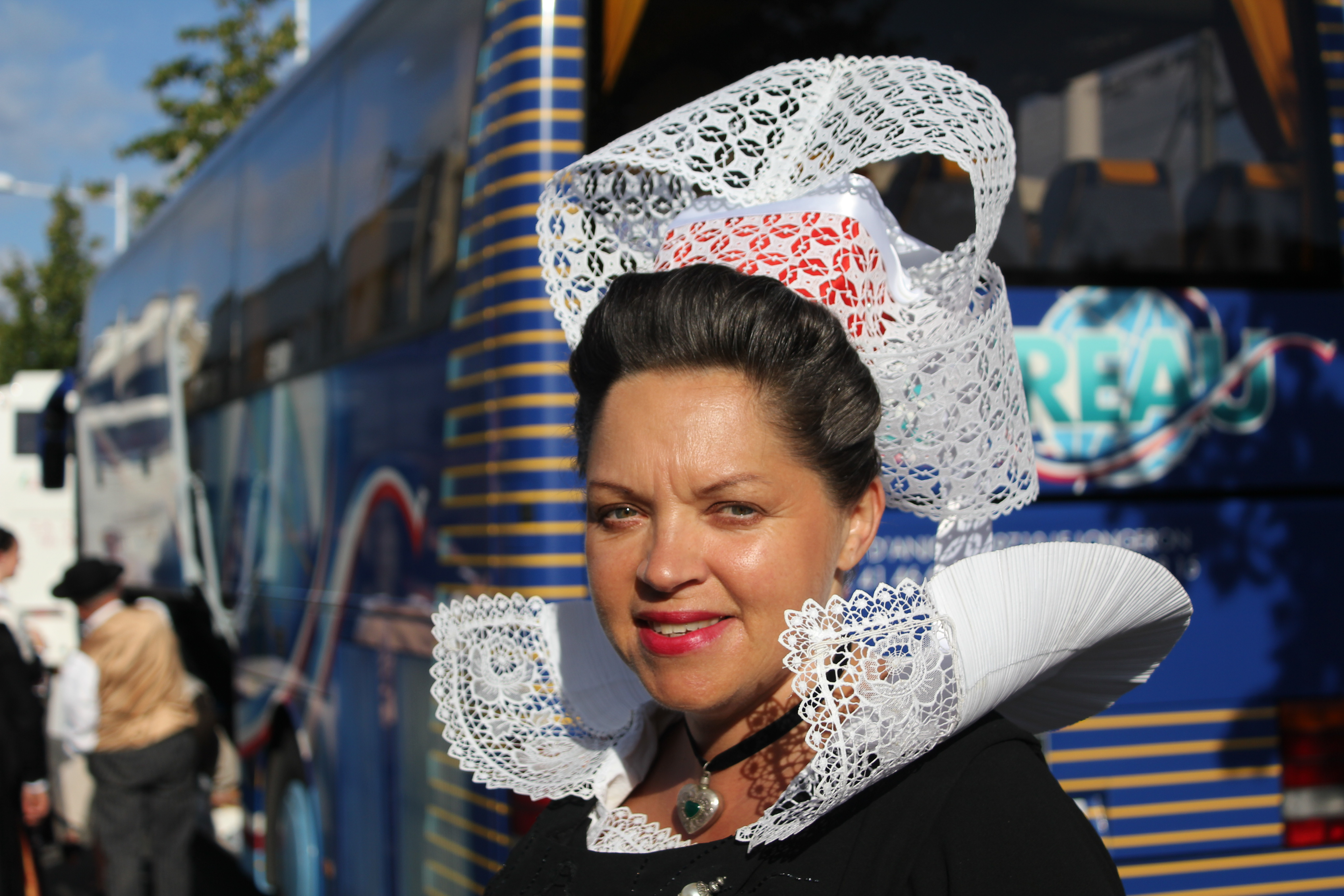
Coiffe de Fouesnant, Finistère (face)
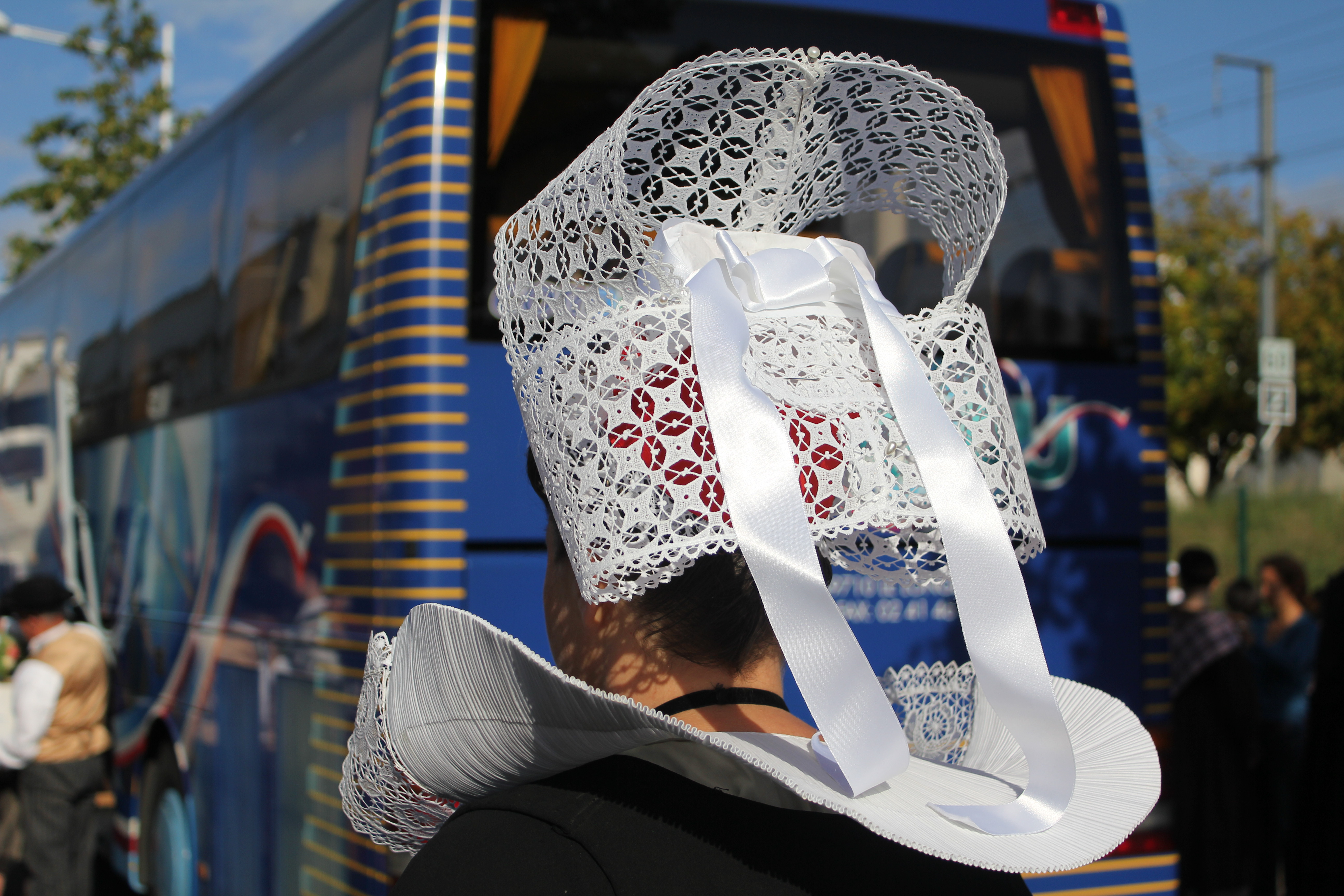
Coiffe de Fouesnant, Finistère (dos)

- -     - Ille-et-Vilaine :
      - coiffe de Saint-Malo

- -     - Loire-Atlantique :
      - coiffe de Batz
      - coiffe de Malville

- Coiffe de Batz

- -     - Morbihan :
      - coiffe d’Auray
      - coiffe de Baud
      - coiffe de Cléguérec
      - coiffe de la région de Lorient
      - coiffe de Pontivy
      - kornek : coiffe du pays de Baud
      - coiffe du Pays vannetais

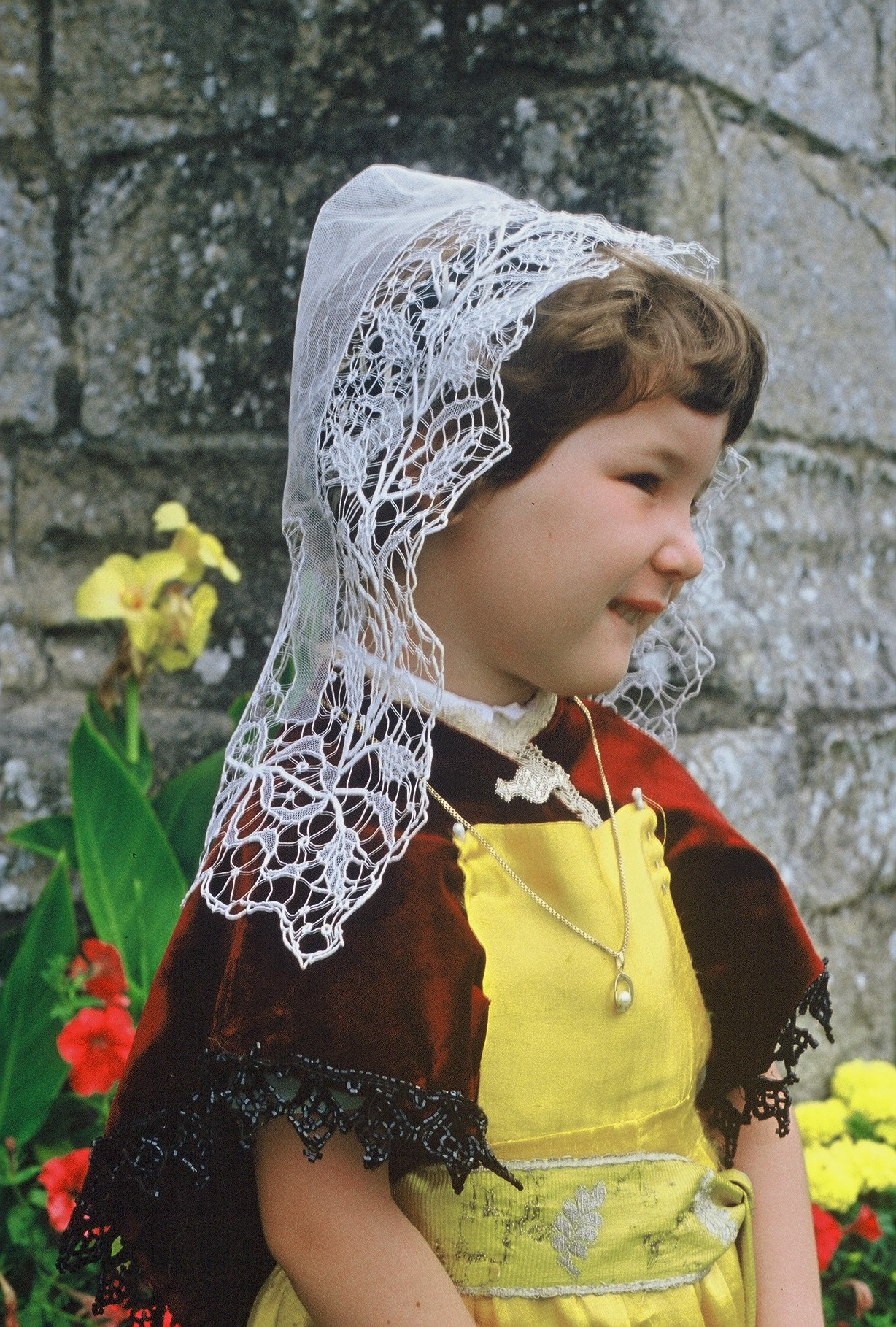
Coiffe de Baud, Morbihan (profil)

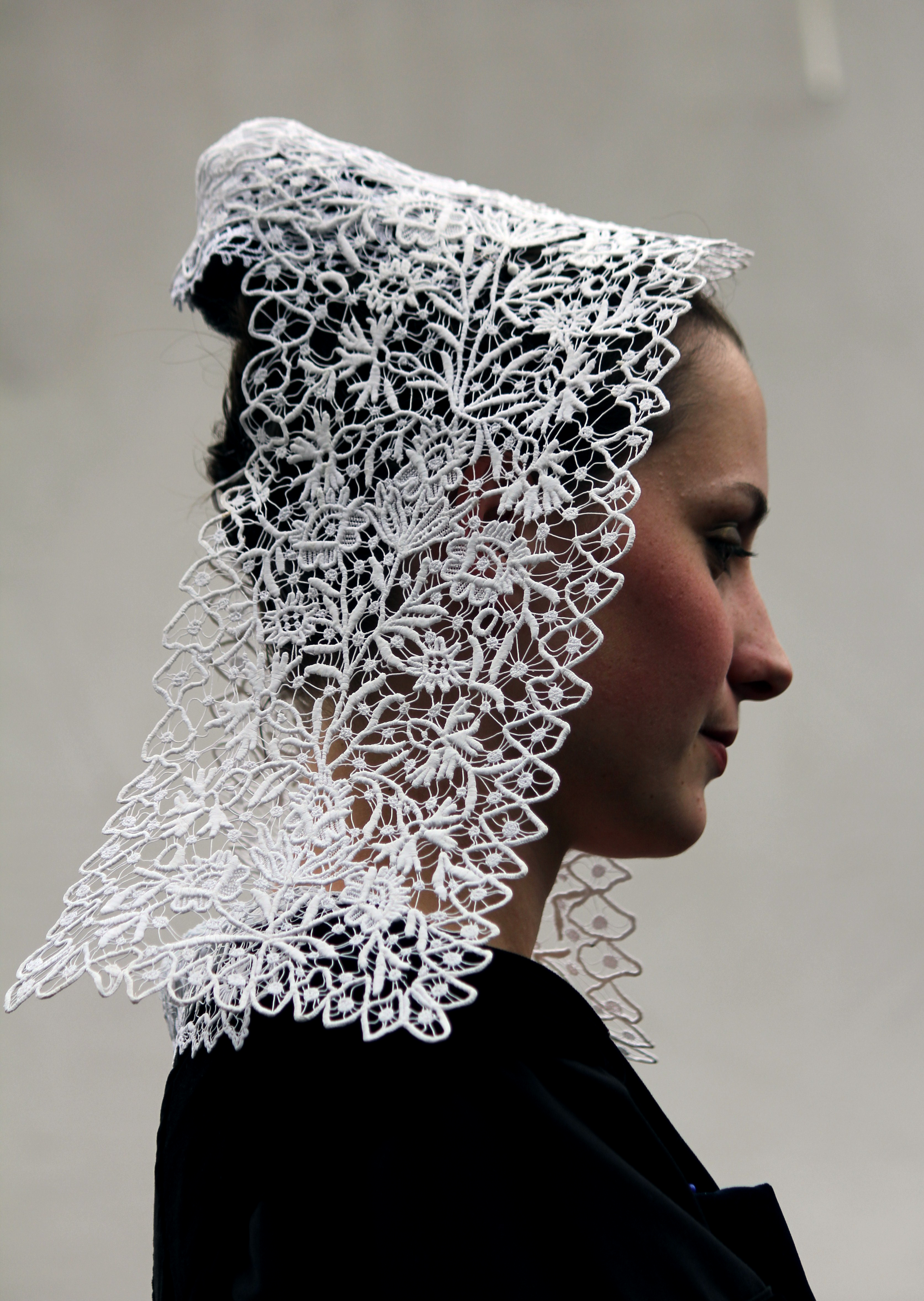
Coiffe de Baud, Morbihan (dos)
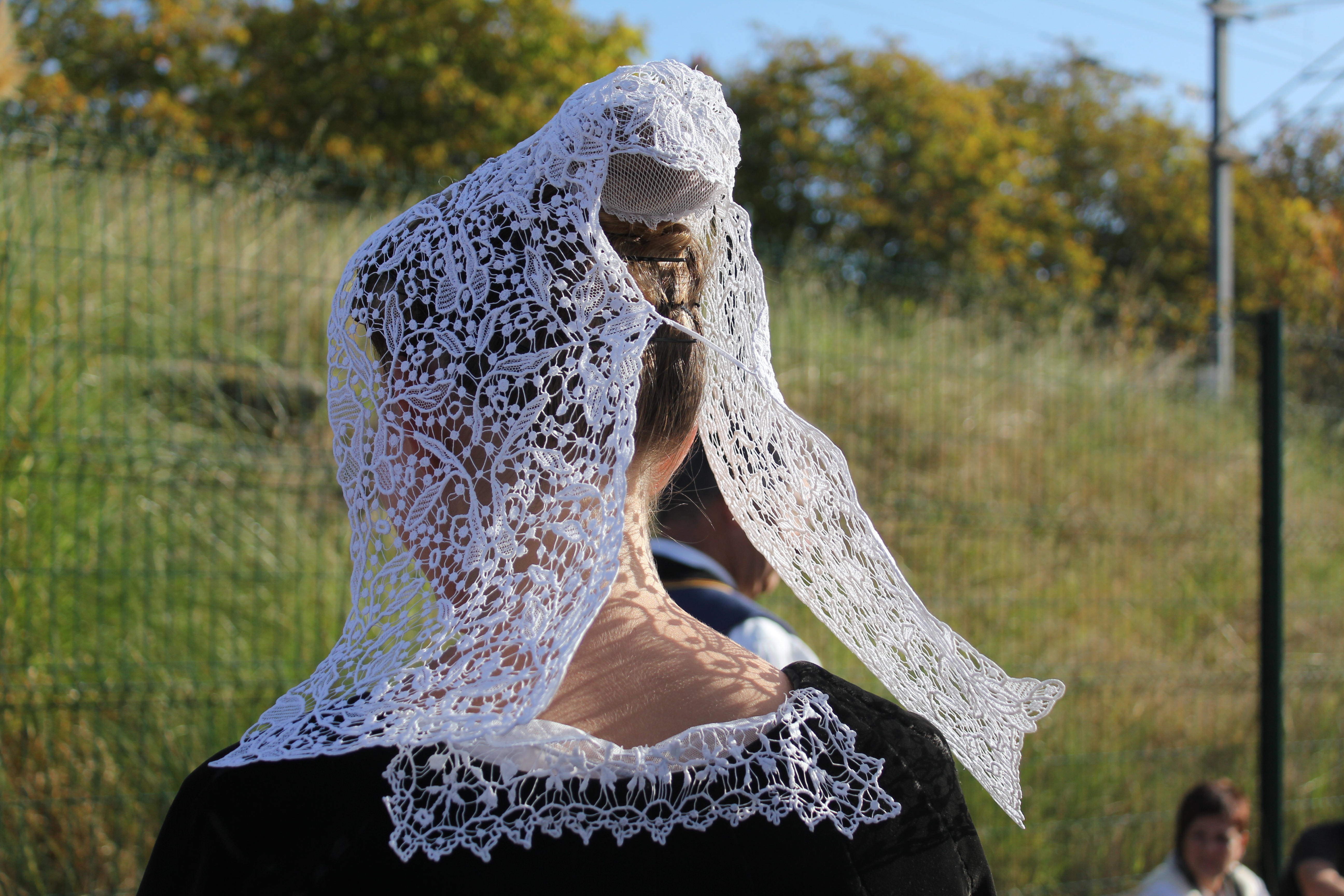
Coiffe de Baud, Morbihan (dos)

- - Coiffe champenoise
    - le toquat (ou tocat) de la région de Troyes

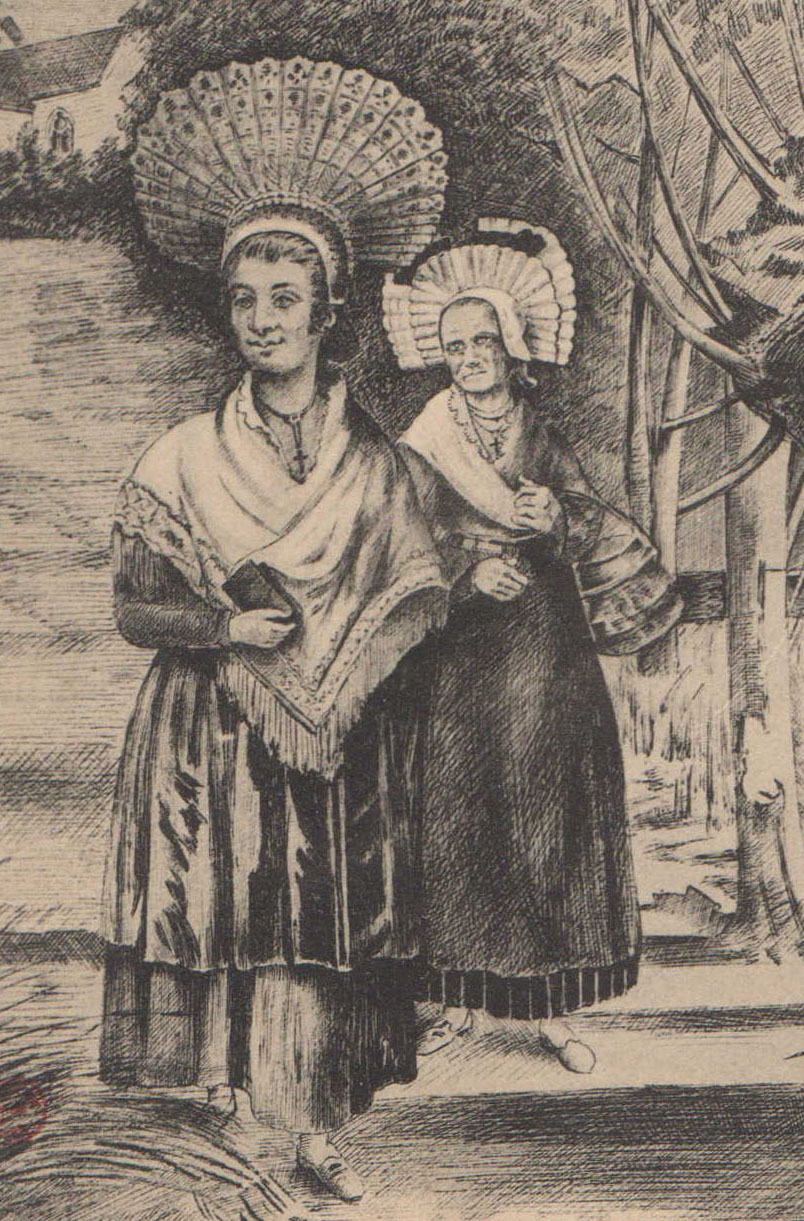
Le Toquat coiffe champenoise de la région de Troyes

- - Coiffe charentaises :
    - Coiffe de Matha
    - Coiffe de Saint-Jean d'Angély
    - Coiffes oléronaises :
      - Coiffe oléronaise, le ballet
      - Coiffe oléronaise, le ballon
      - Coiffe oléronaise, le Kissenot

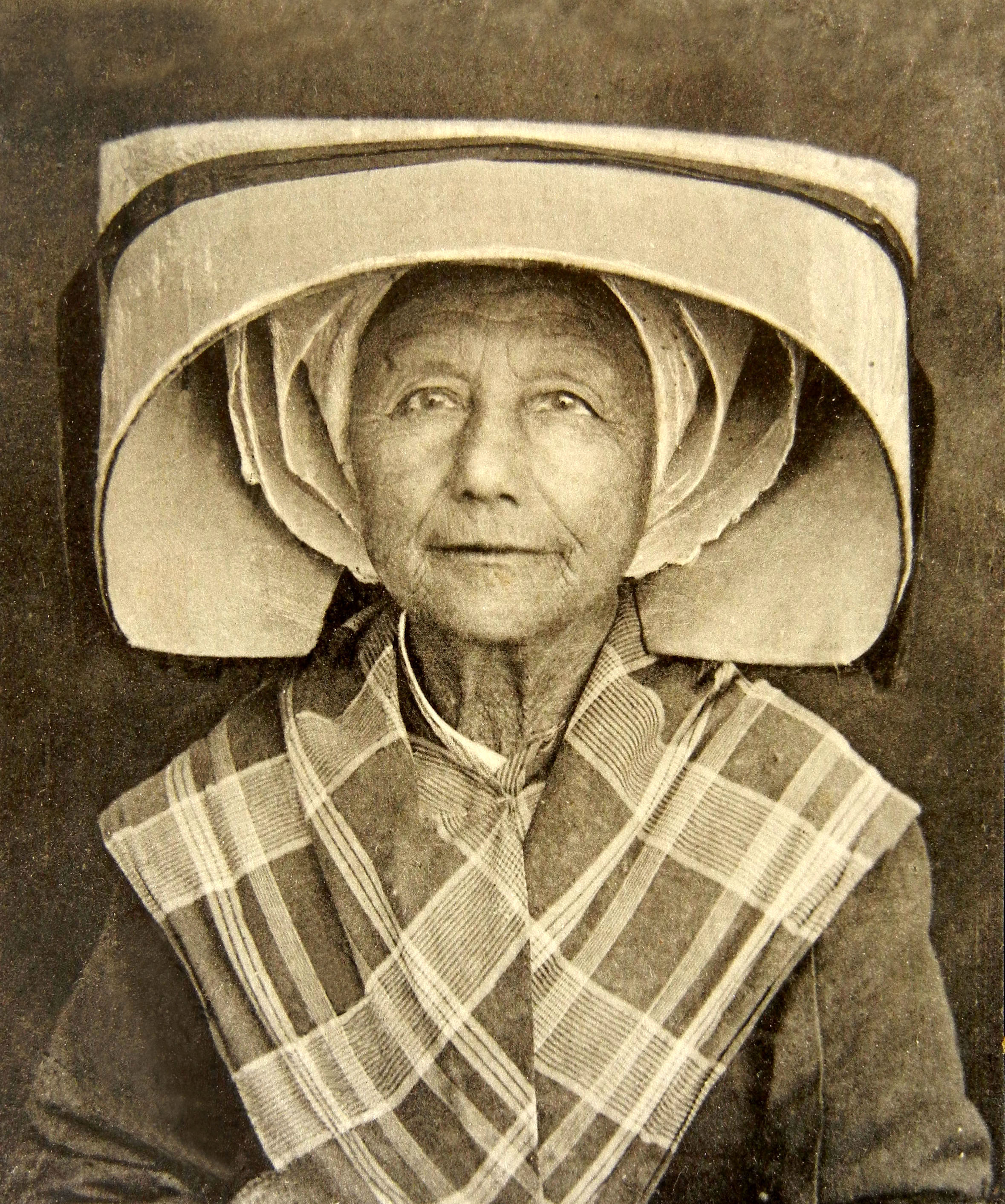
Île d'Oléron, Saint-Pierre-d'Oléron, Charente-Maritime, coiffure oléronaise le ballet. V. 1915
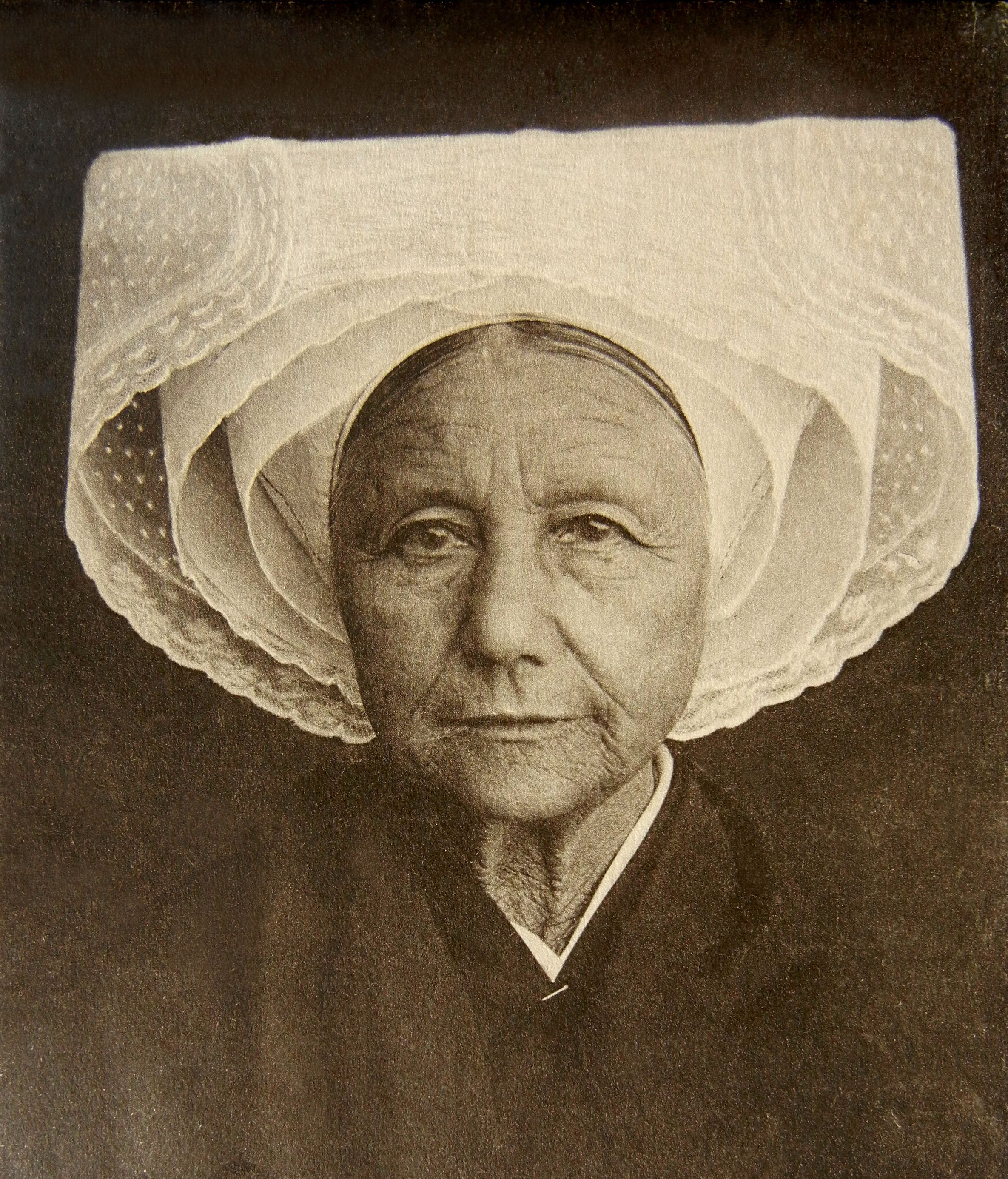
Île d'Oléron, Saint-Pierre-d'Oléron, Charente-Maritime, coiffure oléronaise le ballon. 1915
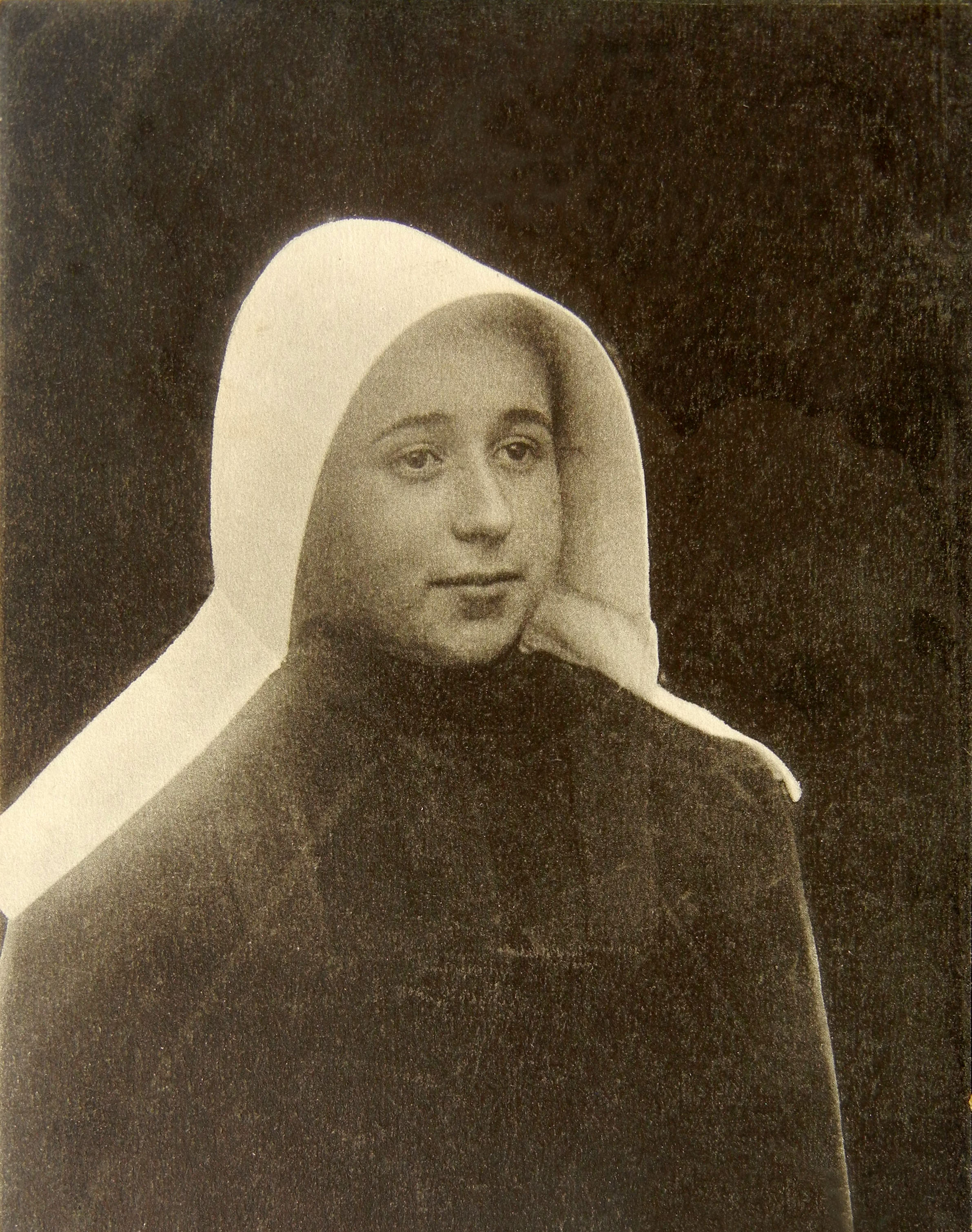
Île d'Oléron, Charente-Maritime, coiffure oléronaise le kissenot. 1914

- - Coiffe étaploise, Pas-de-Calais

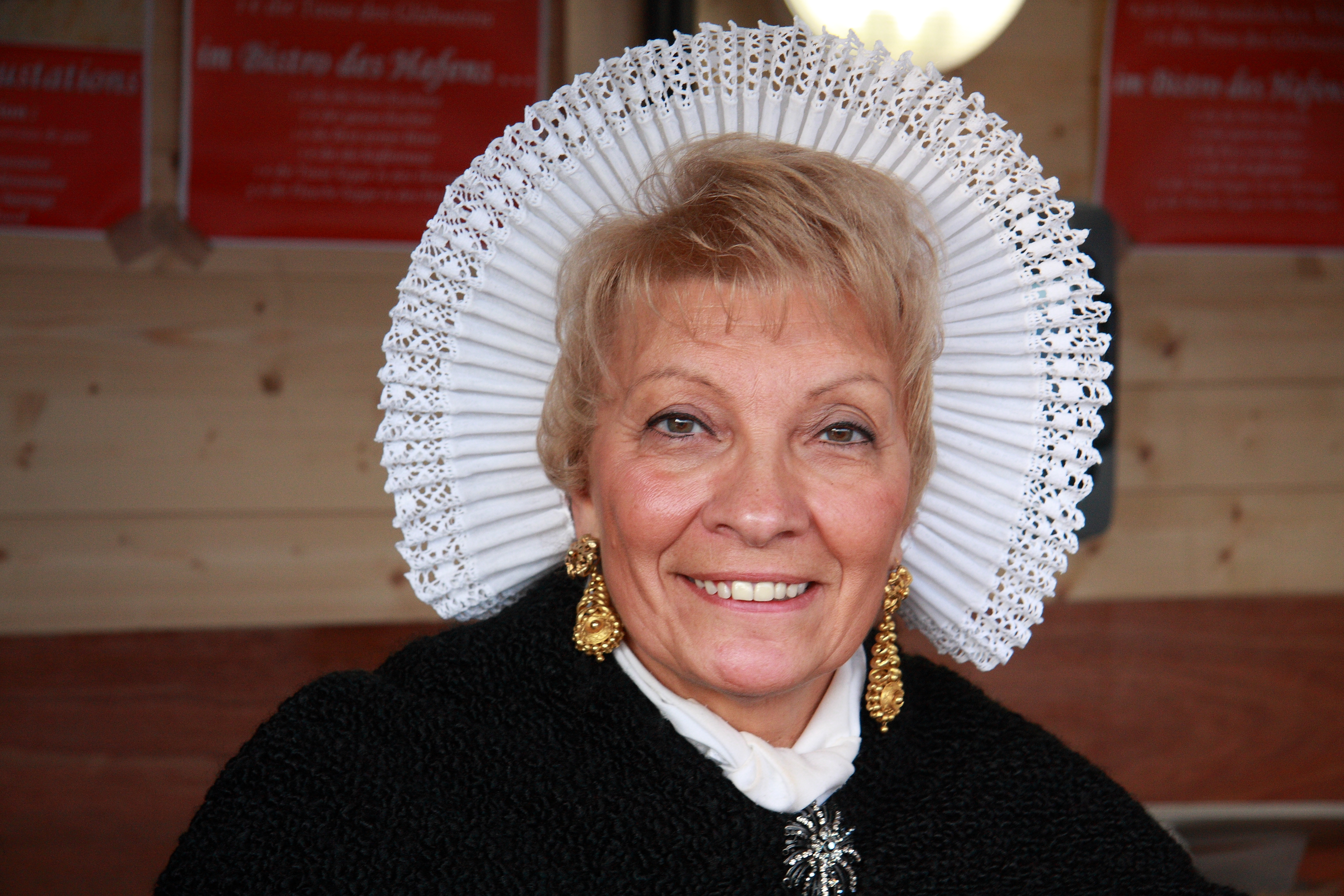
coiffe étaploise (face)
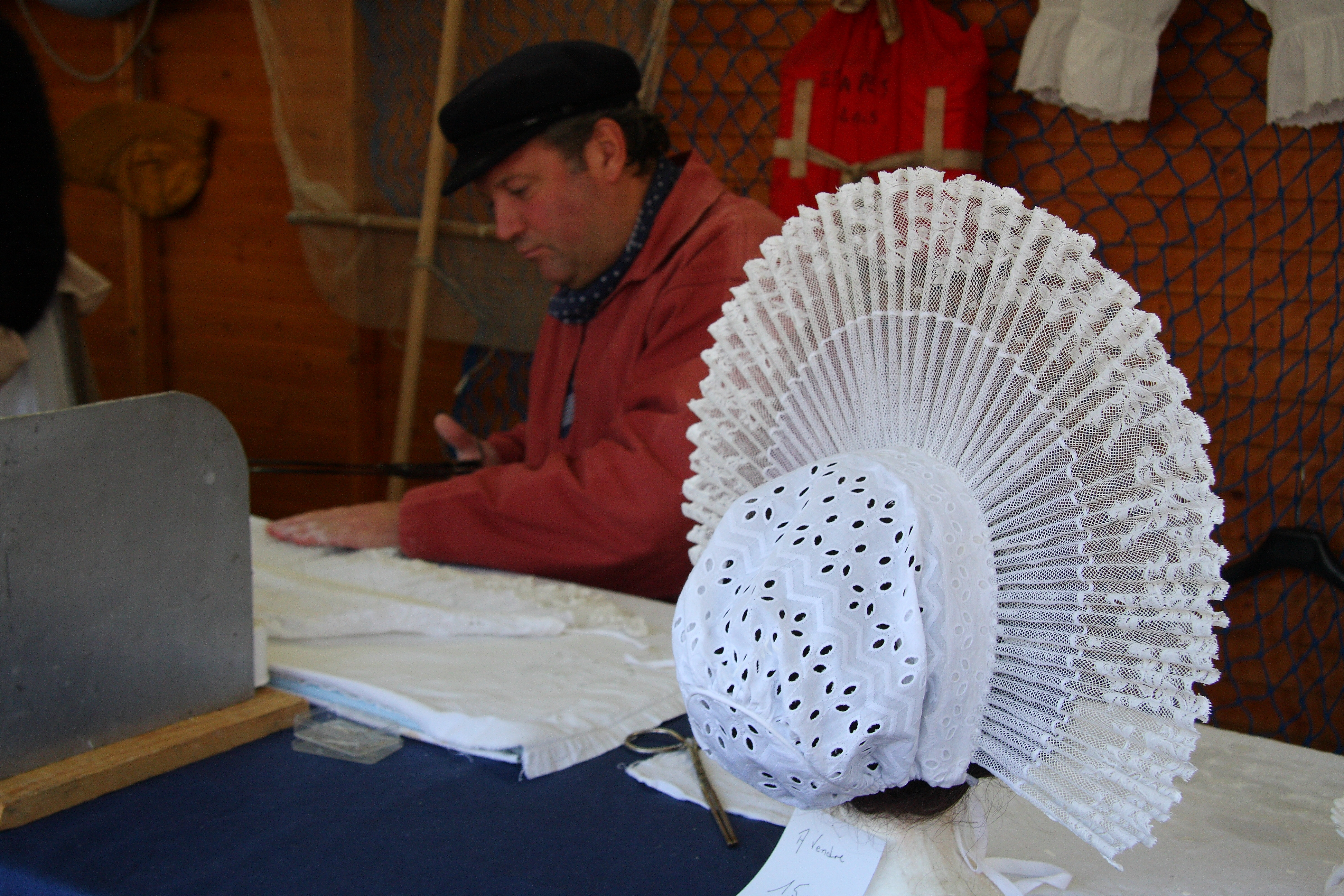
coiffe étaploise (dos)

- - Coiffe gasconne

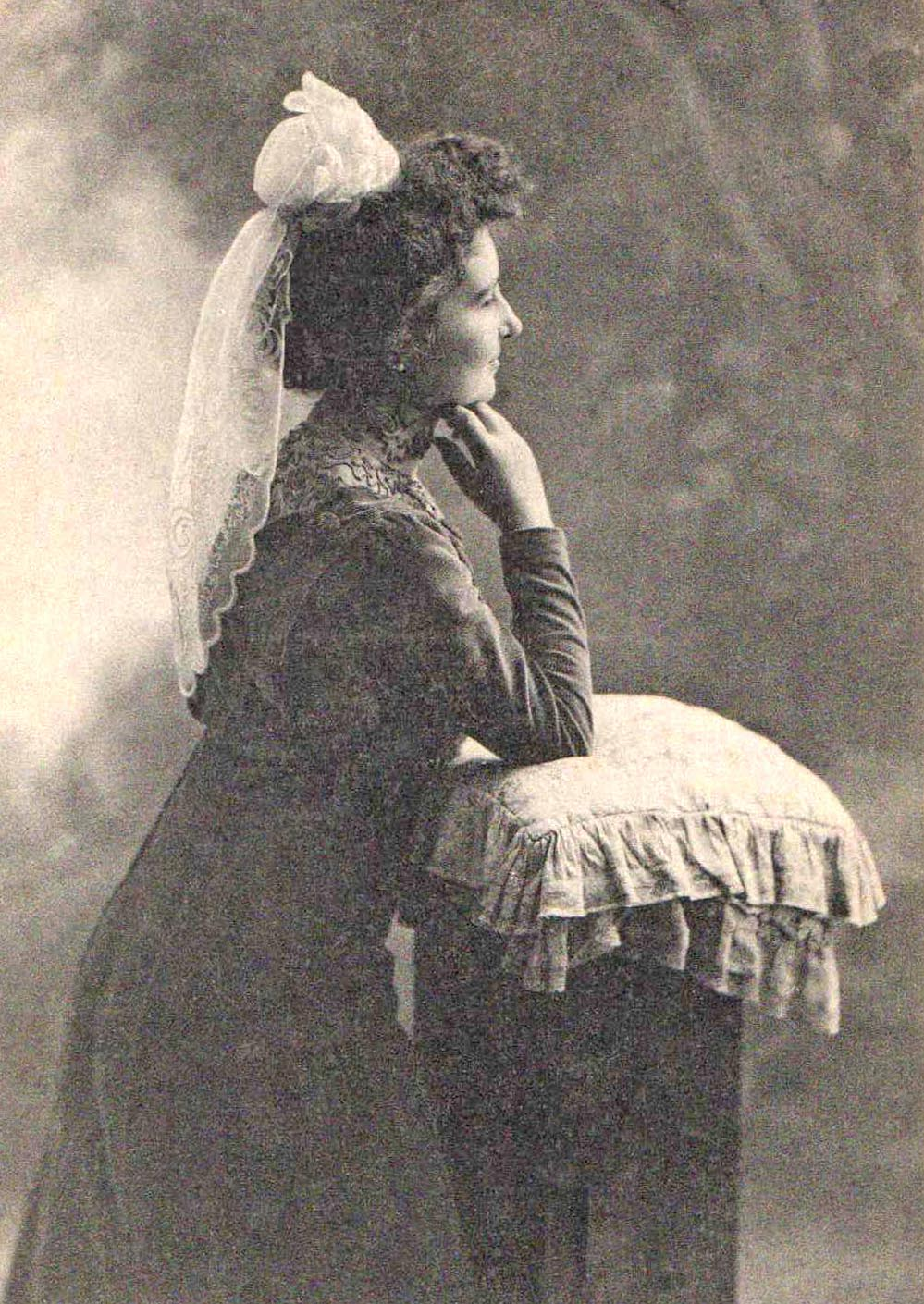
France, Gers, Coiffure gasconne

- - Coiffe limousine : 
    - Barbichet : coiffe de la région de Limoges.
    - Palhole (palhòla) : chapeau en paille de seigle tressée[3]

- - Coiffe de Montaigu

- - Coiffes provençales :
    - Coiffe arlésienne : gansée, ruban de velours très travaillé posé sur le dessus de la coiffure typique des Arlésiennes.
    - Coiffe comtadine dite aussi à la grecque

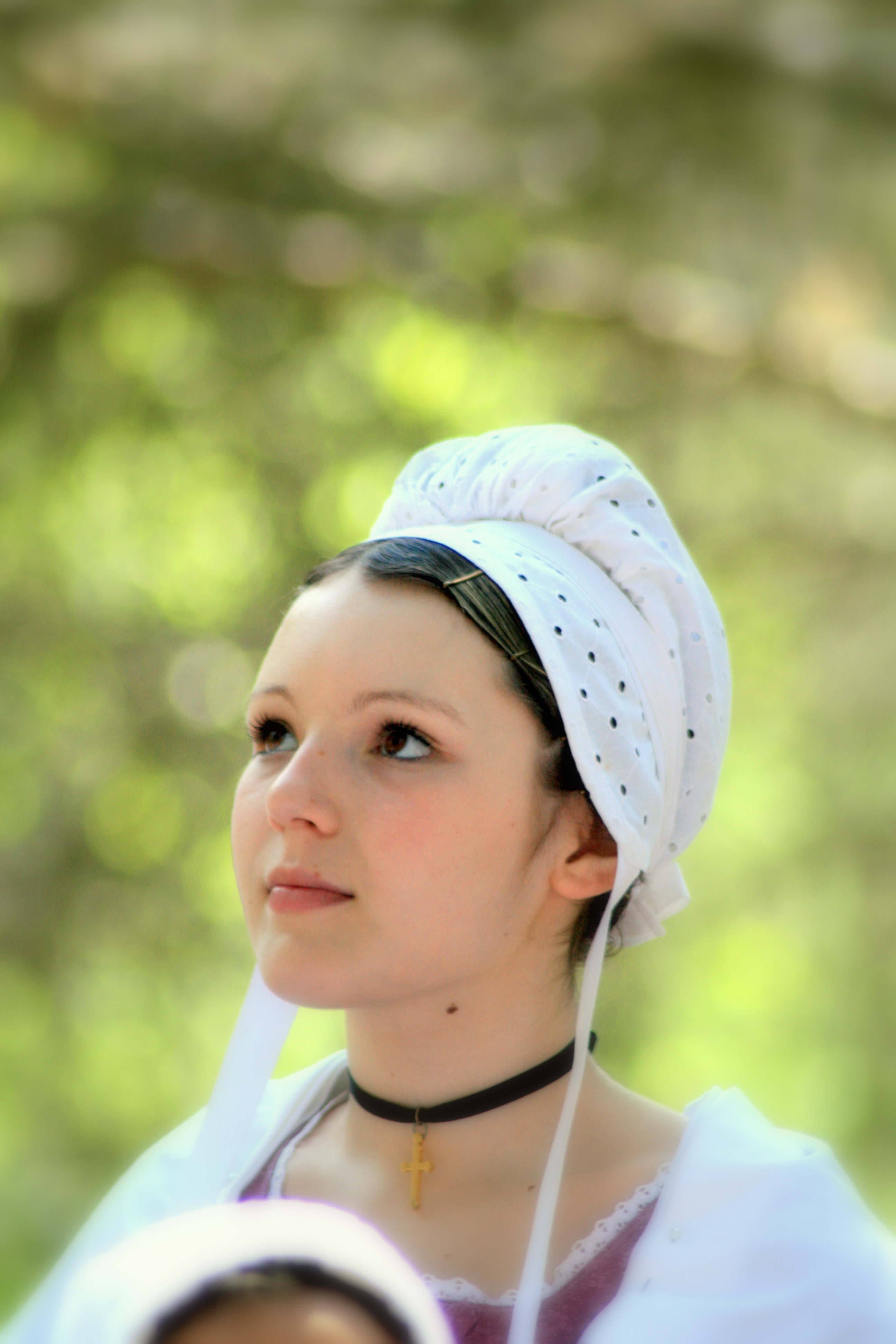
Coiffe comtadine

- - Coiffe saintongeaise : le Ballon.

- - Coiffe savoyarde ou frontière.

- - Coiffe vendéenne : 

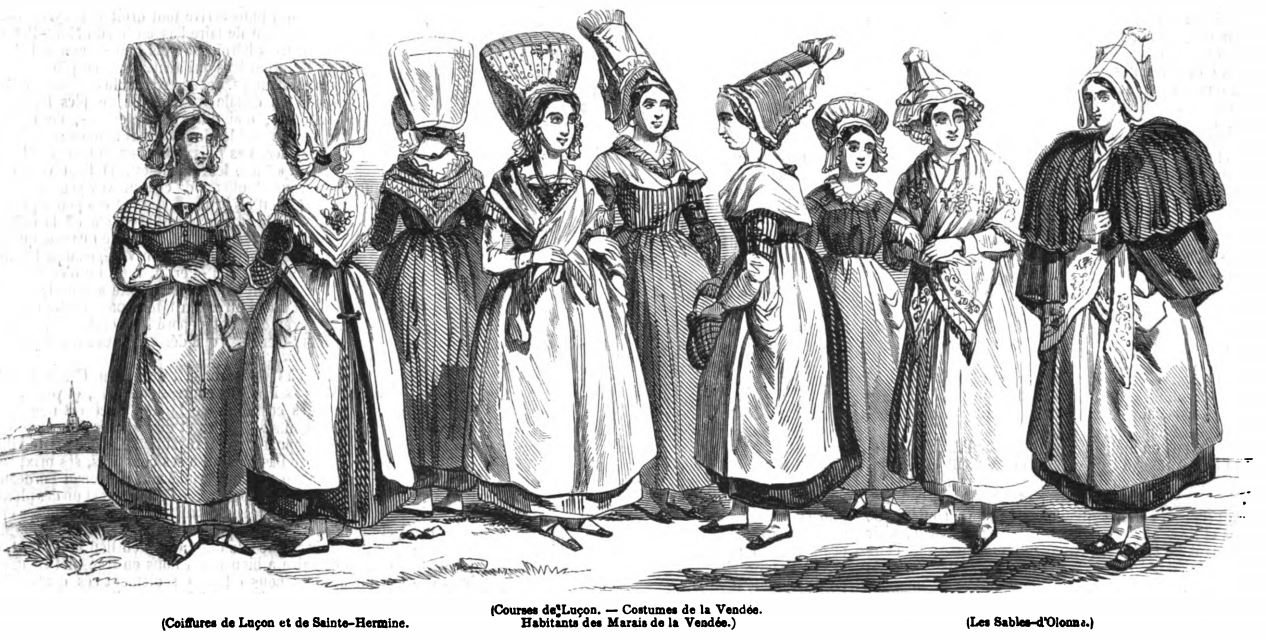

    - Quichenotte : coiffe du pays vendéen.

- Coiffures africaines :
  - Coiffures Bambaras (Afrique de l'Ouest).
  - Coiffure Bushong cérémonielle (Zaïre).
  - Coiffure, masque heaume Gola zogbe (Liberia et Sierra Leone, Afrique de l'ouest).
  - Coiffure, masque heaume Gola gbetu (Liberia et Sierra Leone, Afrique de l'ouest).
  - Coiffure Herero en cuir (Namibie, Botswana).
  - Coiffure Karamojong en forme de casque (est du Kenya).
  - Coiffure Lega (République démocratique du Congo, Afrique centrale).
  - Coiffure Luba (République démocratique du Congo, Afrique centrale).
  - Coiffure Pende d'apparat (République démocratique du Congo, Afrique centrale).

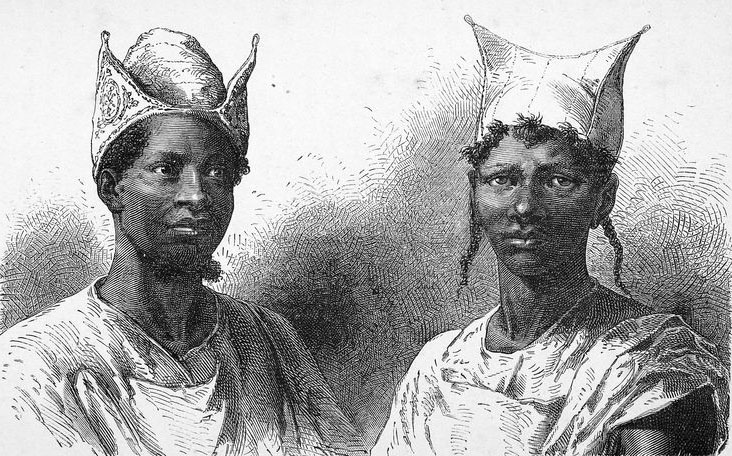
Coiffures Bambaras (Afrique de l'Ouest).
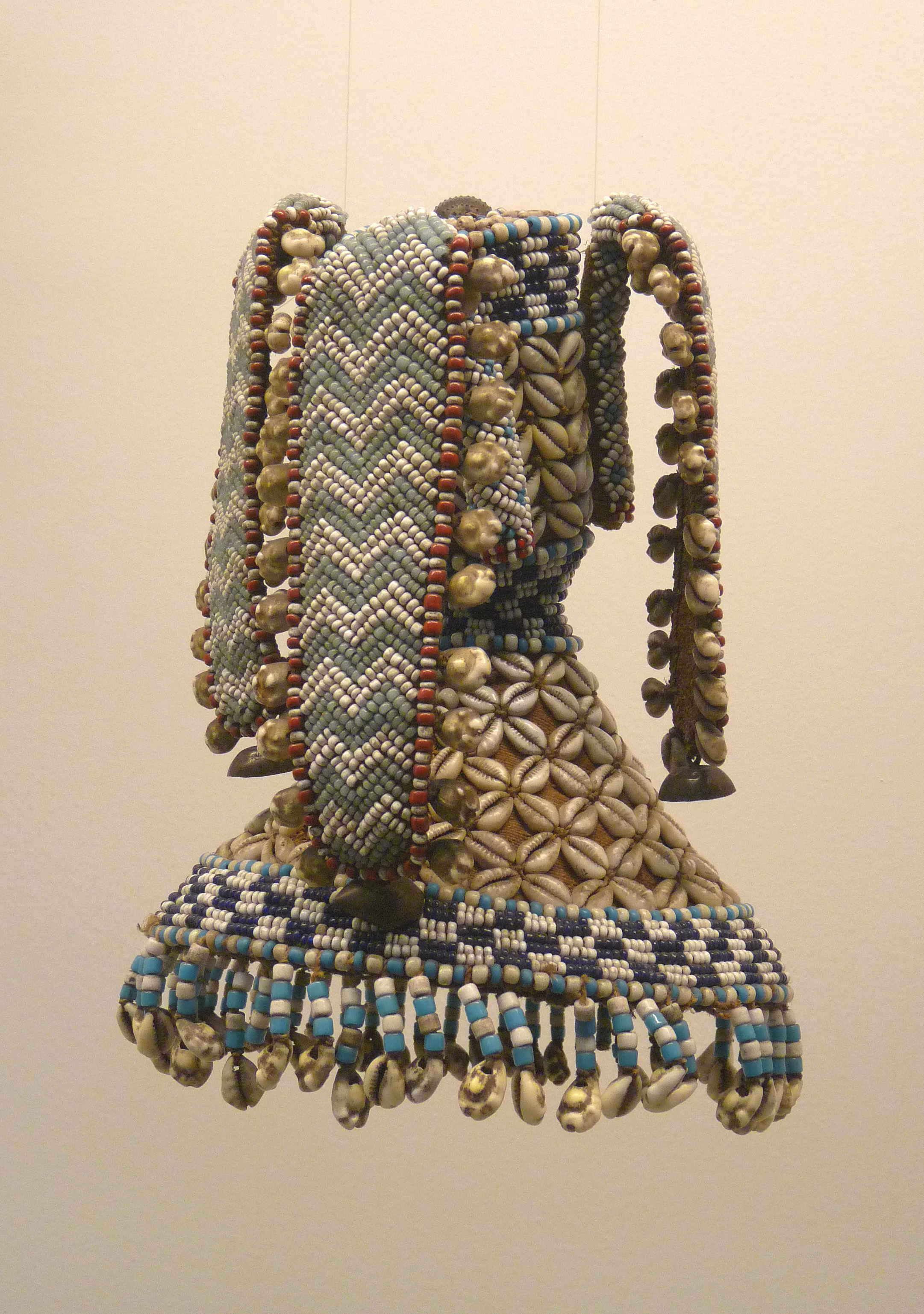
Coiffure Bushong cérémonielle (Zaïre).
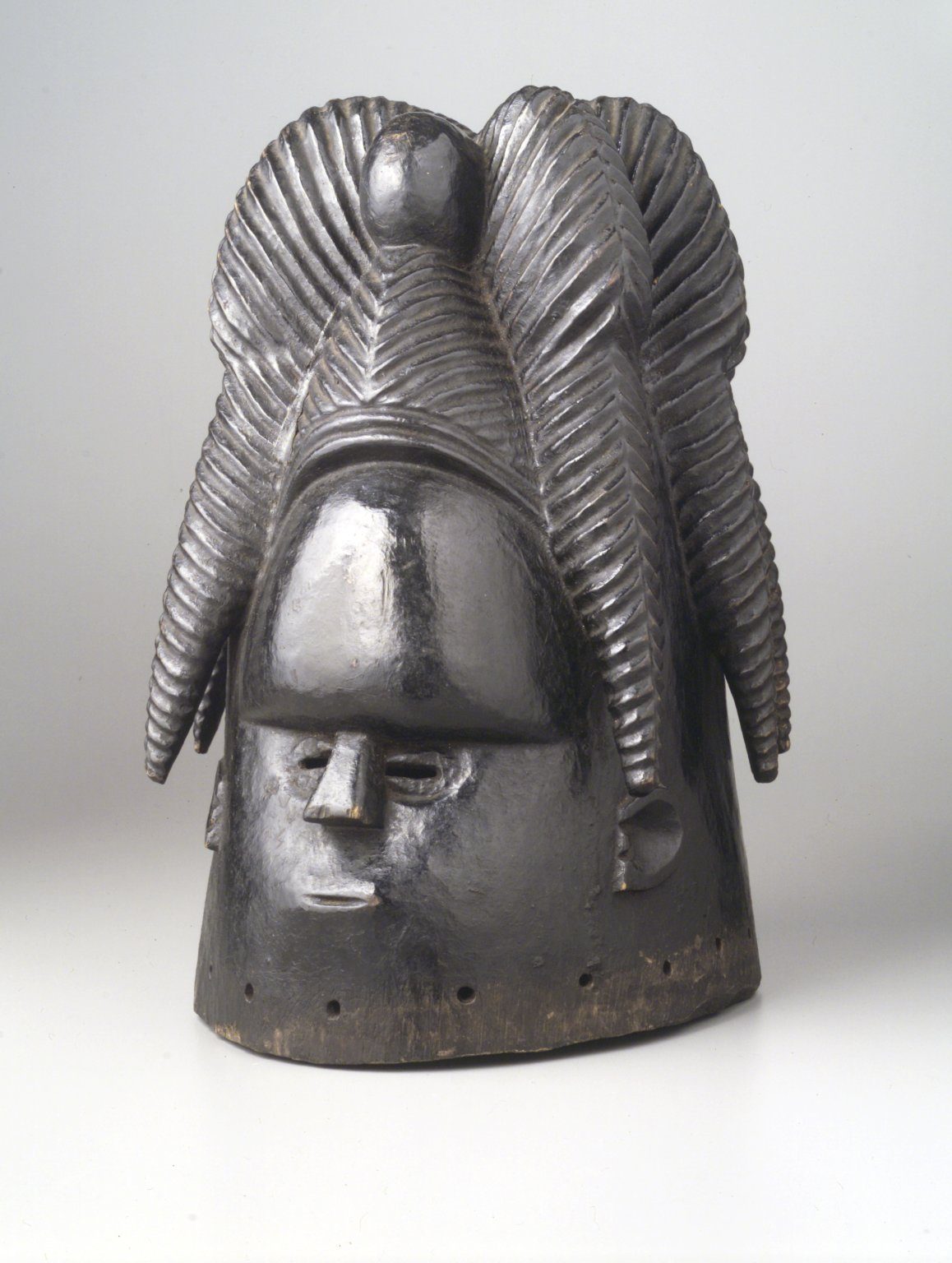
Masque heaume Gola zogbe de la société Sande. Brooklyn Museum, New York.
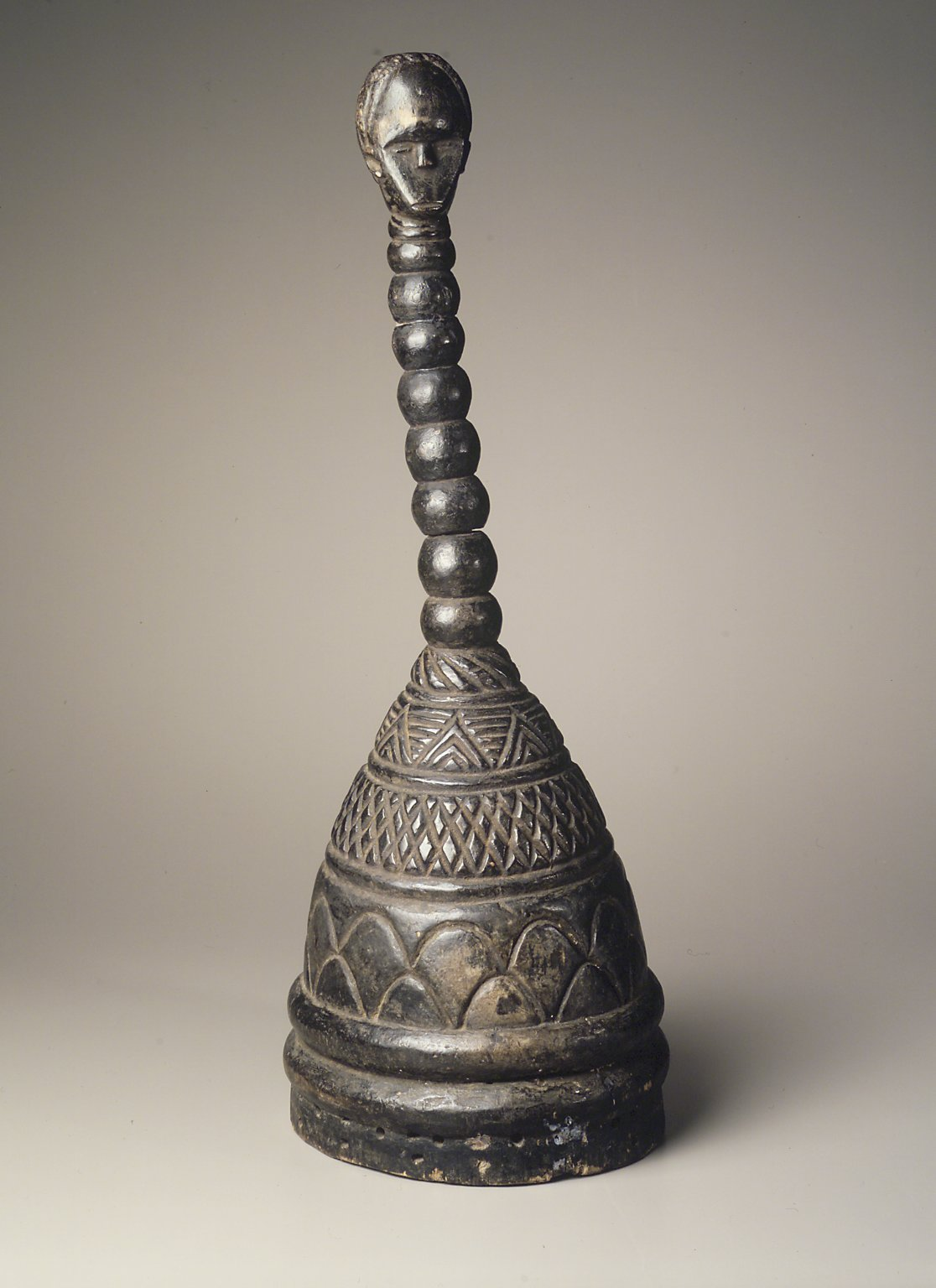
Masque heaume Gola gbetu. Brooklyn Museum, New York.
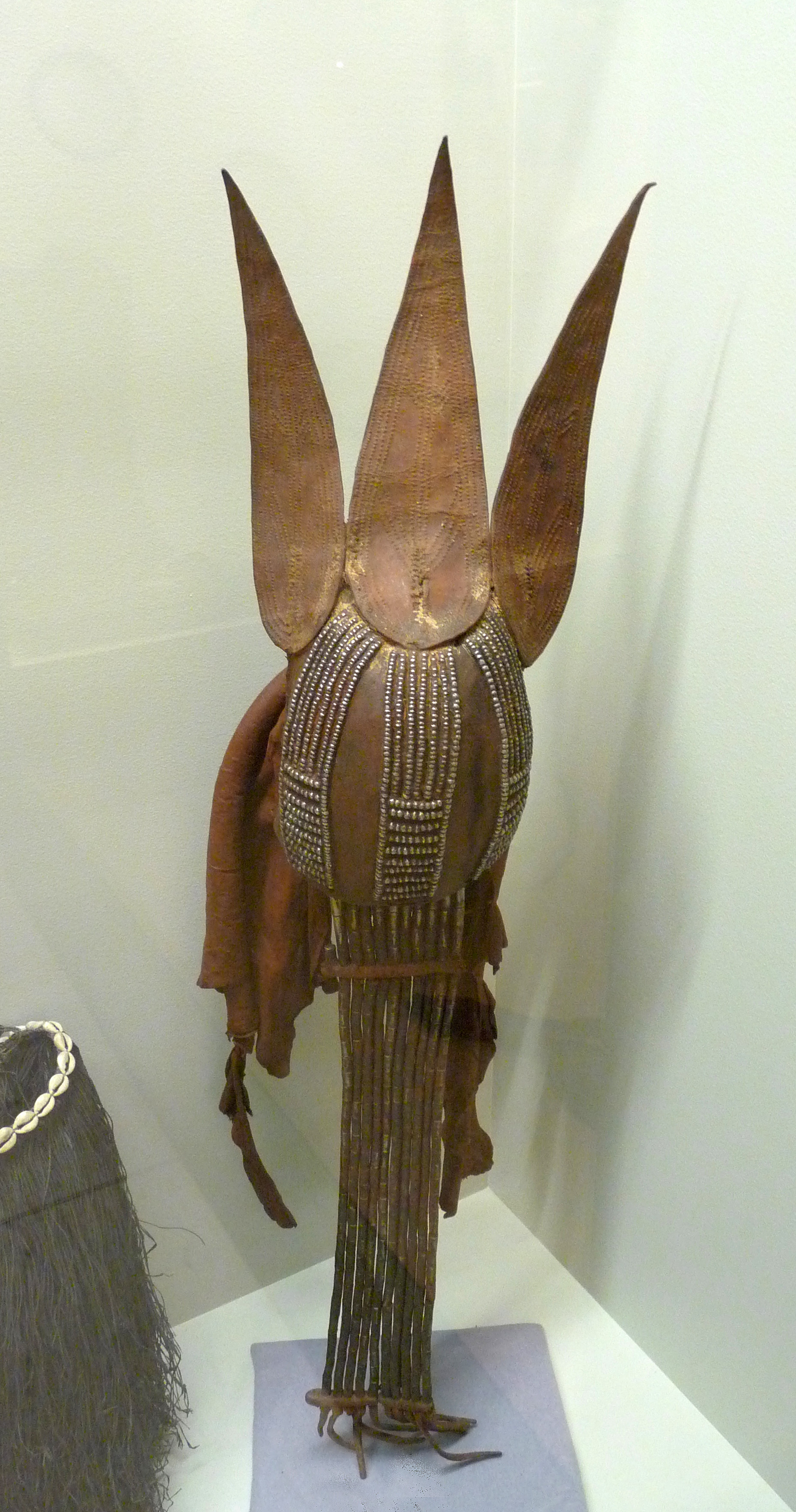
Coiffure Herero en cuir (Namibie, Botswana). Musée royal de l'Afrique centrale, Tervuren, Belgique.
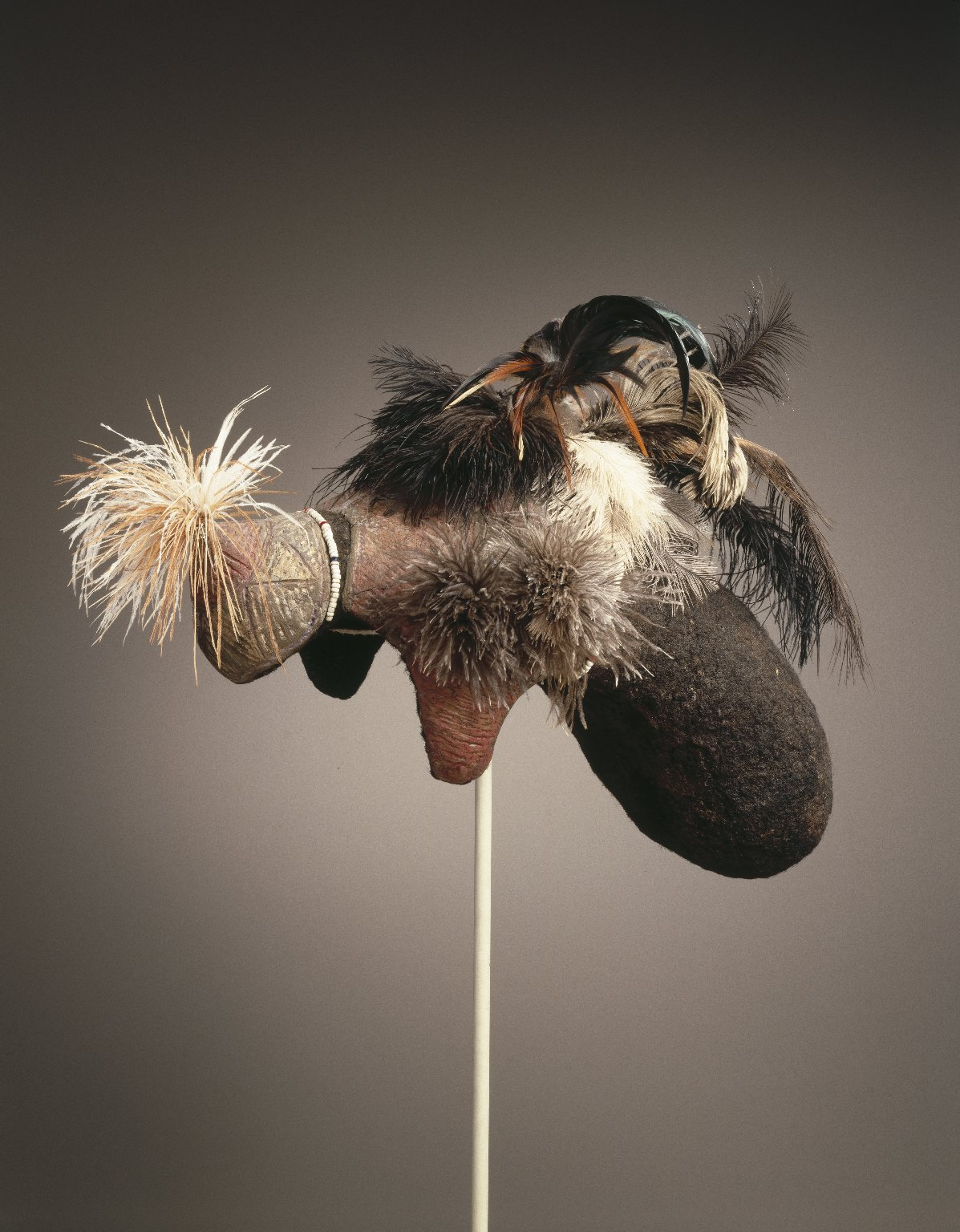
Coiffure en forme de casque Karamojong (est du Kenya). Brooklyn Museum, New York.
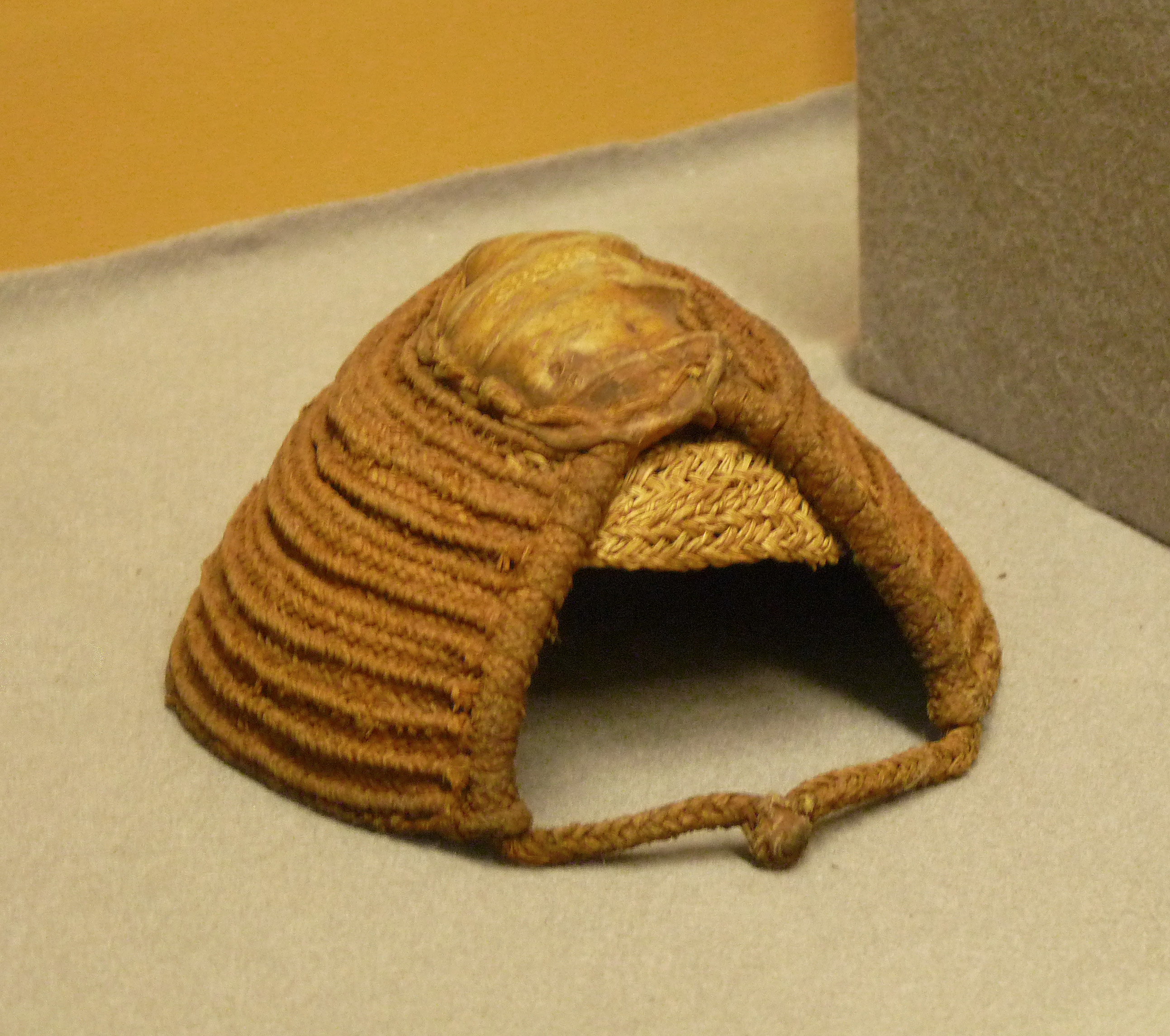
Coiffure Lega (République démocratique du Congo, Afrique centrale). Musée royal de l'Afrique centrale, Tervuren, Belgique.
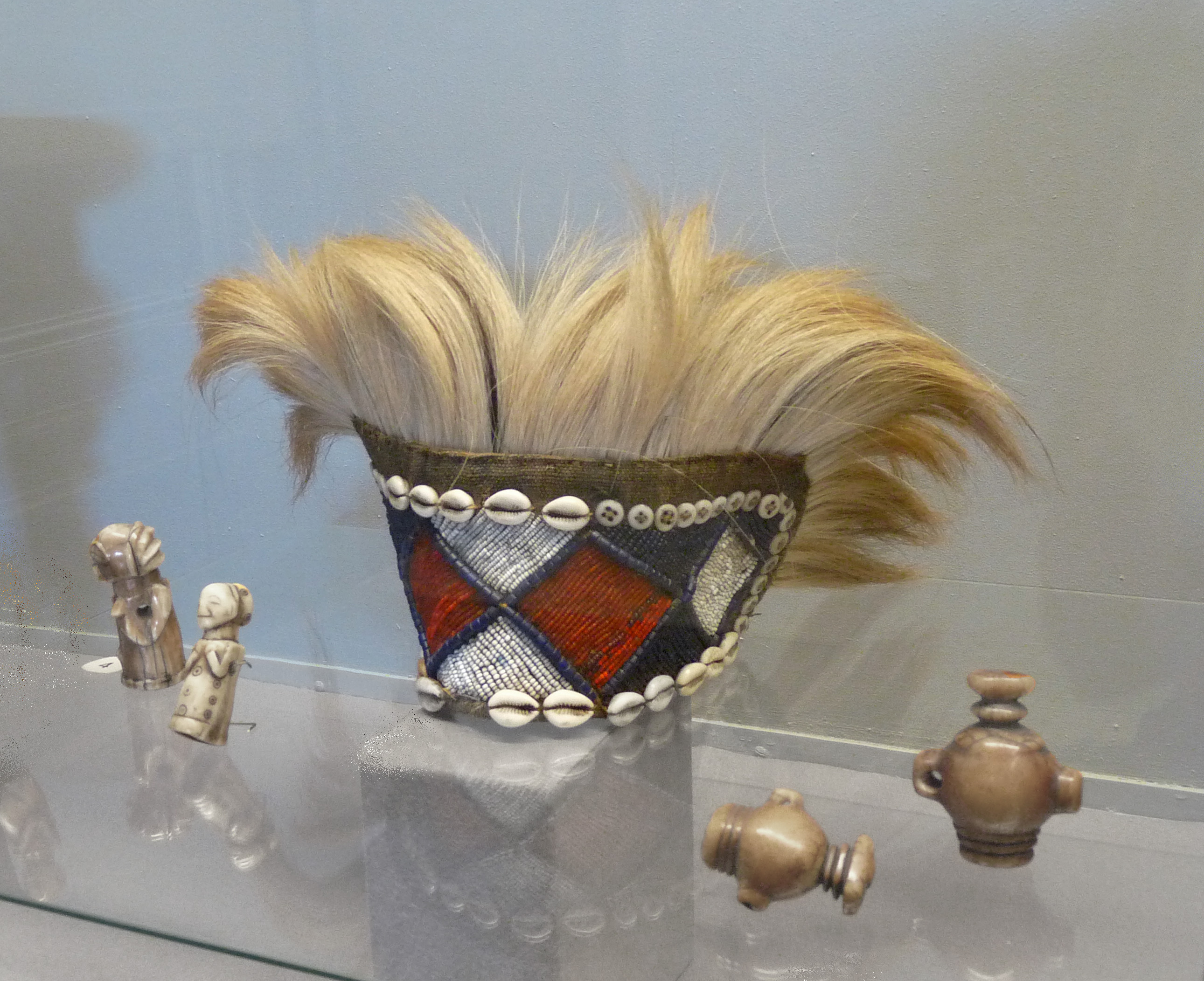
Coiffure Luba (République démocratique du Congo, Afrique centrale). Musée royal de l'Afrique centrale, Tervuren, Belgique.
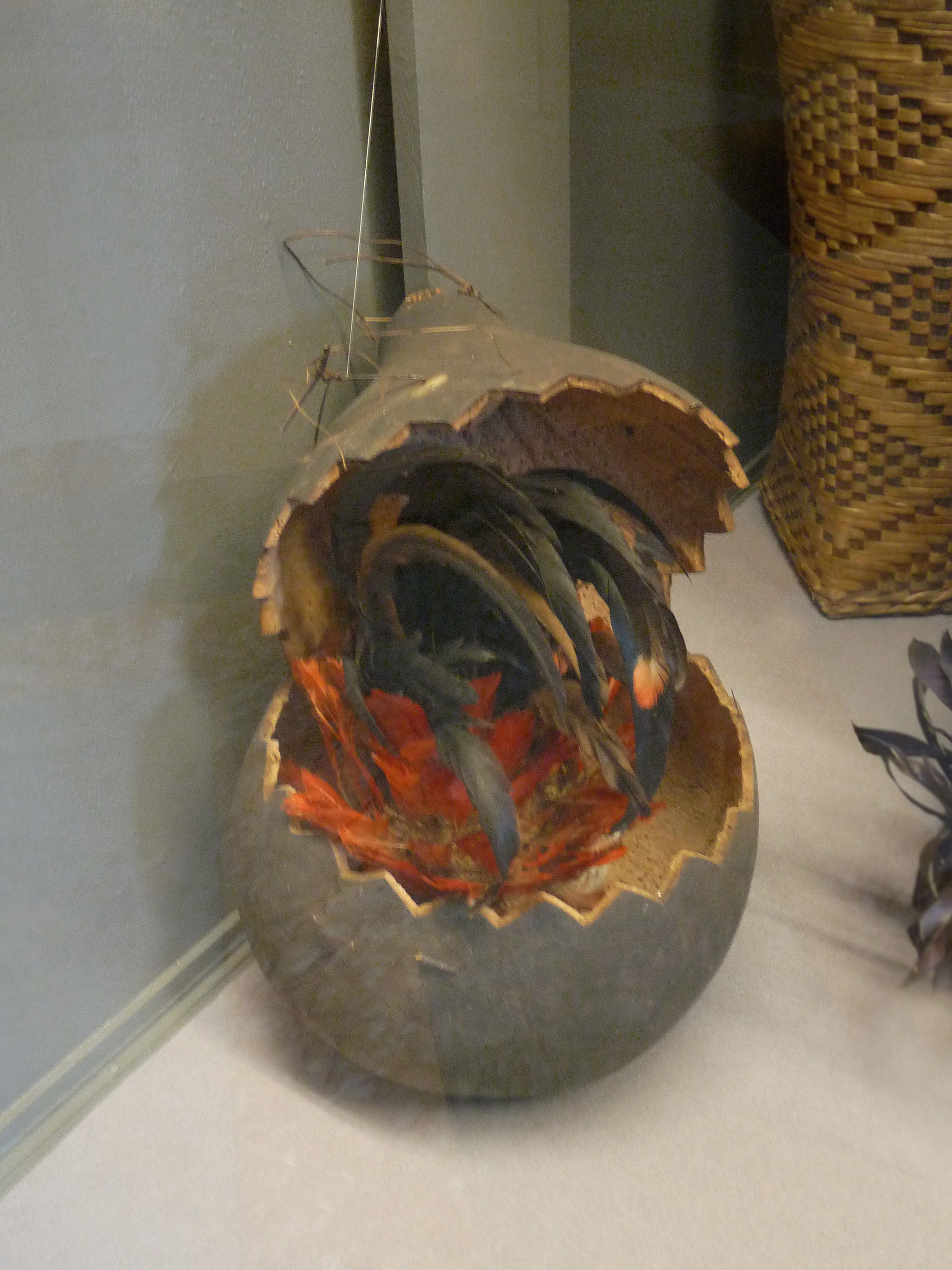
Coiffure Pende d'apparat (République démocratique du Congo, Afrique centrale). Musée royal de l'Afrique centrale, Tervuren, Belgique.

- Coiffures asiatiques :
  - Coiffure annamite tonkinoise Non Quai Thao (nord Vietnam).
  - Coiffure Qing Miao ou Hmong, (Chine).

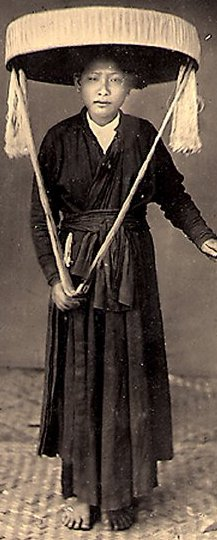
Coiffure Non Quai Thao annamite tonkinoise (nord Vietnam).
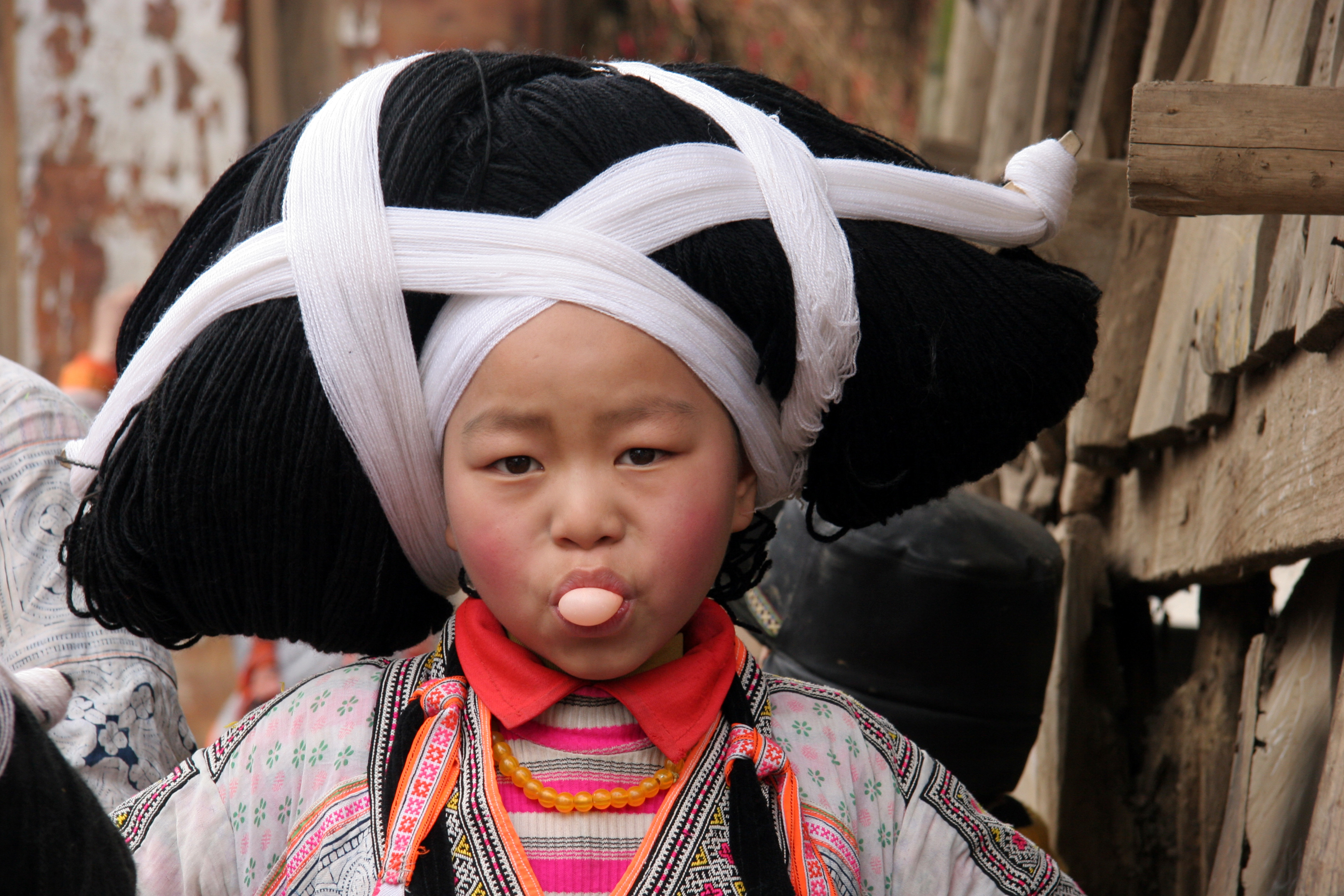
Coiffure Qing Miao. Sud-ouest du Guizhou, (Chine). 2006.

- Colback : coiffure militaire. Du turc (kalpak), bonnet de fourrure.
- Coltin: chapeau de cuir à large bord porté par les Forts des Halles pour assurer la stabilité des charges coltinées sur la tête.
- Cône : chapeau conique du clown blanc.
- Coolus : casque militaire des Ier et IIe siècles
- Coolus Buggenum : casque militaire des Ier et IIe siècles
- Corne ducale : coiffe du doge de Venise
- Cornaille (cornalia) : coiffe d'infamie et de ségrégation en forme de cornes pointues, que devaient porter les Juives à partir de 12 ans et imposée par le concile d'Avignon de 1326[4],[5].
- cornette : coiffe en vogue au temps des merveilleuses ; c’est aussi une coiffe portée par certaines religieuses.
- Couffié : coiffure arabe.
- Couronne
  - Couronne de fleurs
  - Couronne de laurier
  - Couronne de saint Étienne :
  - Couronne triomphale ou couronne de laurier : distinction honorifique symbolisant la gloire de son récipiendaire.
- Cronstadt : chapeau de feutre, à haute coiffe en tronc de cône[6].
- Créchoise : la créchoise est une coiffe des Deux-Sèvres, portée au XIXe siècle.

- Haut – A
- B
- C
- D
- E
- F
- G
- H
- I
- J
- K
- L
- M
- N
- O
- P
- Q
- R
- S
- T
- U
- V
- W
- X
- Y
- Z

## D
- Dastar :  turban porté par les sikhs qui suivent la règle des Cinq K.
- Deerstalker : littéralement un chapeau britannique pour « traqueur de cerfs » présentant une certaine tendance mimétique avec la forêt automnale et un confort approprié pour ce genre de situations. Sherlock Holmes l’a rendu célèbre. C’est pour cela que l’on désignera ce modèle plus communément du nom du célèbre détective.
- Dopa : bonnet traditionnel brodé de fils d'argent des Ouïgours[7]
- Doulos : mot d’argot qui désigne un chapeau élégant mais aussi, dans le « milieu », la personne qui « porte le chapeau » ; C’est-à-dire quelqu’un d’infréquentable.
- Durag : généralement de la forme d'une écharpe portée pour accélérer le développement de coiffure comme les vagues, des tresses ou des dreadlocks.

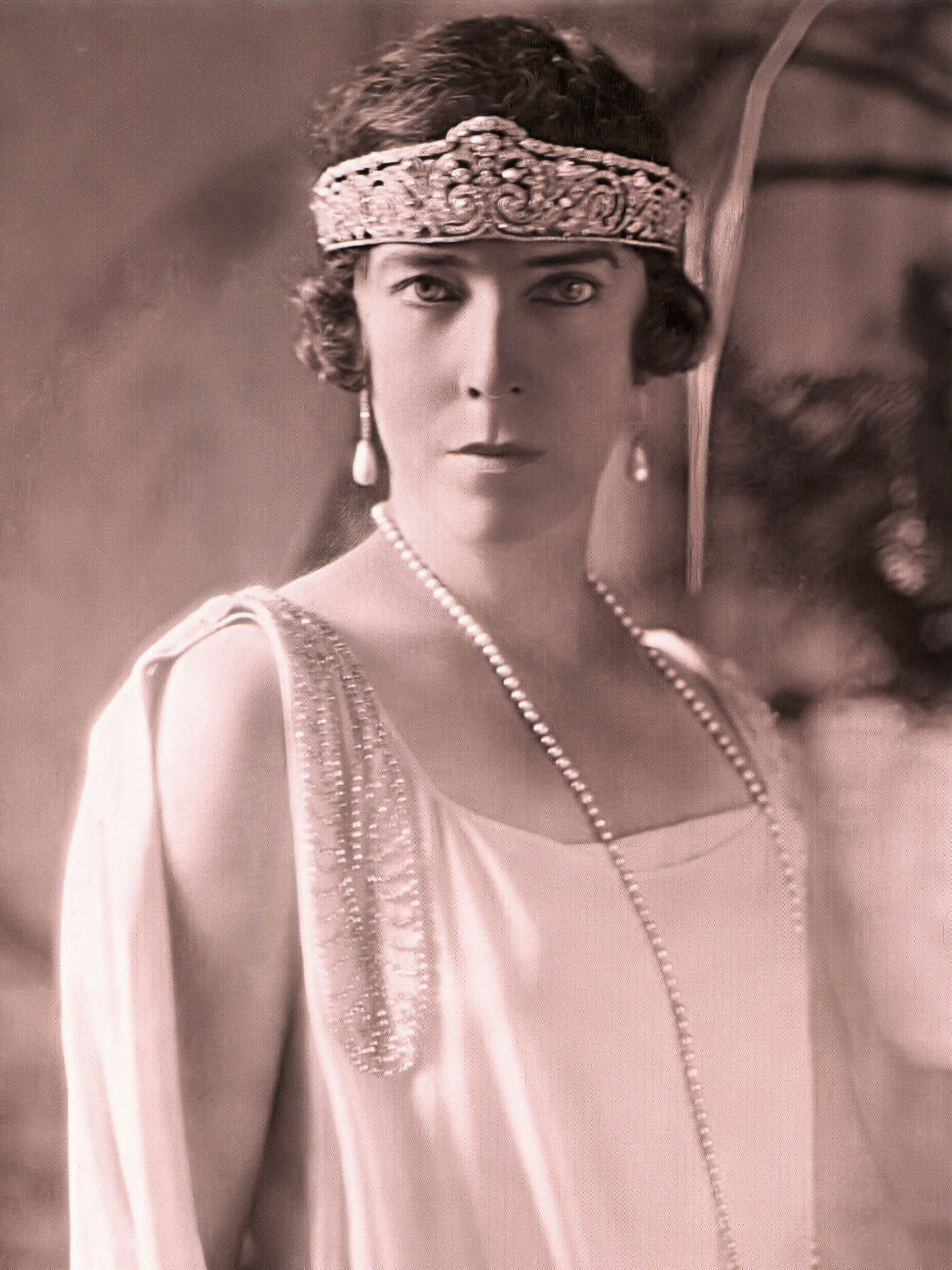
Diadème.
Deerstalker britannique
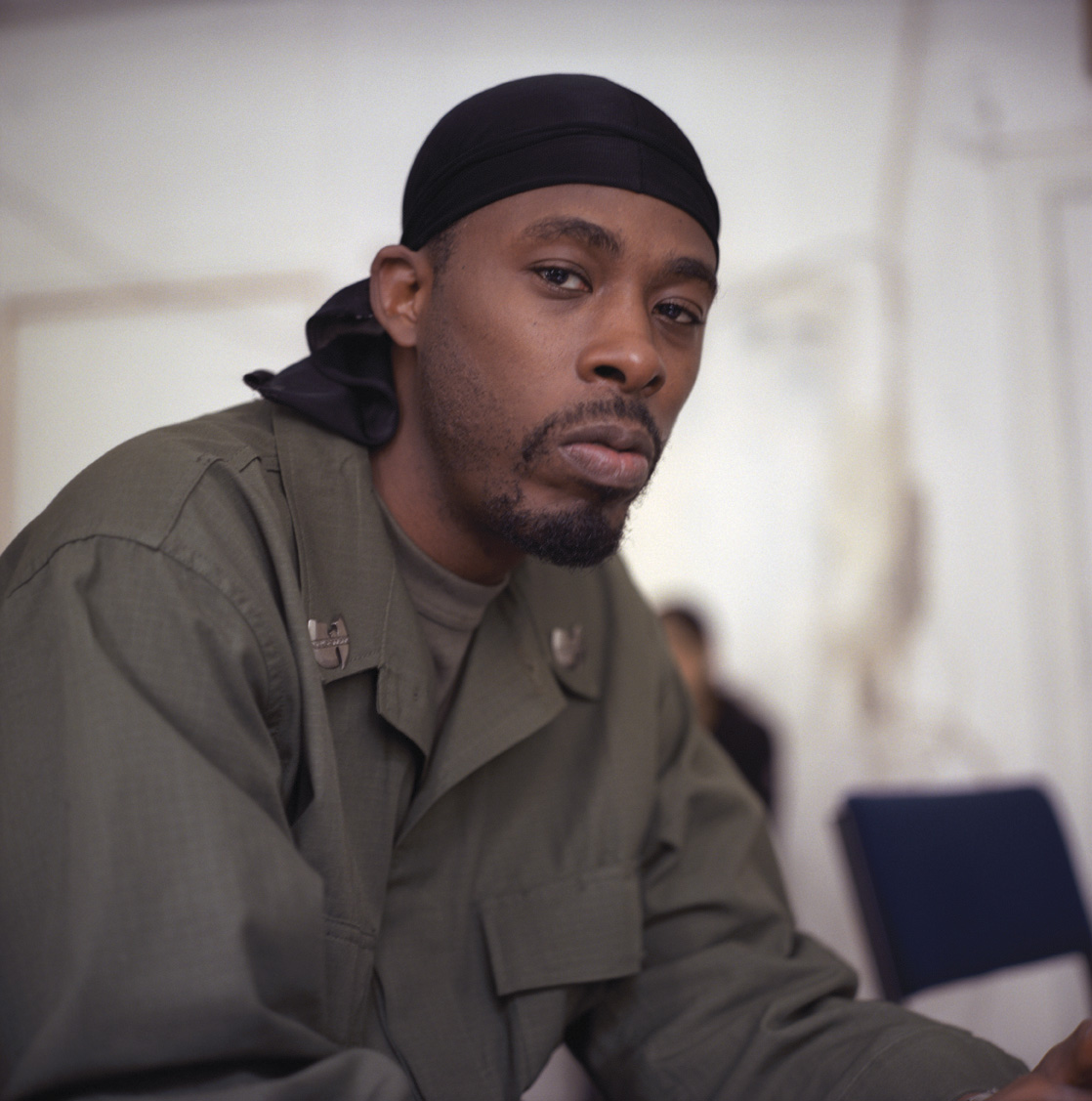
Le rappeur GZA portant un durag.

- Haut – A
- B
- C
- D
- E
- F
- G
- H
- I
- J
- K
- L
- M
- N
- O
- P
- Q
- R
- S
- T
- U
- V
- W
- X
- Y
- Z

## E

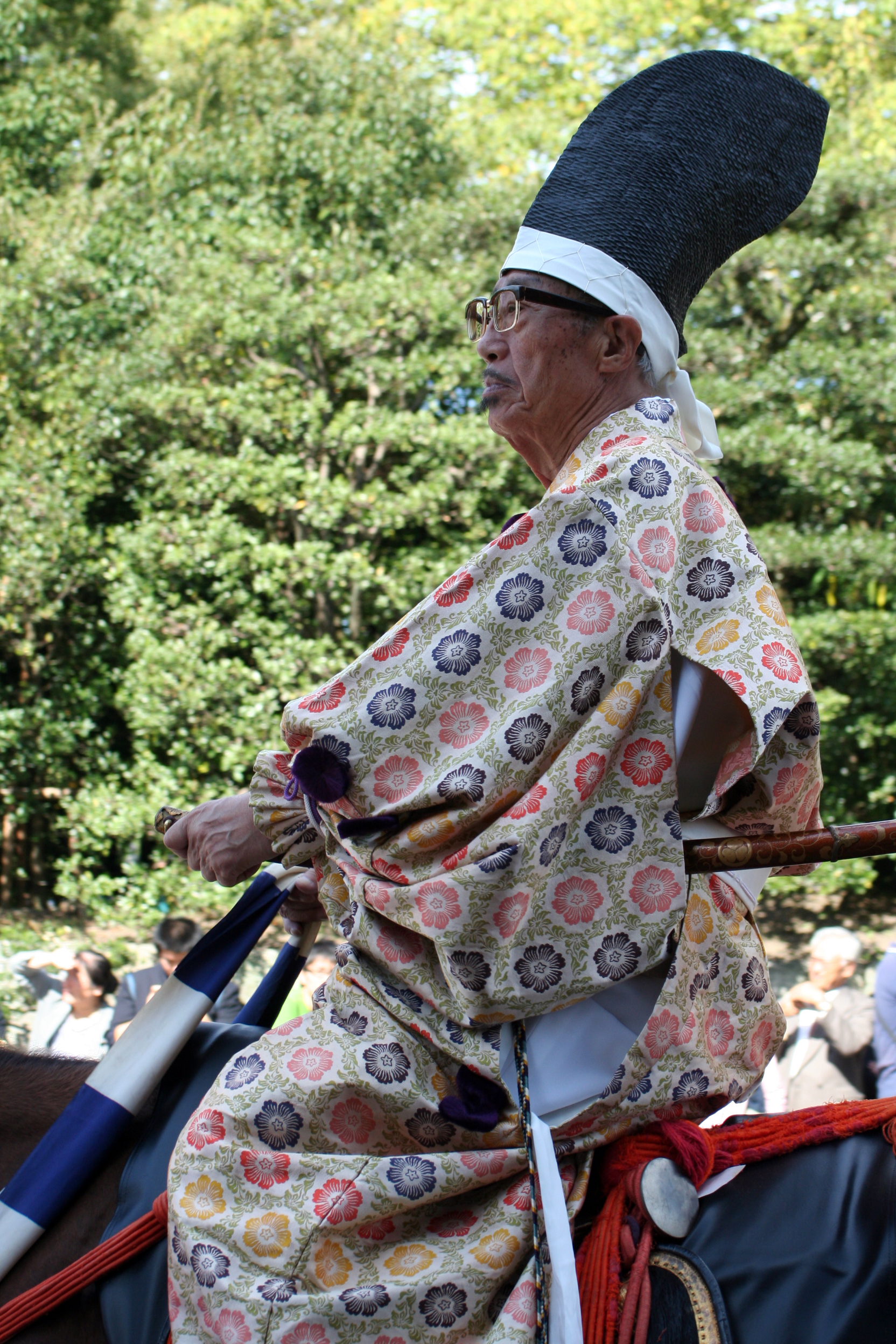
Boshi

- Escoffion : sorte de coussin, couvert d’une résille enrichie de passementerie, de perles, de grains d’or ou de verre, que les femmes portaient sur leur coiffe au Moyen Âge.
- Entonnoir : chapeau de fou.
- Eboshi : forme ancienne de couvre chef japonais.

- Haut – A
- B
- C
- D
- E
- F
- G
- H
- I
- J
- K
- L
- M
- N
- O
- P
- Q
- R
- S
- T
- U
- V
- W
- X
- Y
- Z

## F
- Faluche : coiffe traditionnelle des étudiants de France.
- Fascinator : chapeau fait de plumes, laine et autres, surtout au Royaume-Uni
- Fedora : nom anglais du chapeau de feutre mou appelé communément borsalino.
- Feluca : coiffe traditionnelle des étudiants italiens membres de la Goliardia.
- Feski: nom de la coiffe en forme de casquette portée avec l'uniforme traditionnel de l’École nationale supérieure des arts et métiers
- Feutre : tous chapeaux en feutre, d'homme ou de dame.
- Fez : coiffe tronconique et rigide, également appelée tarbouche en Égypte et au Levant[8].
- Fichu : un grand mouchoir aux bords de dentelle, qui se porte posé sur la tête de façon que les coins tombent librement, coiffure en vogue entre 1600 et 1650.
- Fontange : coiffure féminine consistant en une forme en fil de fer assez élevée composée de plusieurs degrés garnis de mousseline, de rubans, de fleurs et de plumes. Ce bonnet et sa dénomination doivent leur origine à la duchesse de Fontanges qui, sa coiffure ayant été défaite dans une partie de chasse (vers l’année 1680) la remonta avec des rubans dont les nœuds lui retombaient sur le front. Cette mode se maintint jusque vers 1720.
- Foulard
- Frileuse

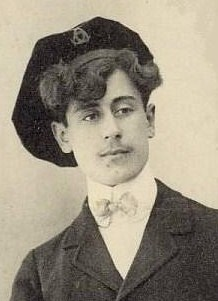
Faluche vers 1900
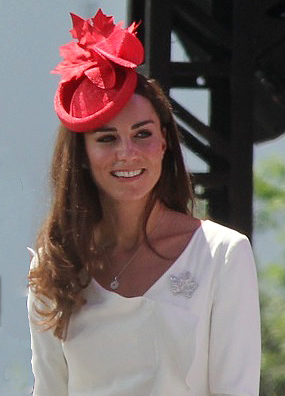
Catherine duchesse de Cambridge portant un fascinator britannique
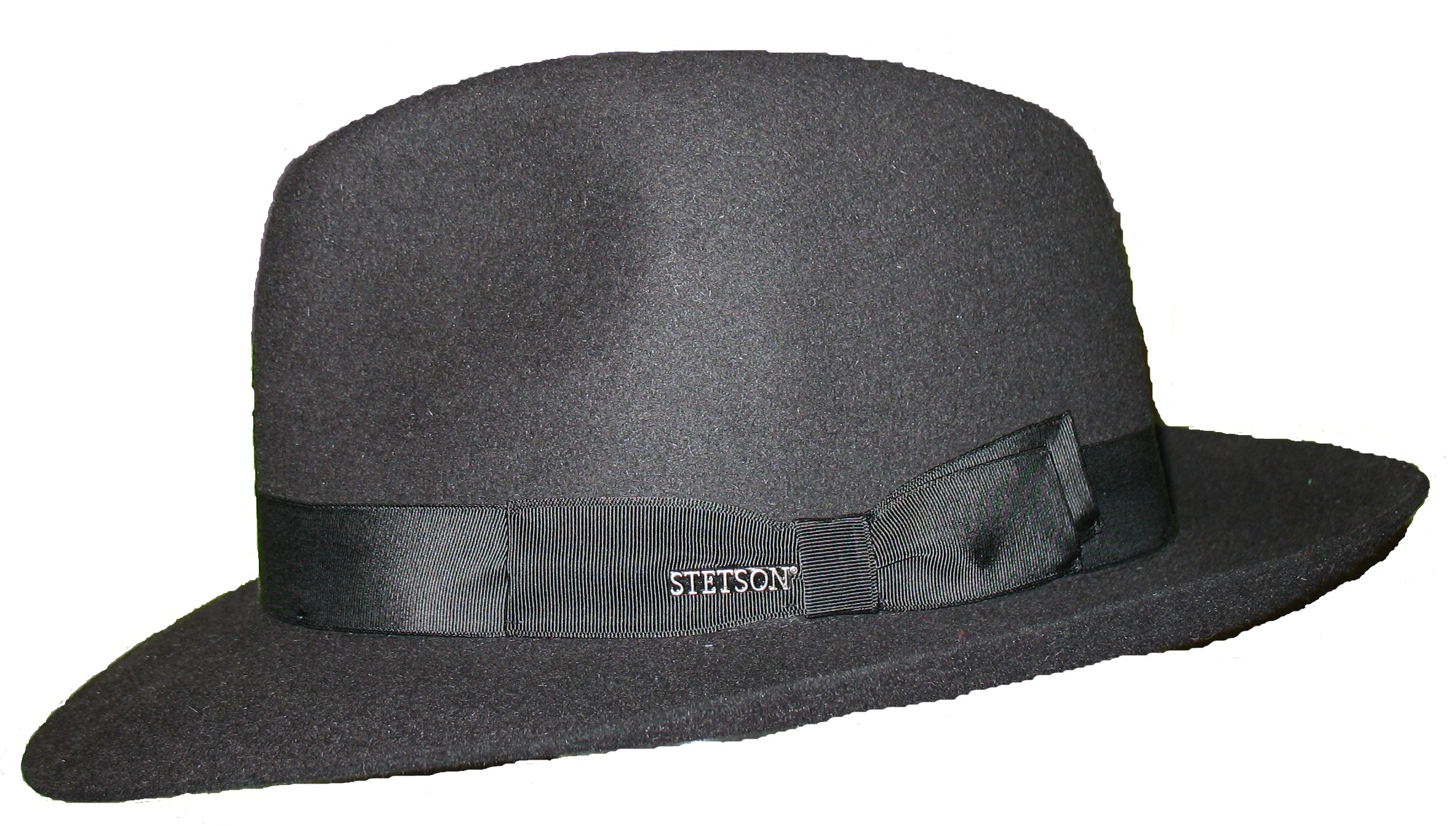
Fédora britannique
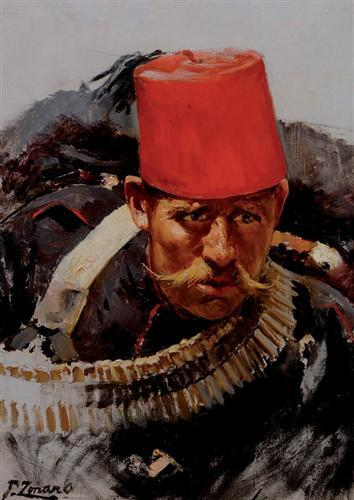
Fez de l’Empire ottoman, 1901.

- Haut – A
- B
- C
- D
- E
- F
- G
- H
- I
- J
- K
- L
- M
- N
- O
- P
- Q
- R
- S
- T
- U
- V
- W
- X
- Y
- Z

## G
- Galea : casque des gladiateurs et légionnaires romains ;
- Galeron : chapeau en feutre porté par les fauconniers au Moyen Âge ;
- Galerus : chapeau en peau de bête porté par les flamines (prêtres romains) qui deviendra galure ou galurin dans le langage populaire.
- Gargush (hébreu : גַּרְגּוּשׁ ) est un couvre-chef traditionnel juif yéménite qui ressemble à une capuche, probablement originaire de Sanaa.
- Galurin ou galure.
- Gat : chapeau traditionnel coréen.
- Gatinelle : coiffe traditionnelle des Deux-Sèvres.
- Gaung baung : sorte de turban birman.
- Gibus ou chapeau-claque : haut-de-forme que l’on peut replier par un mécanisme à ressorts (ne pas confondre avec le chapeau à claque ou bicorne).
- Glengarry : calot traditionnel écossais.
- Gôbi : couvre-chef traditionnel africain[9].
- Grecque : coiffe de la basse vallée du Rhône.
- Guapi mao : coiffe traditionnelle à côtes que portaient les lettrés et les mandarins dans la Chine ancienne.
- Guimpe : coiffe médiévale.

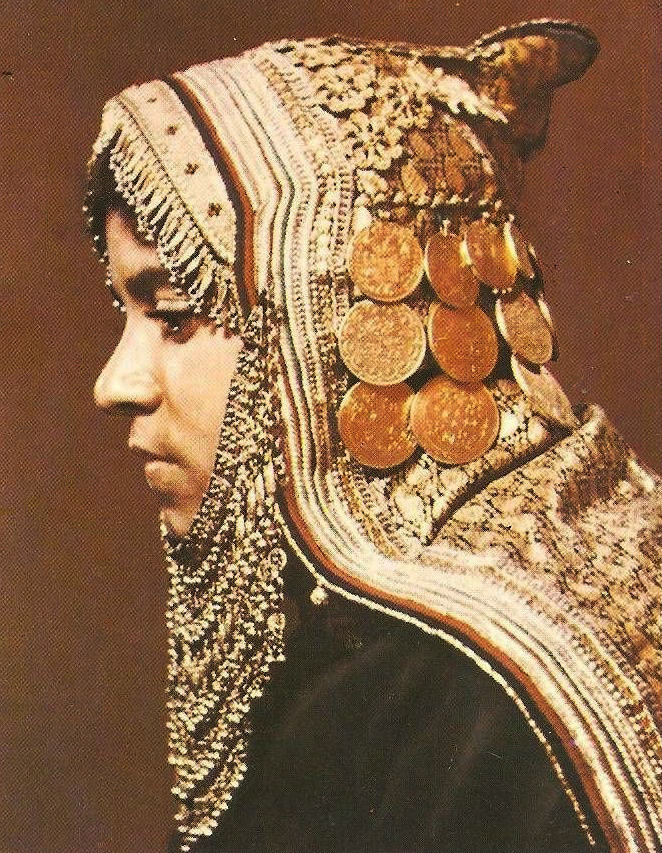
Jeune juive portant une gargush de fête, début du XXe siècle
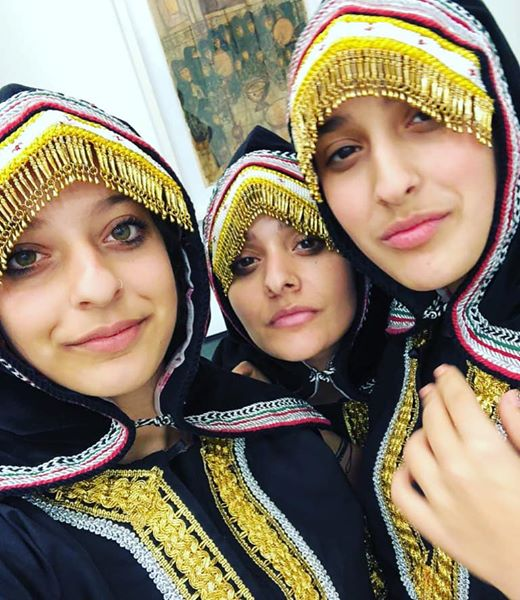
Israéliennes d'origine yéménite en gargush traditionnelle, 2019
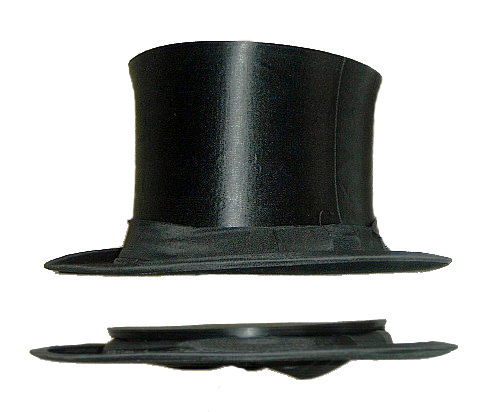
Chapeau claque ou gibus, en bas plié, en haut déplié
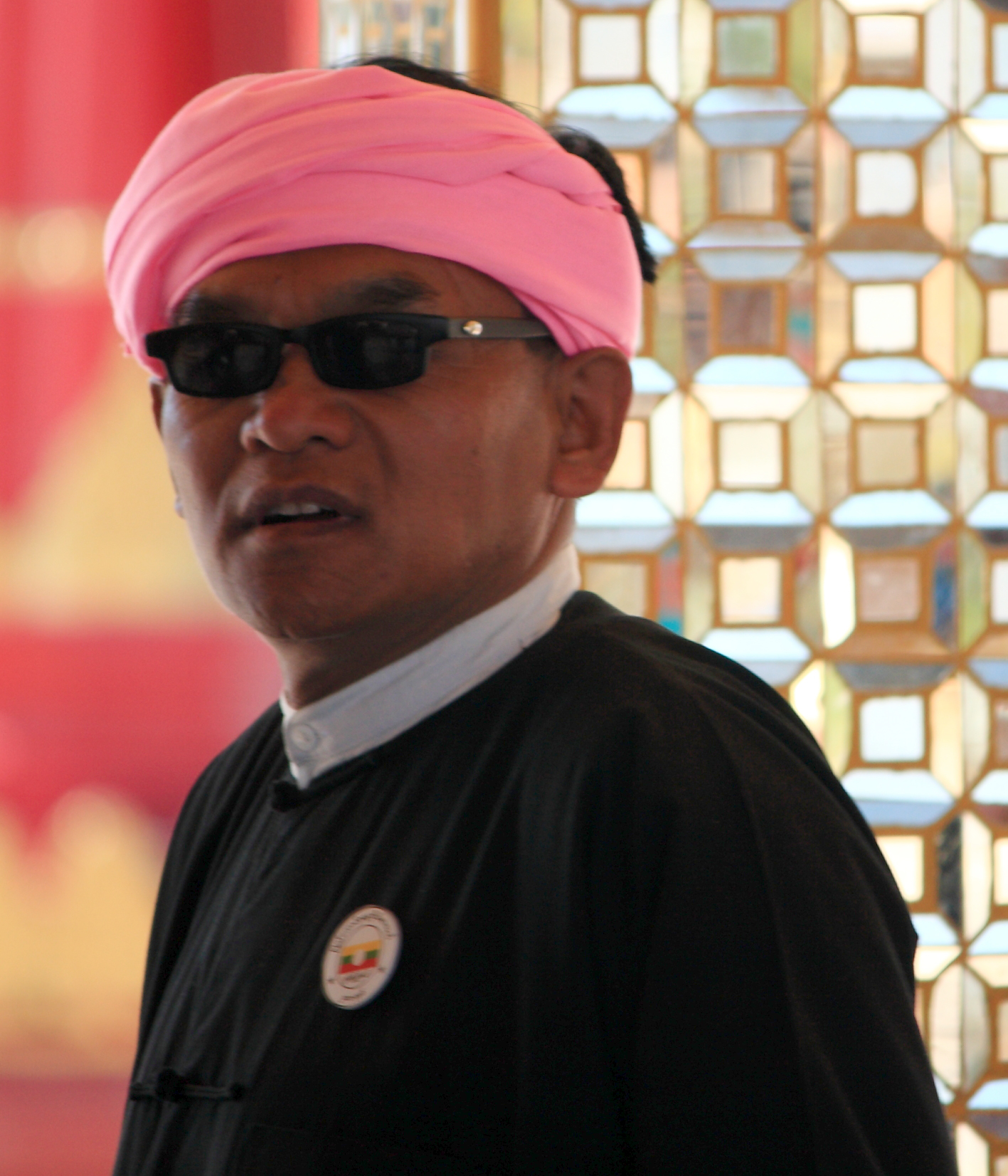
Homme portant un gaung baung birman
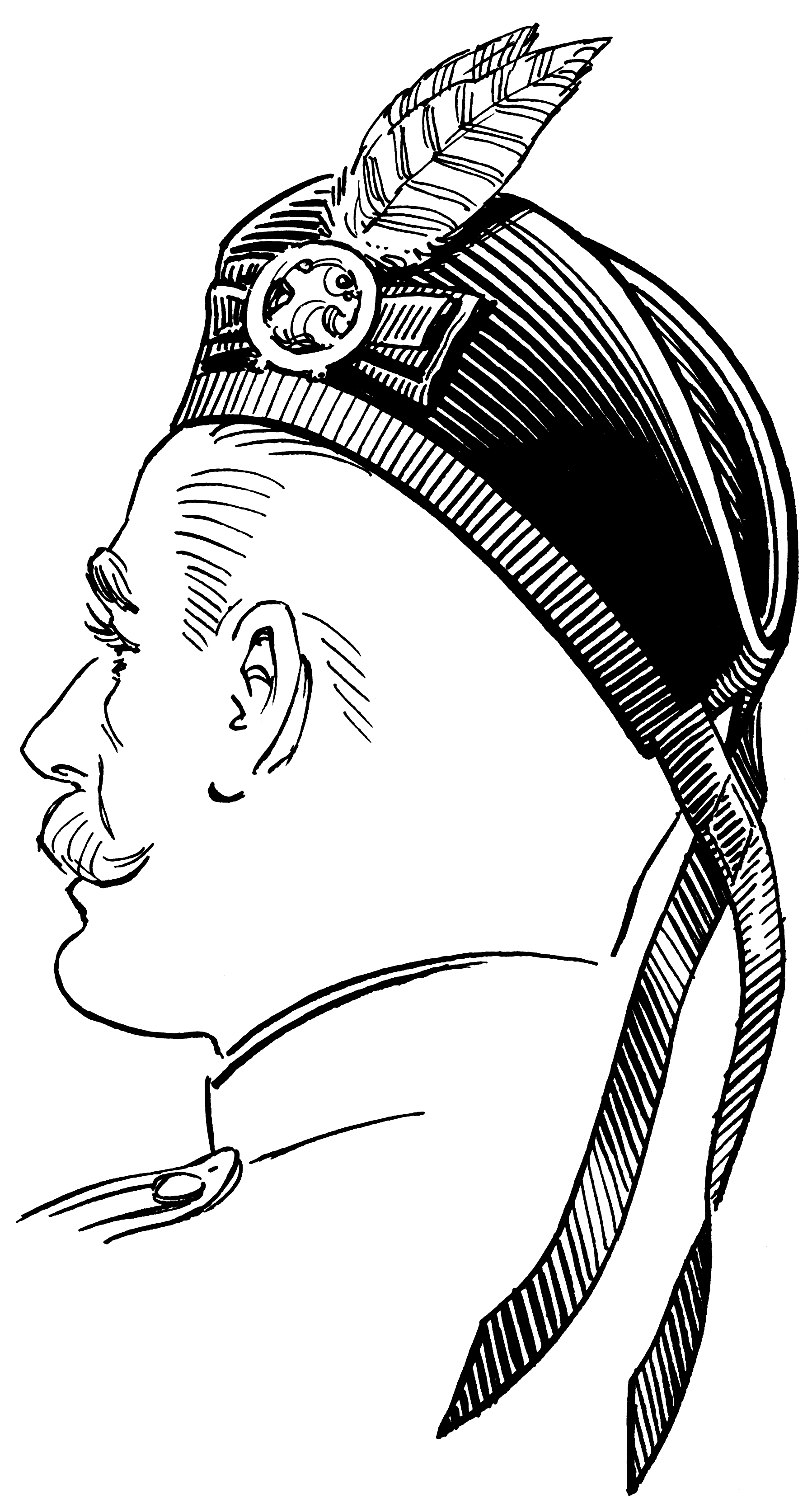
Glengarry écossais

- Haut – A
- B
- C
- D
- E
- F
- G
- H
- I
- J
- K
- L
- M
- N
- O
- P
- Q
- R
- S
- T
- U
- V
- W
- X
- Y
- Z

## H
- Haguma : couvre-chef composé de poils d’ours porté par les soldats des troupes impériales japonaises pendant la guerre de Boshin (1867-68).
- Halette : couvre-chef en linon ou en batiste et monté sur des arceaux de noisetiers couvrant la tête, la nuque et les joues portés par les femmes en Lorraine et dans le Luxembourg Belge pour se protéger du soleil.
- Hardee hat : chapeau règlementaire des hommes enrôlés dans les armées de l’Union au cours de la guerre civile américaine.
- Haut-de-forme : très apprécié par le passé, il donne encore un aspect très formel à certaines cérémonies, tout en insistant visuellement, avec une argumentation de taille sur la partie la plus visible du corps humain.

il existe une grande variété de modèles :
1. tuyau de poêle
2. tube
3. cronstadt
4. chapeau américain
5. chapeau à la Basile
6. tube à la Louis XI
7. chapeau à la prussienne
8. tube demi-hauteur
9. chapeau mécanique
10. gibus
11. tromblon
12. chapeau demi-poil
13. chapeau ballon
14. chapeau abri
15. bolivar
16. chapeau Delington
17. chapeau de soie
18. huit-reflets

- Heaume : casque médiéval.
  - Heaume à tête de crapaud
- Hennin ou chapeau de fée : coiffure féminine conique en forme de pain de sucre qui fit son apparition en France vers 1420 et se répandit ensuite en Italie et en Allemagne et aux Pays-Bas. Il consistait en une étoffe légère recouvrant une forme en carton ou en fil métallique, agrémentée d’un long voile, qui, partant du sommet du cône, retombait généralement sur l’avant-bras gauche. Le hennin ne tarda pas à atteindre des proportions tellement extravagantes qu’il devint l’objet d’ordonnances restrictives spéciales. C’est seulement dans la seconde moitié du XVe siècle que cette mode disparut.
  - Hennin conique :
  - Hennin tronqué :
  - Double hennin :
- Homburg : chapeau masculin datant du XXe siècle
- Huve : ornement de tête pour les dames, vers la seconde moitié du XIVe siècle, constitué d’une cornette élégante que les femmes de moyenne condition portaient en ville. La huve précéda les cornes, les escoffions, les hennins et persista même après ces étranges coiffures.

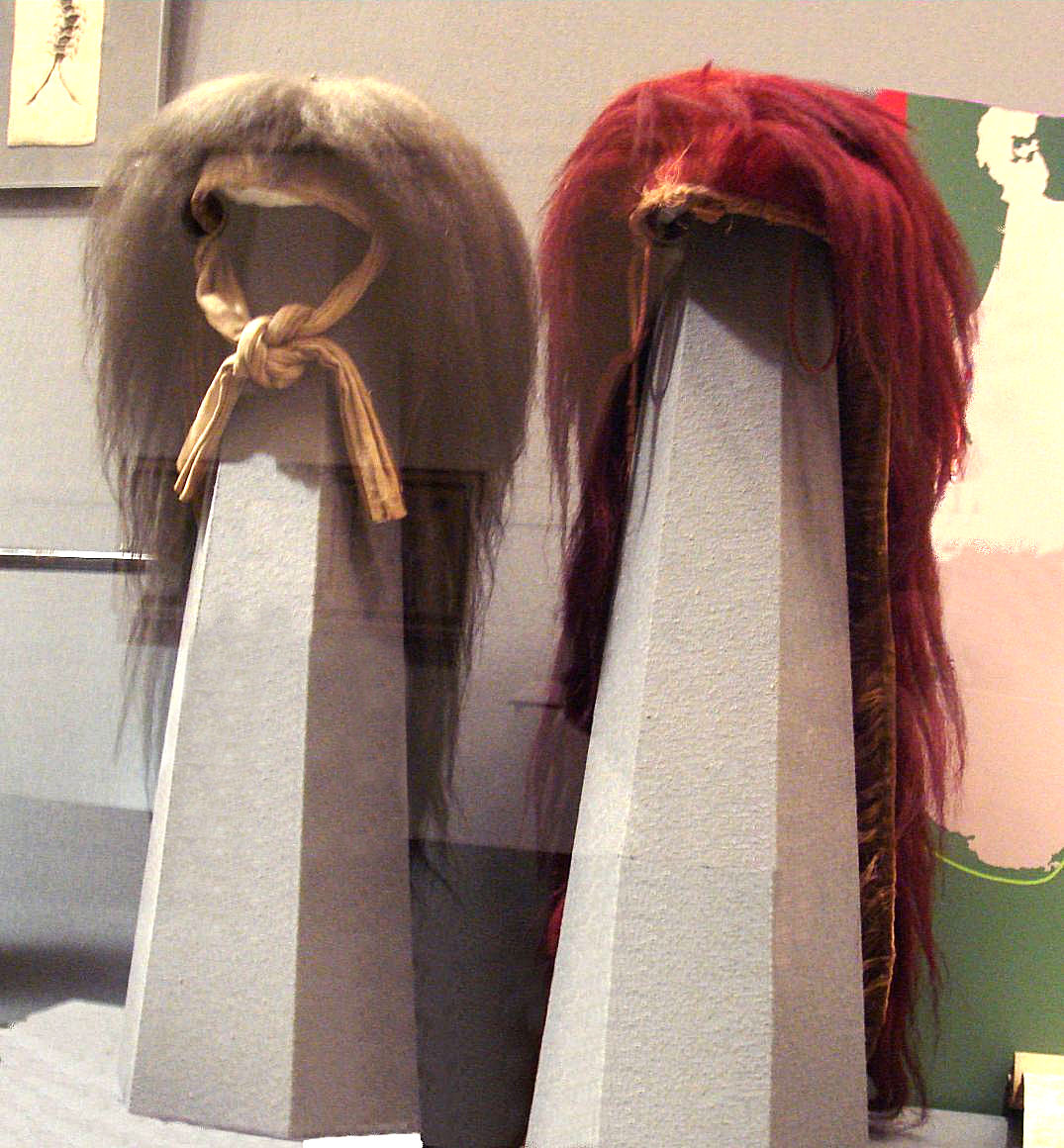
Haguma (à gauche) et Shaguma (à droite) japonais.
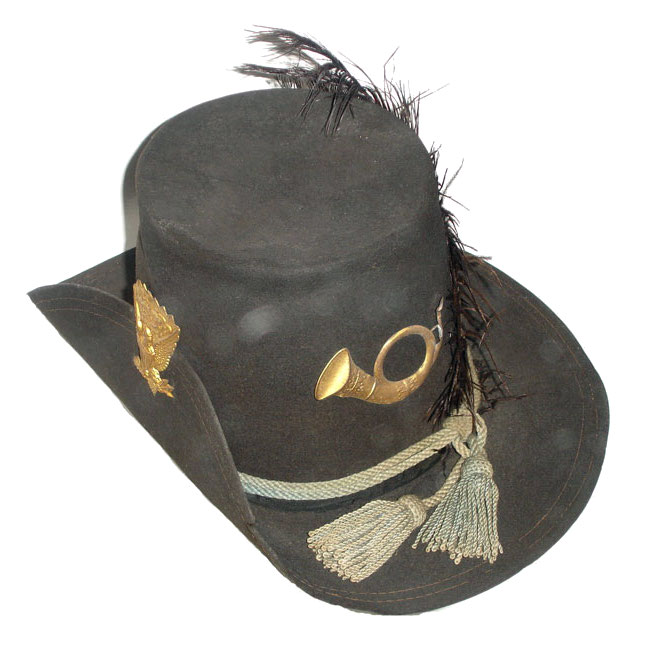
Hardee hat américain de 1858 avec ornementations de l’infanterie.
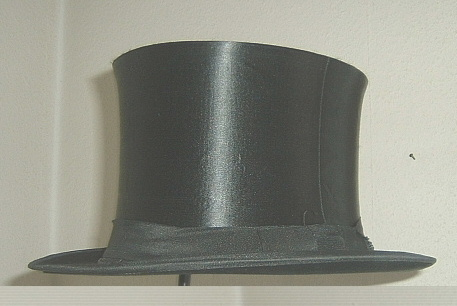
Haut-de-forme.
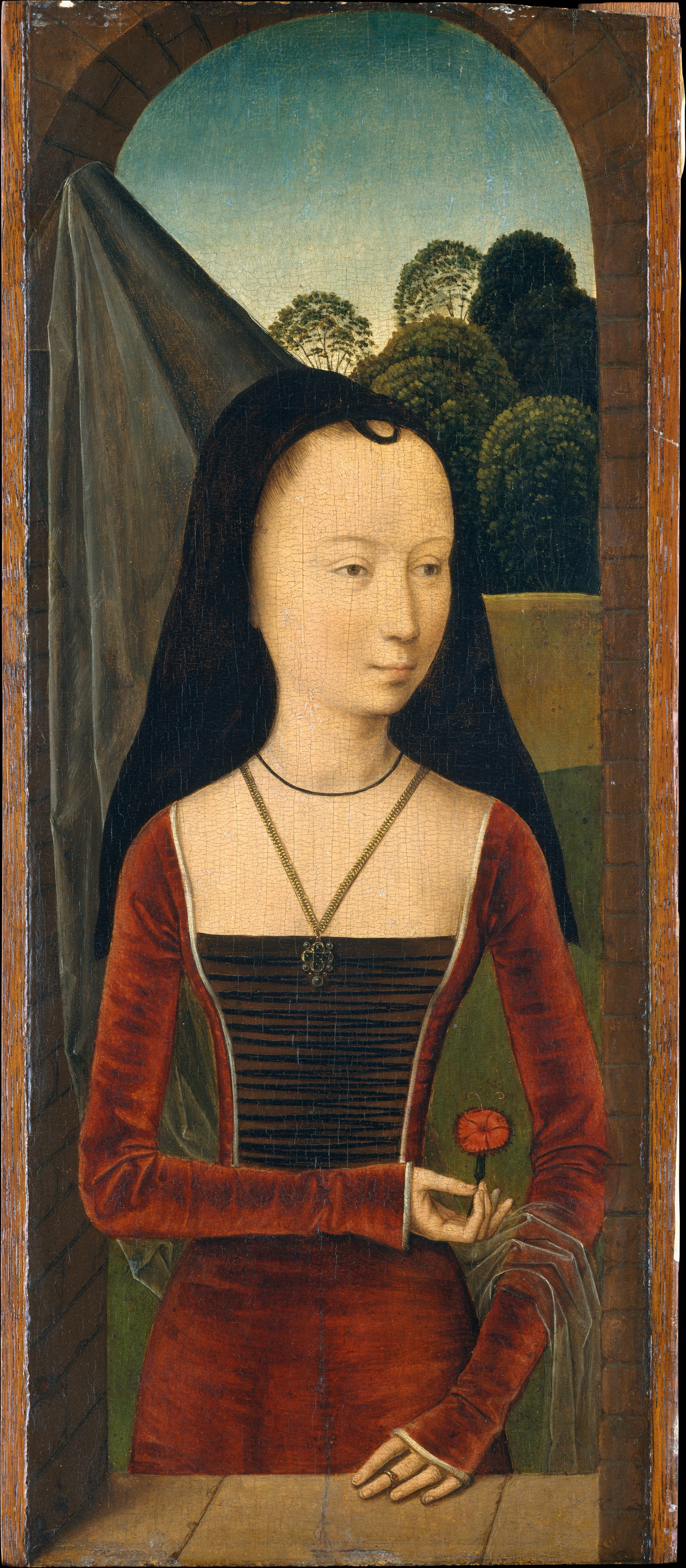
Hennin conique, vers 1480.
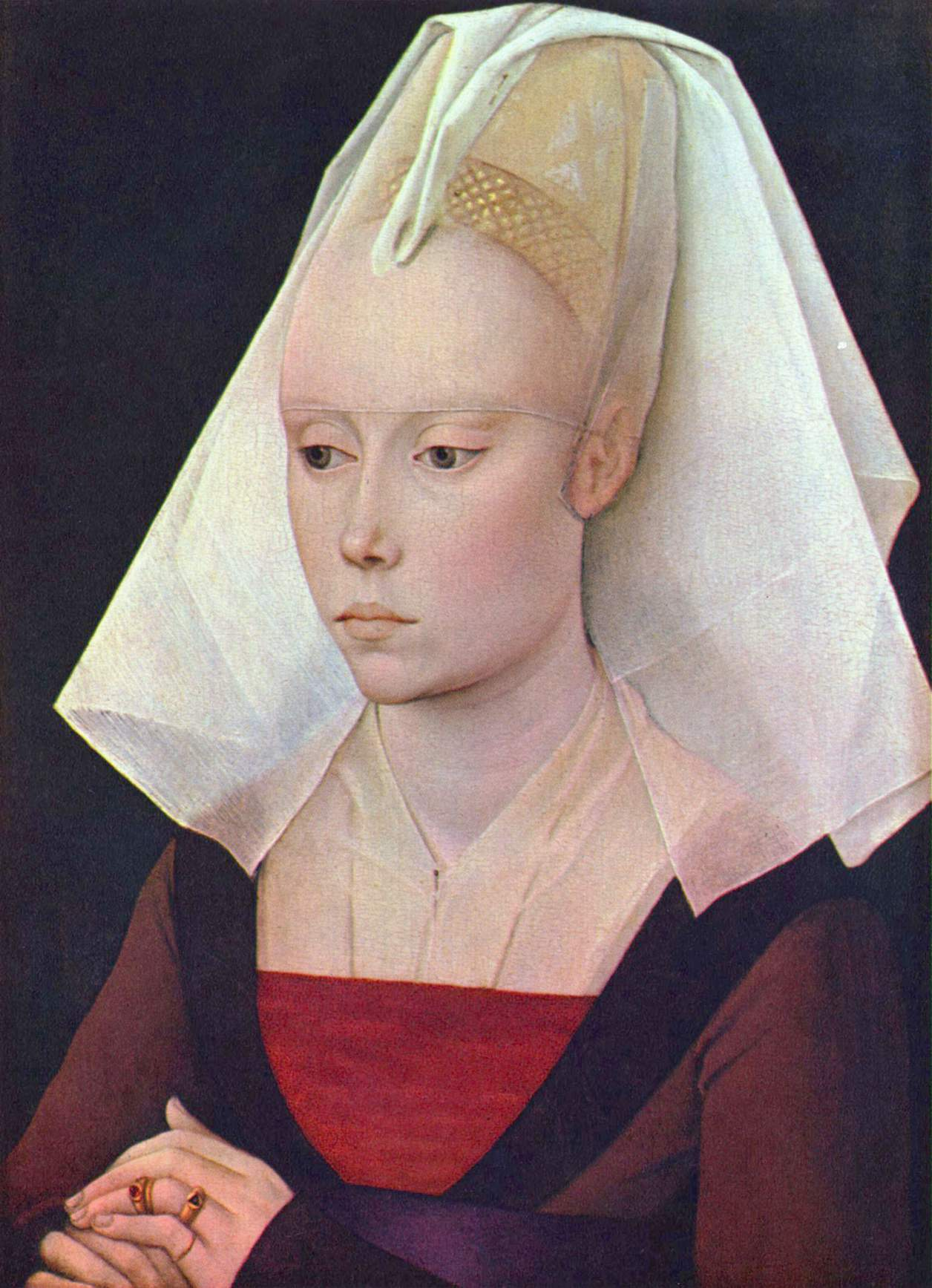
Hennin tronqué, 2e tiers du XVe siècle.
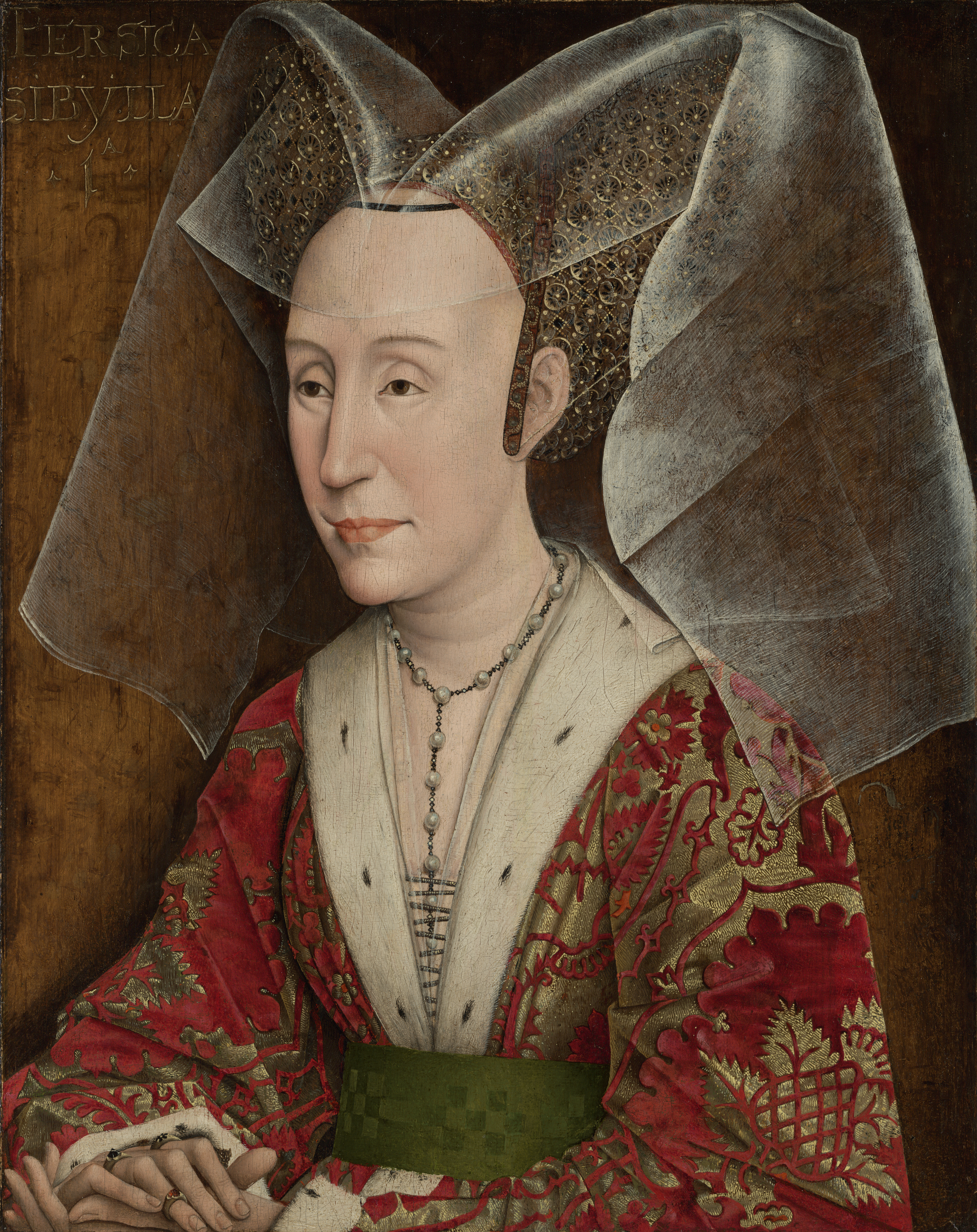
Double hennin, vers 1500.

- Haut – A
- B
- C
- D
- E
- F
- G
- H
- I
- J
- K
- L
- M
- N
- O
- P
- Q
- R
- S
- T
- U
- V
- W
- X
- Y
- Z

## I
- Imam Sarik coiffure portée principalement en Égypte par les imams islamiques.
- Infule :
  - Infule antique
  - Infule d’évêque

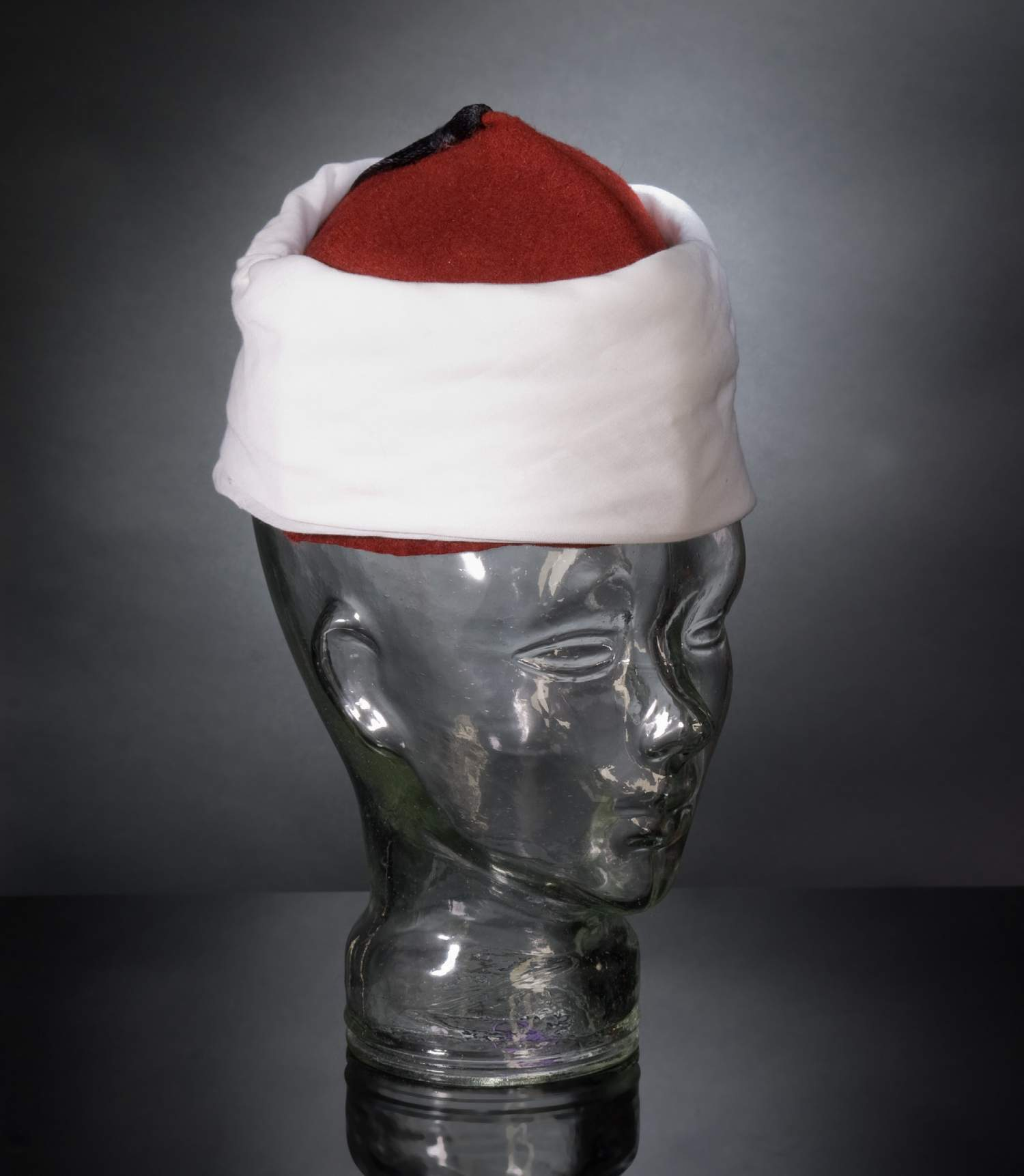
Imam Sarik égyptien.

- Haut – A
- B
- C
- D
- E
- F
- G
- H
- I
- J
- K
- L
- M
- N
- O
- P
- Q
- R
- S
- T
- U
- V
- W
- X
- Y
- Z

## J
- Jamang

- Haut – A
- B
- C
- D
- E
- F
- G
- H
- I
- J
- K
- L
- M
- N
- O
- P
- Q
- R
- S
- T
- U
- V
- W
- X
- Y
- Z

## K
- Kabell : bonnet d’enfant breton.
- Kalansowa (ou Kalansoah, Qalansuwah, Kalansawa) : coiffe portée dans l’église copte orthodoxe par les évêques et les prêtres moines.
- Kapa : coiffe masculine des Balkans
- Kasa : chapeau japonais traditionnel.
- Khâlot : coiffe traditionnelle des étudiants de classes préparatoires.
- Khat : coiffe portée par les membres de la noblesse de l’Égypte antique.
- Keffieh : coiffe traditionnelle des paysans et des Bédouins palestiniens.
- Men (面) : masque de protection pour la pratique du Kendo
- Képi : chapeau militaire composé d’un calot et d’une visière. Ancien nom : bonnet de police à visière.
- Kerfeunten : ancienne coiffe de tous les jours du pays Borledenn (Bretagne).
- Kippa : calotte légèrement bombée portée par les hommes juifs.
- Klaft : couvre-chef dans l'ancienne Égypte.
- Kofia : bonnet comorien destiné aux hommes et brodé à la main par les femmes.
- Kokochnik : coiffure traditionnelle féminine, ancienne coiffe de mariage des femmes russe.
- Kolpik ou kolpak : chapeau de fourrure brune porté par des descendants de rabbins hassidiques d'origine galicienne ou hongroise lors des shabath et fêtes juives[10].
- Koukoulion attaché au chamilauque, formant le klobouk : couvre-chef des popes.
- Kufi : chapeau porté principalement en Afrique de l'Ouest.
- Kumma : coiffe masculine traditionnelle au sultanat d’Oman

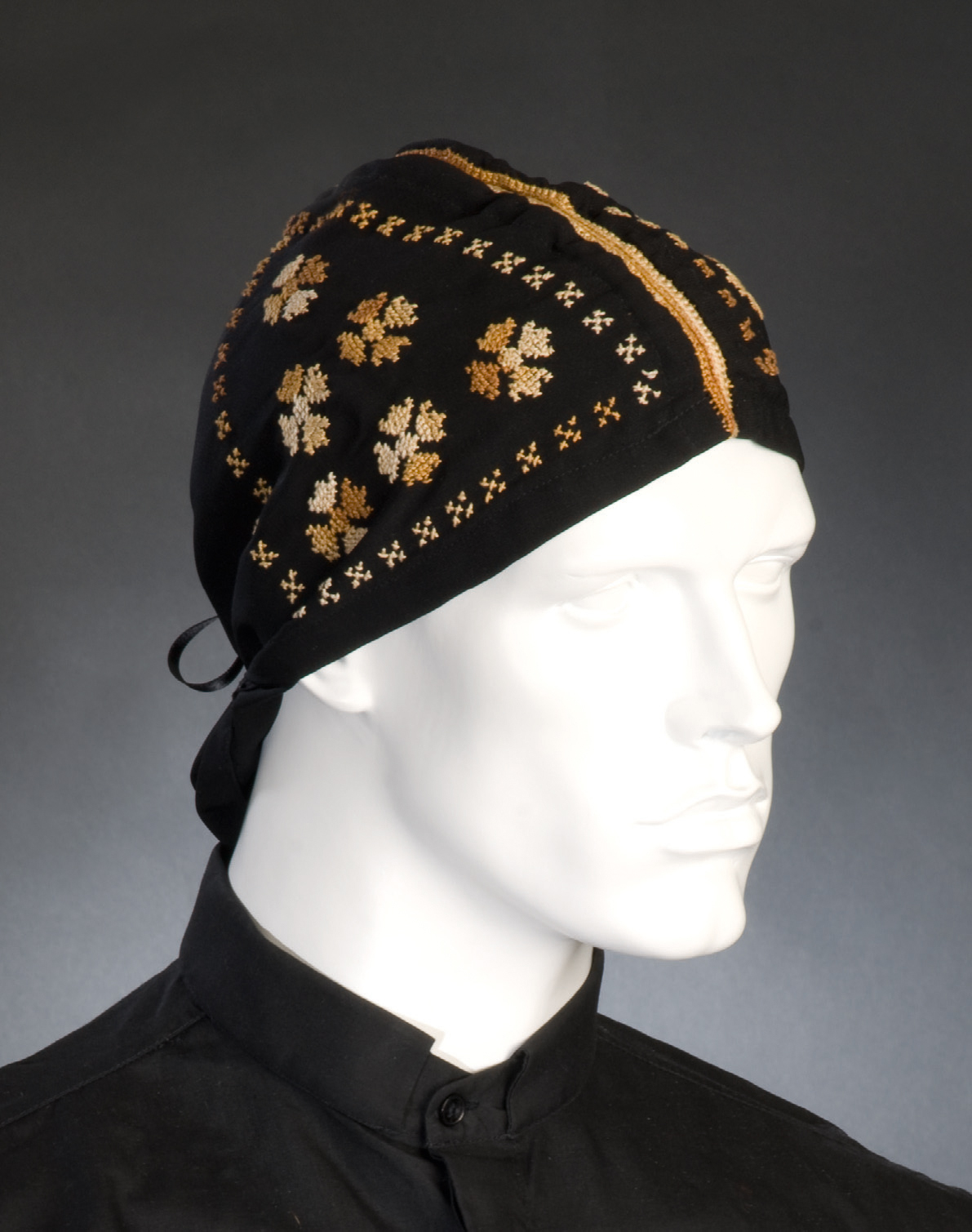
Kalansowa (ou Kalansoah, Qalansuwah, Kalansawa) copte.
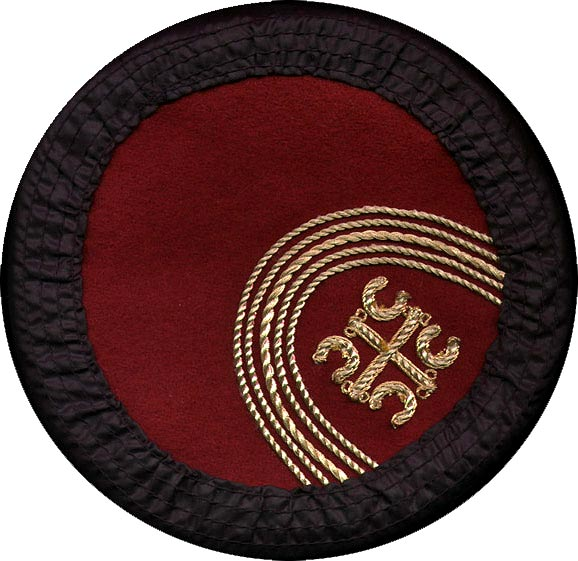
Kapa monténégrine
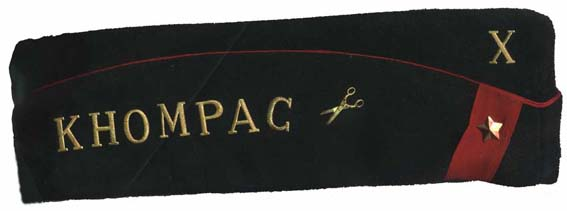
Khâlot d'étudiant.
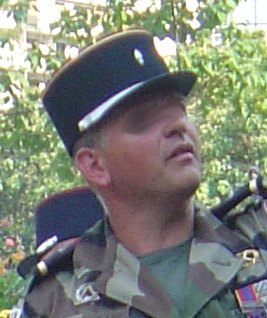
Képi.
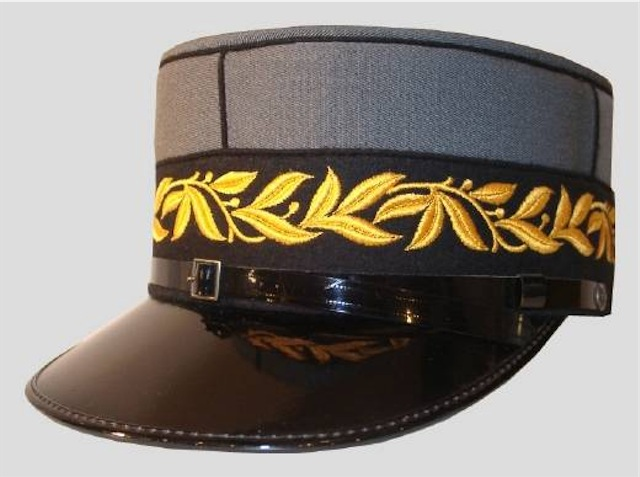
Képi de brigadier général de l'armée suisse.
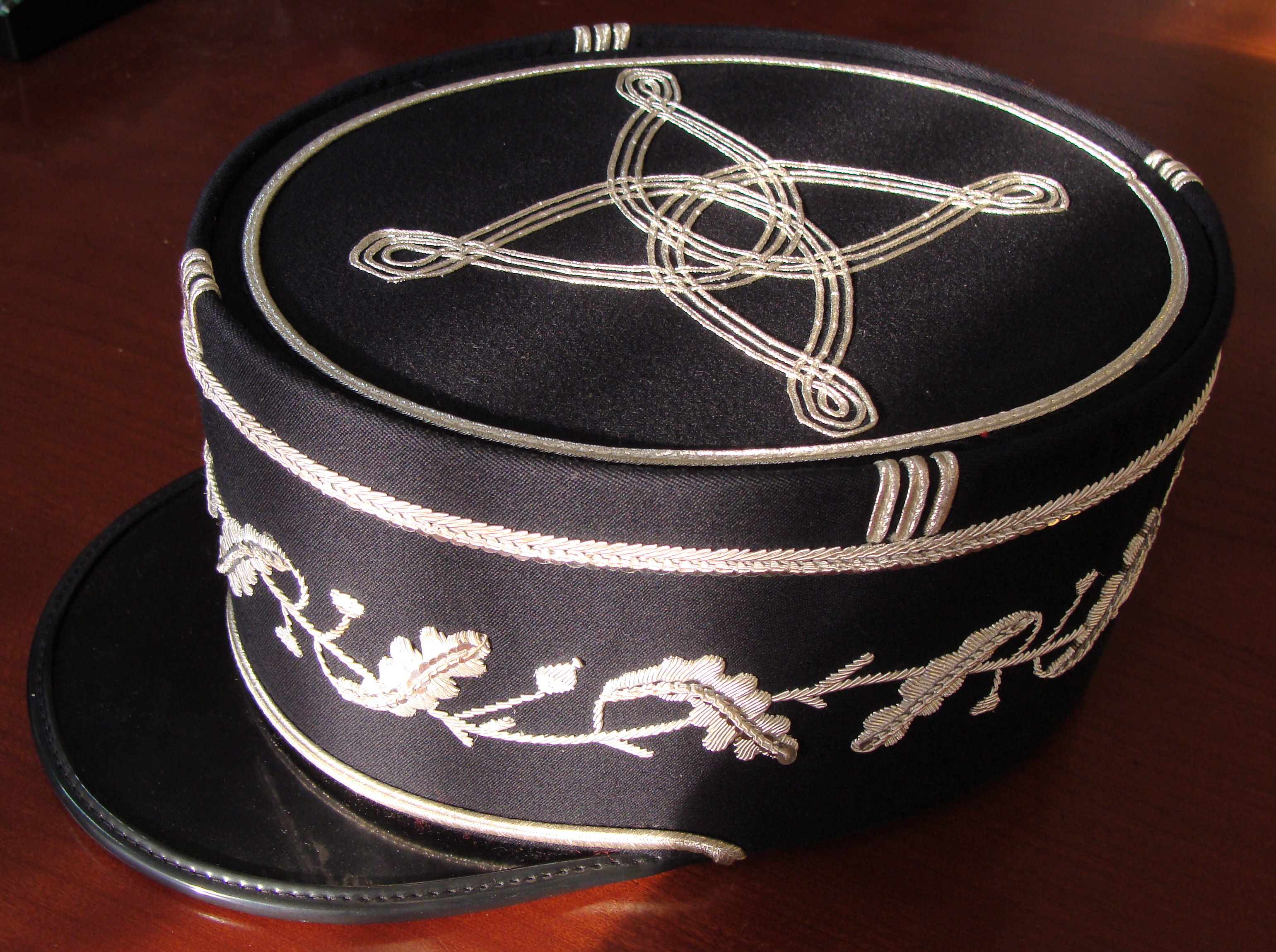
Képi de commissaire de police français. N'est plus en usage.
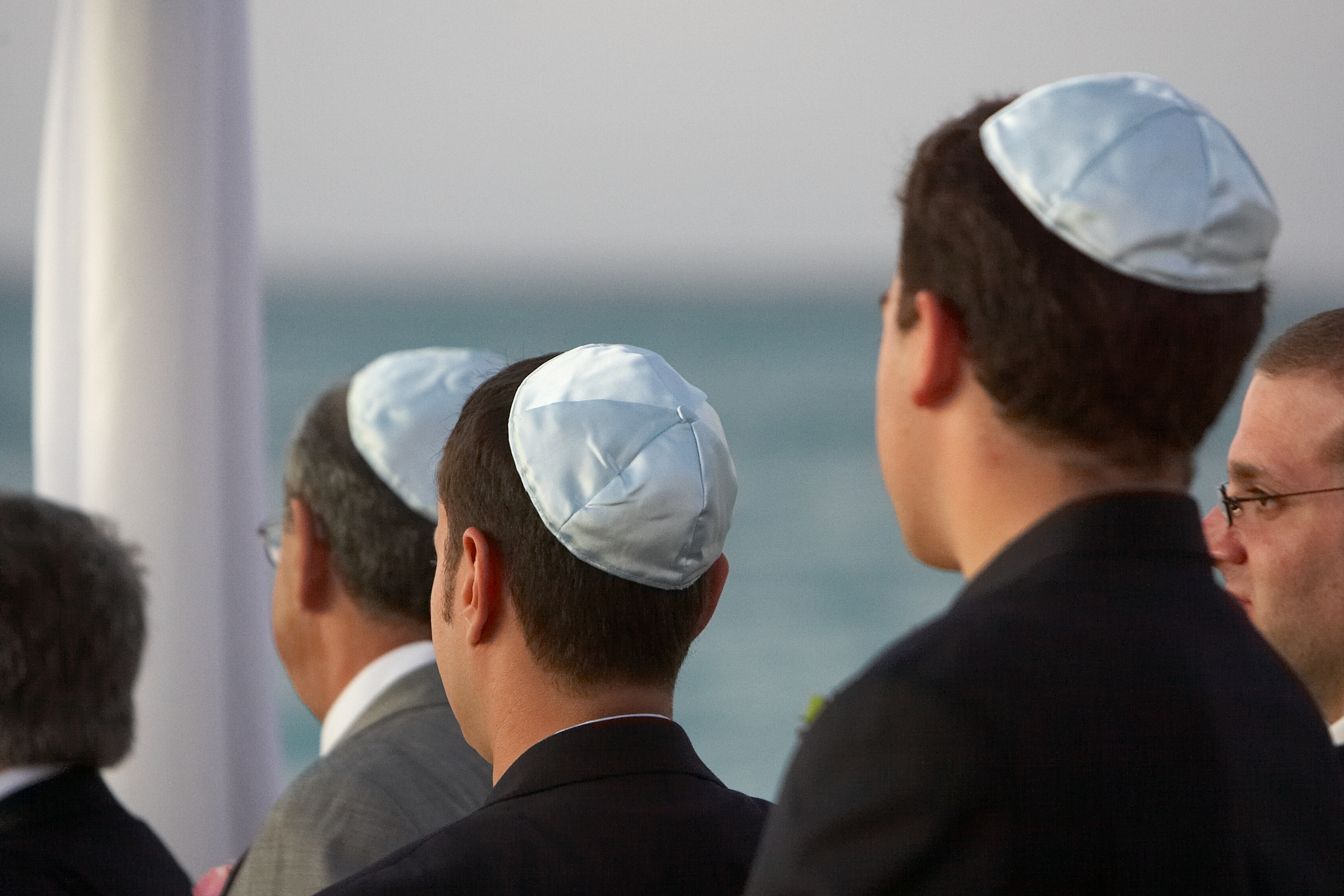
Kippa juive.
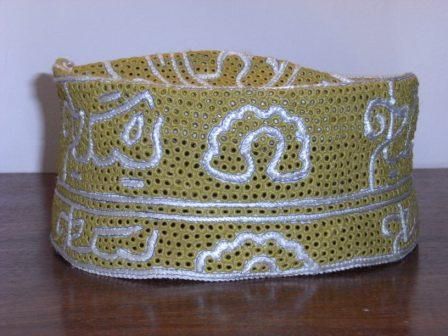
Kofia comorien.
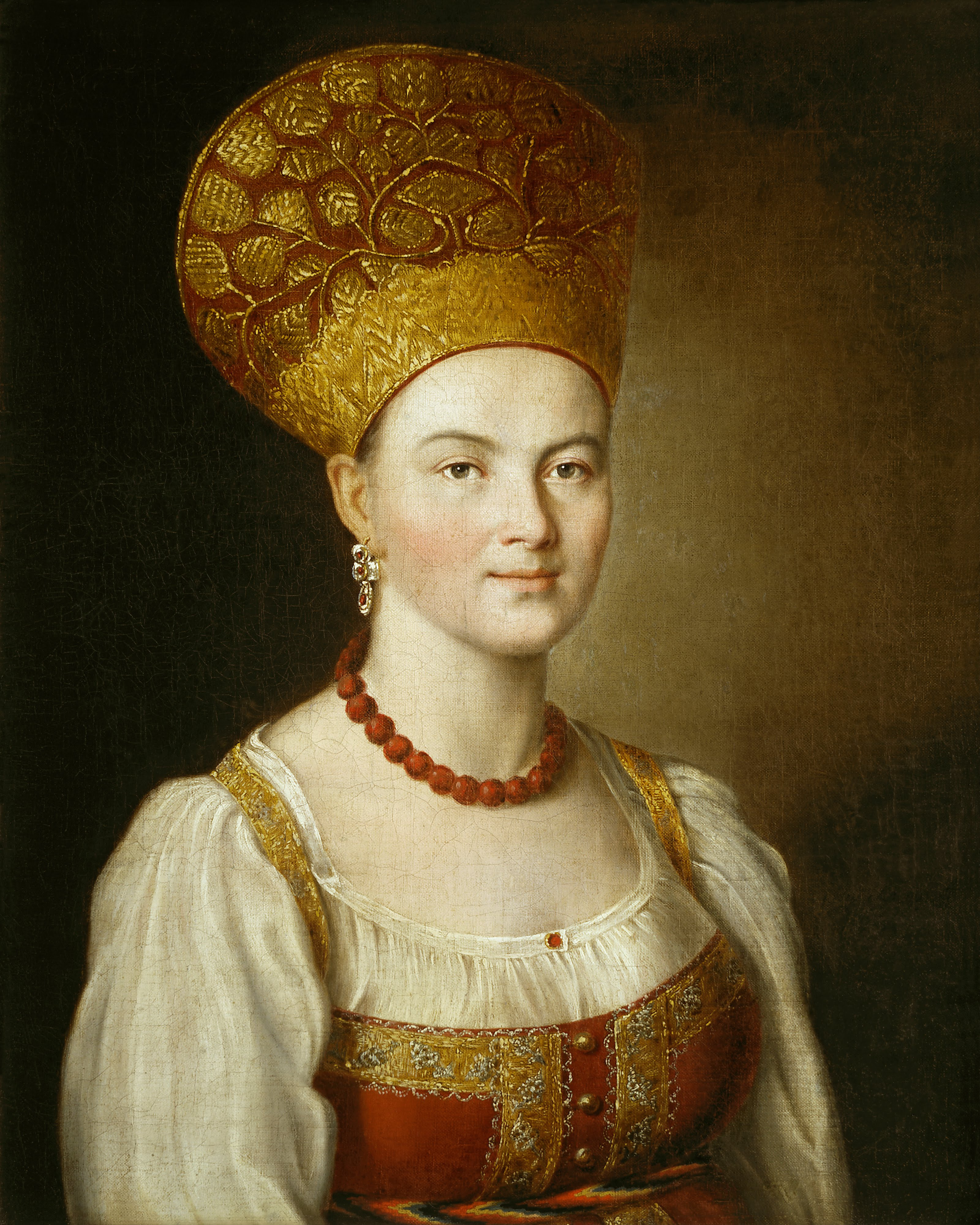
Kokochnik russe.
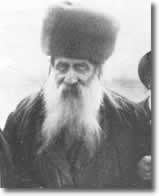
Kolpik, chapeau de Juif hassidique de (en) Belz
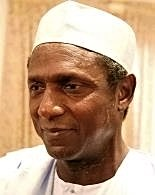
Kufi africain.
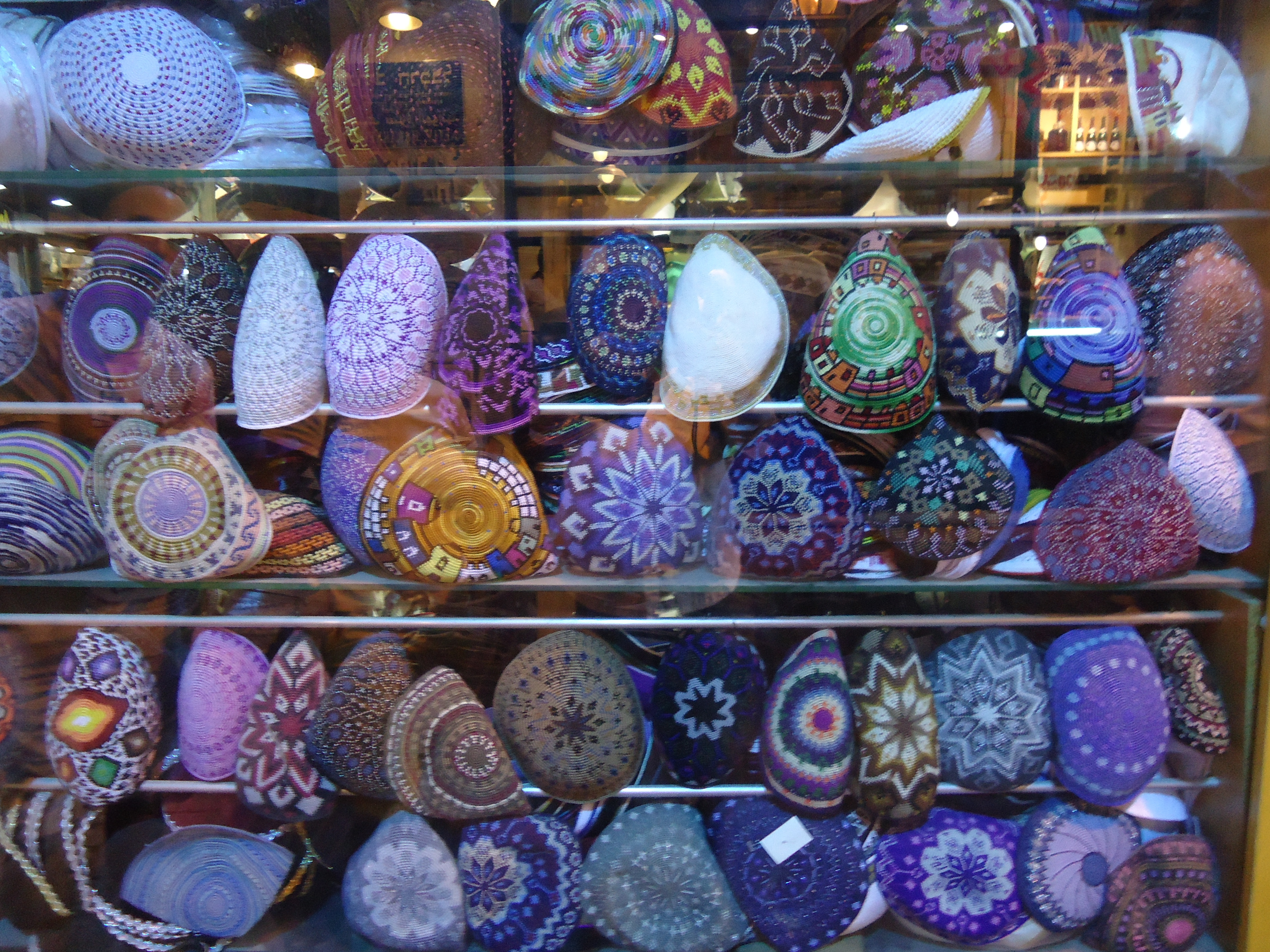
Différentes sortes de kippa, marché Mahané Yehuda
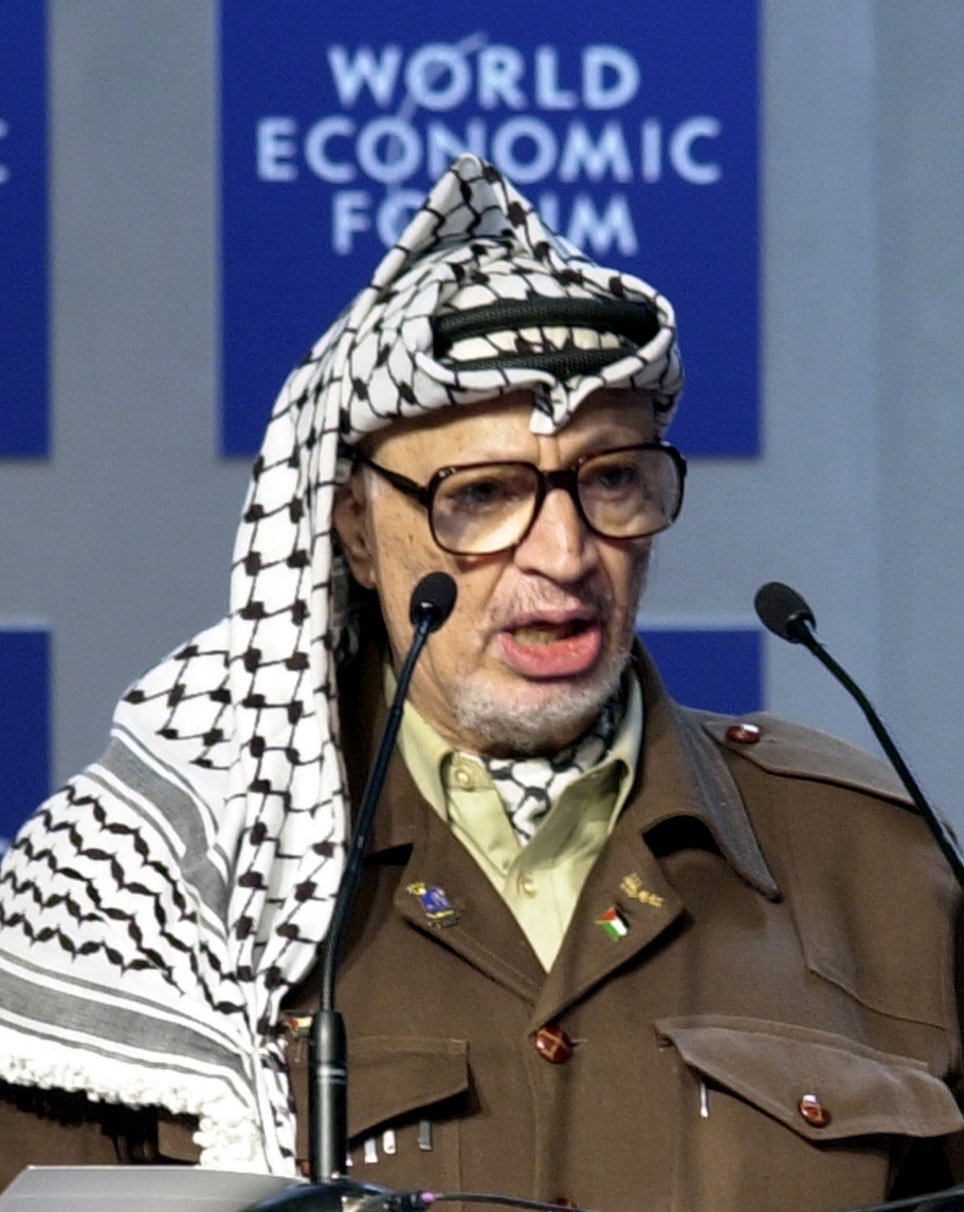
Yasser Arafat portant un keffieh.

- Haut – A
- B
- C
- D
- E
- F
- G
- H
- I
- J
- K
- L
- M
- N
- O
- P
- Q
- R
- S
- T
- U
- V
- W
- X
- Y
- Z

## L
- Lampion ou chapeau lampion : tricorne à petit bord.
- Laong kinibang : grand chapeau conique en bambou et tissu recouvert d’un patchwork d’étoffes et orné d’un voile rouge vif, porté par les femmes T’bolis.
- Layotte : coiffe de travail des vigneronnes de Bourgogne.

- Haut – A
- B
- C
- D
- E
- F
- G
- H
- I
- J
- K
- L
- M
- N
- O
- P
- Q
- R
- S
- T
- U
- V
- W
- X
- Y
- Z

## M
- Makarapa : casque de chantier à corne coupé et peint à la main qui est porté par les supporters de football sud-africains.
- Mantille : coiffe espagnole
- Maré tèt : turban noué porté par les Antillaises
- Marquis : tricorne, version féminine en vogue de 1910 à 1940
- Mazzocchio : chapeau italien de la Renaissance italienne (XVe siècle).
- Mdioumble : haute coiffure conique des signares.
- Melon voir Chapeau melon
- Mézail à bec de moineau
- Mianliu : coiffe impériale chinoise inventée par l’empereur Qin Shi Huang.
- Miki (bonnet marin breton)
- Mirliton : coiffe militaire
- Mitre : objet de tête ecclésiastique, sa parenté avec le chapeau côtoie celle de la couronne. Se porte obligatoirement sur la calotte.
  - Mitre de patriarche orthodoxe
  - Mitre d’évêque catholique
  - Mitre perse
  - Mitre phrygienne
- Mokorotlo (en) : chapeau traditionnel du Lesotho
- Montera : coiffe traditionnelle des toreros à pied.
- Morion : casque espagnol.
- Mortarboard : chapeau cérémoniel des universitaires anglo-saxons.
- Mortier : coiffe des magistrats.
- Mothaise : coiffe des Deux-Sèvres, la plus connue du Poitou-Charentes.

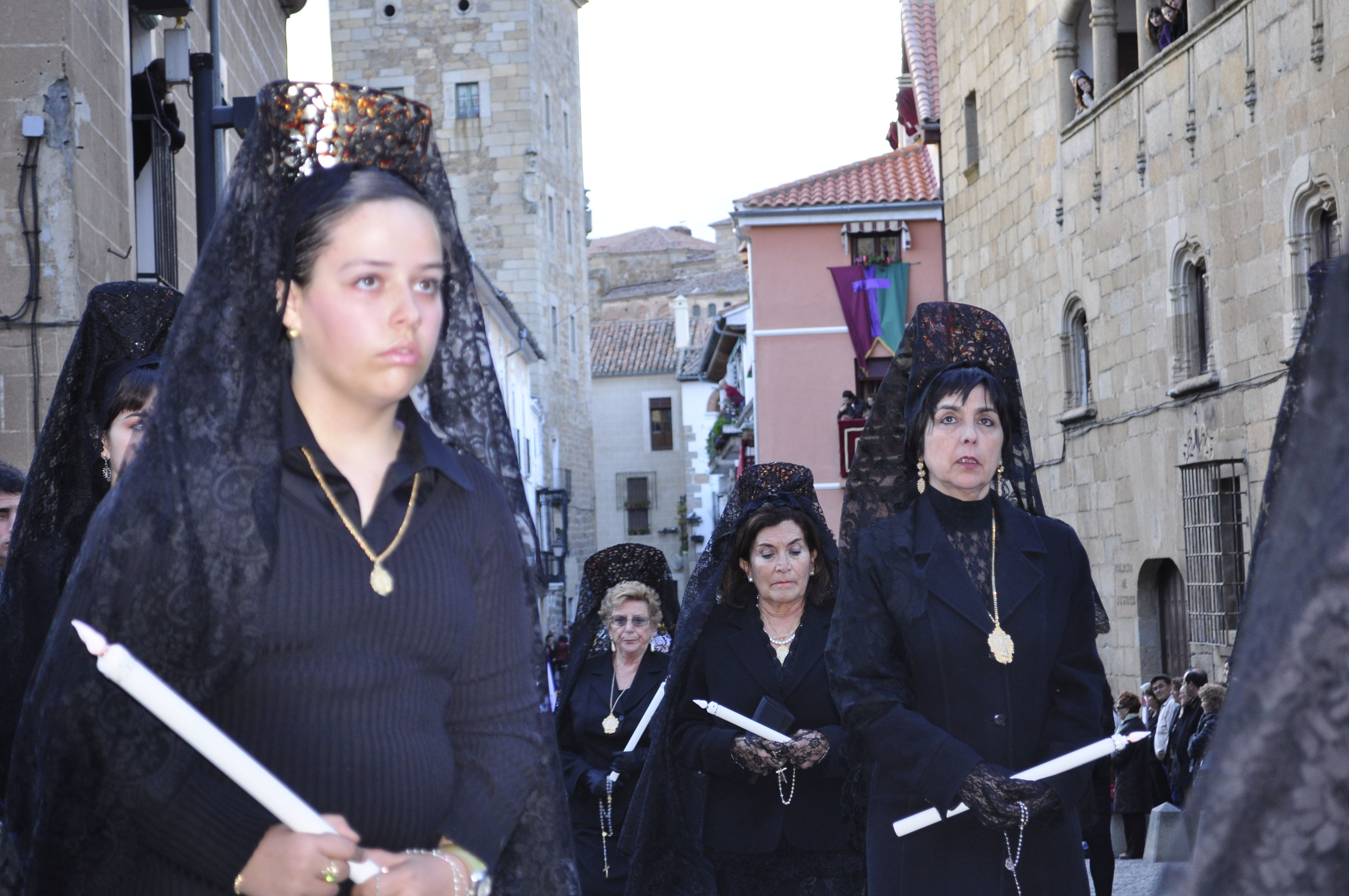
Mantilles espagnoles.
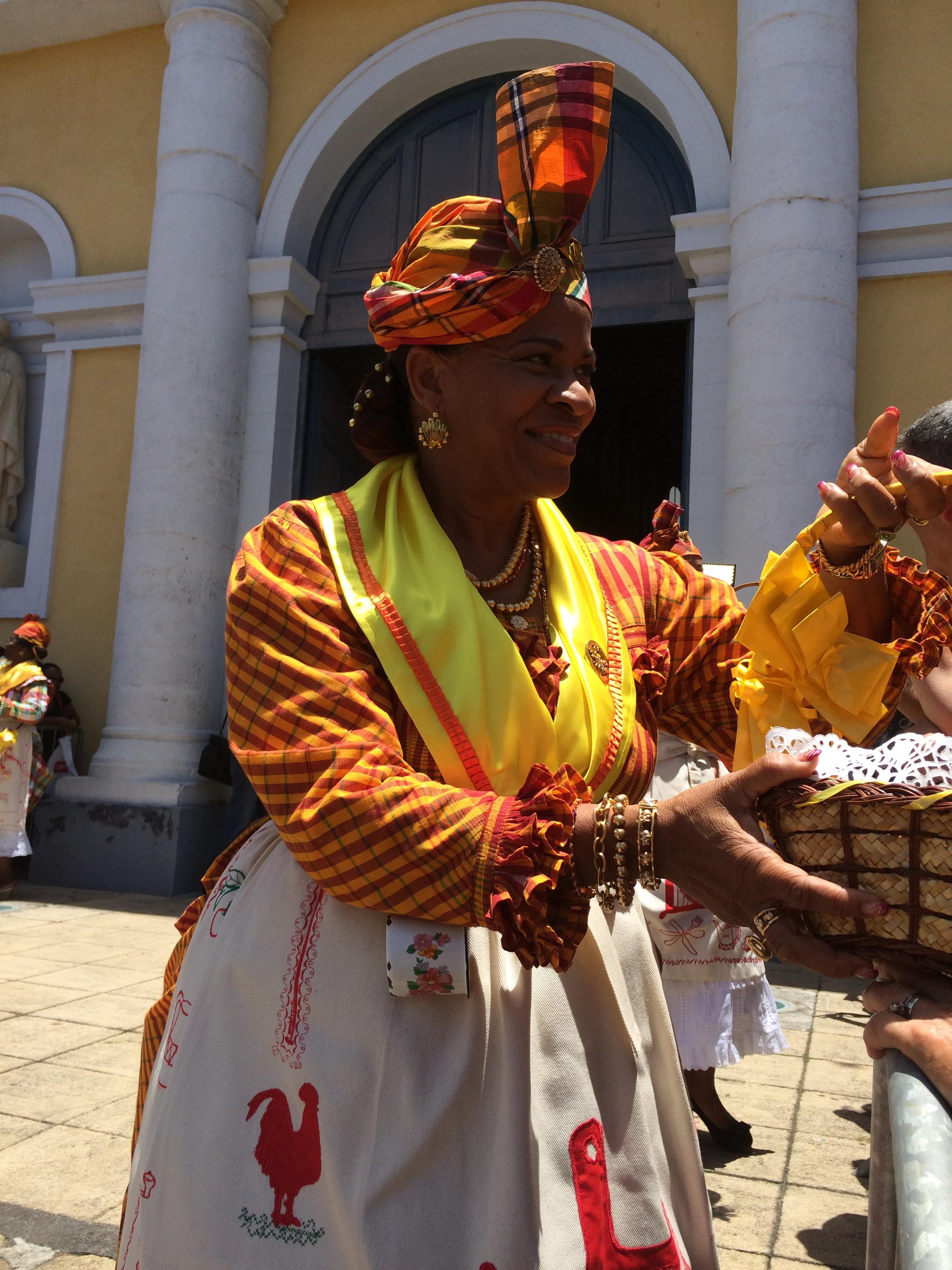
Guadeloupéenne coiffée d'un maré tèt.
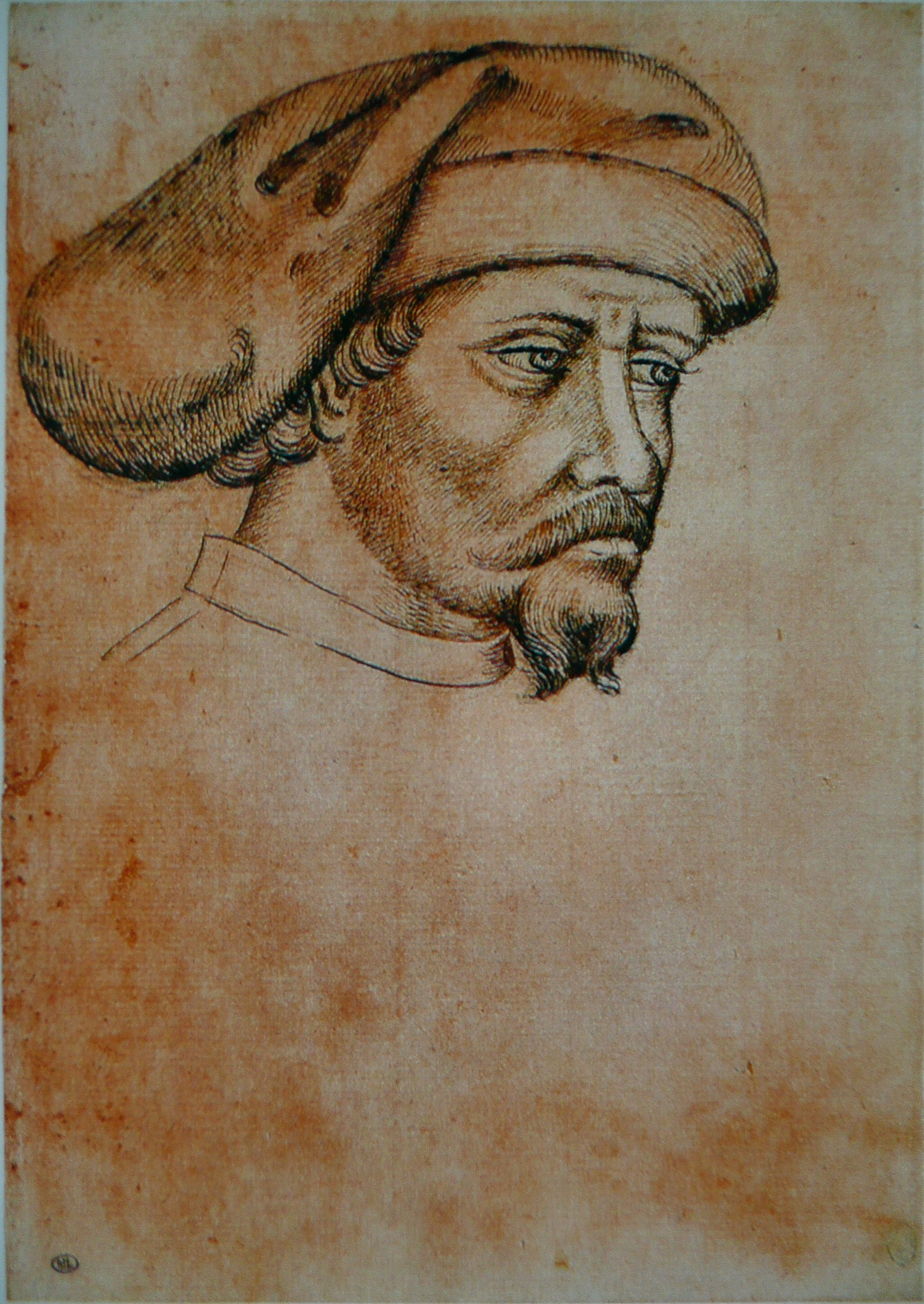
Homme coiffé d'un mazzocchio italien de la Renaissance italienne (XVe siècle).
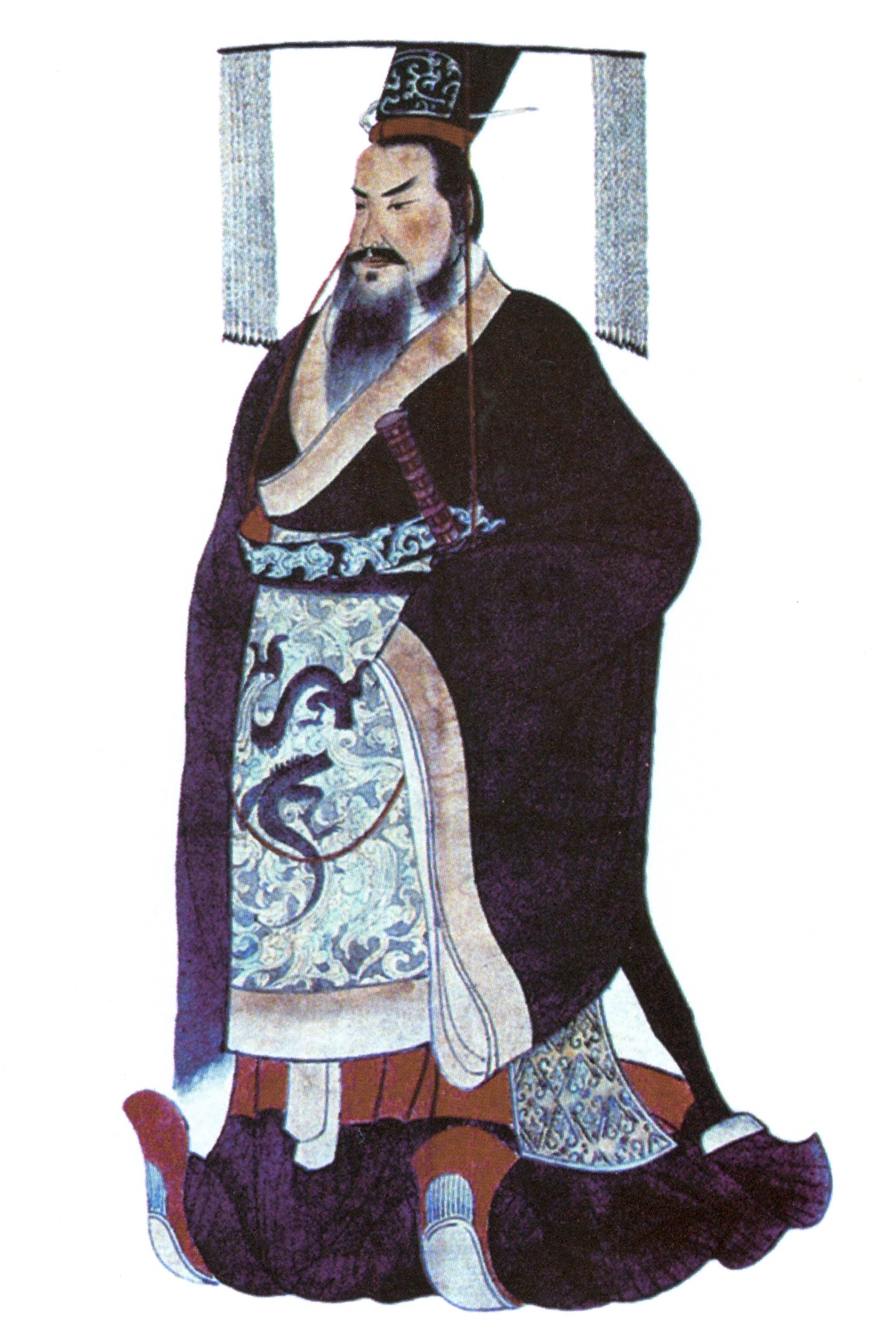
Mianliu chinois.
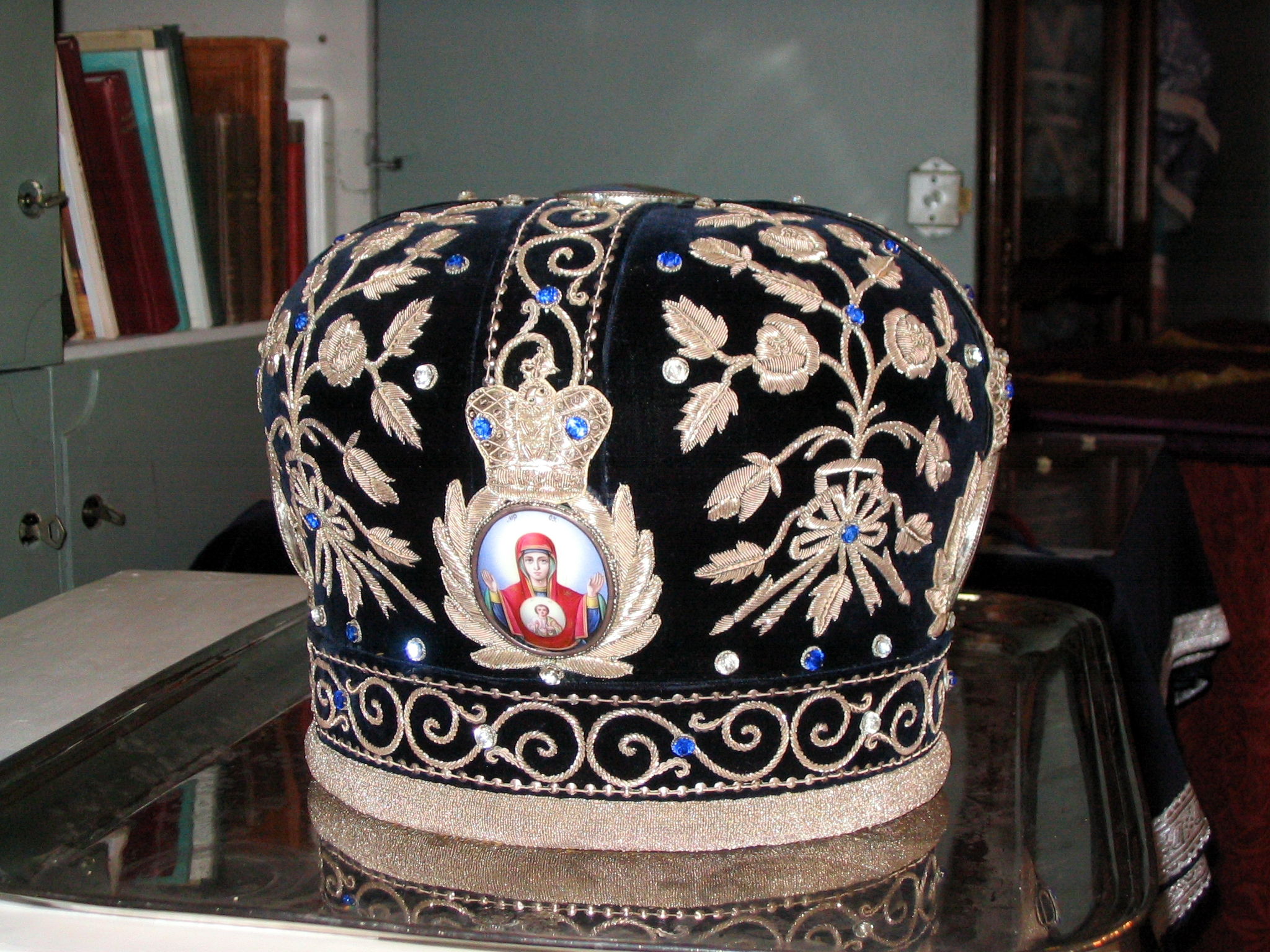
Mitre orthodoxe.
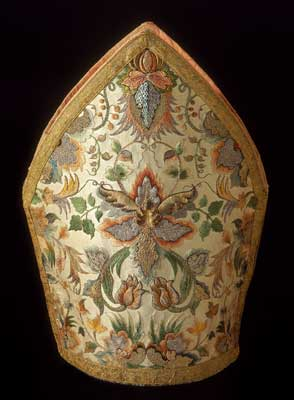
Mitre d’évêque catholique.
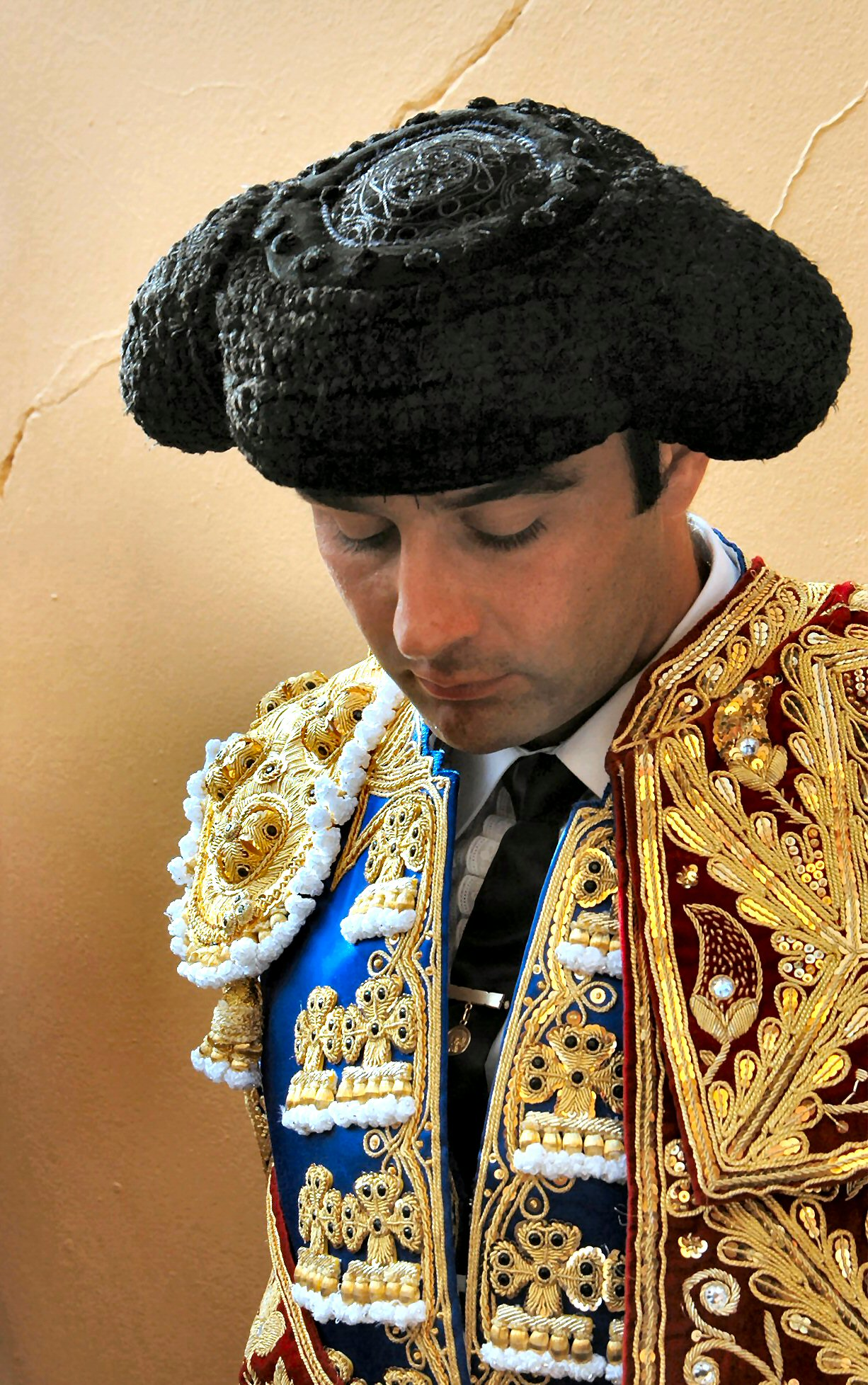
Montera espagnol.
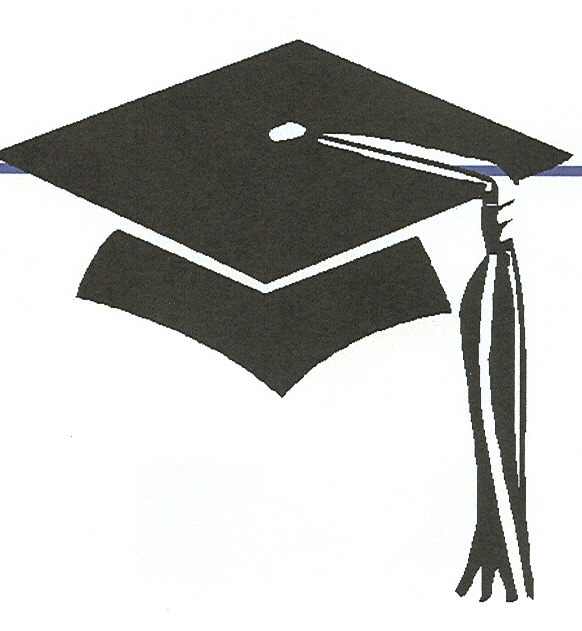
Mortarboard anglo-saxon.
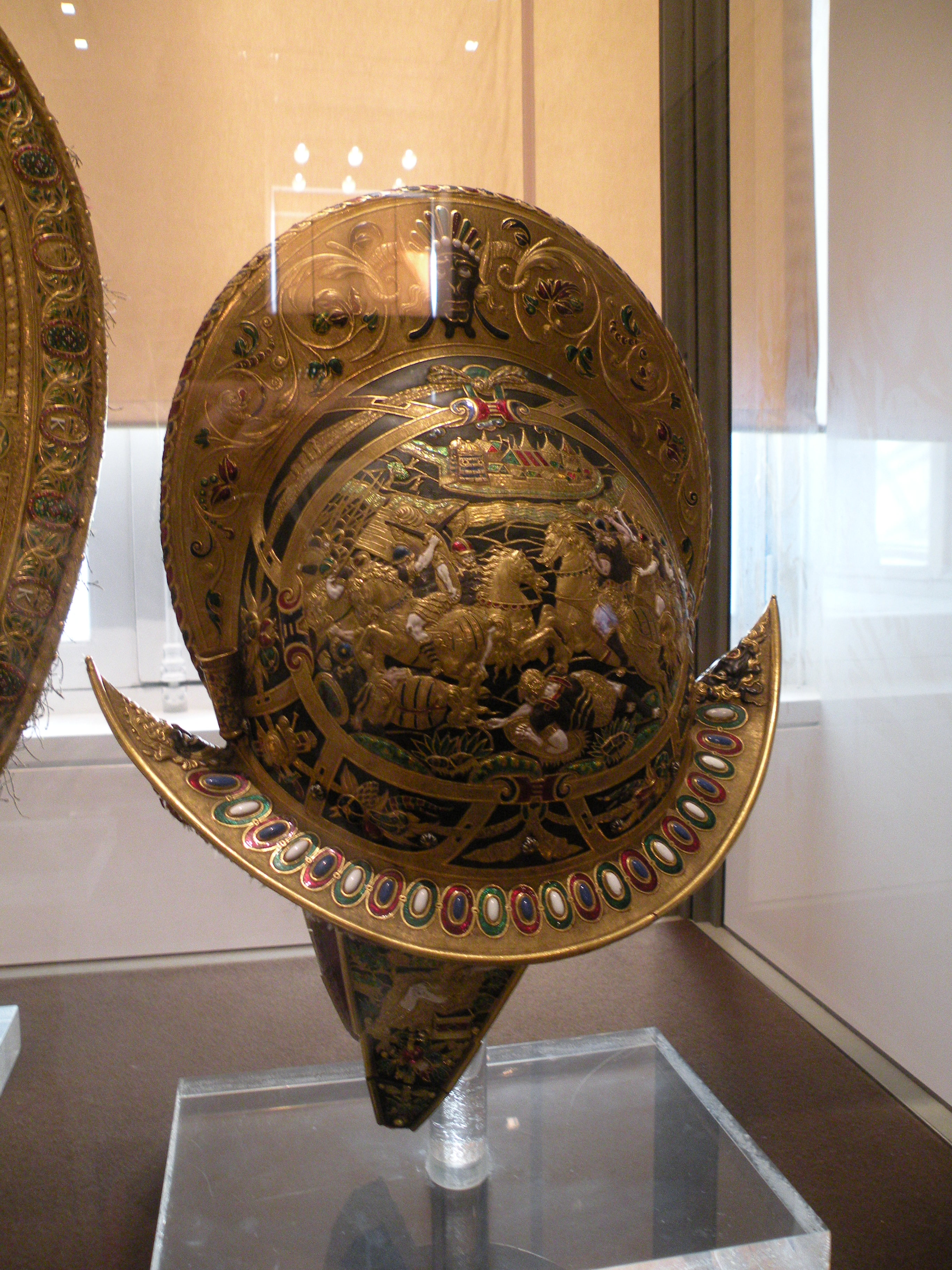
Morion espagnol.

- Haut – A
- B
- C
- D
- E
- F
- G
- H
- I
- J
- K
- L
- M
- N
- O
- P
- Q
- R
- S
- T
- U
- V
- W
- X
- Y
- Z

## N
- Némès : coiffe la plus emblématique des pharaons.
- Nón lá : chapeau conique en feuilles de latanier du Viêt Nam

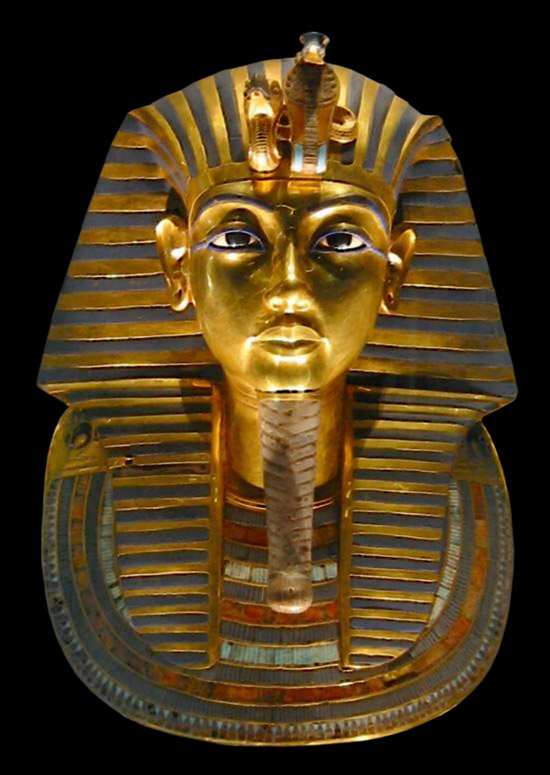
Némès égyptien.

- Haut – A
- B
- C
- D
- E
- F
- G
- H
- I
- J
- K
- L
- M
- N
- O
- P
- Q
- R
- S
- T
- U
- V
- W
- X
- Y
- Z

## O
- Ouchanka : chapeau traditionnel russe ou nordique en fourrure.

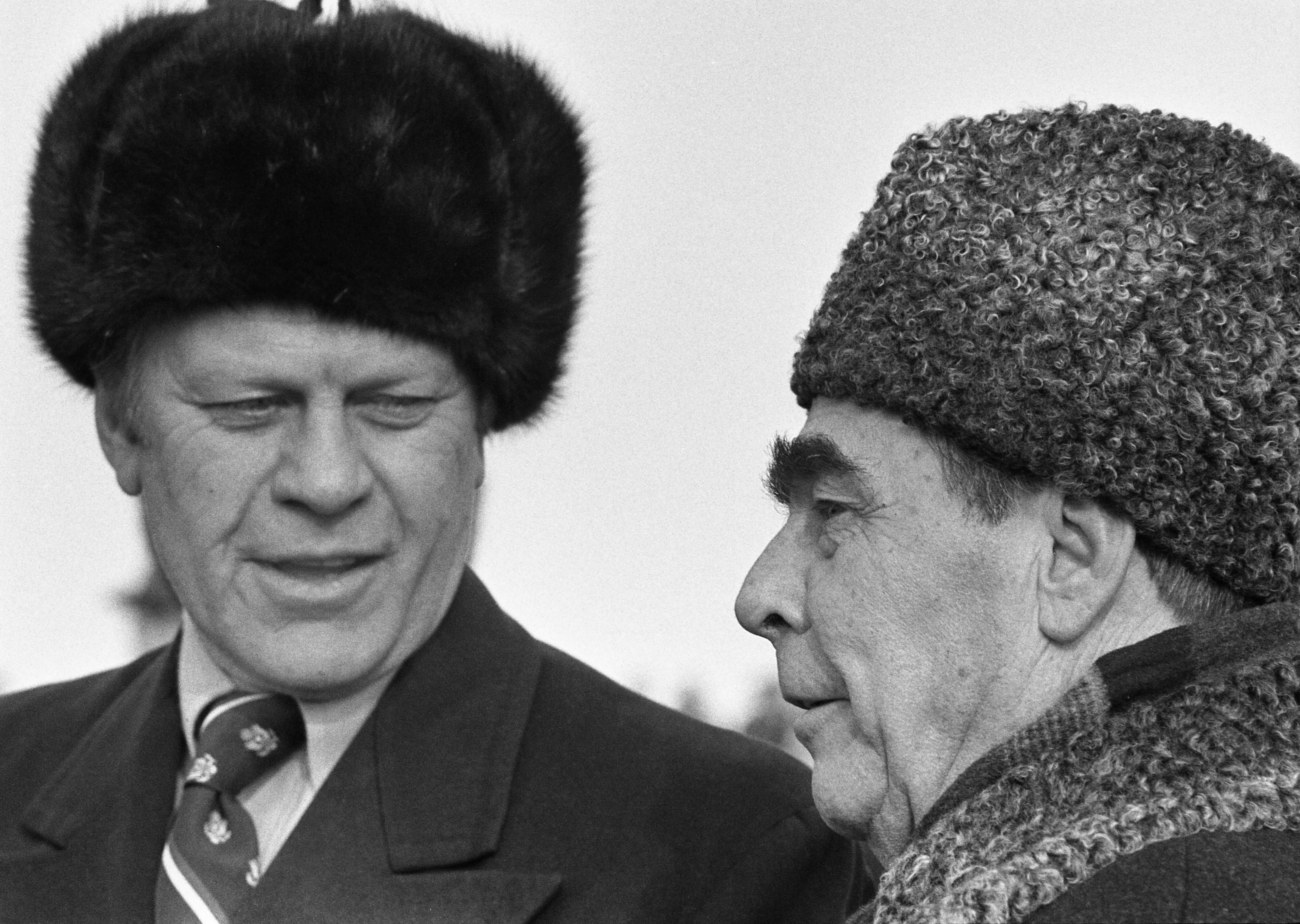
Gerald Ford (gauche) portant une ouchanka.

## P
- Pakol ou pakoul : béret afghan en laine, proche du causia, rendu célèbre par le commandant Massoud
- Palhole : Limousin, chapeau en paille de seigle tressée[3]
- Papakha : chapeau en astrakan, en peau de mouton ou en laine porté par les Caucasiens et d'autres Russes.
- Panama : principalement confectionnés à partir de fibres découpées dans les feuilles de lataniers, certains de ces chapeaux sont de véritables merveilles de l’ingéniosité manuelle, et leur provenance est équatorienne. Le nom de Panama, vient du creusement du canal, lorsque les cadres occidentaux finirent par comprendre que les indiens qui creusaient sous leurs pieds, supportaient beaucoup mieux les ardeurs du soleil grâce à leurs chapeaux tressés. La variété la plus fine est le superfino montécristi, il faut plus de trois mois à l’artisan tisseur pour faire un chapeau.
- Pantine : coiffe de la Vienne, du XIXe siècle, des comtés de Mirebeau et Neuville-de-Poitou.
- Pan Zva : chapeau à oreilles longues porté dans le bouddhisme tibétain.
- Parure funéraire masculine et féminine Liao, Chine (907–1125).
- Passe-montagne : voir cagoule.
- Peci : indonésien ou malais.
- Penn Sardin : coiffe de femmes, région de Douarnenez, Concarneau et Crozon. Penn sardin signifie tête de sardine.
- Penne : une des coiffes traditionnelles des étudiants belges de l'enseignement non catholique (voir aussi Calotte).
- Perak (coiffe) : coiffe traditionnelle des femmes zancharies (nord de l'Inde) composé de turquoise.
- Perruque : une coiffure de faux cheveux
- Pétase : le pétase (en grec ancien πέτασος / pétasos) est un chapeau rond à bord large et plat. Les Grecs le pensaient d’origine thessalienne.
- Pickelhaube : Casque à pointe
- Pileus (appelé pilos par les grecs, πῖλος) : est un bonnet en feutre qui dans la Rome antique coiffait les esclaves romains affranchis pour affirmer leur liberté. Il ressemble au bonnet phrygien.
- Pileus cornutus (calotte à corne en latin) ou judenhut  en allemand, chapeau juif ou coiffe juive est un chapeau pointu d'infamie en forme de cône, blanc ou jaune, que les Juifs étaient obligés de porter dans l’Europe médiévale et parfois dans le monde islamique.
- Pnom
- Poffer : coiffe brabançonne (Pays-Bas)
- Postillon : chapeau d’uniforme féminin de la police française[11].
- Pork pie hat chapeau à basse calotte plate et à petits bords remis au goût du jour par la culture hip-hop
- Pôt en tête : un casque léger utilisé jusqu’au XIXe siècle
- Pschent : coiffe égyptienne disposée en "double couronne" souvent de couleur rouge et blanche, portée par les pharaons.
- Pussyhat : bonnet rose tricoté, pour la marche des Femmes de 2017

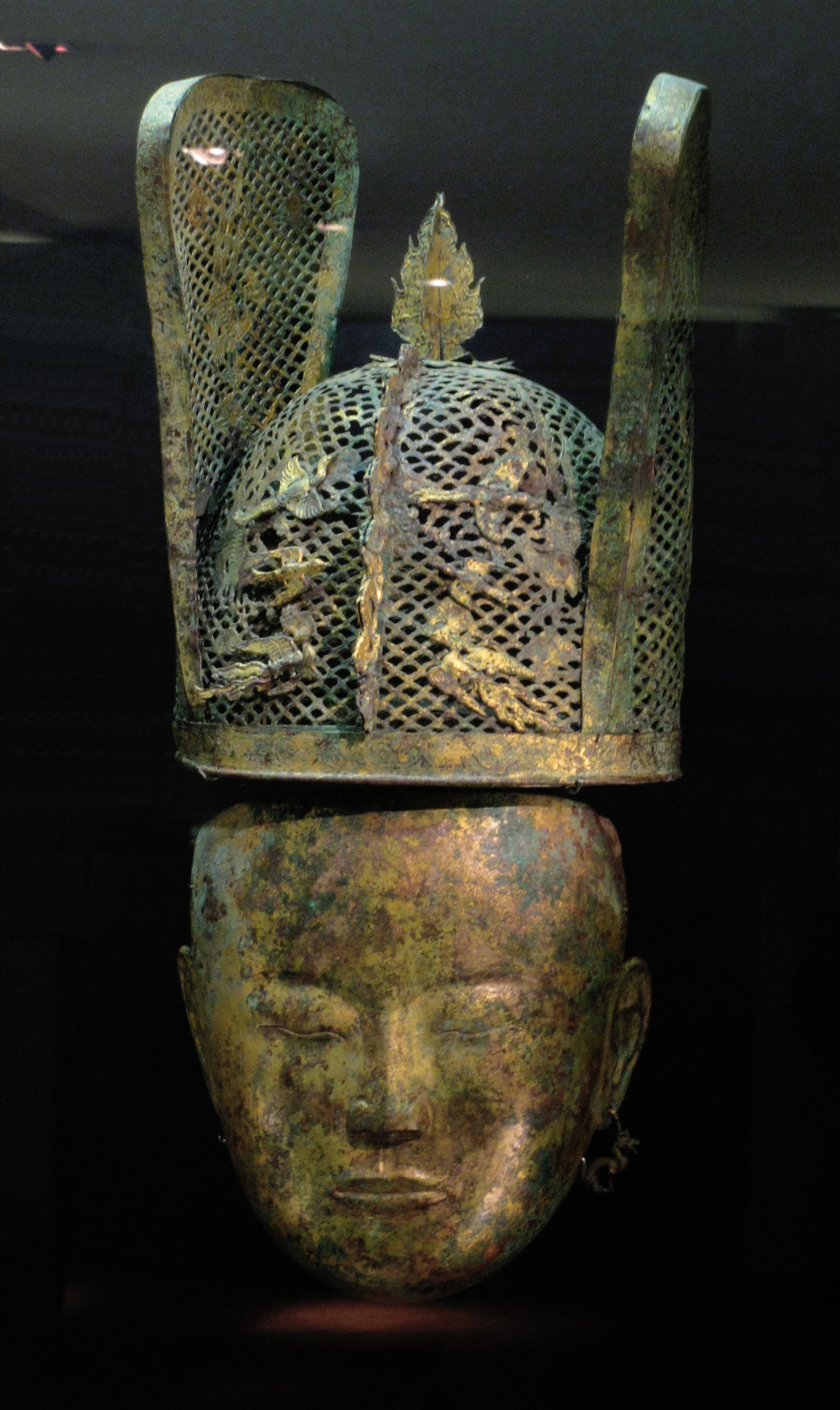
Parure funéraire masculine Liao, Chine (907–1125)
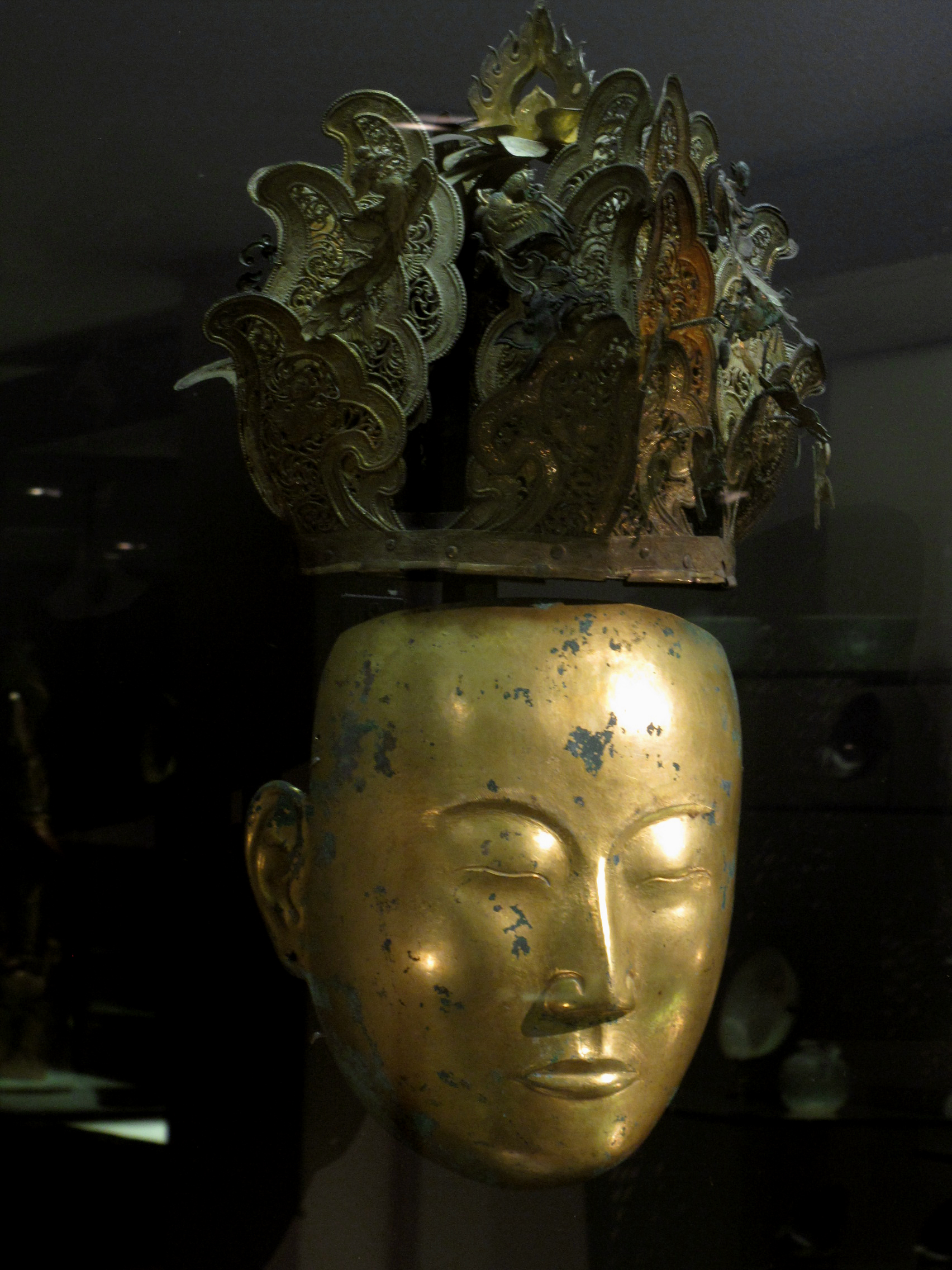
Parure funéraire féminine Liao, Chine (907–1125)
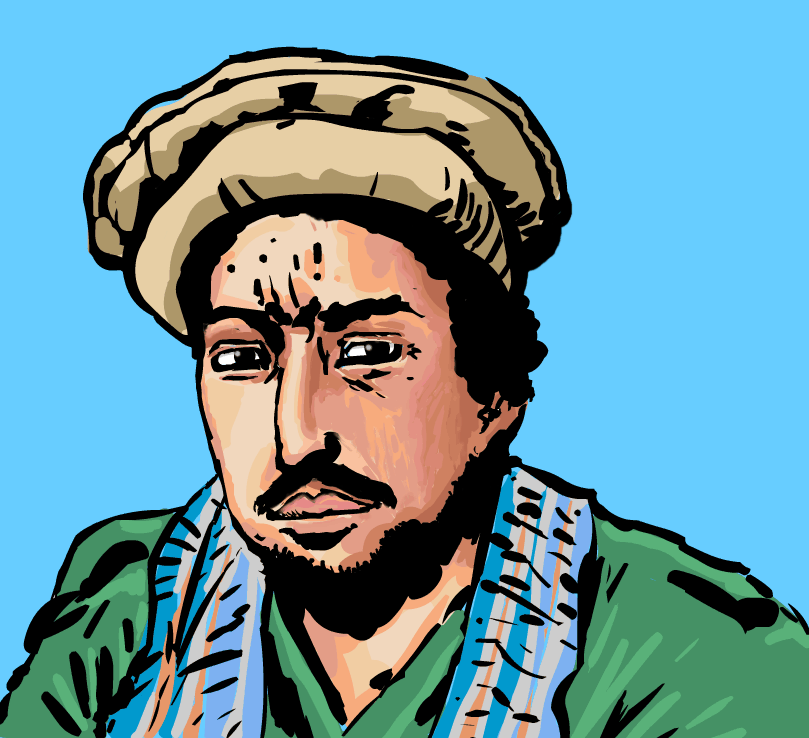
Pakol afghan.
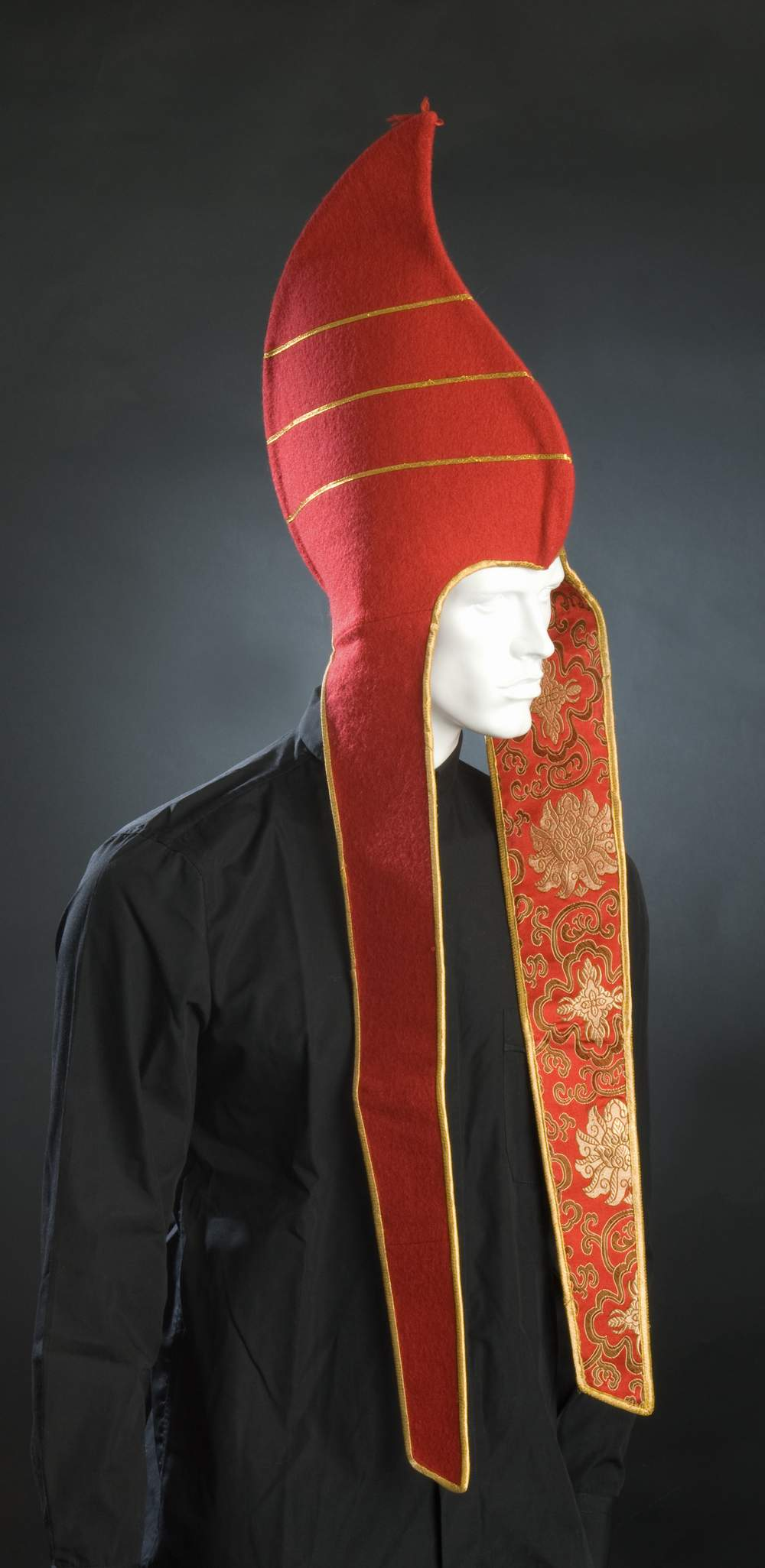
Pan Zva tibétain.
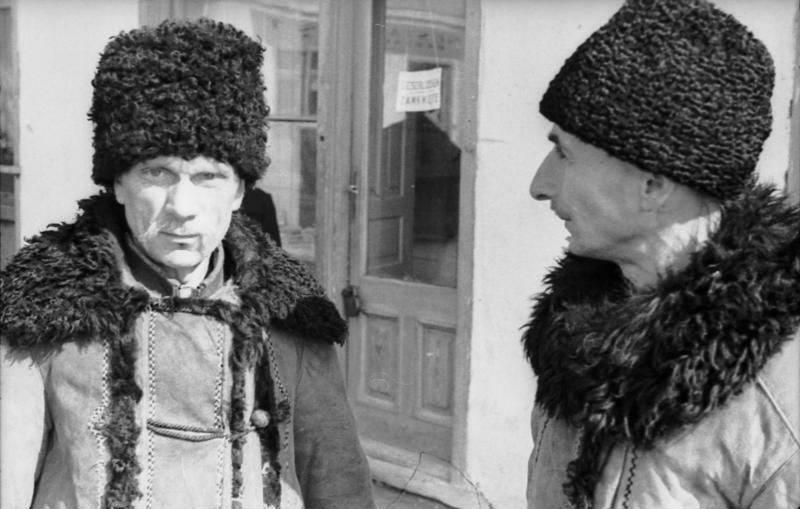
Papakha russe.
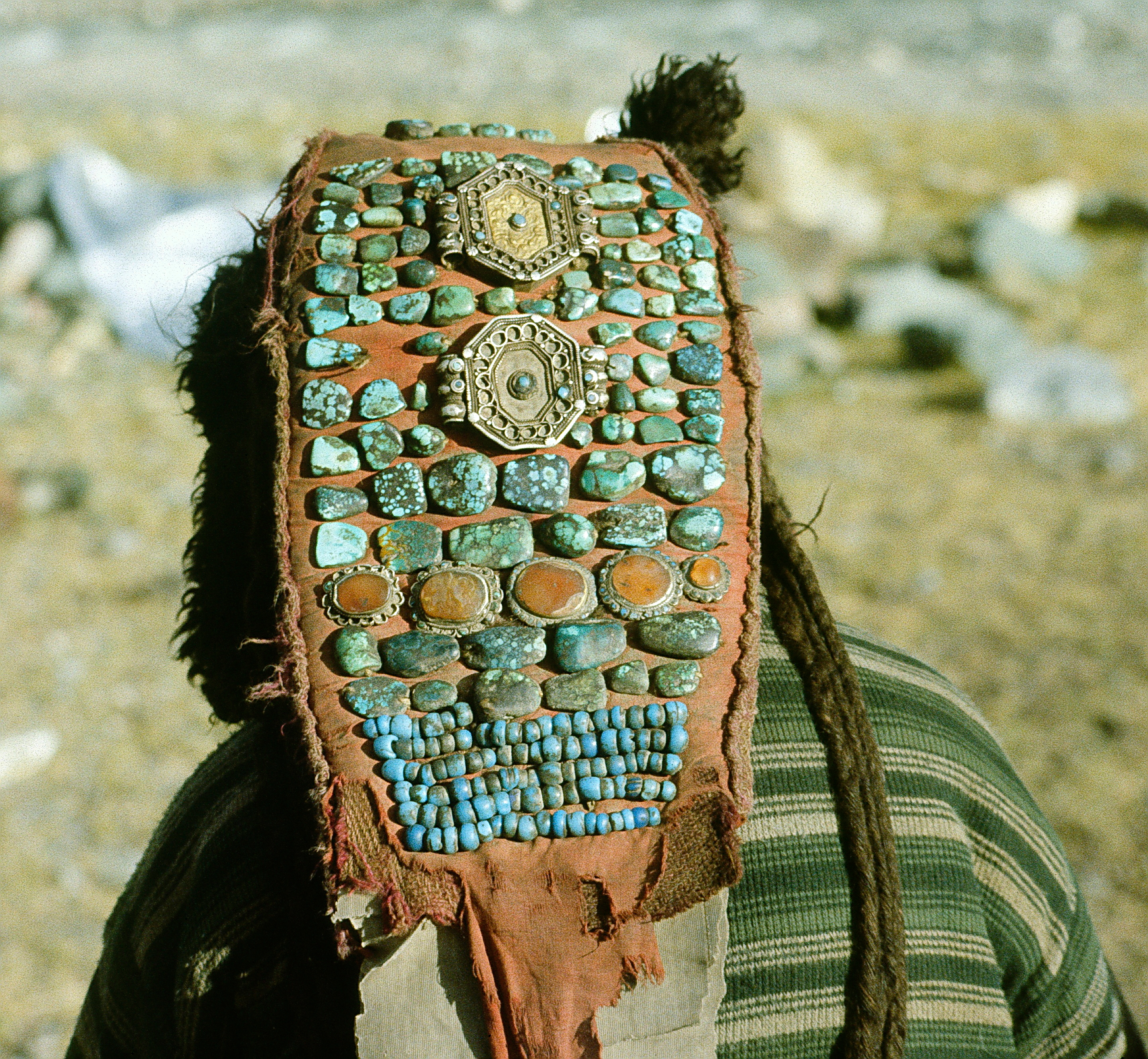
Perak du Zanskar (Inde).
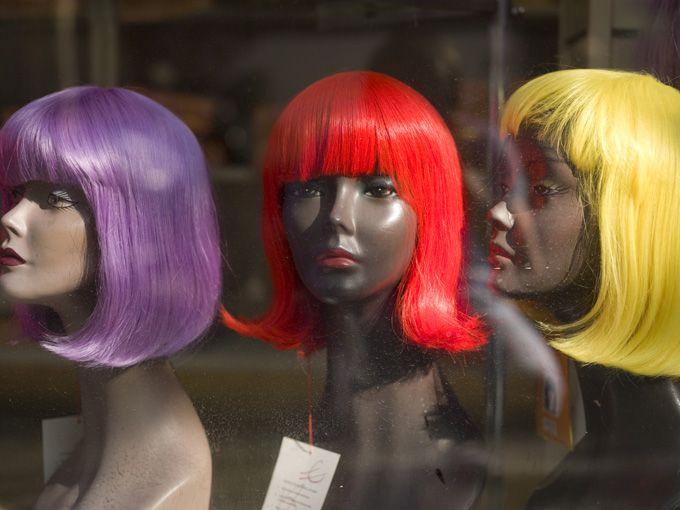
Perruque
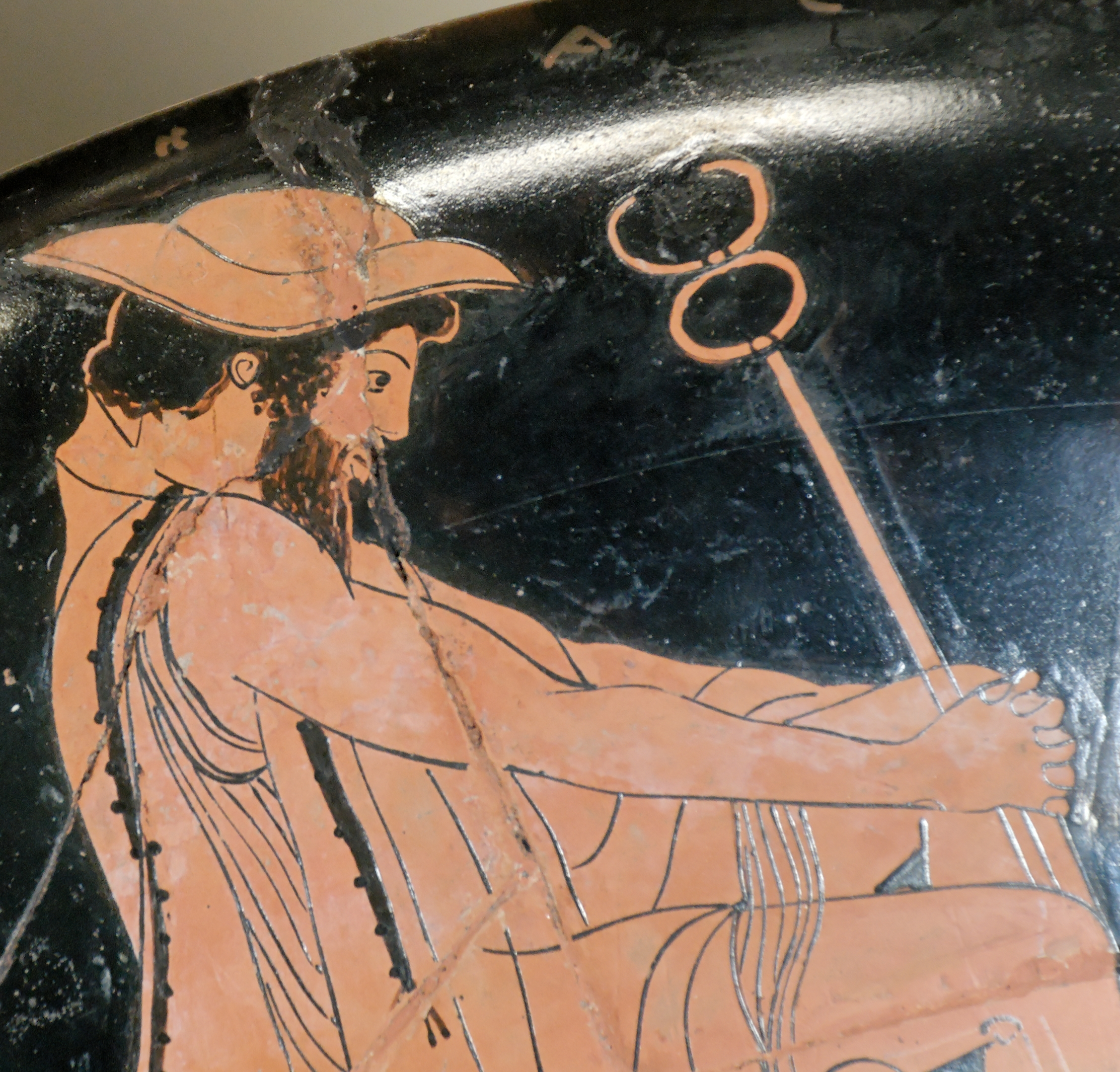
Pétase grecque.
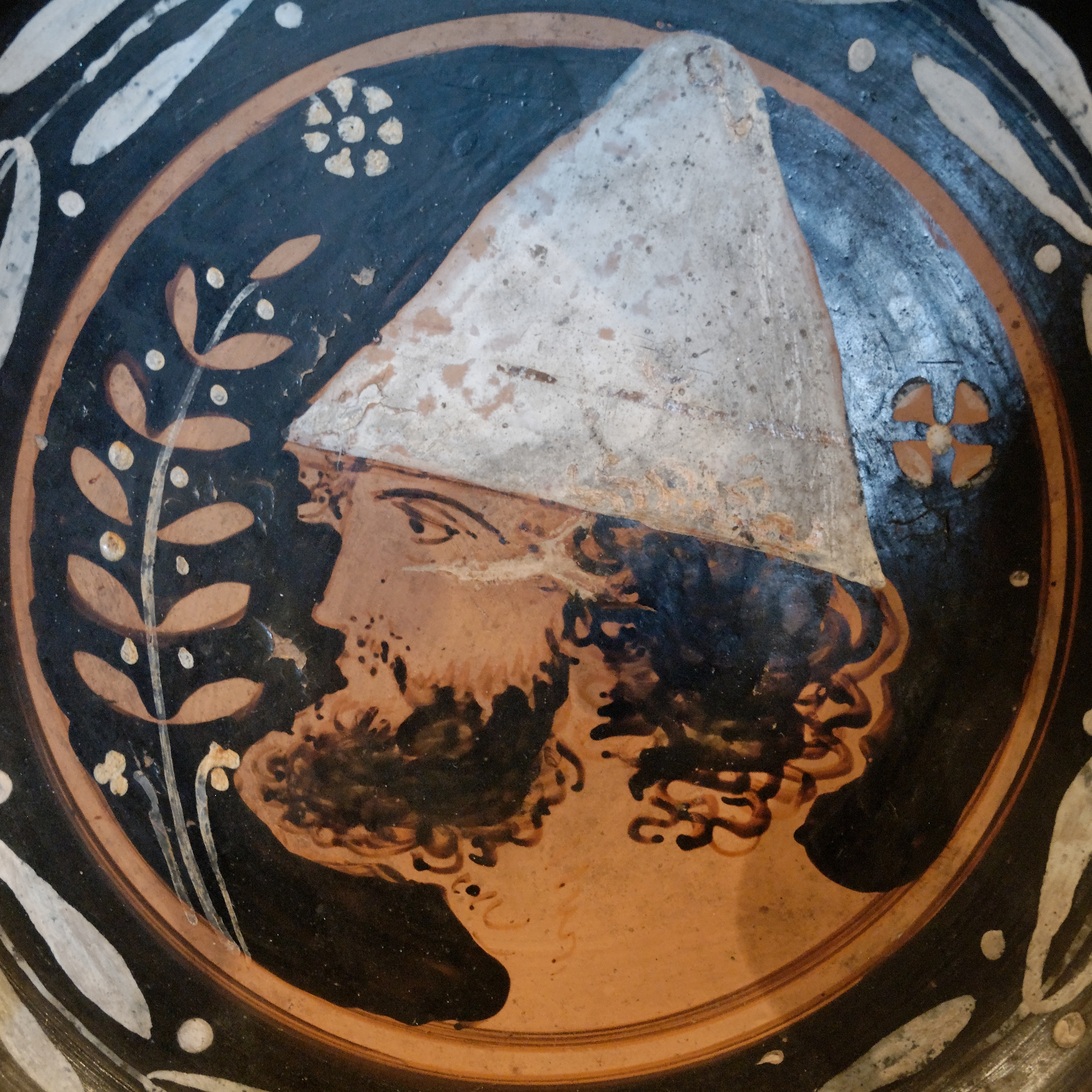
Homme coiffé du pilos (bonnet conique).
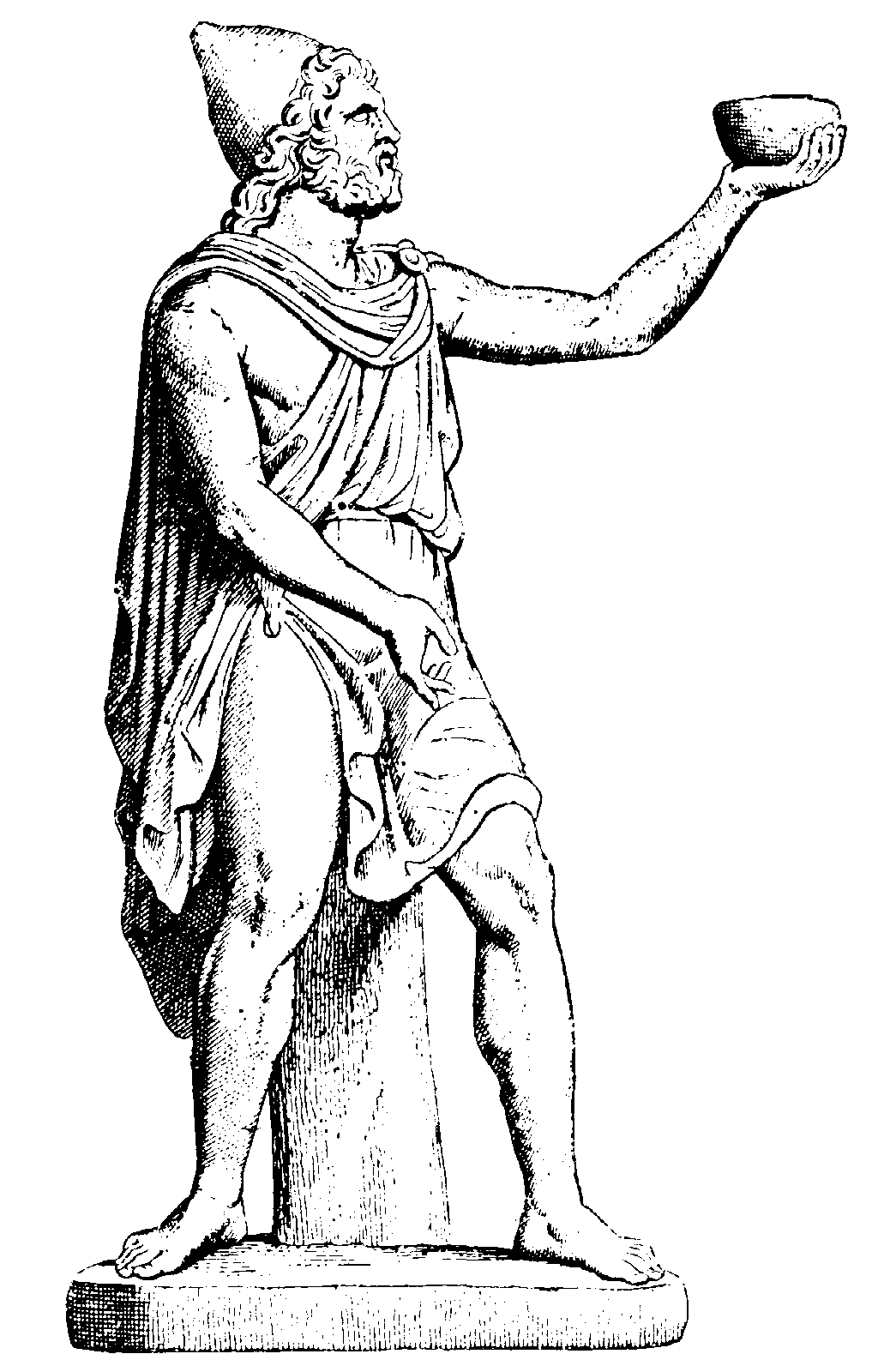
Pileus ou pilos romain antique.
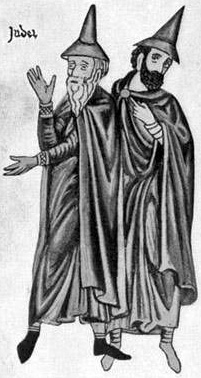
Pileus cornutus juif.
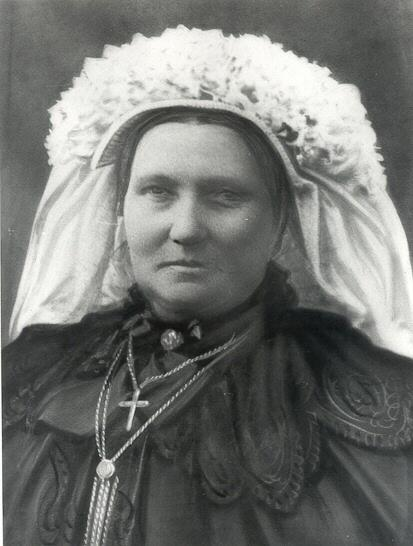
Coiffe brabançonne (photo prise à Reek, Pays-Bas)

- Haut – A
- B
- C
- D
- E
- F
- G
- H
- I
- J
- K
- L
- M
- N
- O
- P
- Q
- R
- S
- T
- U
- V
- W
- X
- Y
- Z

## Q
- Quatre-bosses : chapeau traditionnel des scouts
- Quichenotte : coiffe du pays vendéen, d’Aunis et de Saintonge.

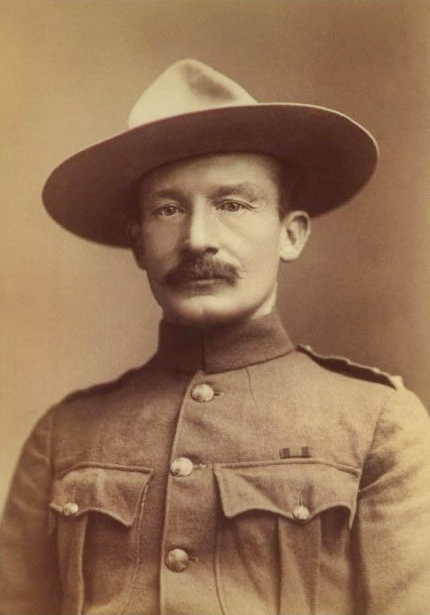
Robert Baden-Powell avec son Quatre-bosses britannique.

- Haut – A
- B
- C
- D
- E
- F
- G
- H
- I
- J
- K
- L
- M
- N
- O
- P
- Q
- R
- S
- T
- U
- V
- W
- X
- Y
- Z

## R
- Rogatywka : coiffe militaire polonaise

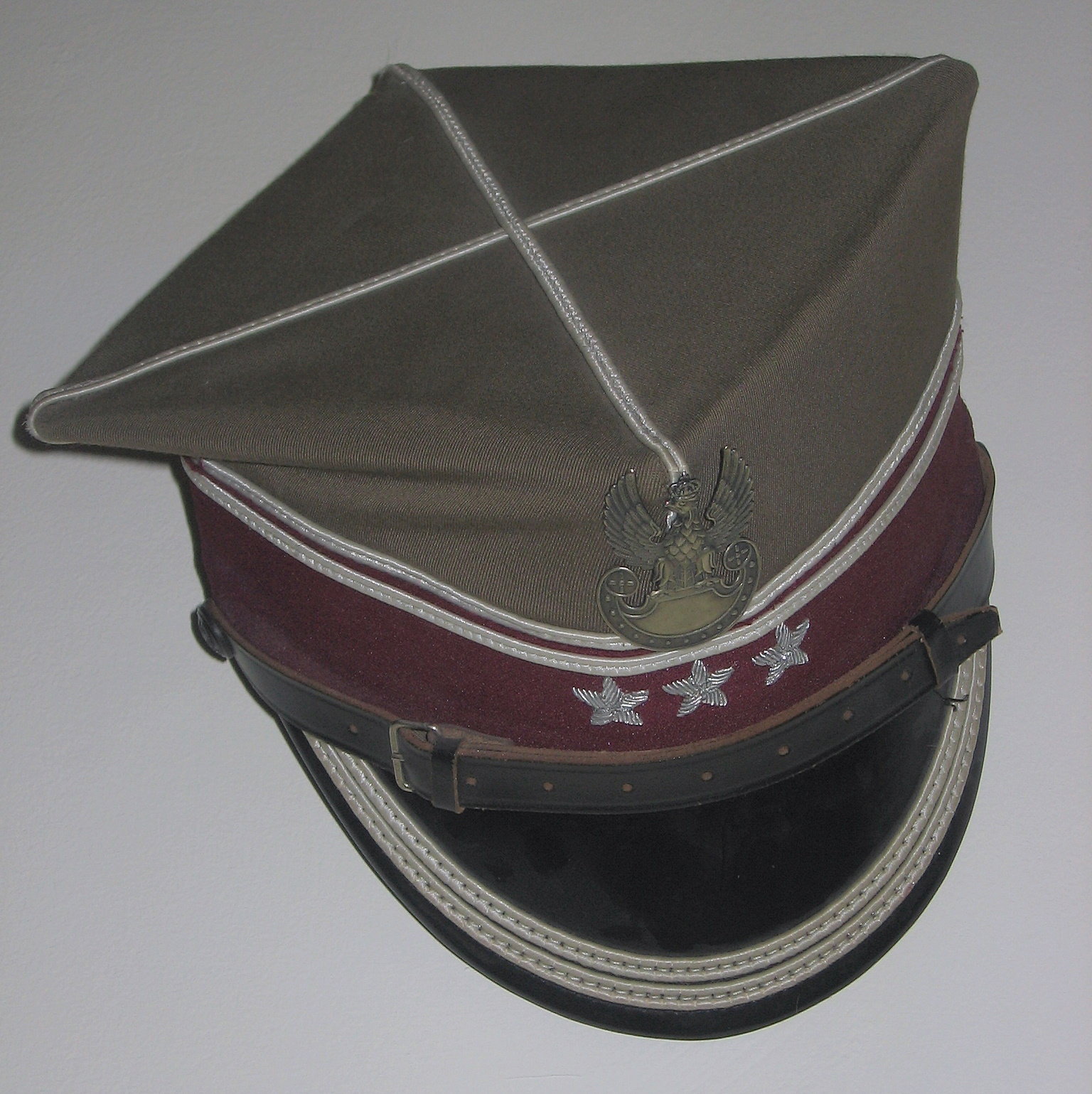
Rogatywka appartenant à un médecin militaire polonais.

- Haut – A
- B
- C
- D
- E
- F
- G
- H
- I
- J
- K
- L
- M
- N
- O
- P
- Q
- R
- S
- T
- U
- V
- W
- X
- Y
- Z

## S
- Saghavart : coiffure portée dans l’église apostolique arménienne par les archiprêtres.
- Saintongeoise : petite coiffe ronde à rubans, portée dans le nord de la Saintonge.
- Šajkača : couvre-chef national de serbe.
- Salade : casque médiéval.
  - Salade à queue
  - Salade à vue coupée
- Salako : chapeau saintois.
- Sarma : coiffe métallique conique haute constituée de deux parties emboîtées l’une dans l’autre, ressemblant au hennin et au tartûr, et portée à Alger en Algérie[12].
- Sarret : coiffe agathoise (Agde).
- Saturne (Cappello Romano) : coiffe d’évêque ou d’archevêque.
- Schako ou shako : coiffe militaire, en forme de cône tronquée avec une visière, il était souvent en poils et décoré d’une plume ou d’un pompon.
- Schtreimel : chapeau traditionnel ashkénaze, portée par les rabbins hassidim et par les Juifs hassidiques pendant le shabbat et des jours de fête juive.
- Serre-tête : une sorte de bandeau rigide en forme de U.
- Shaguma : couvre-chef composé de poils d’ours porté par les soldats des troupes impériales japonaises pendant la guerre de Boshin (1867-1868).
- Sombrero : chapeau de paille mexicain à larges bords.
- Sombrero vueltiao : chapeau traditionnel colombien, symbole du pays.
- Spodik : haut chapeau de fourrure noire porté par certains Juifs hassidiques haredim de Pologne.
- Souris : ornement qui se mettait dans la coiffure des femmes au XVIIe siècle.
- Spangenhelm : casque militaire médiéval
- Stahlhelm : casque militaire allemand
- Stetson : une marque de chapeau aussi connu comme chapeau de cow-boy.
- Sudra : couvre-chef traditionnel juif en tissu.
- Suivez-moi-jeune-homme :  pans de dentelles qu'on laisse flotter derrière la robe ou un chapeau.
- Suroît : chapeau en toile cirée porté par les marins pêcheurs.

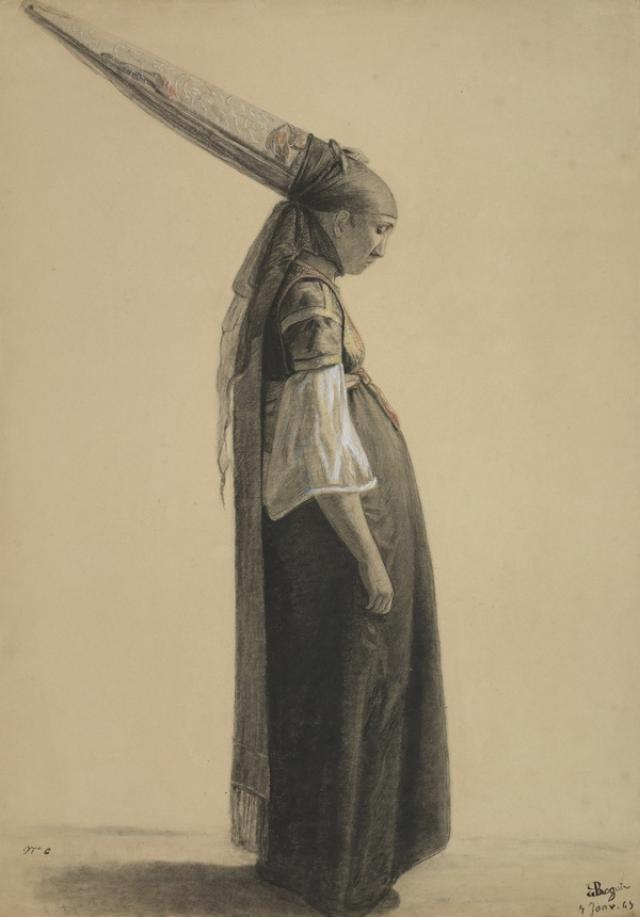
Sarma, Alger, XIXe
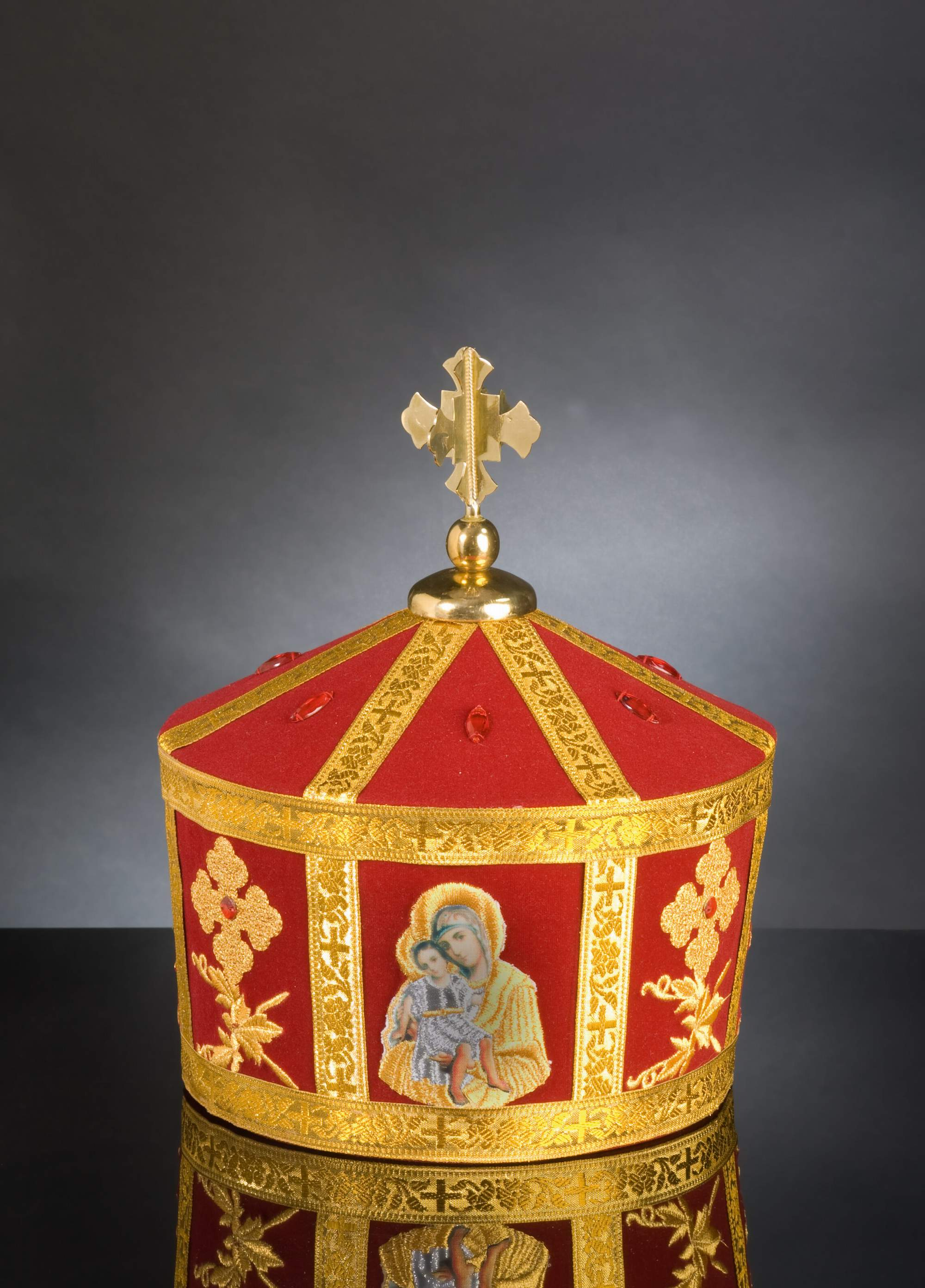
Saghavart arménien.
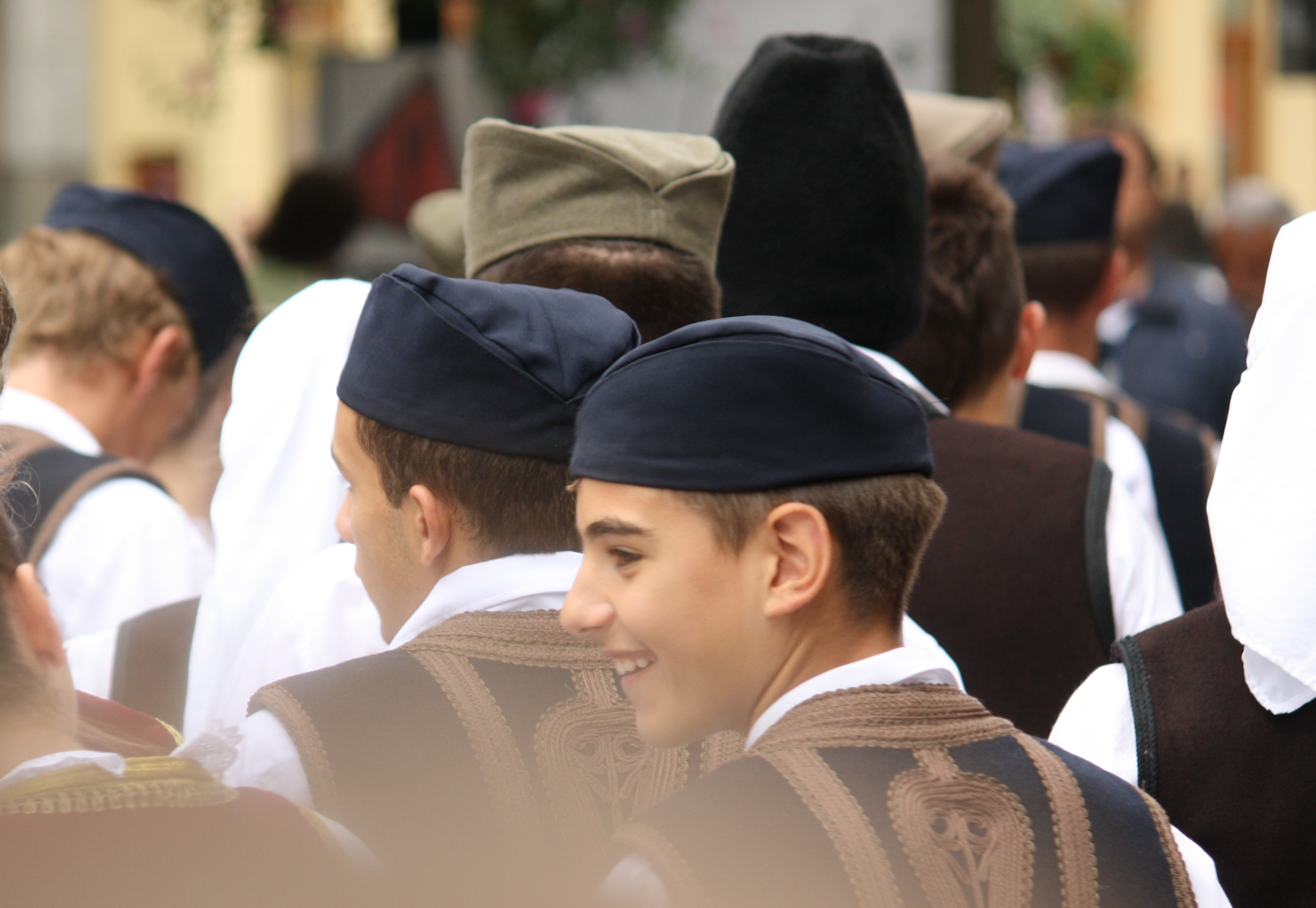
Šajkača serbe.
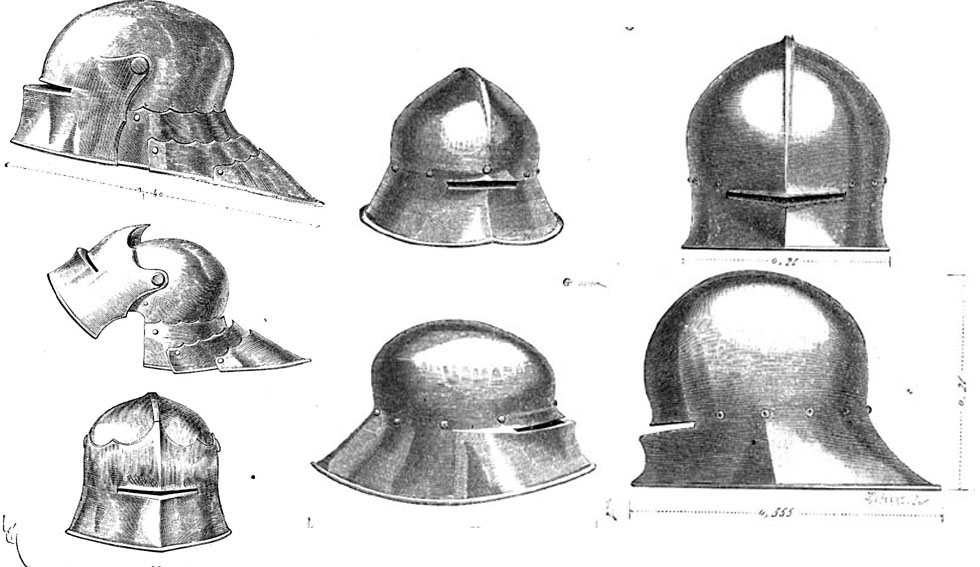
Salades par Viollet-le-Duc.
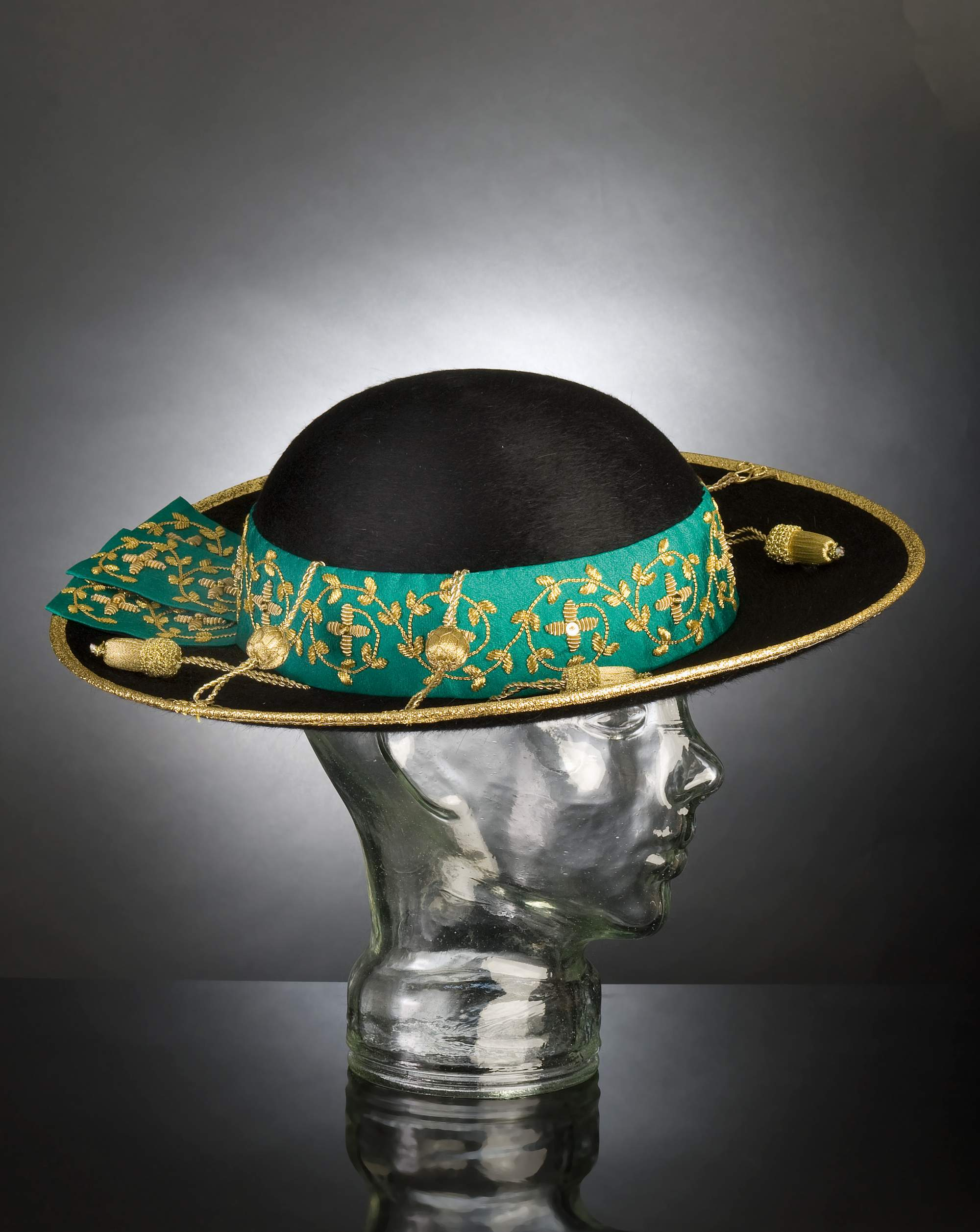
Saturno (Cappello Romano).
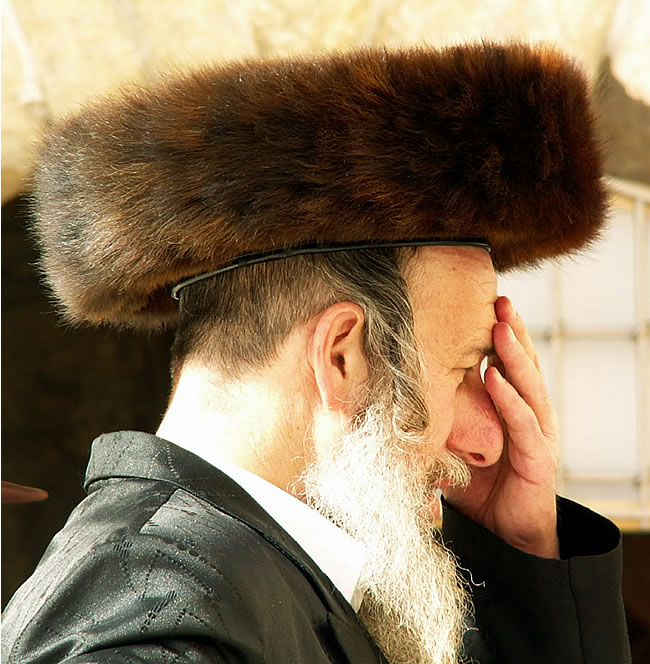
Schtreimel de hassid.
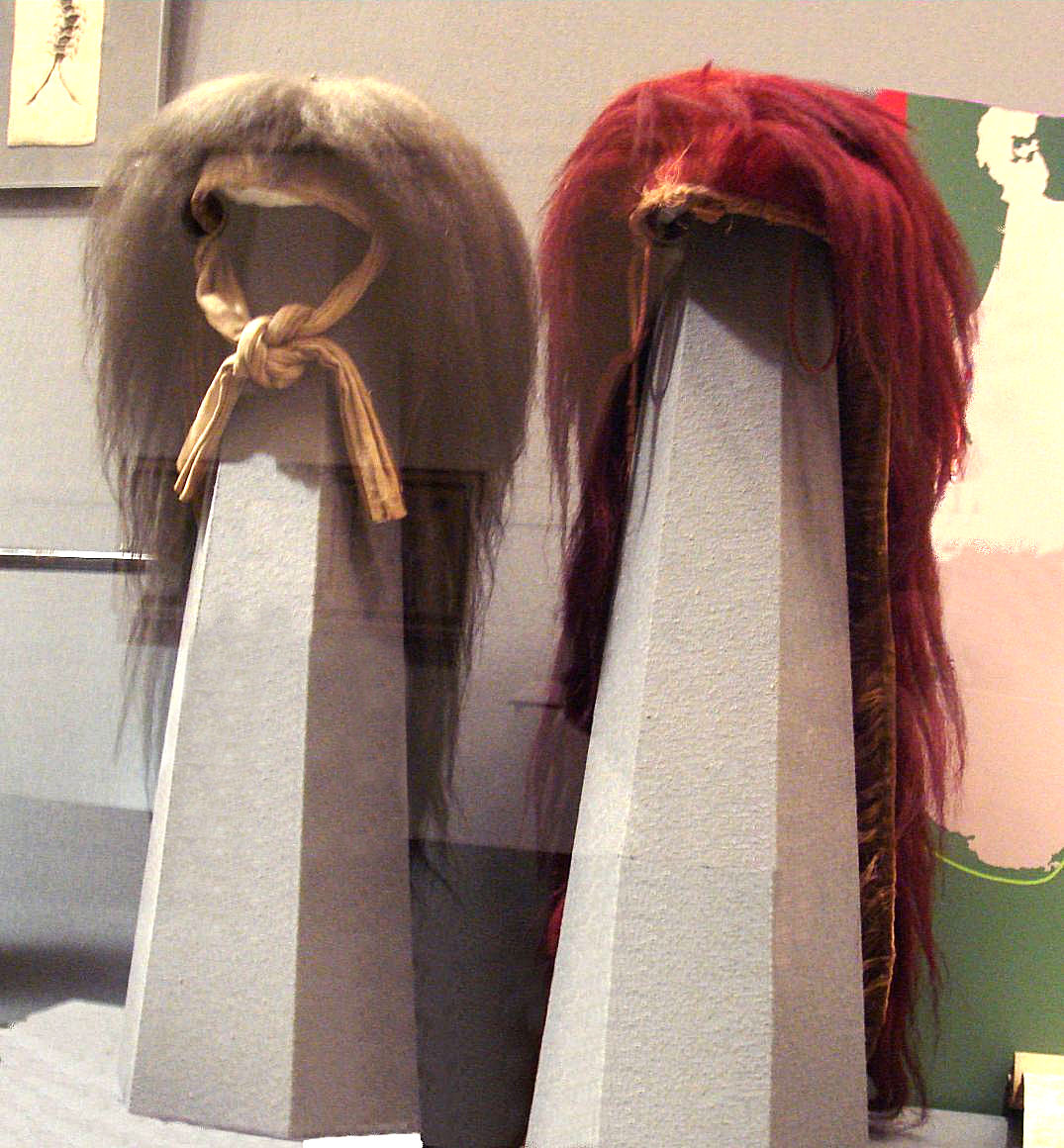
Haguma (à gauche) et shaguma (à droite) japonais.
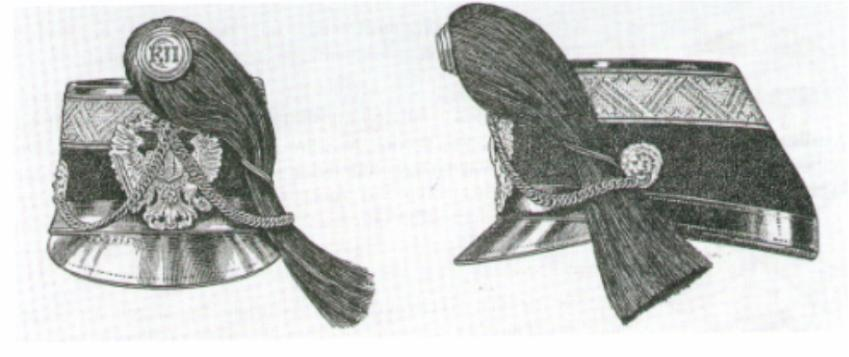
Shako austro-hongrois, 1910.
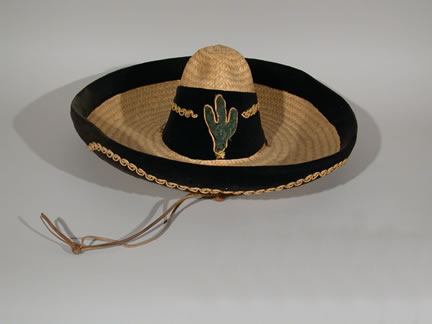
Sombrero mexicain.
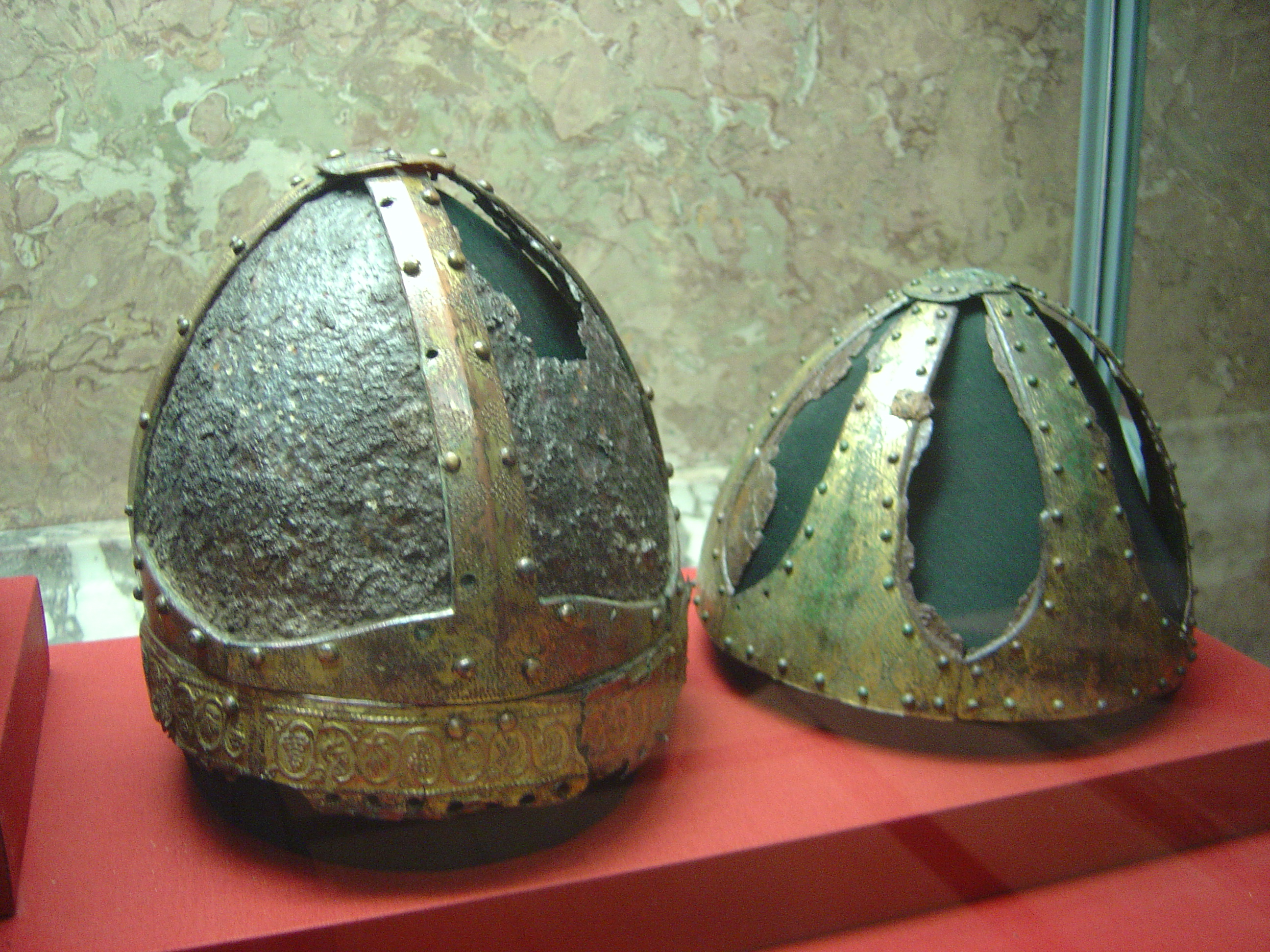
Spangenhelm.
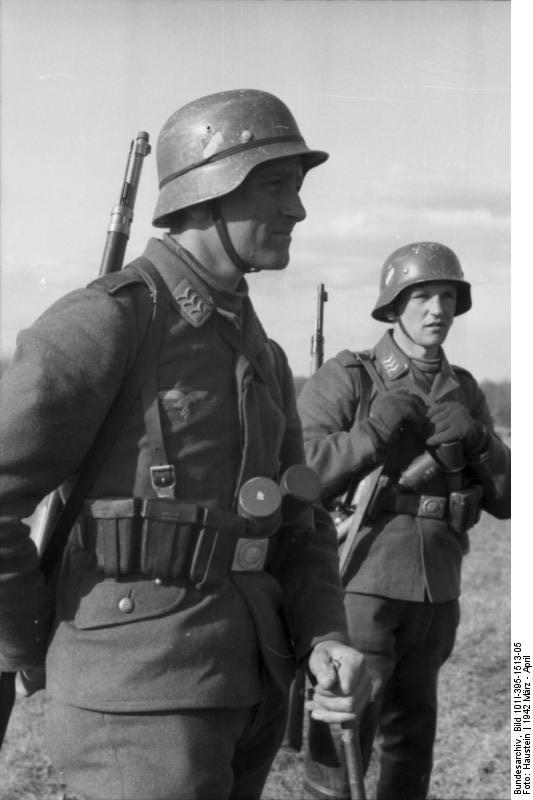
Stahlhelm allemand.
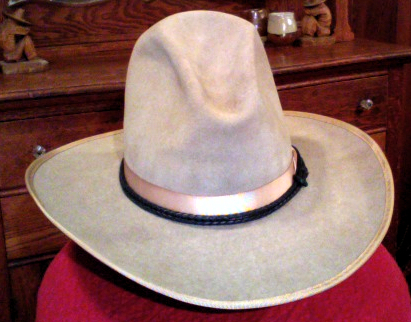
Stetson américain des années 1920.
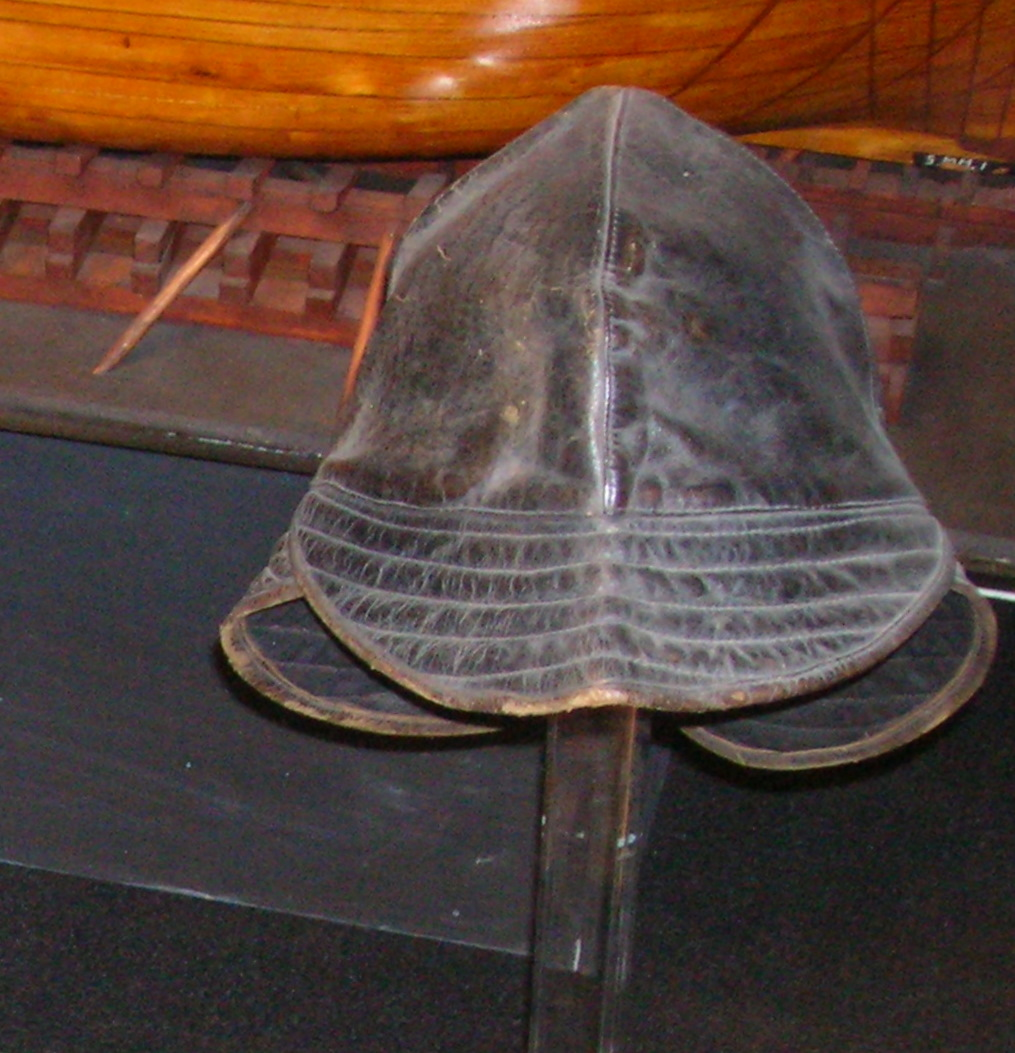
Suroit.

- Haut – A
- B
- C
- D
- E
- F
- G
- H
- I
- J
- K
- L
- M
- N
- O
- P
- Q
- R
- S
- T
- U
- V
- W
- X
- Y
- Z

## T
- Taconnet : coiffure militaire. Du nom de l’industriel qui fournissait ces coiffures. Casquette, à visière carrée, rendue rigide par une coiffe en carton. Très proche du shako, nom du képi d’un uniforme français actuel.
- Tahitien
- Talpack : coiffure militaire. Bonnet d’astrakan, de forme tronconique, des chasseurs à cheval du Second Empire.
- Tam o' shanter : béret traditionnel écossais.
- Tam Quam Mao : coiffure du Viêt Nam porté dans le Caodaïsme par les cardinaux de la section bleue.
- Tapabor : coiffure analogue au suroît
- Tarbouche : coiffe turque, grecque. égyptienne ou levantine, également appelée fez[8].
- Tarte : nom familier donné en France au béret noir à larges bords des Chasseurs alpins et troupes alpines.
- Tantour ou tantûr : cône en métal de 35 et 70 cm de hauteur, attaché droit ou de côté sur une calotte, au sommet duquel se fixe un long voile, s'apparentant au hennin ou à la sarma, et porté les femmes maronites et Druzes du Liban[13],[14].
- Tchador : (ou chador) vêtement traditionnel iranien couvrant la femme.
- Tembel : version plus petite du bob utilisée en Israël.
- Tengkolok : couvre-chef masculin malais traditionnel.
- Tiare : sorte de couronne ornementale.
- Tiare papale : nom de la couronne du pape.
- Tidi : coiffure cérémoniale kanak.
- Tignon ou tiyon : coiffe ou un foulard noué sur la tête en forme de turban par les femmes créoles de Louisiane pendant la période coloniale et qui perdure parfois jusque nos jours.
- Tobis : sorte de fez musulman, porté en Asie du Sud et du Sud-Est.
- Topi : petit chapeau national népalais en forme de cône tronqué porté par les hommes. Il représente symboliquement le Mont Kailash par lequel passe l’axe de l’univers
- Toquat (ou tocat) : coiffe féminine ancienne de la région troyenne, portée les dimanches et les jours de fêtes.
- Toque : chapeau cylindrique en principe sans bords dont le modèle le plus connu est la toque de cuisinier. On produit également de nombreuses toques de fourrure, de peau ou toutes autres matières chaudes, pour les hivers glaciaux.
Premier nom donné au chapeau de la tenue féminine de l’uniforme de la police (bord relevé sur l’arrière, calotte tronc-conique), il est remplacé actuellement par le postillon.
- Tortil :
- Tricorne : chapeau du XVIIIe siècle à bords repliés sur la calotte en trois cornes.
- Trilby : borsalino anglais à bord plus court, incliné vers le bas (cassé vers le bas) à l'avant et légèrement relevé à l'arrière. Le trilby a également une couronne légèrement plus courte sur la conception qu'un fedora typique.
- Tuque : bonnet de laine porté en hiver.
- Turban : couvre-chef, d’origine asiatique, consistant d’une longue écharpe enroulée autour du sommet de la tête ou d’un chapeau.
  - Turban blanc : couvre-chef, accessoire traditionnel dans les pays chiites.
  - Turban noir : couvre-chef, accessoire traditionnel dans les pays chiites.
- Tutulus : coiffure étrusque.
- Tyrolien : chapeau masculin des costumes traditionnels du Tyrol.

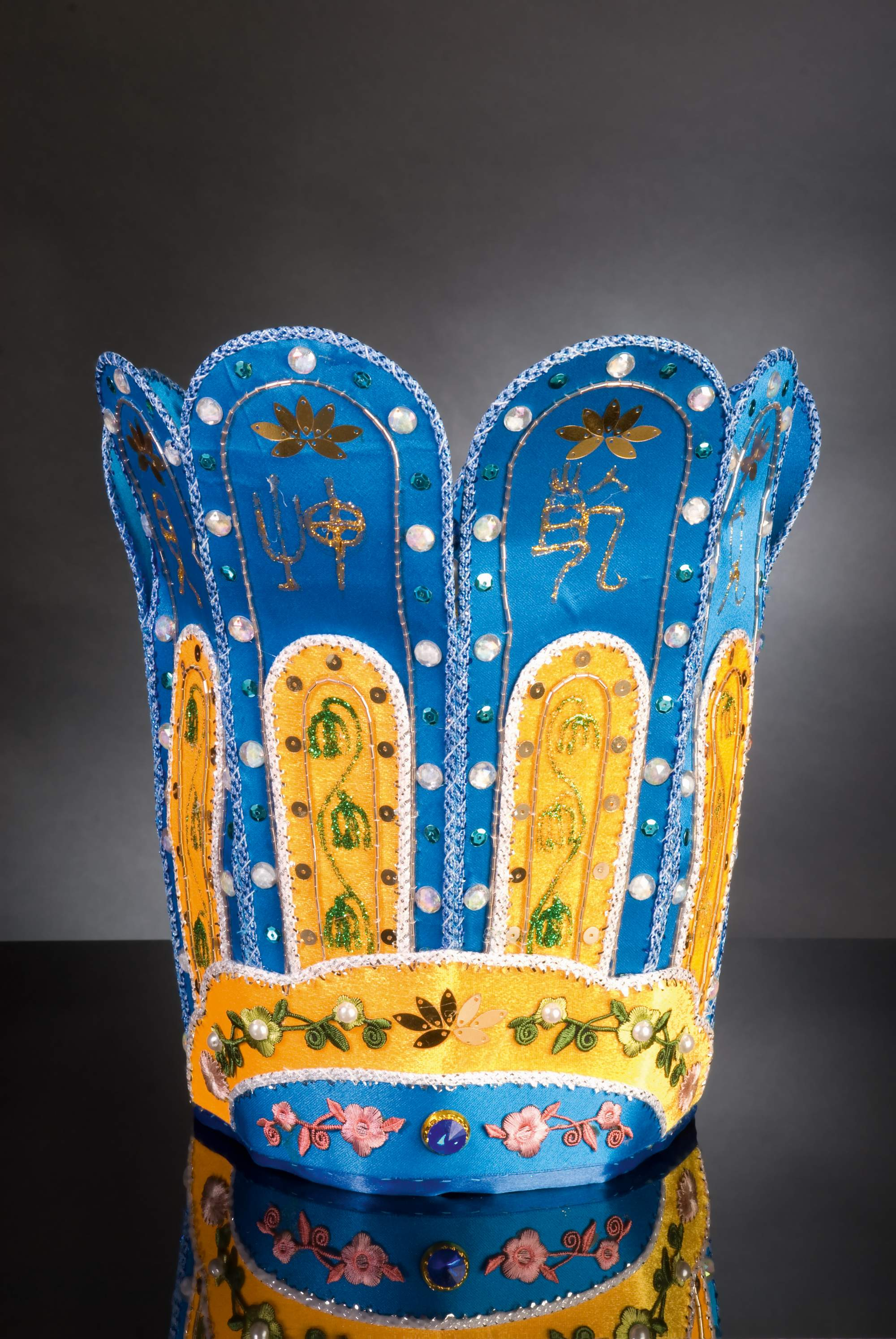
Tam Quam Mao vietnamien.
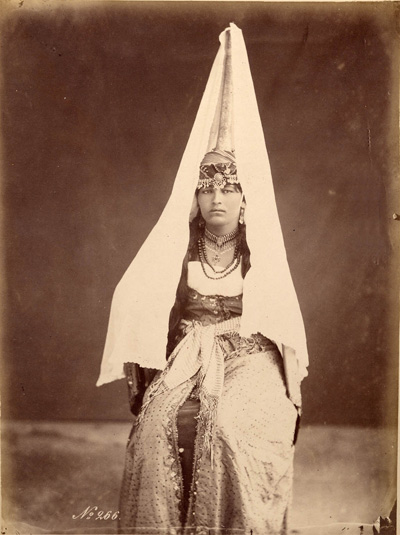
Tantûr porté par une Druze du Chouf (Liban), 1870
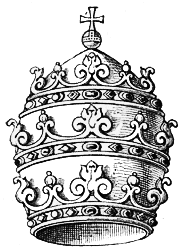
Tiare papale.
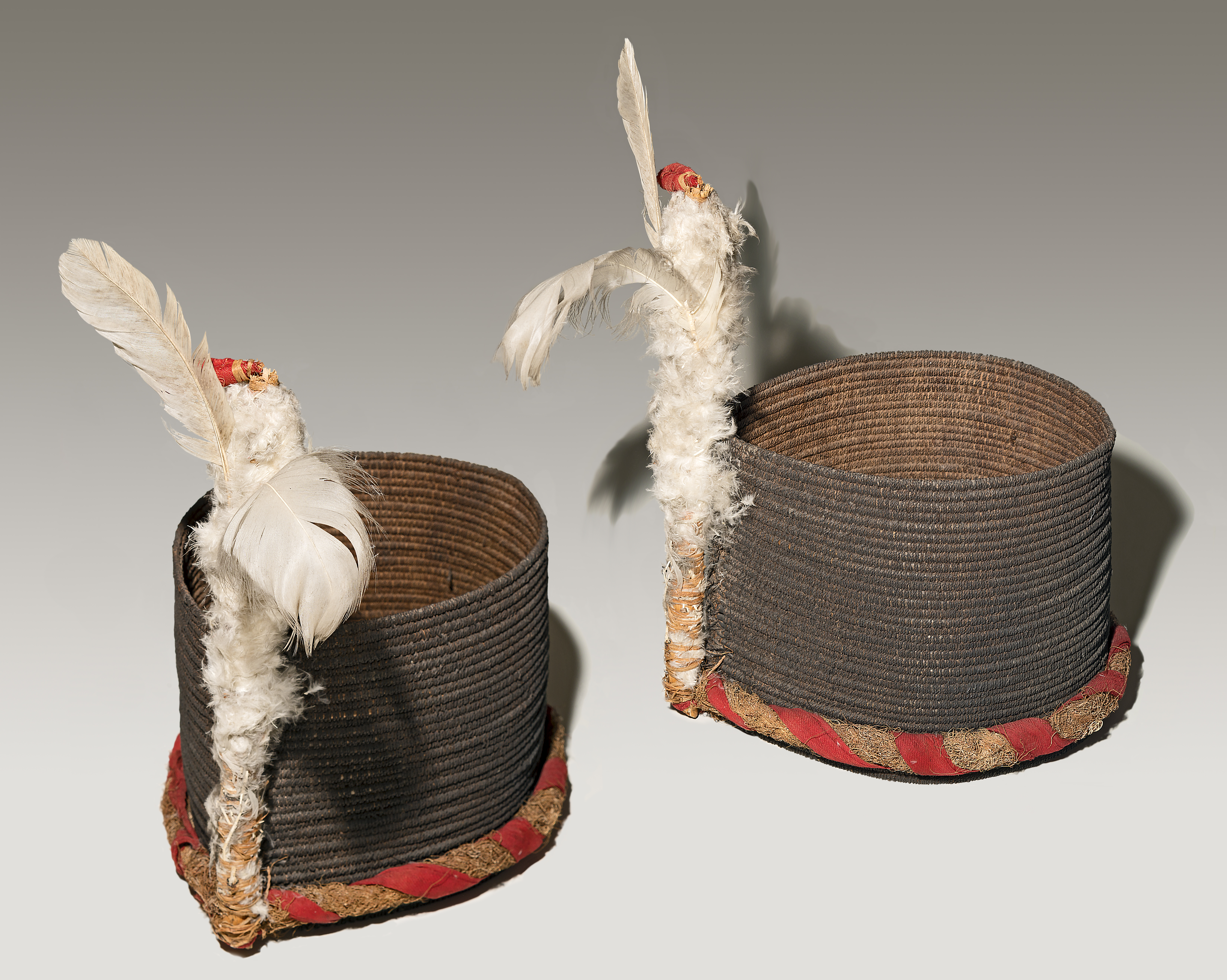
Coiffe Tidi - Nouvelle-Calédonie MHNT
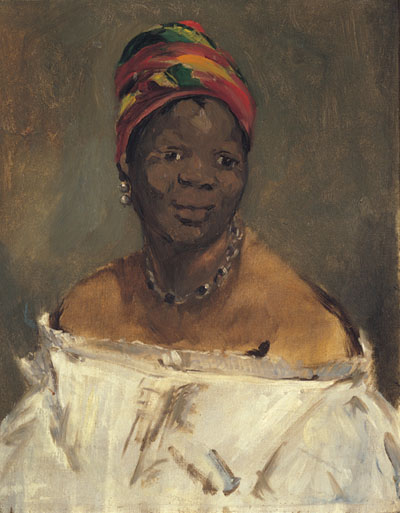
Tignon ou tiyon créole de Louisiane.
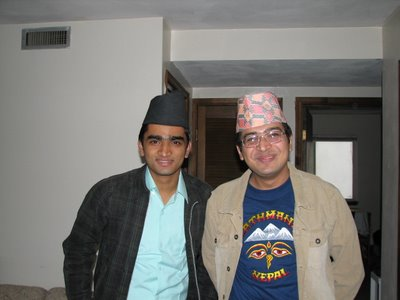
Tobis du Bangladesh et Topi népalais.
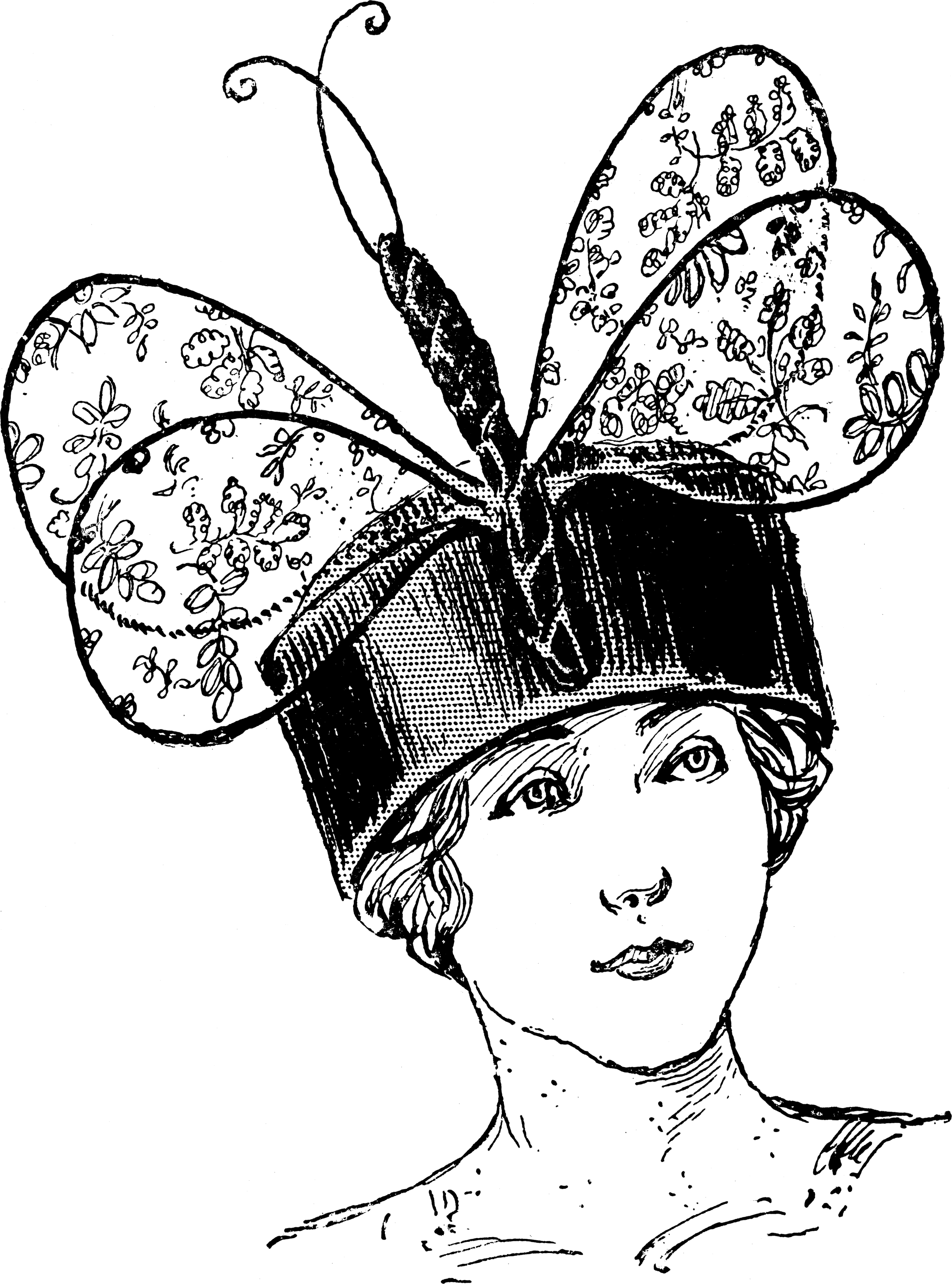
Toque féminine en 1913.
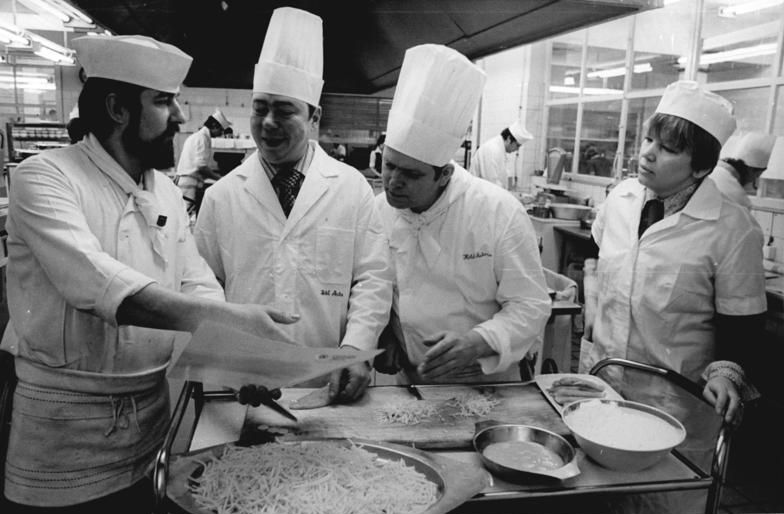
Toques de cuisiniers.
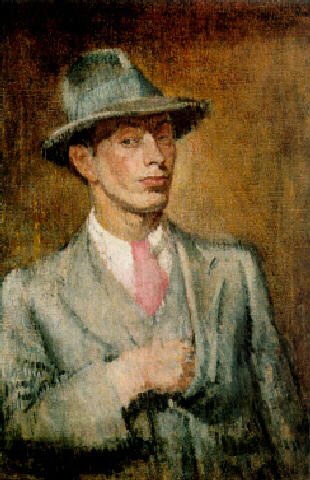
Trilby anglais.
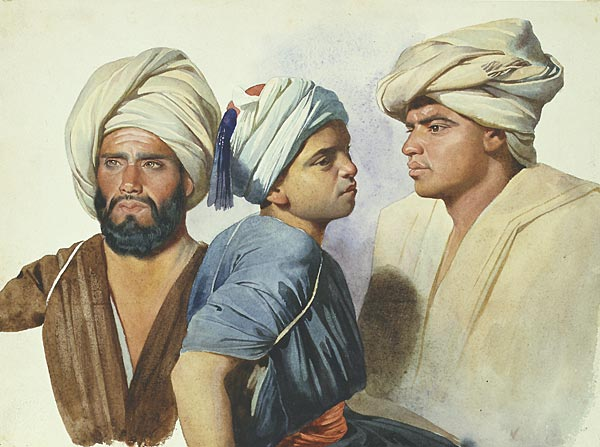
Turbans asiatiques.
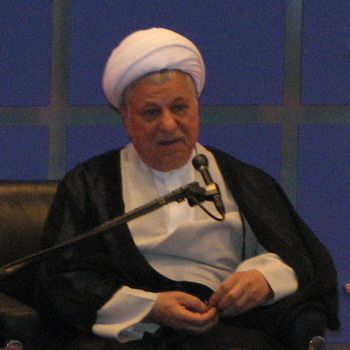
Turban blanc.
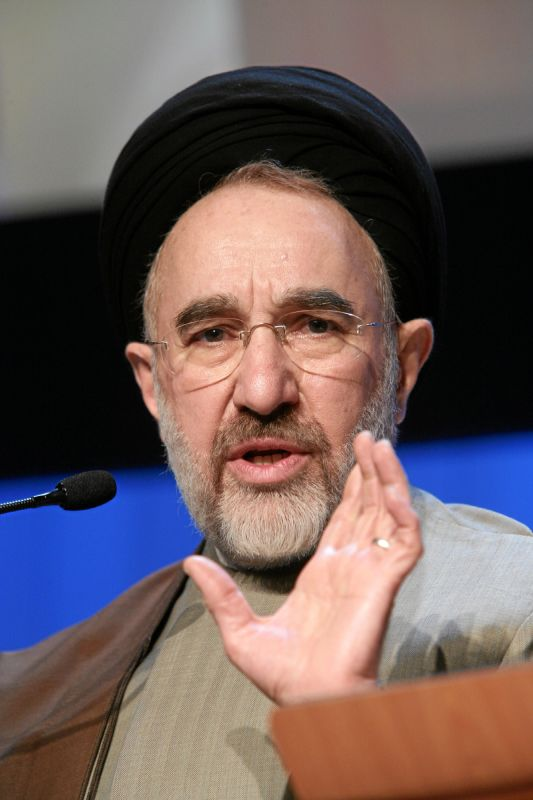
Turban noir.
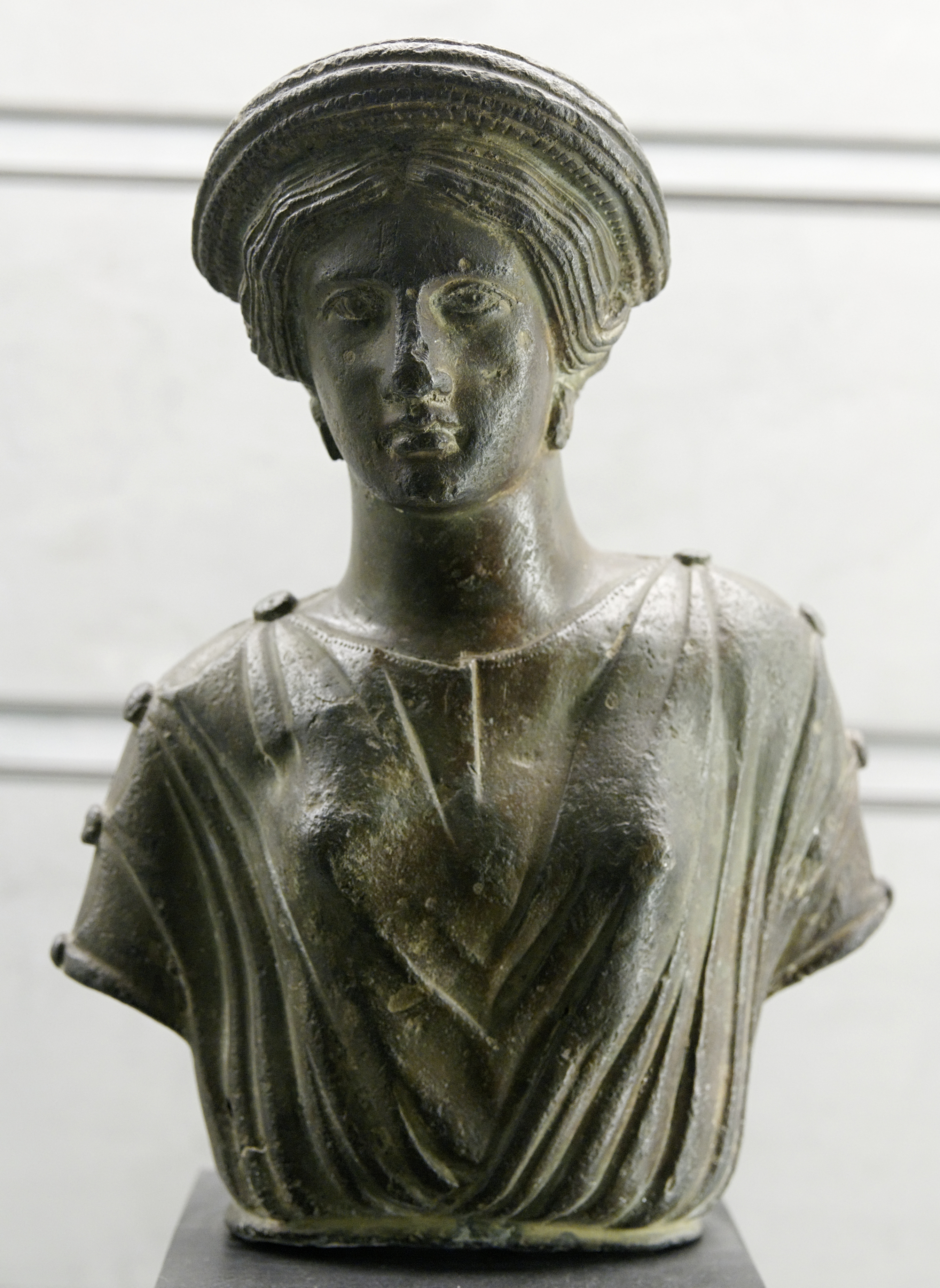
Tutulus étrusque.
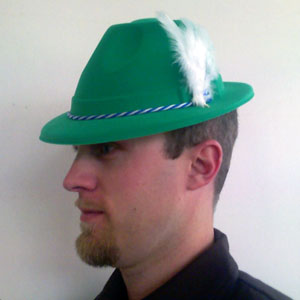
Tyrolien.
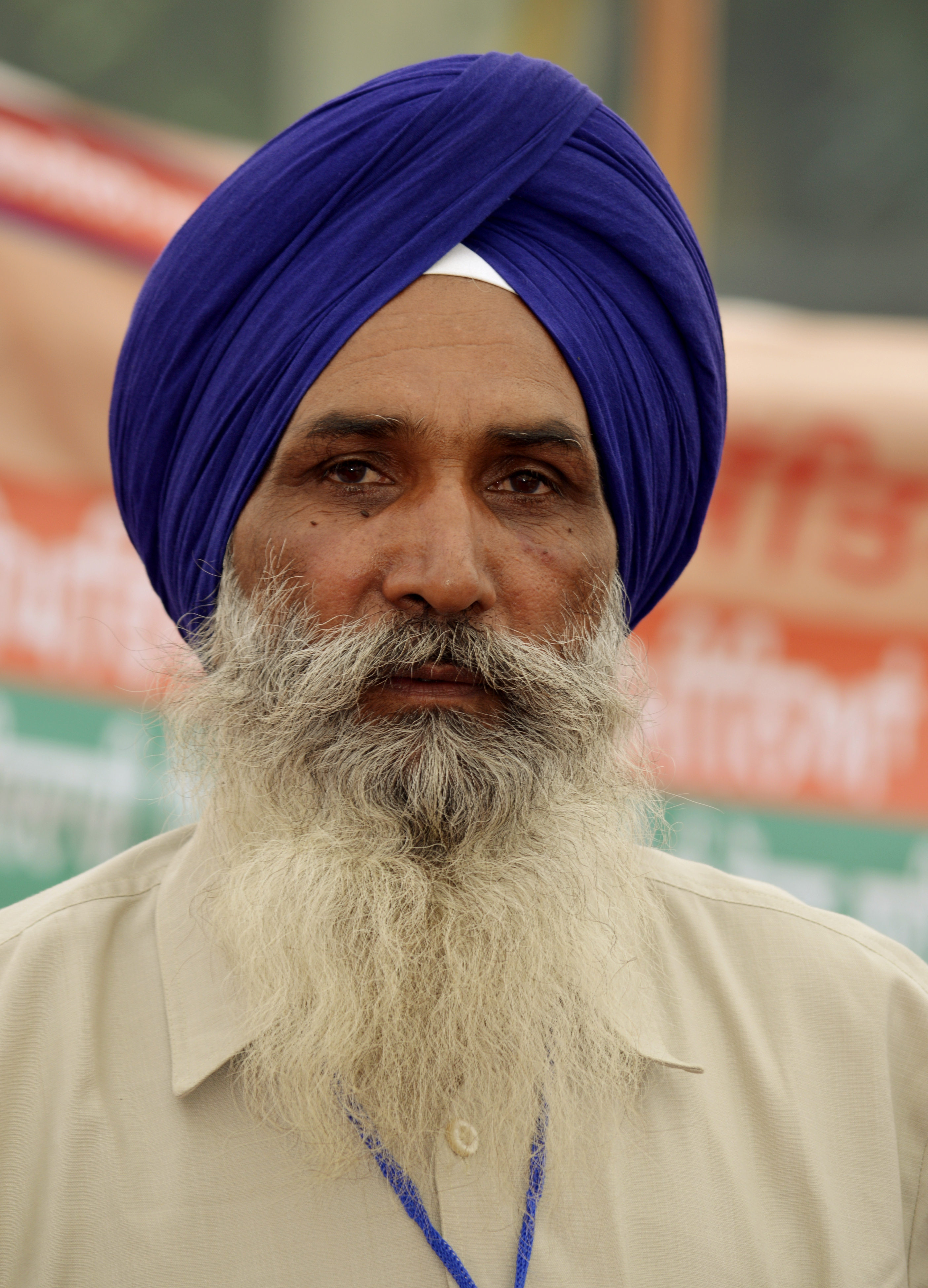
Turban sikh
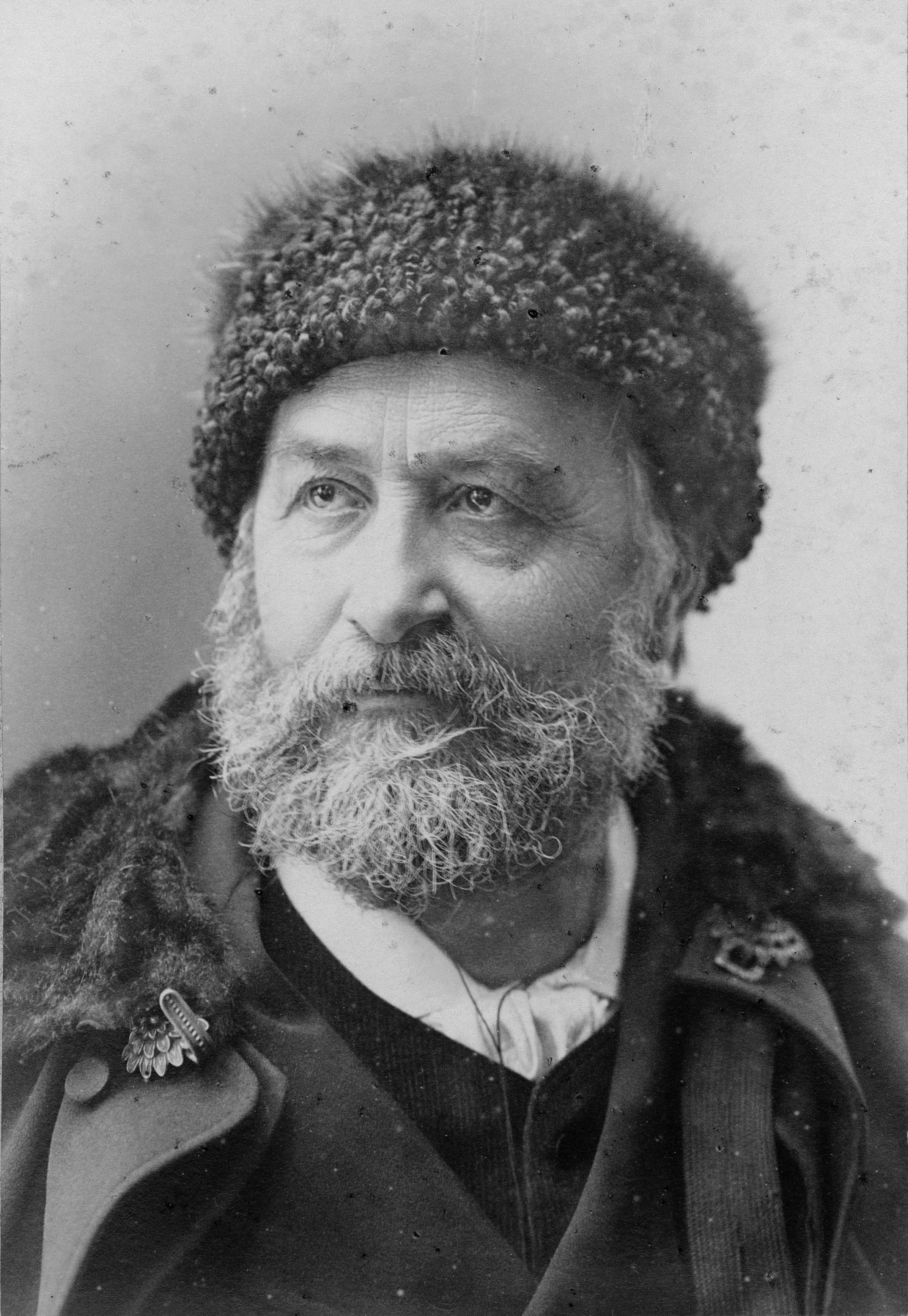
Toque (Élie Reclus)
Garde Civique belge (XIXe siècle)

- Haut – A
- B
- C
- D
- E
- F
- G
- H
- I
- J
- K
- L
- M
- N
- O
- P
- Q
- R
- S
- T
- U
- V
- W
- X
- Y
- Z

## U
- Ushanka : chapeau de fourrure, traditionnel en Russie.
- Uskuf

- Haut – A
- B
- C
- D
- E
- F
- G
- H
- I
- J
- K
- L
- M
- N
- O
- P
- Q
- R
- S
- T
- U
- V
- W
- X
- Y
- Z

## V
- Voile

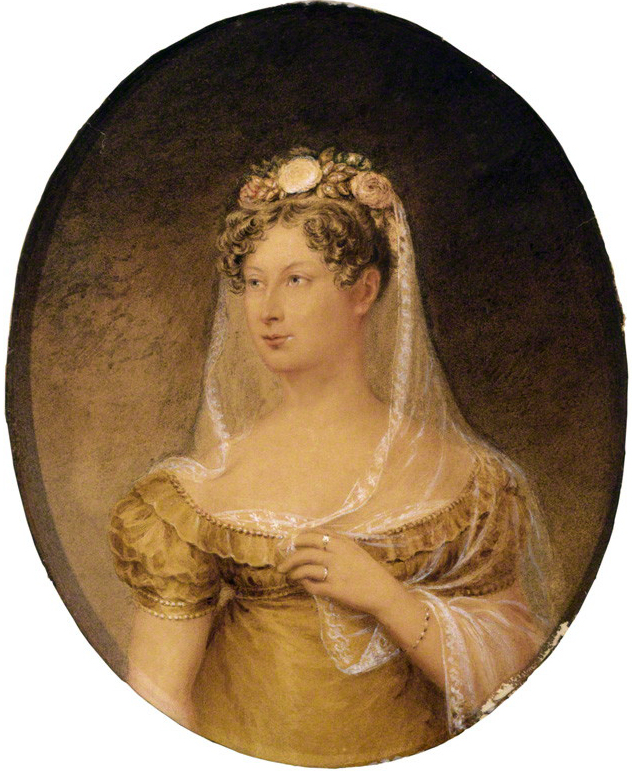
Voile, 1816.

- Haut – A
- B
- C
- D
- E
- F
- G
- H
- I
- J
- K
- L
- M
- N
- O
- P
- Q
- R
- S
- T
- U
- V
- W
- X
- Y
- Z